# Alpine F1 Team
Pour les articles homonymes, voir Alpine.
Alpine F1 Team (engagée en compétition depuis 2022 sous la dénomination commerciale BWT Alpine F1 Team) est une écurie de Formule 1, appartenant au constructeur automobile français Renault, basée à Viry-Châtillon (Essonne) dans les locaux de l'usine Amédée Gordini et à Enstone dans l'Oxfordshire au Royaume-Uni. Enstone abrite le siège technique de l'équipe et est chargé du développement et de la conception du châssis des monoplaces tandis que le site de Viry-Châtillon se concentre sur le développement et la conception du moteur. Renault participe sous son nom au championnat du monde de Formule 1 en tant que constructeur de châssis et motoriste de 1977 à 1985, de 2002 à 2011 et de 2016 à 2020. À partir de 2021, l'écurie tricolore change de nom pour devenir Alpine F1 Team. Sur les périodes intermédiaires, Renault s'en est tenu au rôle de motoriste.
Depuis 2023, les pilotes de l'écurie sont les Français Esteban Ocon (qui a obtenu sa première victoire — et celle de l'écurie Alpine — au Grand Prix de Hongrie 2021) et Pierre Gasly. En 2023, Alpine obtient deux podiums, Ocon à Monaco et Gasly à Zandvoort.
En 2024, l'écurie annonce la fin de son activité de motoriste, affectant son usine historique de Viry-Châtillon à d'autres tâches. Alpine deviendra donc en 2026 une écurie « cliente », construisant ses châssis à Enstone pour des moteurs achetés à Mercedes. Le 4 juillet 2025, Alpine poursuit sa réorganisation avec la nomination de Steve Nielsen en tant que directeur d'équipe.

## Histoire de Renault en Grands Prix

### Débuts en compétition automobile (1899-1908)

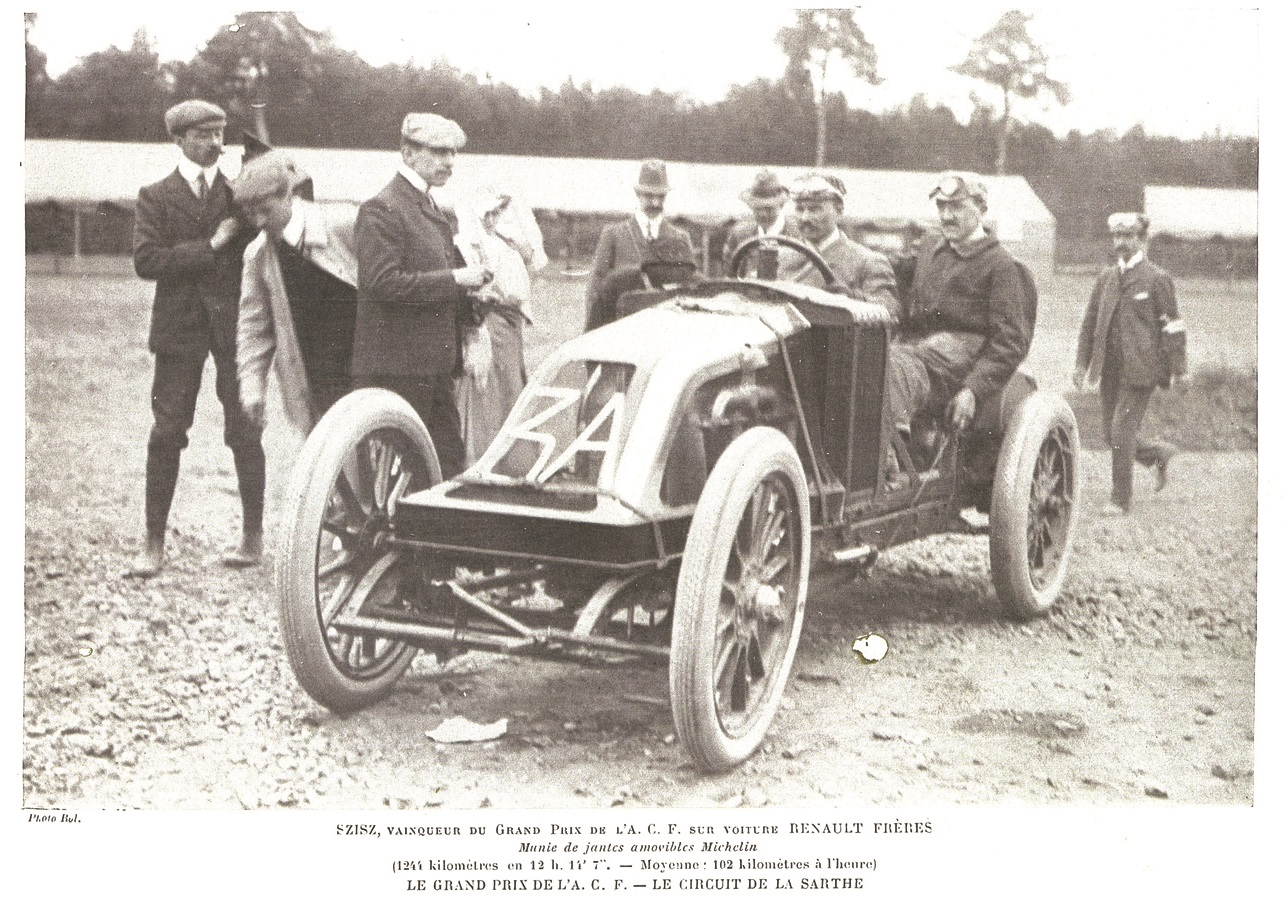
Ferenc Szisz, vainqueur du Grand Prix de l’ACF au volant de la Renault AK en 1906.

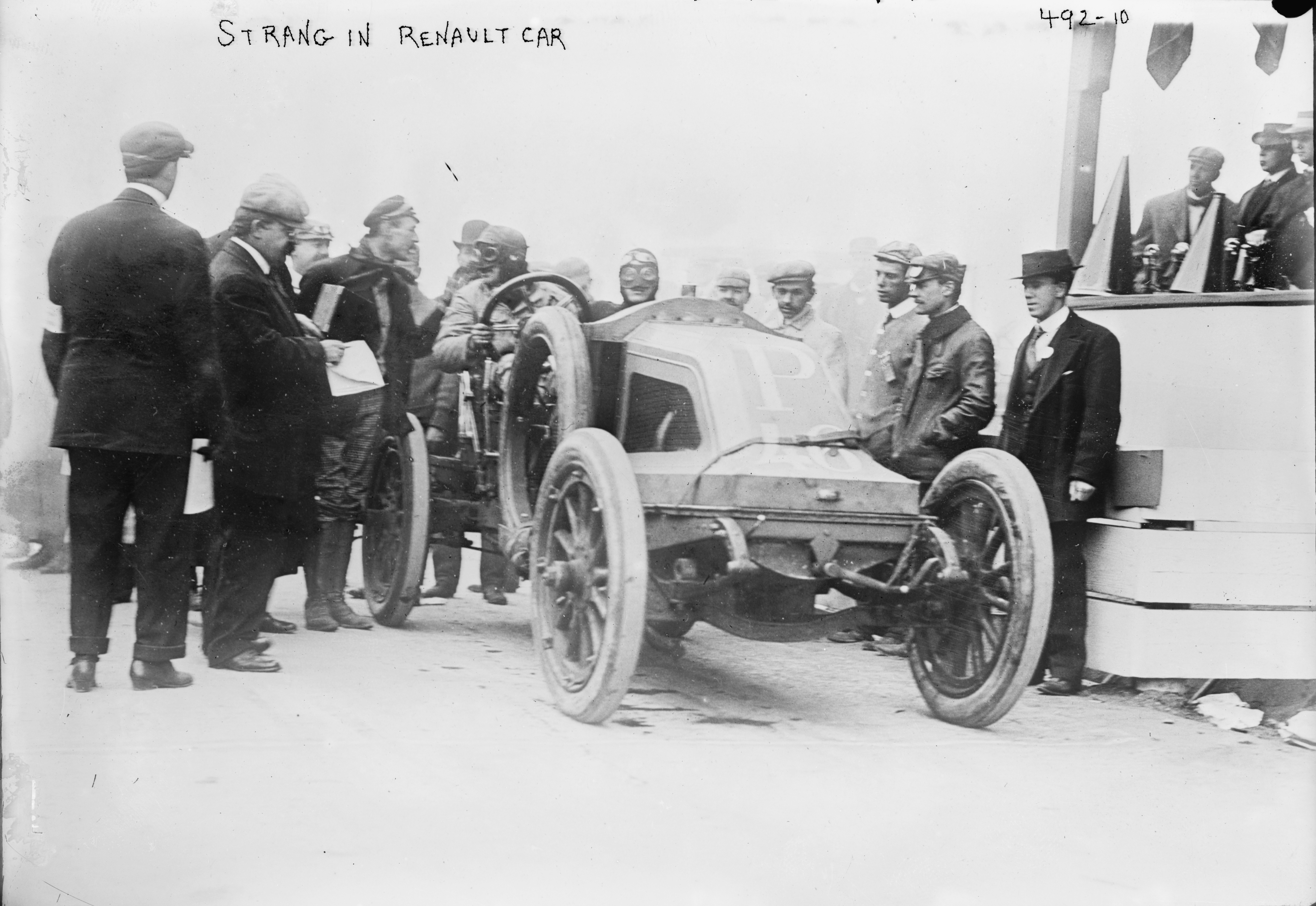
Lewis Strang sur « Agatha » Renault, au premier Grand Prix des États-Unis en 1908.

Renault est présent en compétition automobile depuis la fin du XIXe siècle. Louis Renault, en 1899, sur une Renault, remporte la course Paris-Ostende. En 1900, il gagne personnellement Paris-Toulouse-Paris en catégorie voiturettes. En 1901, trois Renault terminent aux trois premières places de la course Paris-Bordeaux, toujours en catégorie voiturettes. Louis Renault arrête la compétition en 1903 après le décès de son frère Marcel Renault dans la course automobile Paris-Madrid, arrêtée à Bordeaux en raison de nombreux accidents mortels.
Renault, grâce à Ferenc Szisz, gagne le Grand Prix de l'ACF, premier Grand Prix automobile de l'histoire, qui a lieu sur le circuit de la Sarthe. En 1907, Szisz se classe deuxième, derrière la Fiat de Felice Nazzaro. Au Grand Prix de France 1908, Szisz abandonne sur bris de roue, Serguey Dimitriewich termine huitième et Gustave Caillois quinzième.
Après cet échec, Renault se retire de la compétition automobile mais la même année, grâce au Français Paul Lacroix vainqueur des 24 Heures de Morris Park en 1907 pour Renault avec Maurice Bernin et directeur de la société américaine « Renault Frères Selling Branch » qui engage une voiture, l'Américain Lewis Strang finit sixième et premier de son pays pour le premier Grand Prix automobile des États-Unis (sur une Renault 35CV)[réf. nécessaire].

### Les débuts en Formule 1 (1977-1985)

Renault Sport, la branche sportive de la firme au losange, pilote le programme sportif de Renault en Formule 1 de 1977 à 2020.

Dès avril 1972, les responsables de Renault et Elf demandent aux ingénieurs de Renault-Gordini de mettre au point un moteur pour la compétition afin de décrocher la victoire aux 24 Heures du Mans. La mise au point de ce prototype donne l'idée d'en concevoir un pour la Formule 1. Fort de ses succès en rallye et en endurance, Alpine développe alors avec Gordini pour Renault la toute première monoplace de Formule 1 du constructeur français en 1976. Alignant les victoires en rallye durant les années 1970 grâce aux berlinettes Alpine de Jean Rédélé, la Régie est également présente sur les circuits depuis 1968 en Formule France à moteur R8 Gordini (devenue ensuite Formule Renault). Avant de faire son entrée en Formule 1, François Guiter, à la tête du service compétition de Elf, parvient à convaincre Pierre Dreyfus, alors PDG de Renault, d’engager le groupe français en tant que motoriste en Formule 2. En 1976, Jean-Pierre Jabouille devient champion d’Europe de F2 au volant de la Elf 2, conçue par André de Cortanze, François Castaing et Jean-Pierre Boudy, avec l’équipe suisse Elf-Switzerland.
Sous l’impulsion de Guiter, Renault décide alors de se lancer en F1 lors de la saison 1977 grâce à Bernard Vernier-Palliez. Il s’agit alors d’une première pour un grand constructeur depuis le retrait de Mercedes en 1955. Pour marquer les esprits, la Régie fait son entrée avec deux innovations technologiques majeures : le moteur turbo ainsi que les pneumatiques Michelin à carcasse radiale La nouvelle division sportive du groupe, Renault Sport, issue de la fusion des marques Alpine et Gordini, porte le projet F1 sous la direction de Jean Sage. La participation de Renault en F1 s’inscrit dans la volonté des dirigeants du groupe de démontrer le savoir-faire technologique de la marque au losange et de s’internationaliser afin de conquérir de nouveaux marchés. Son partenaire Elf, quant à lui, souhaite faire de même dans le secteur des carburants tandis que le fabricant de pneumatiques français Michelin veut introduire ses pneumatiques à carcasse radiale en Formule 1. Pour mener à bien ce projet Renault F1, les dirigeants optent pour l'expérience de Gérard Larrousse combinée à celle du jeune Jean-Pierre Jabouille.

#### Saison 1977

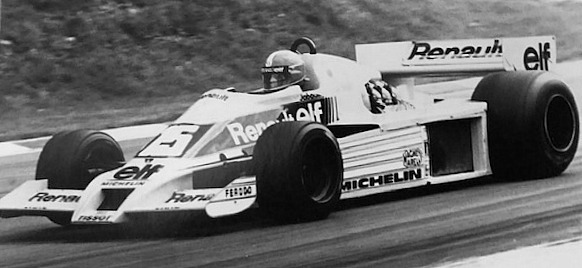
Jean-Pierre Jabouille sur la Renault RS01 sur le circuit de Silverstone en 1978.

En 1977, Jabouille devient essayeur officiel pour la nouvelle écurie Renault-Elf après avoir passé deux ans à mettre au point la première monoplace destinée à lancer l'aventure de Renault en F1 et s'être rodé chez Elf-Tyrrell. Le 14 mai 1977, la Renault RS01 est présentée en grande pompe sur les Champs-Élysées. Jabouille déclare : « J’entre en F1 avec Renault pour devenir champion du monde ». De nombreux essais privés sont réalisés au circuit de Dijon-Prenois, au Castellet, au Nogaro ou encore sur la piste Michelin de Ladoux. Après une longue hésitation, Larrousse donne son accord pour une entrée dans la compétition pour le GP de Grande-Bretagne à Silverstone. Les véhicules de la marque au losange qui font ainsi leur apparition à la mi-saison sont, à cette époque, révolutionnaires : ils sont équipés d'un turbo, en application d'une équivalence qui limite la cylindrée du moteur français à 1 500 cm3 (contre 3 000 cm3 à la concurrence). La mise au point du moteur turbo provoque inévitablement quelques déconvenues lors des premiers Grand Prix, avec nombre d'abandons qui suscitent les railleries de la concurrence. L'équipe Renault-Elf est contrainte de déclarer forfait pour le GP d'Allemagne et du Japon tandis qu'elle abandonne aux GP des Pays-Bas, de Monaco, des États-Unis ou encore du Canada en raison d'une panne de turbo. Développée par François Castaing et André de Cortanze, la Renault RS01 est ainsi affublée par les Britanniques du sobriquet peu flatteur de Yellow Tea Pot (la théière jaune) en référence à sa fâcheuse tendance à terminer ses courses dans un nuage de fumée. Jean-Pierre Jabouille est alors le pilote de l'unique voiture jaune sur la grille en 1977 et 1978.

#### Saison 1978

Le pétrolier Elf et Renault nouent un partenariat très fort à partir de 1968.

Lors de cette deuxième saison, présentée comme une saison d'expérimentation, la fiabilité du moteur turbo reste précaire. Le modèle RS01 est à nouveau utilisé mais avec un nouveau châssis. Les nouveautés se situent au niveau du moteur et de l'aérodynamique : la monoplace dispose d'échangeurs mixtes air-eau. Au-dessus du moteur, le carénage est allongé et le capot avant est redessiné avec un nez profilé. Pour cette saison, Jabouille fait partie du « Club France » qui regroupe les sept pilotes français qui participent au championnat de Formule 1 (René Arnoux, Didier Pironi, Patrick Depailler, Jean-Pierre Jarier, Patrick Tambay et Jacques Laffite composent ce groupe). Du côté des constructeurs, Renault et Ligier sont rejoints par une troisième équipe française avec Automobiles Martini. Jabouille réalise de bons résultats lors des qualifications mais ne parvient pas à les transformer en course. Équipée de pneumatiques Michelin à carcasse radiale, l'écurie récolte ses premiers points à Watkins Glen grâce à la quatrième position décrochée par Jabouille. Sur les 16 Grands Prix, Jabouille ne franchit le drapeau à damier qu'à quatre reprises seulement. L'écurie Renault-Elf termine à la douzième place du classement des constructeurs avec 3 points.

#### Saison 1979

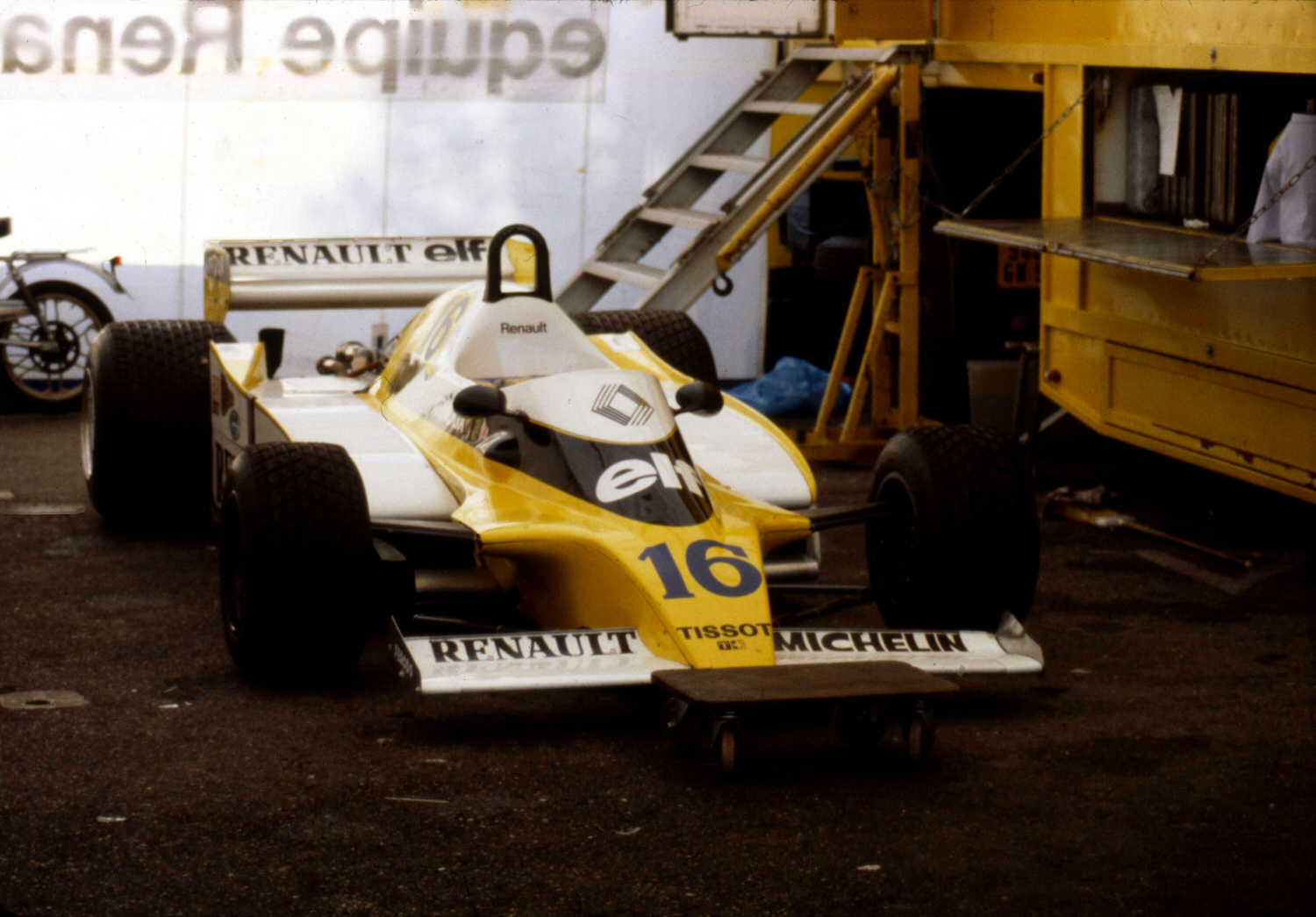
La Renault RS10 lors du Grand Prix de Monaco en 1979.

À partir de 1979, à l'image de Ligier, la marque francilienne aligne désormais deux voitures en Grand Prix : le pilote-ingénieur Jean-Pierre Jabouille est rejoint par René Arnoux qui arrive en provenance de Martini. Après la victoire de Renault Sport aux 24 Heures du Mans, les ingénieurs de Viry se focalisent désormais sur l’engagement du losange en Formule 1. Pour succéder à la RS01, caractérisée par un manque de fiabilité récurrent, les ingénieurs imaginent une voiture à effet de sol sur laquelle le fond des pontons latéraux a la forme d’une aile inversée. Le moteur est constitué de deux petits turbocompresseurs qui remplacent l’unique turbocompresseur présent sur la RS01. Ces deux turbos réduisent le temps de réponse à l’accélération et améliorent la résistance des pistons et des chemises, deux éléments très vulnérables. Autre particularité : les freins arrière sont positionnés à l’intérieur des roues motrices. Ceci permet d’affiner le volume des éléments arrimés au moteur et d’avoir un meilleur écoulement de l’air sous les pontons latéraux. Toutefois, la RS10 ne fait son apparition qu’à partir du GP d’Espagne. Le 2 mars 1979 à Kyalami en Afrique du Sud, Jabouille décroche la pole position au départ du GP d’Afrique du Sud. Cependant, les deux pilotes sont contraints d’abandonner durant la course. En mai 1979, avant le début du GP de Belgique, Jabouille et Larrousse remportent le Prix Orange 1978, un prix décerné par l’International Racing Press Association (IRPA). Larrousse déclare ainsi : « C’est notre première victoire en F1 ». Jabouille remporte le premier Grand Prix de France de l'histoire de l'équipe sur le circuit de Dijon-Prenois le 1er juillet 1979 après que les deux Renault ont monopolisé la première ligne de la grille de départ,. Quant à Arnoux, il conclut sa course troisième après un duel épique avec Gilles Villeneuve. Le triomphe sur ses terres est total pour Renault qui a gagné son pari sur le turbo. Grâce à son moteur V6 de 1 500 cm3 turbocompressé, la Renault RS10 domine les monoplaces équipées de moteurs V8 et V12 de 3 000 cm3. Cette victoire est suivie de dix-neuf autres jusqu'en 1986. Progressivement, toutes les autres écuries du paddock s'équipent de moteurs turbocompressés jusqu'à leur interdiction à la fin de la saison 1988. À Silverstone, Arnoux termine second. Aux États-Unis, sur le circuit de Watkins Glen, il monte sur le podium et se classe à nouveau deuxième. Sur toute la saison, Jabouille réalise quatre pole positions et déclare à ce sujet : « La pole équivaut à un moment d’absolu. Une réussite à l’état pur ». L'écurie Renault-Elf se classe sixième au championnat des constructeurs avec 26 points derrière Tyrrell Racing mais devant McLaren Racing.

#### Saison 1980
Pour cette nouvelle saison, la firme au losange change la codification pour identifier ses monoplaces : les initiales RE pour « Renault Elf » remplacent les initiales RS pour « Renault Sport ». La RE20 reprend la silhouette de sa devancière mais se distingue par des pontons latéraux modifiés. La coque est conçue en fibre de carbone, ce qui va offrir un gain de poids substantiel à la monoplace. Le 27 janvier 1980, Arnoux remporte le Grand Prix du Brésil à Interlagos avec la RE20. Jabouille, parti en pole position, abandonne avant la fin de la course. En Afrique du Sud, les deux pilotes partent de la première ligne sur la grille de départ. Arnoux décroche la victoire devant Laffite et Pironi de Ligier tandis que Jabouille abandonne de nouveau. Il connait seize abandons consécutifs depuis le Grand Prix disputé à Dijon en 1979. Jabouille remporte le Grand Prix d'Autriche. A Zandvoort puis à Monza, son coéquipier Arnoux réalise le meilleur temps. Alors qu'il a signé pour Ligier-Matra pour la saison 1981, Jabouille percute un mur de pneus lors de son avant-dernière course pour Renault. Il sort grièvement blessé au niveau des deux jambes et est contraint d'arrêter sa carrière. L'écurie Renault Elf termine à la quatrième place du classement des constructeurs.

#### Saison 1981

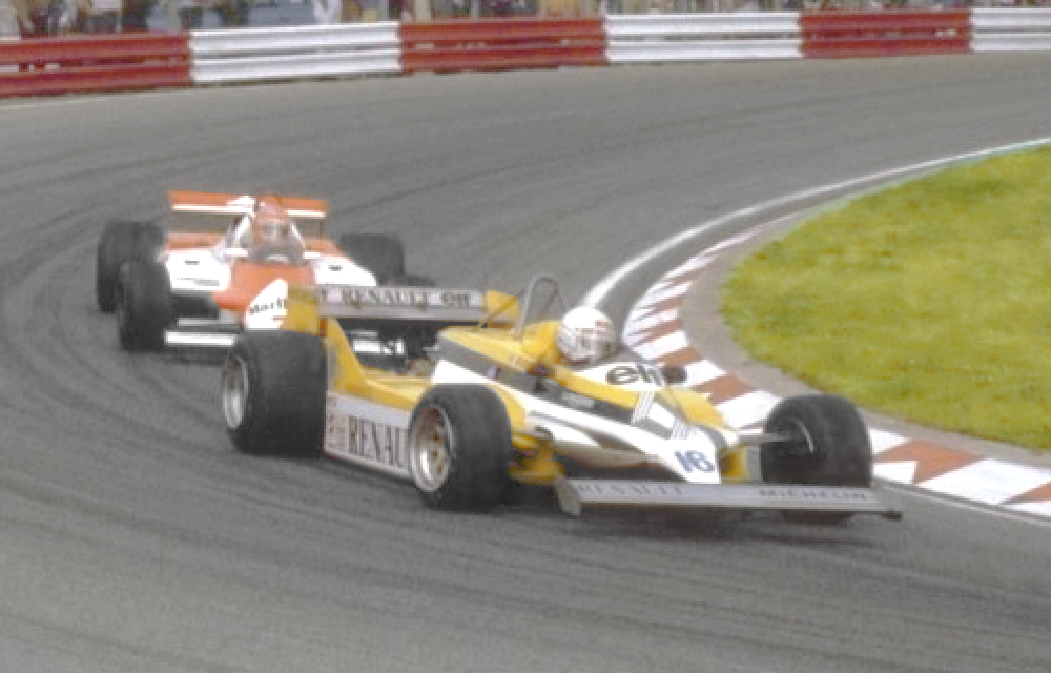
René Arnoux sur la Renault RS20B lors du Grand Prix des Pays-Bas en 1981.

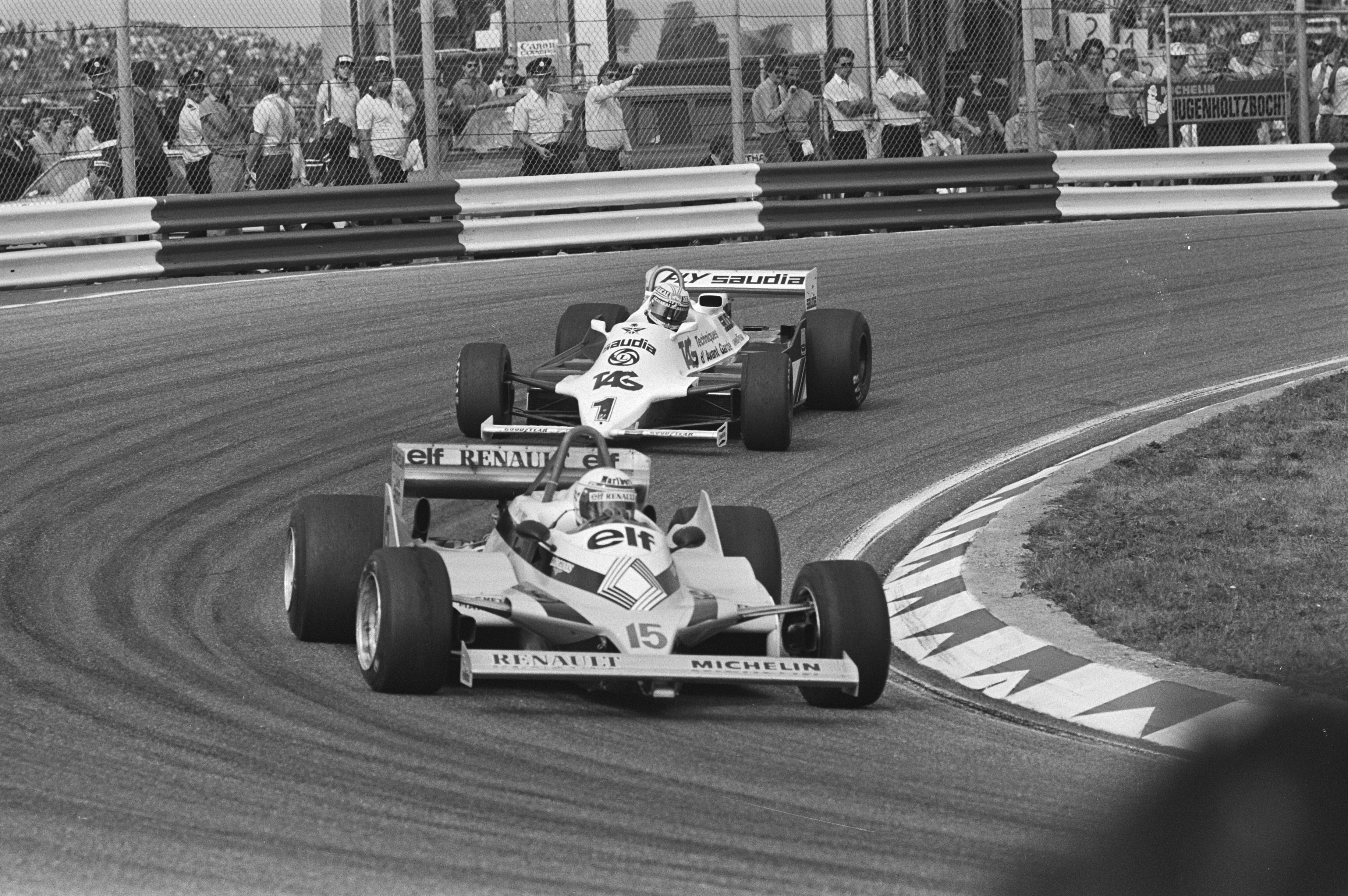
Alain Prost sur la Renault RS20B sur le circuit de Zandvoort en 1981.

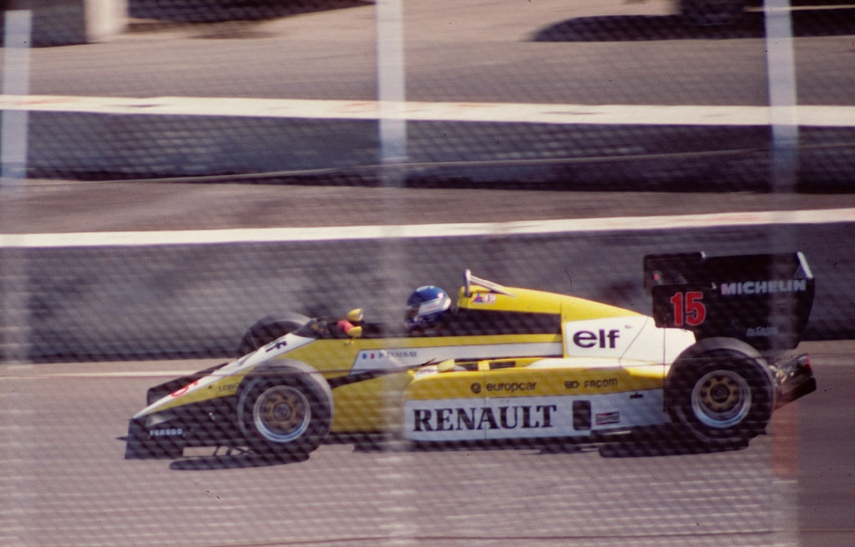
Patrick Tambay sur la Renault RE50 à Dallas en 1984.

Pour ce nouveau chapitre, l'équipe française qui occupe l'usine Gordini de 12 500 m2 compte plus de 150 personnes dans ses effectifs répartis dans quatre grands pôles : moteur, châssis, boîte de vitesses et achat/fabrication. Elle est présidée par Max Mangenot, la direction sportive est assurée par Jean Sage tandis que la direction technique est partagée entre Michel Tétu et Bernard Dudot. Larrousse demeure le directeur d'équipe. Âgé de 26 ans, Alain Prost rejoint l'écurie française en provenance de McLaren dans des conditions tumultueuses. Fier d'avoir réussi à le faire signer, Larrousse s'exprime à propos de son duo de pilotes 100 % français : « Tous deux sont de grands bagarreurs, chacun dans son style ». Les écuries Ferrari et Toleman se convertissent à leur tour à la technologie du turbo dont Renault Sport en est le pionnier. L'écurie exploite en début de saison la Renault RE20B puis la RE30 à partir du Grand Prix de Monaco. La monoplace est équipée d'un moteur de 1 492 cm3 développant 520 chevaux à 10 500 tr/min. Un gain de poids significatif est réalisé. Durant la saison, les monoplaces Renault dominent les essais qualificatifs mais renoncent en course pour différentes raisons de l'ordre de la fiabilité. Prost décroche quatre podium et une victoire en Italie et aux Pays-Bas où il effectue également le meilleur temps aux essais. Renault se classe troisième du championnat des constructeurs.

#### Saison 1982
En 1982, la RE30B remporte quatre succès en Grand Prix, deux aux mains de Prost et deux avec Arnoux, permettant à l'écurie de consolider sa troisième place au championnat des constructeurs. La déception est pourtant vive pour Renault qui semblait en mesure de remporter les titres mondiaux mais qui, après un beau début de saison, a souffert de problèmes récurrents de fiabilité ainsi que d'erreurs de ses pilotes.
Fin 1982, en conflit avec Prost, Arnoux quitte l'écurie pour rejoindre la Scuderia Ferrari ; il est remplacé par le jeune américain Eddie Cheever. Favori pour le titre mondial avec la RE30C puis la RE40, Alain Prost remporte quatre victoires mais le retour, en fin de saison, de Nelson Piquet le prive du titre. Il doit se contenter de la deuxième place au championnat du monde des pilotes. Cheever entre six fois dans les points et Renault gagne une place au classement des constructeurs, deuxième derrière Ferrari. La difficile fin de saison des Renault ayant entraîné de vives tensions au sein de l'équipe, Prost est « libéré » de son contrat.
Après le départ de Prost, Renault boucle deux saisons avec Patrick Tambay et Derek Warwick mais glisse en cinquième position du classement des constructeurs (1984) avec la RE50 puis en septième position (1985) avec la RE60 et leurs deux derniers podiums, sans aucune victoire. Georges Besse, le PDG de Renault, décide alors de fermer son écurie de Formule 1, préférant se contenter d'être motoriste pour d'autres écuries lors de la saison 1986, un rôle rempli depuis 1983 avec l'équipe Lotus (association fructueuse, marquée par les brillantes performances d'Elio De Angelis puis d'Ayrton Senna notamment) puis avec Ligier et Tyrrell. En 1987 et en 1988, Renault se retire totalement du championnat de F1. Toutefois, une cellule de veille technologique est maintenue sous la houlette de Bernard Dudot.

### Motoriste en Formule 1 (1989-1997)

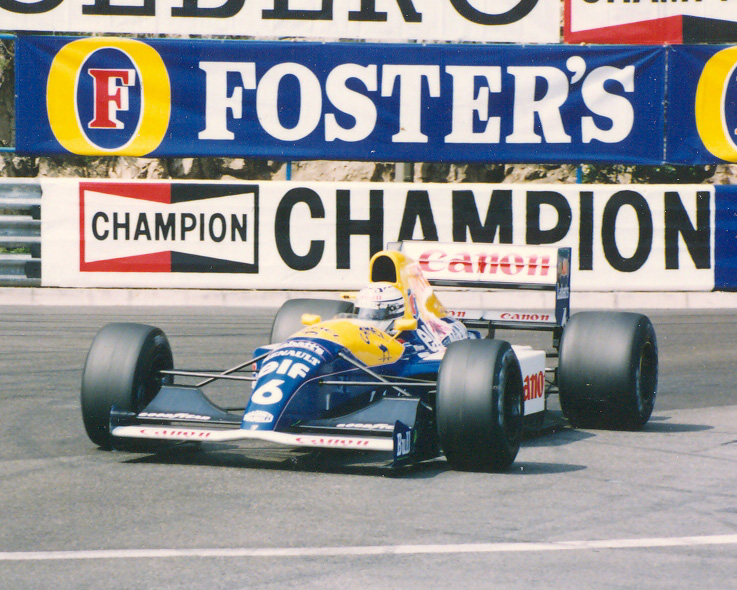
La marque au losange se révèle une nouvelle fois avant-gardiste avec l'introduction du moteur V10 qui équipe l'écurie Williams dès 1989.

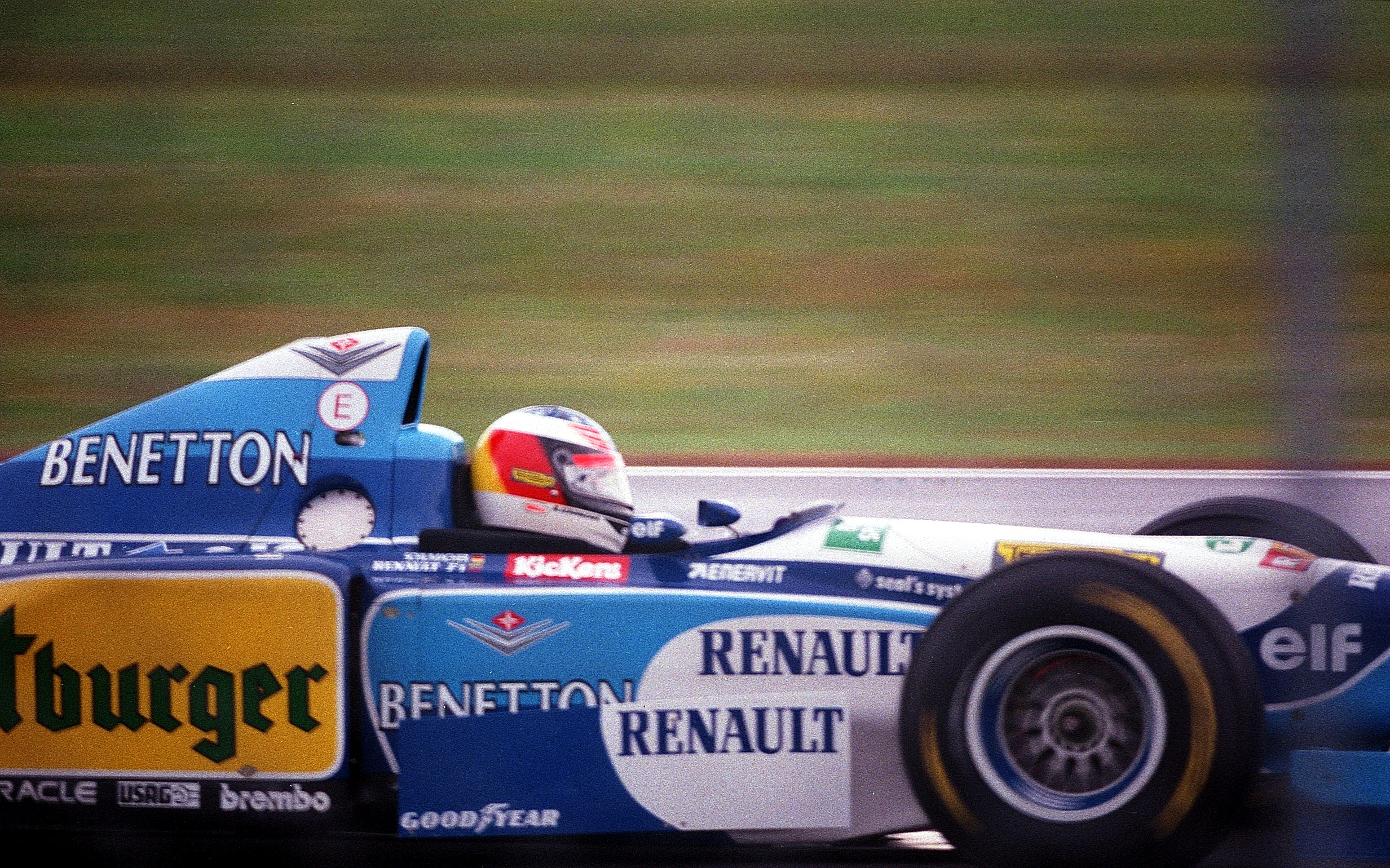
Michael Schumacher sur sa Benetton-Renault à Silverstone en 1995.

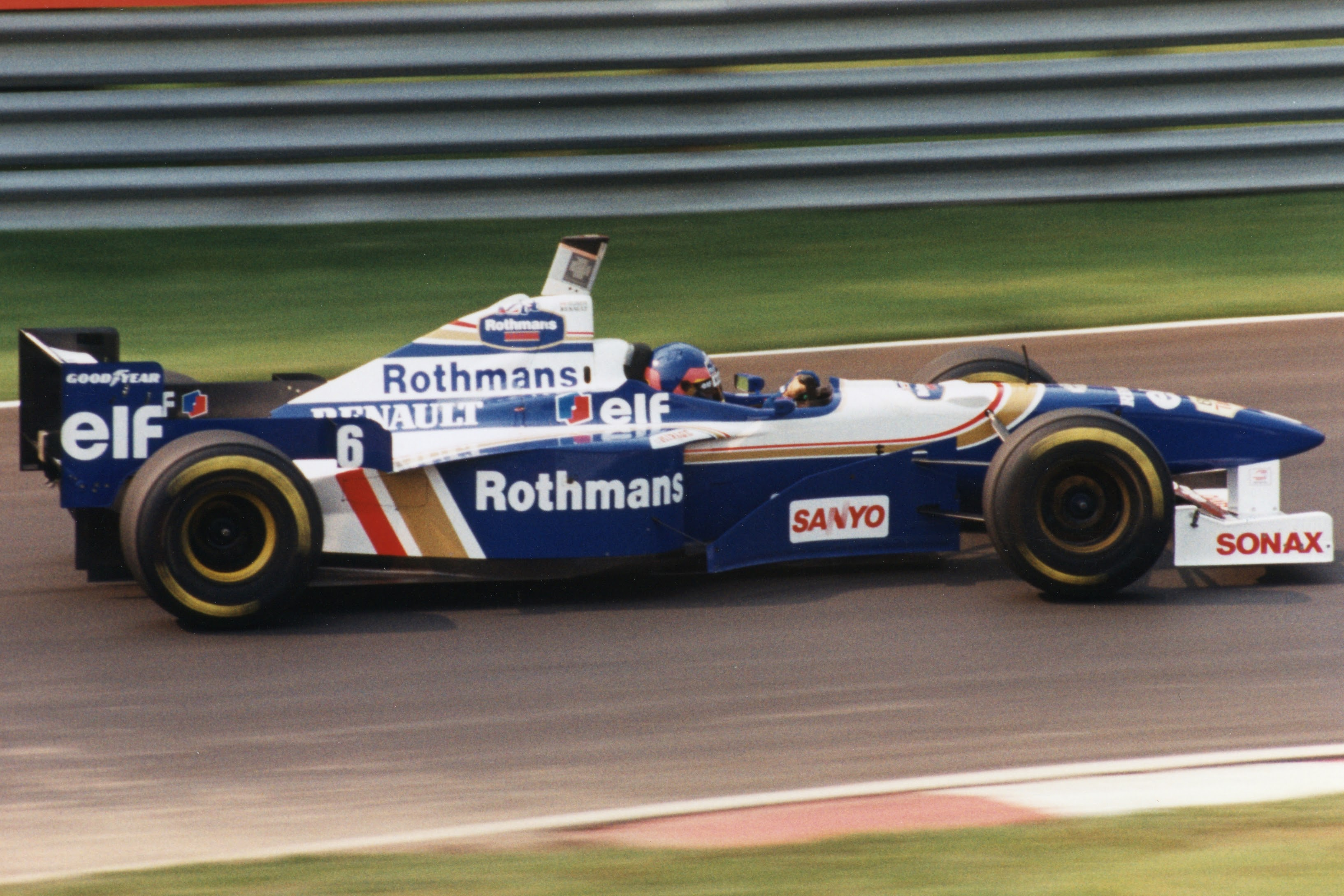
Jacques Villeneuve sur sa Williams-Renault en 1996.

Après deux années hors de la Formule 1, la marque au losange fait son retour dans la discipline reine du sport automobile en 1989 en tant que motoriste des écuries Williams F1 Team (de 1989 à 1997), Ligier (de 1992 à 1994) puis Benetton Formula (de 1995 à 1997).
Dans la mesure où les moteurs turbos doivent être interdits en 1989, Renault, à l'image de Honda, développe un moteur V10 atmosphérique alors que ses concurrents conçoivent des V8 et V12. Le motoriste français s'adjuge deux victoires dès sa première saison. Renault s'affirme dans les années 1990 comme le meilleur motoriste du plateau grâce notamment au rappel pneumatique de soupape apparu fin 1986 et est associé à onze titres de champion du monde entre 1992 et 1997.
En 1992, le moteur V10, permet à l'équipe Williams-Renault de réaliser le premier doublé pilote-constructeur. Pendant six ans, le moteur domine ses concurrents en apportant cinq titres constructeurs à cette écurie (1992, 1993, 1994, 1996 et 1997).
Alors qu’il motorise déjà l’écurie britannique Williams-Renault depuis 1989, Renault F1 récupère en 1994 un client supplémentaire avec Benetton Formula, l’une des écuries concurrentes de Williams en championnat à cette époque. Christian Blum, ingénieur motoriste chez Renault sur le site de Viry, déclare : « On était dans les mêmes bureaux, mais on se battait les uns contre les autres. Bernard Dudot, le directeur technique, avait instauré les règles du jeu : on partageait ce qui était lié à la fiabilité, mais pour la performance, c’était chacun pour soi ! ». Également motoriste pour les écuries Lotus et Ligier, le groupe propulseur de Renault permet à Benetton de remporter un nouveau titre de champion du monde des constructeurs en 1995.
Le 20 juin 1996, Patrick Faure annonce le retrait de Renault au terme de la saison 1997. Au total, les écuries Williams et Benetton ont obtenu six titres chez les constructeurs et cinq titres chez les pilotes avec le soutien technique du motoriste français.
Renault continue cependant à être présent en Formule 1 par le biais de son sous-traitant Mecachrome et des sociétés Supertec et Playlife de 1998 à 2000, en fournissant le moteur V10 Renault RS9 à ses clients tels que Williams, Benetton, BAR et Arrows.

### Retour en Formule 1 en tant qu'écurie (2000-2011)

Pour effectuer son retour en Formule 1, le groupe Renault fait l'acquisition de l'écurie Benetton Formula en 2000.

Alors que Renault remporte ses derniers titres de champion du monde en tant que motoriste avec Williams en 1997, l’idée d’un retour en F1 en tant qu’équipe d’usine émerge dans l’esprit des dirigeants de la marque au losange. Cette idée se trouve confortée par la présence des leaders mondiaux de l’industrie automobile dans le cercle fermé de la Formule 1 à l’image de Fiat, BMW, Honda ou encore Ford. Le fait que la F1 s’ouvre de plus en plus vers le continent asiatique et américain achève de convaincre Louis Schweitzer, PDG de Renault, de la nécessité d’un retour dans la catégorie reine du sport automobile. Un temps en négociations avec Alain Prost, la recherche du groupe français se concentre sur la reprise d’une structure basée au Royaume-Uni en raison notamment d’un coût du travail et de charges moins lourdes qu’en France. Le board de Renault jette son dévolu sur l’écurie italienne Benetton Formula, englué dans un marasme sportif depuis le départ de Schumacher pour Ferrari et seule écurie à vendre sur le marché à un prix raisonnable. La structure du magnat italien du textile Luciano Benetton dispose également d’un atout indéniable : ses installations d’Enstone, une ville située dans la banlieue d’Oxford décrite comme la « Silicon Valley de la F1 ».

« Revenir en tant que motoriste n'aurait pas eu de sens, car nous avons tout gagné dans ce rôle. Nous avons besoin d'un nouveau challenge et, au fond de nous-mêmes, subsiste le regret de ne pas avoir gagné avec une équipe 100 % Renault. Alors voilà, c'est un nouveau défi ! »

— Patrick Faure, à propos du retour de Renault en F1.
Renault fait officiellement son retour en F1 le 16 mars 2000 en rachetant pour 120 millions d'euros l'écurie Benetton Formula, elle-même issue du rachat de l'écurie anglaise Toleman. Dans un premier temps, le groupe français ne se ré-engage pas officiellement en tant que constructeur mais conserve la dénomination Benetton Renault. L'Italien Flavio Briatore, ancien directeur de Benetton, prend la tête de la nouvelle écurie avec plusieurs objectifs fixés : attirer de nouveaux partenaires économiques, renforcer le staff technique et recruter un pilote de renom. Afin de renforcer les effectifs d'Enstone, le directeur technique de Jordan, Mike Gascoyne, ainsi que les aérodynamiciens Andrea Rocchetto (ex-Ferrari), Mark Gray (ex-BAR) et Mark Smith (ex-Jordan) sont recrutés au sein de la nouvelle écurie. À Viry-Châtillon, c'est Jean-Jacques His, à la tête du département de conception des moteurs de Renault depuis 1997, qui est choisi pour occuper le poste de directeur de la division développement moteurs.

#### Saison 2001

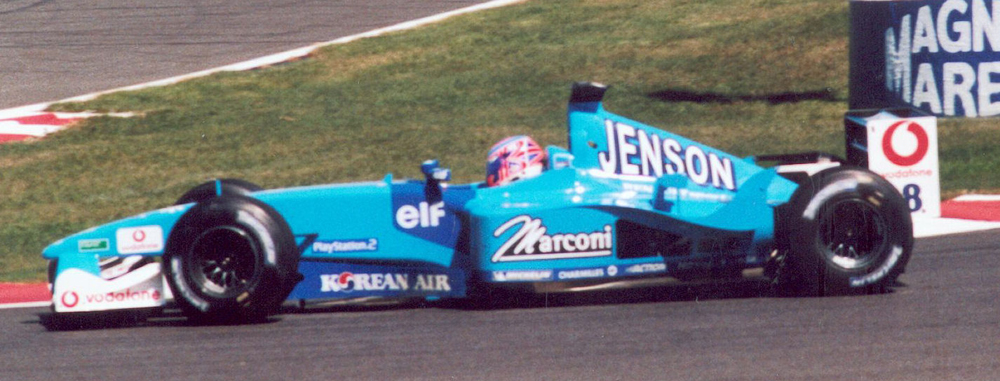
Jenson Button au volant de la Benetton B201 en 2001.

En 2001, l'équipe s'appelle toujours Mild Seven Benetton Renault. Renault développe un moteur V10 inédit avec un angle à 111° pour abaisser le centre de gravité. Mike Gascoyne, arrivé fin 2000 en provenance de Jordan, n'a pas eu d'impact sur la B201. Côté pilotes, le Britannique Jenson Button rejoint l'Italien Giancarlo Fisichella. La voiture manque toutefois de fiabilité et de compétitivité mais Fisichella inscrit un point sous la pluie au Brésil. En Allemagne, Fisichella et Button profitent de l'hécatombe et inscrivent cinq points. En fin de saison, la voiture progresse et Fisichella termine troisième en Belgique ; l'équipe se classe septième au championnat.

#### Saison 2002

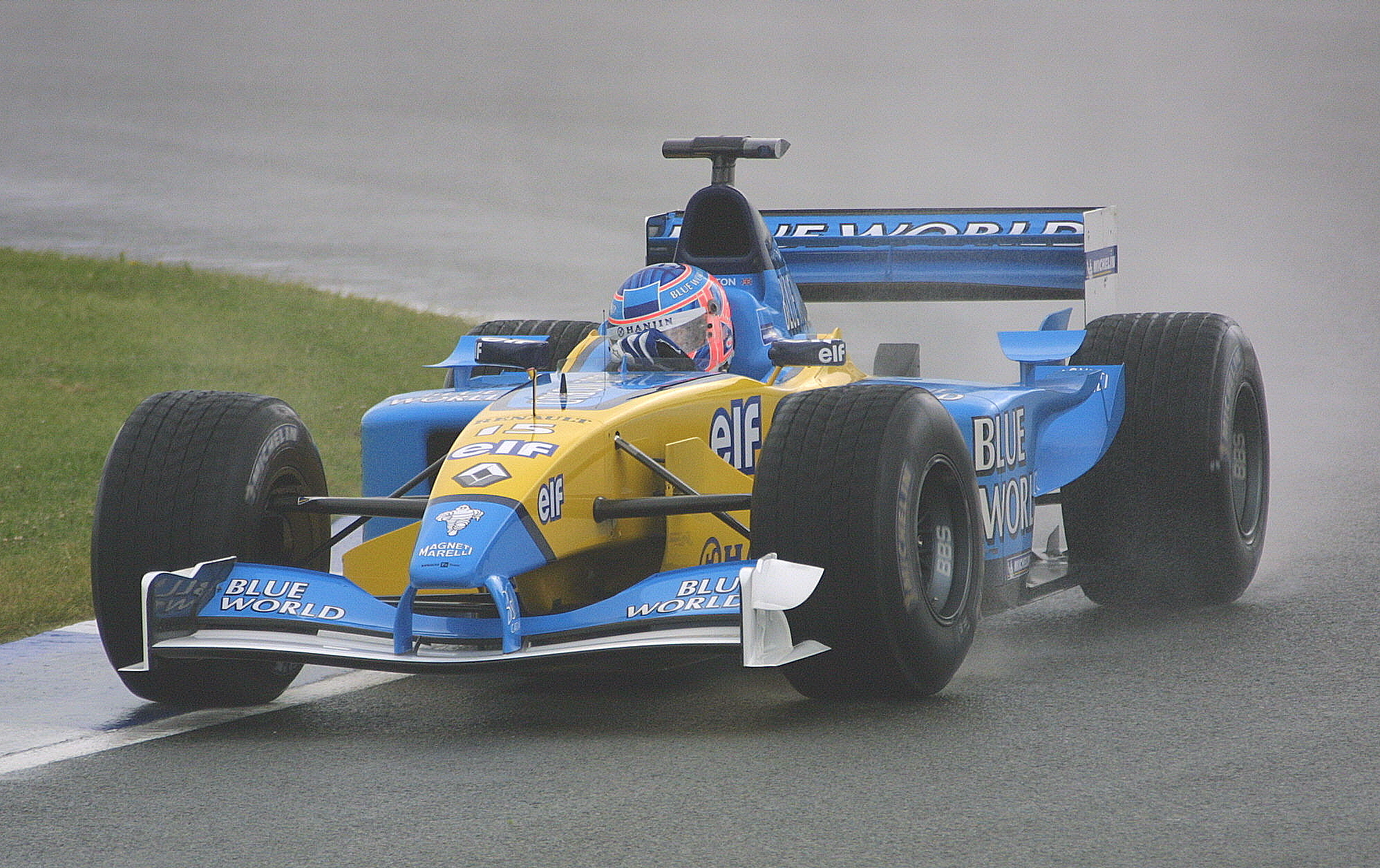
La Renault R202 de Jenson Button à Silverstone en 2002.

Ce n'est qu'à partir de la saison 2002 que l'équipe française, propriété du groupe Renault, devient officiellement Renault F1 Team. Le pilote italien Jarno Trulli remplace son compatriote Giancarlo Fisichella. Le Britannique Jenson Button conserve le second baquet tandis que le jeune espagnol Fernando Alonso devient le troisième pilote de l'écurie. John Iley, qui figure parmi les grands noms de l'ingénierie en F1, est recruté comme chef aérodynamicien. Pour son retour officiel sous le sceau exclusivement Renault, l’écurie basée à Enstone s’affiche comme la quatrième force du plateau de par les moyens et ambitions affichés. Avec Toyota, Renault demeure le seul constructeur généraliste à figurer dans l’arène de la F1, Ford se contentant d’un rôle de motoriste. Côté moteur, les ingénieurs partent sur une architecture inhabituelle avec un dix cylindres très plat ouvert à 111 degrés, là où les écuries concurrentes exploitent un V10 ouvert à 90 degrés. Cependant, de fortes vibrations chroniques font leur apparition et la Renault R202 ne se révèle performante que sur les tracés exigeant une aérodynamique élaborée. En effet, sur les circuits demandant de la puissance, l'aérodynamique développée ne parvient pas à gommer le déficit de puissance estimé entre 70 et 80 chevaux.
Button entre dans les points en Malaisie, au Brésil et à Saint-Marin. En Belgique, Trulli et Button sont contraints d’abandonner. Briatore exprime sa colère et déclare : « c’est anormal de casser comme ça ». À Monza, les deux pilotes parviennent à entrer dans les points. Durant la saison, des rumeurs font état d’une titularisation anticipée du troisième pilote, Fernando Alonso, pour remplacer Trulli ou Button dont les résultats ne sont pas au rendez-vous. Le 18 juillet 2002, Button annonce s'engager avec BAR-Honda pour la saison suivante. Button termine cinquième à Imola en se battant avec les McLaren. La suite de la saison est plus compliquée à cause de problèmes de fiabilité mais Trulli achève la course à la quatrième place à Monaco et les deux voitures inscrivent cinq points à Monza. Au total, les pilotes du Renault F1 Team abandonnent à quinze reprises dont près de la moitié de ces abandons est due à des problèmes de fiabilité du moteur. Ce championnat de transition et d’apprentissage pour la marque au losange se termine avec un total de 23 points au championnat constructeurs. L'équipe atteint son objectif, la quatrième place du championnat constructeur. Néanmoins, ce bilan chiffré de 23 points est le plus faible enregistré de l'histoire de Renault en F1 depuis 1985 (16 points).

#### Saison 2003

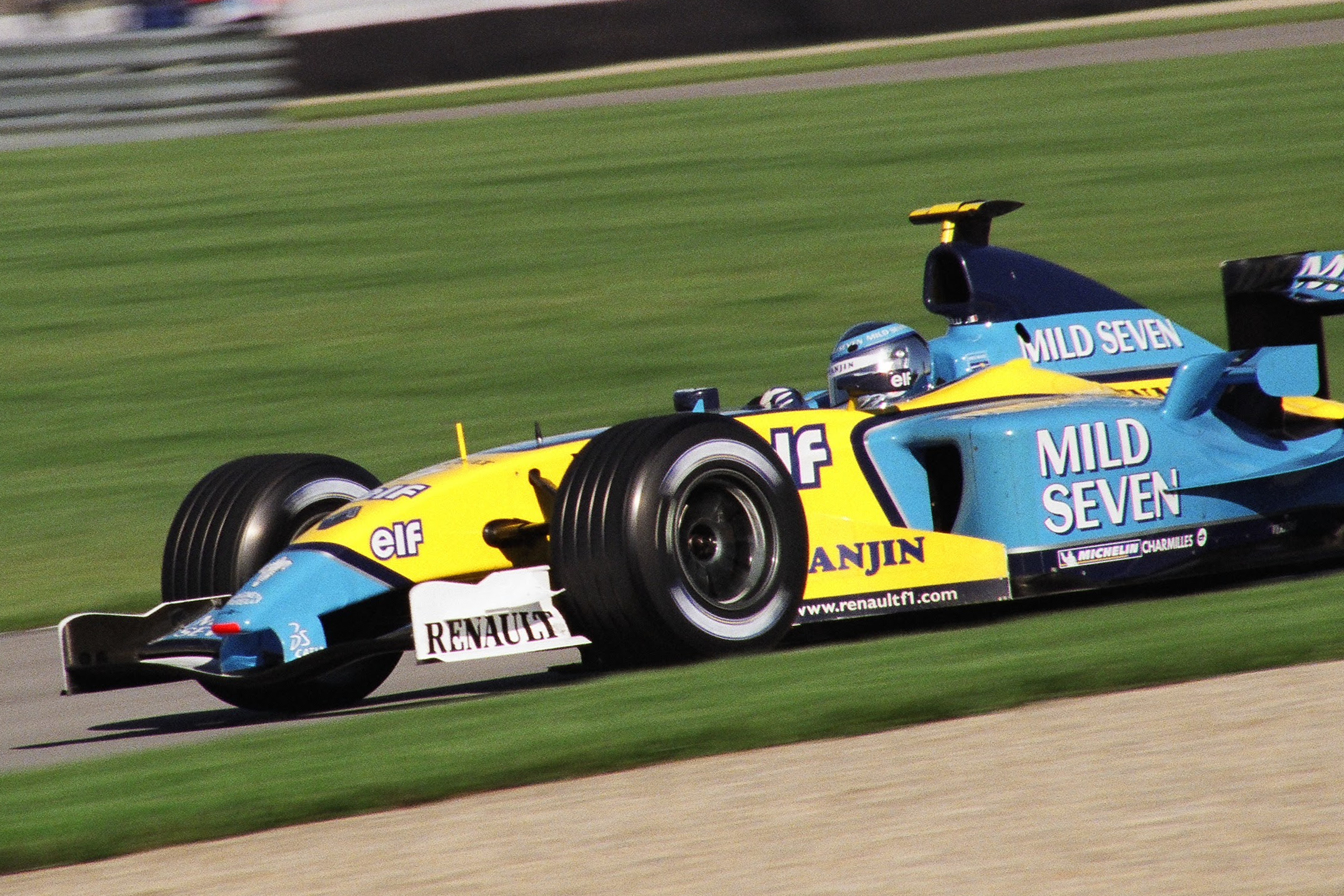
Jarno Trulli sur la Renault R23 à Indianapolis en 2003.

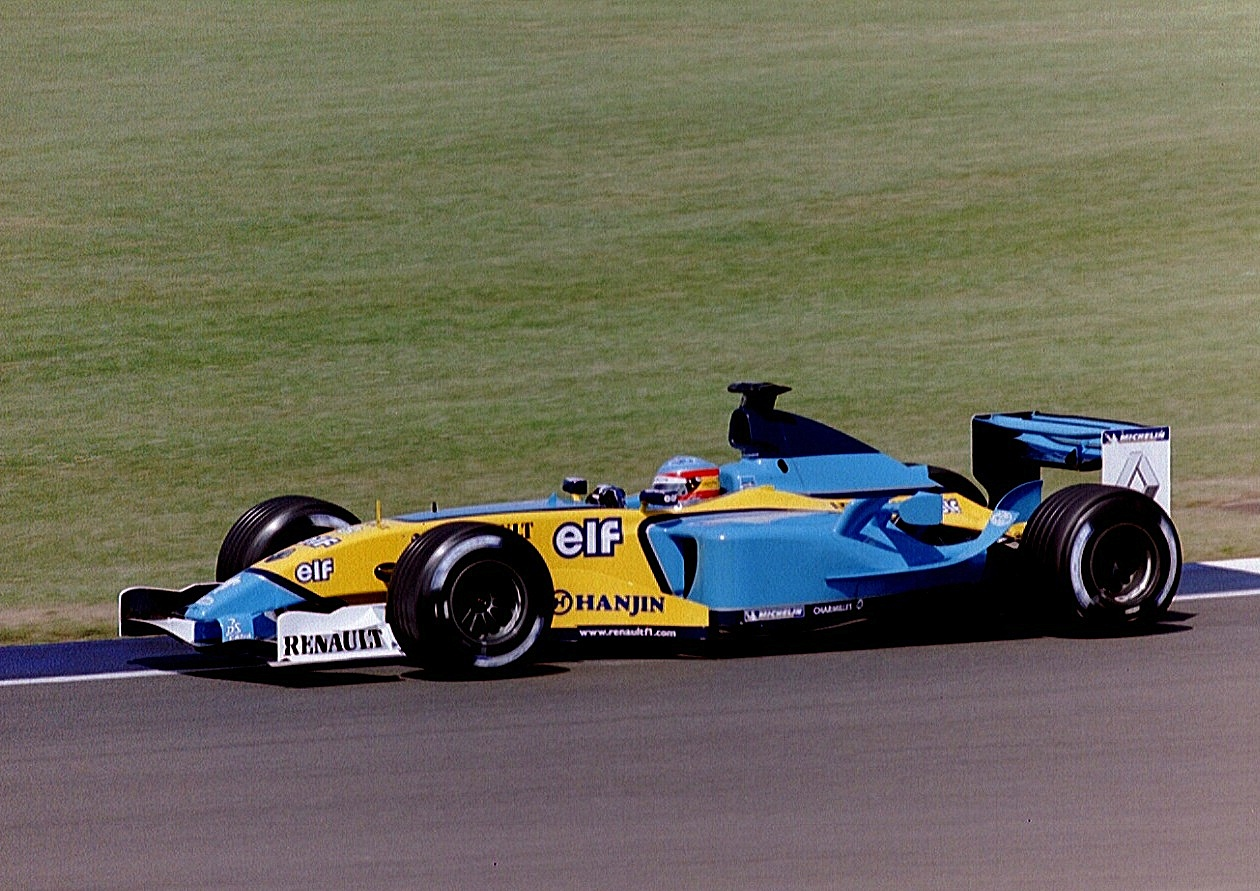
Fernando Alonso sur la Renault R23 à Silverstone en 2003.

Le board français souhaite que l'écurie joue pleinement ses chances pour cette nouvelle saison. Afin d'assurer le retour de l'équipe vers les sommets, Flavio Briatore convainc les dirigeants de Renault d'abandonner le moteur à angle ouvert à 111° jugé trop complexe et inefficace pour privilégier un moteur à 72° plus commun. L'argument utilisé est lié à l'évolution prochaine de la réglementation qui va imposer un moteur unique pour toute une course, ce qui impose davantage de fiabilité à ce niveau. Cette stratégie technique confirme son potentiel grâce à Fernando Alonso, pilote réserviste chez Renault en 2002, qui succède à Button parti chez BAR aux côtés de Jacques Villeneuve. Après avoir testé Sébastien Bourdais en décembre 2002, c'est finalement un autre Français, Franck Montagny, qui est engagé en tant que pilote réserviste de l'écurie française pour la saison 2003,. Durant l'intersaison, l'écurie à l'organisation bicéphale (Enstone-Viry) se renforce et se restructure : l'ancien directeur technique de Renault Sport entre 1980 et 1997, l'ingénieur français Bernard Dudot, est nommé directeur général adjoint du Renault F1 Team ; Rob White devient directeur technique moteur.
L'Espagnol réalise la pole position en Malaisie devant Trulli puis termine troisième de la course ; il termine à nouveau sur le podium au Brésil malgré un accident, puis deuxième en Espagne. Trulli, plus en difficulté, inscrit quelques points régulièrement et monte sur le podium en Allemagne. Au Grand Prix de Hongrie, Alonso réalise sa deuxième pole position de l'année devant Ralf Schumacher avant de remporter la première victoire de Renault depuis vingt ans (Grand-Prix d'Autriche 1983). Le natif d'Oviedo effectue 69 tours sur 70 en position de leader. Michael Schumacher reçoit l'ordre de laisser passer Alonso qui lui prend un tour. À 22 ans et 26 jours, il devient ainsi le plus jeune pilote à remporter un Grand Prix de l'histoire de la F1. Au terme de la saison, Alonso finit dans le Top-10 à onze reprises, Trulli à dix reprises, ceci soulignant le regain de fiabilité des monoplaces. La fin de saison se déroule en roue libre, Renault, ayant atteint ses objectifs, finit à nouveau quatrième du championnat avec 88 points, soit quatre fois plus que lors de l'exercice précédent. En fin de saison, Gascoyne est débauché par Toyota. Bob Bell lui succède. En fin d'année 2003, l'ingénieur italo-néerlandais Dino Toso devient aérodynamicien en chef pour succéder à Iley en partance pour Ferrari.

#### Saison 2004

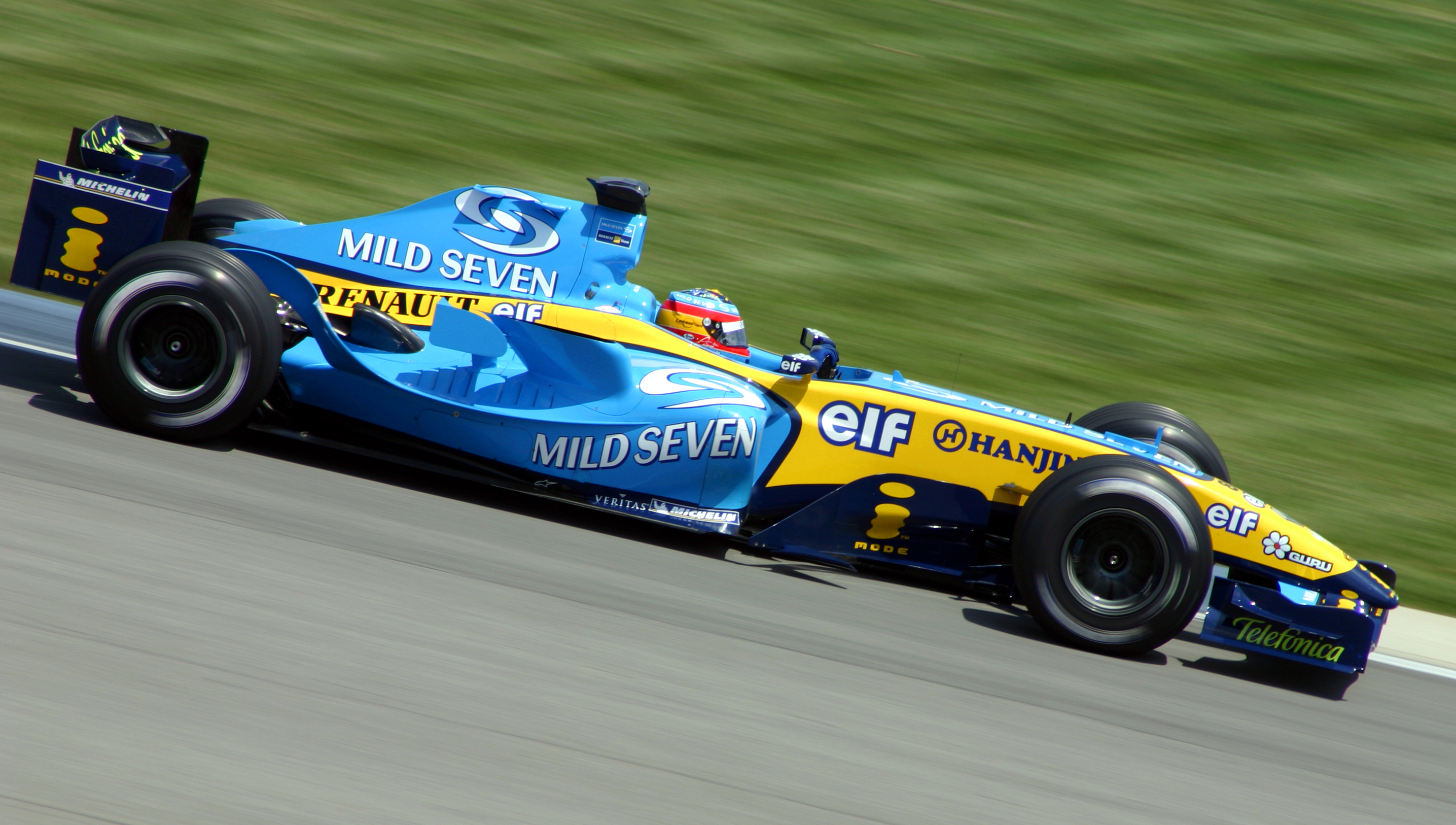
Fernando Alonso sur la Renault R24 en 2004.

L'objectif est de faire mieux qu'en 2003 et Alonso obtient un premier podium dès le début de saison à Melbourne (troisième). L'Espagnol commet ensuite plusieurs fautes en qualifications qui l'obligent à partir en fond de grille et Trulli apporte le plus de points à l'écurie. L'Italien, en confiance, termine troisième en Espagne devant son coéquipier puis remporte son premier Grand Prix, à Monaco. À Magny-Cours, Alonso en pole position, se laisse déborder par Schumacher, tout comme Trulli par Barrichello dans le dernier virage. Briatore ne pardonne pas cet échec à Trulli qui perd pied, d'autant qu'il est victime d'un gros accident à Silverstone. Alors qu'Alonso obtient deux podiums en Allemagne et en Hongrie, Trulli s'effondre et, même s'il réalise la pole position à Spa sous la pluie, sa course du lendemain s'avère être un échec. Après un nouveau weekend anonyme à Monza, Briatore décide de se séparer de Trulli pour sauver la seconde place au championnat constructeur, menacée par BAR-Honda. Jacques Villeneuve est choisi mais il n'inscrit aucun point et Renault conclut le championnat à la troisième place.

#### Saison 2005: premier titre de champion du monde

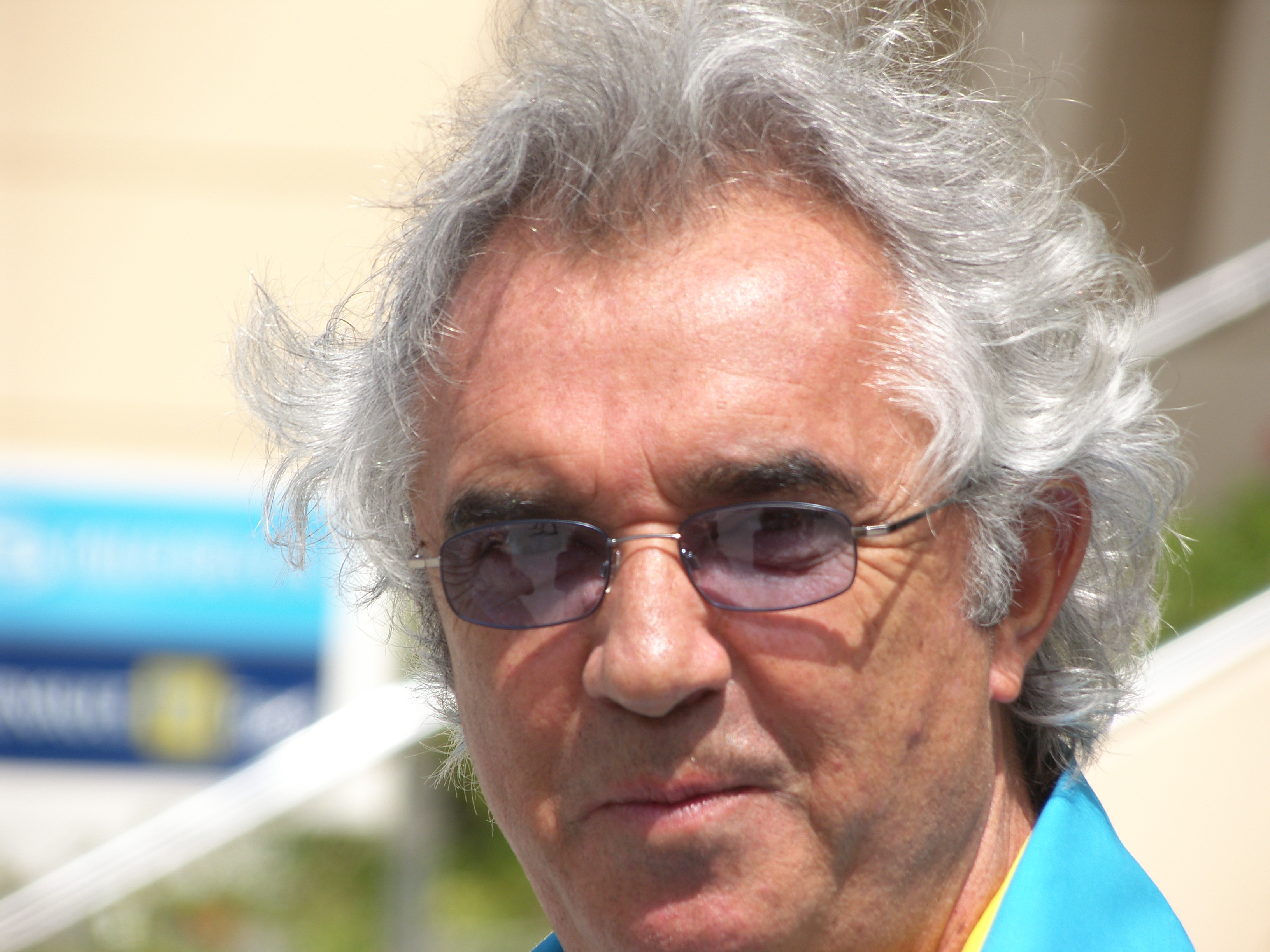
Sous la direction de Flavio Briatore, l'équipe Renault F1 Team remporte ses deux premiers titres de champion du monde des constructeurs en 2005 et 2006.

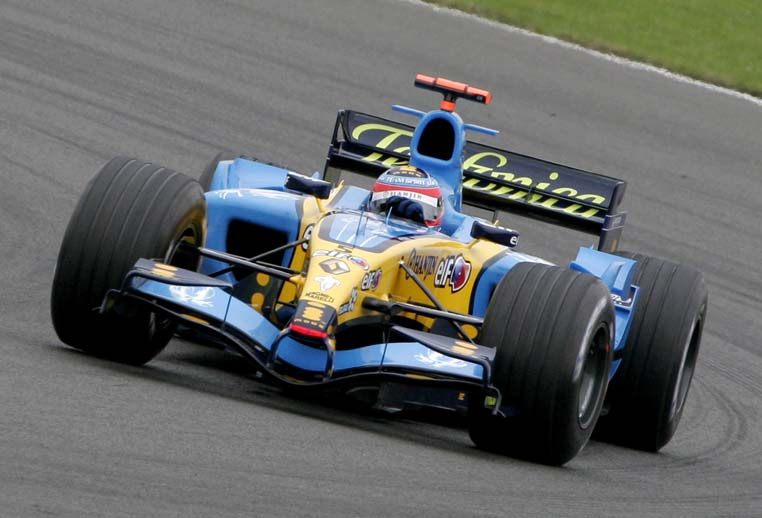
Fernando Alonso à bord de la Renault R25 lors du Grand Prix de Grande-Bretagne en 2005.

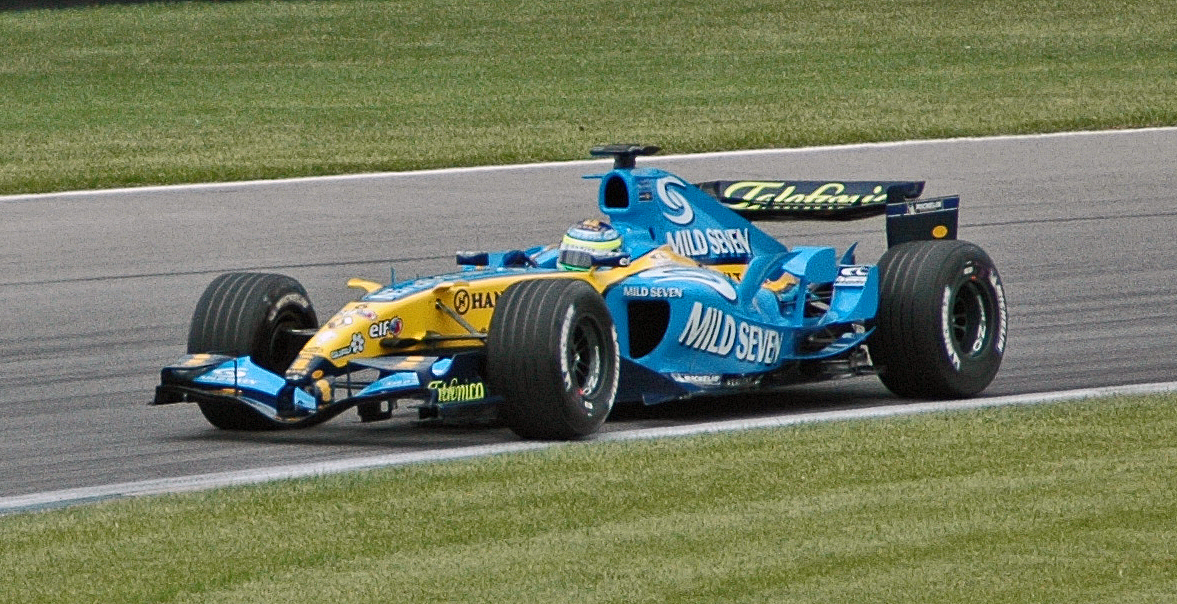
Giancarlo Fisichella au volant de la Renault R25 lors du Grand Prix des États-Unis en 2005.

En 2005, Flavio Briatore recrute Giancarlo Fisichella qui retourne à Enstone après avoir piloté chez Benetton entre 1998 et 2001. Pour la saison 2005, l'équipe dispose du cinquième budget du paddock. Patrick Faure argumente : « Le principe de rentabilité est fondamental : nous devons produire de la performance en échange d’un investissement raisonnable. » Bob Bell et Mark Smith développent la Renault R25 avec un nouvel aérodynamisme, des pontons réduits et une nouvelle suspension. Pour répondre à la nouvelle réglementation aérodynamique qui prévoit un déplacement de l’aileron arrière vers l’avant, un relèvement de l’aileron avant et une réduction de la taille du diffuseur, le département dirigé par Dino Toso est mis à rude épreuve et va jouer un rôle crucial dans la conquête du premier titre mondial. Toso et son équipe parviennent à combler le déficit aérodynamique lié à la nouvelle réglementation et mettent au point une conception innovante au niveau de la suspension avant avec une quille en V.
Côté motorisation, il s'agit d'un moteur V10 atmosphérique RS25 de deuxième génération dont le centre de gravité est abaissé et qui délivre près de 930 chevaux. Le passage de 0 à 100 km/h est effectué en 2,4 secondes tandis que le moteur atteint un régime de près de 19 000 tours par minute. Le RS25 conçu par les ingénieurs de Viry est une synthèse des solutions novatrices adoptées par le RS23 à angle large et des techniques plus conventionnelles utilisées avec le RS24 lors de la saison 2004. Néanmoins, 98 % des composants du RS25 sont nouveaux par rapport au moteur précédent. Outre la nécessité d’obtenir le meilleur compromis possible entre le poids, la puissance, la consommation et l’intégration au châssis, ce V10 tient compte d’une nouvelle contrainte imposée tardivement par la FIA : la durée de vie des moteurs doit être doublée. Malgré cela, la masse du RS25 demeure similaire à celle du RS24. Sur le plan des performances, le RS25 délivre 19 250 tours par minute, ce qui le place parmi les régimes de rotation les plus élevés de l’histoire pour un V10 en Formule 1. La R25 est munie du système électronique Step 11 de Magneti Marelli regroupant les données moteur et châssis dans un boîtier unique. Ce système, plus léger, accroît l'efficacité des systèmes embarqués comme l'anti-patinage grâce à une puissance de calcul quadruplée et une capacité d'acquisition de données décuplée.
La réglementation impose aux équipes de disputer l'intégralité des courses avec les mêmes pneumatiques. Ancien ingénieur de course d'Ayrton Senna et de Michael Schumacher, Pat Symonds explique : « Les pneumatiques plus durs se dégradaient moins rapidement et les voitures étaient généralement aussi rapides à la fin de leurs relais, avec peu d'essence, qu'elles l'étaient en début avec des gommes plus fraîches. Par conséquent, le but était de retarder les premiers et deuxièmes arrêts autant que possible de manière à gagner des positions sur la piste. La stratégie, ce n'est pas seulement se demander à quel tour il faut s'arrêter, c'est toute l'approche du week-end, voire de la saison. C'est l’ensemble de vos décisions techniques, votre attitude prudente ou agressive. » Tout au long de la saison, ce sont plus de 800 personnes qui travaillent de manière permanente sur les deux sites avec près de 40 collaborateurs au sein du bureau d’études, 60 à l’aérodynamique et 20 à la recherche et au développement.
Profitant de la nouvelle réglementation, Renault commence avec la pole position et la victoire de Fisichella à Melbourne, ainsi que la troisième place d'Alonso agrémentée du meilleur tour en course. Si Fisichella accumule ensuite les incidents et les problèmes techniques, Alonso enchaîne les victoires (Malaisie, Bahreïn et Saint-Marin). En Espagne et à Monaco, le duel pour le championnat se dessine avec Kimi Räikkönen, Alonso termine second. L'Espagnol profite des soucis techniques de McLaren pour s'imposer au Grand Prix d'Europe, au Nürburgring, au Grand Prix de France, à Magny-Cours et au Grand Prix d'Allemagne, à Hockenheim. Le 1er avril 2005, le directeur général adjoint Bernard Dudot prend sa retraite. La R25 fait l’objet d’un développement continu de la part des ingénieurs durant toute la saison. Ainsi, la voiture gagne plus de 10 % en efficacité aérodynamique entre le premier et le dernier Grand Prix. De plus, elle gagne plusieurs dizaines de chevaux et perd plusieurs kilogrammes par rapport au début de la saison. Afin de résoudre des problèmes d’instabilité détectés en soufflerie, Robin Tuluie, responsable de la recherche et du développement, met au point avec son équipe le premier amortisseur de masse réglé (tuned mass damper en anglais) utilisé en course automobile qui permet d'absorber les vibrations. Ce dispositif installé dans le nez de la monoplace à partir de septembre 2005 va offrir un gain de trois dixièmes de secondes qui va être déterminant dans la lutte avec la Ferrari de Schumacher. Initialement autorisé, cet élément aérodynamique va être déclaré illégal par la FIA au cours de l'année 2006.
Si les McLaren accumulent les succès lors de la seconde moitié de la saison, Alonso profite de sa confortable avance acquise en début de championnat ; il est sacré au terme du Grand Prix du Brésil, à deux manches de la fin de la saison. Alonso devient alors à 24 ans le plus jeune pilote champion du monde de l'histoire de la Formule 1. Ce record est aujourd'hui détenu par l'Allemand Sebastian Vettel, devenu champion du monde à l'âge de 23 ans, 4 mois et 11 jours en 2010. Malgré la défaite de Fisichella au Japon, rattrapé dans le dernier tour par Räikkönen pourtant parti dix-septième, Renault élabore un ultime développement du moteur Renault V10 lors de la dernière manche en Chine avec la victoire d'Alonso. Le 16 octobre 2005, Renault F1 Team remporte son premier titre de champion du monde des constructeurs. À cette occasion, Renault devient le premier constructeur généraliste à être sacré champion du monde de Formule 1. L'écurie française termine championne avec 191 points devant McLaren-Mercedes qui totalise 182 unités. Toso affirme que « McLaren était plus rapide mais nous avons gagné parce que nous étions plus fiables » tout comme Symonds qui ajoute que la R25 « avait certainement le package le plus complet »,.

#### Saison 2006: deuxième sacre mondial

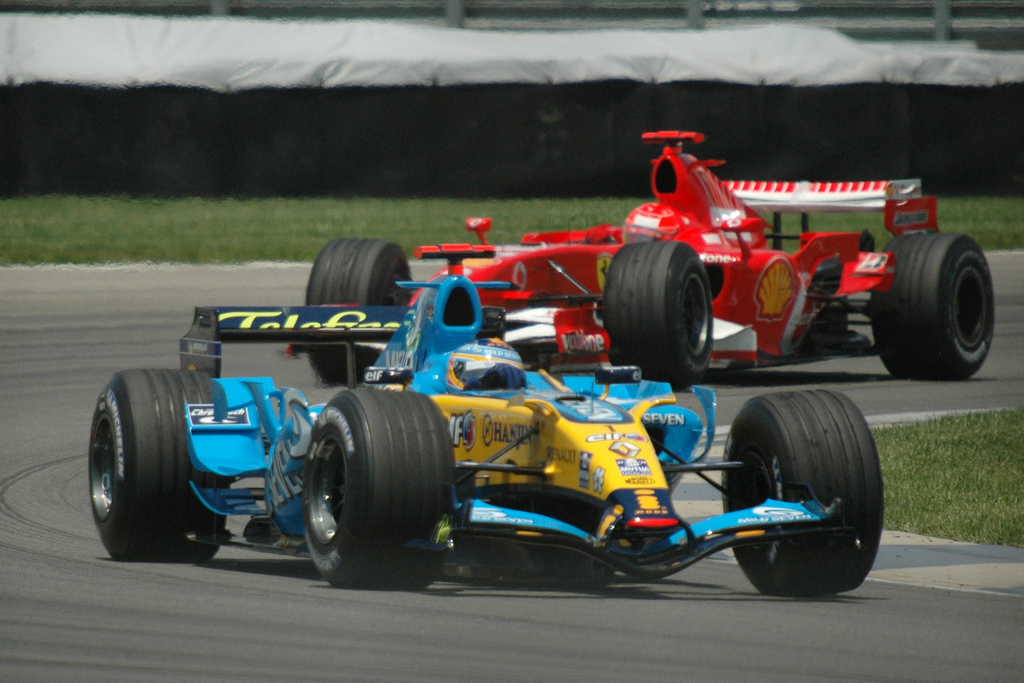
Alonso avec la Renault R26 devant Michael Schumacher, le duel de la saison 2006.

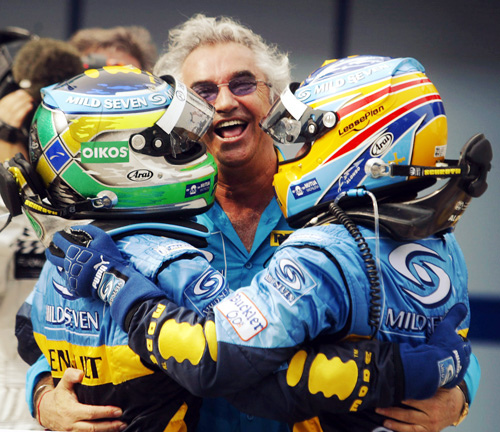
En 2006 à Sepang, Fisichella remporte la course devant son coéquipier Alonso qui termine second.

Néanmoins, l'intersaison est agitée à Enstone, après l'annonce du départ de Fernando Alonso chez McLaren pour 2007, le départ de Patrick Faure de la présidence de l'écurie et les rumeurs d'arrêt de la Formule 1 souhaité par le nouveau PDG de Renault, Carlos Ghosn,.

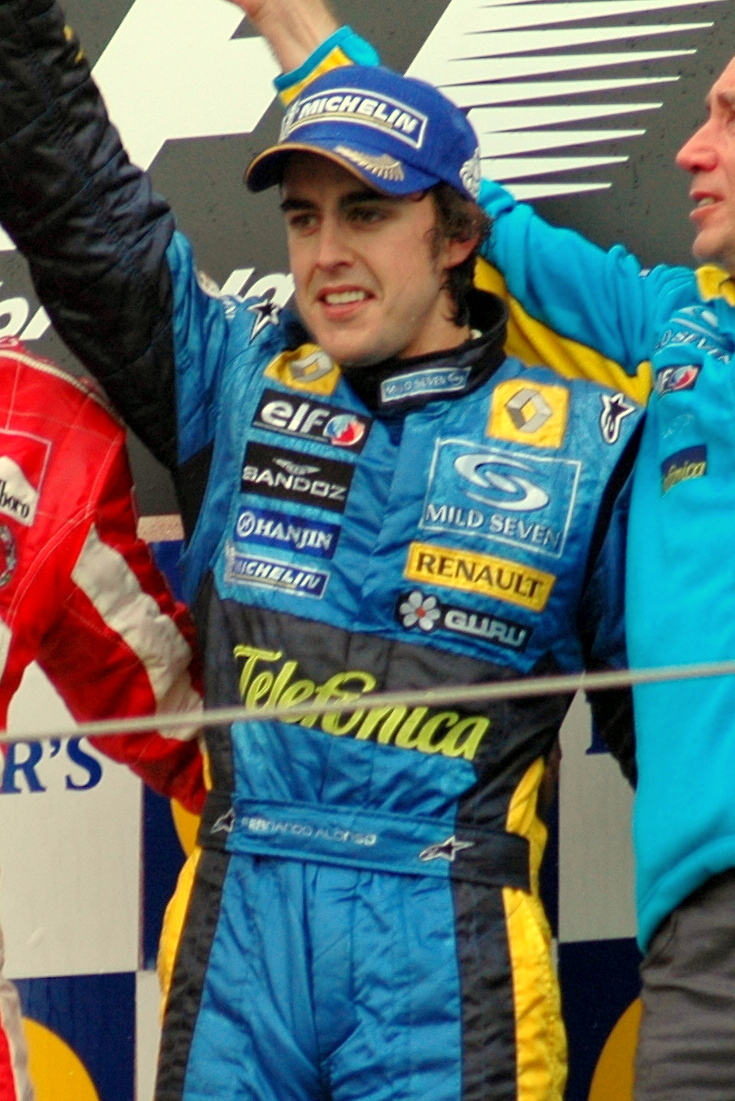
Sacré champion du monde en 2005 et en 2006, Alonso offre également deux titres de champion du monde des constructeurs au Renault F1 Team.

À partir de 2006, le règlement technique de la Formule 1 introduit l'utilisation des moteurs V8 à 90° de 2 400 cm3. Parmi les nouveautés en matière de réglementation, on retrouve à nouveau la possibilité de procéder à des changements de pneumatiques durant la course. De plus, la nouvelle réglementation impose une architecture moteur figée ainsi qu’un poids minimum du moteur de 95 kg. Rob White déclare : « Nous devons être en position de gagner, ce qui implique d'avoir un ensemble harmonieux : un moteur puissant et fiable, ainsi qu'un châssis performant et facile à conduire. Il ne sert à rien de penser au moteur d'une manière isolée. Les discussions avec nos collègues d'Enstone ont commencé dès fin 2004, pour arriver à une intégration optimale du moteur dans le châssis ». Alors que la majorité des équipes choisissent de tester sur la piste leur nouveau V8 intégré à un ancien châssis dès décembre 2005, les ingénieurs de Viry décident de mettre l’accent sur les tests au banc d’essai afin de tester différents types d’allumages, d’acoustique ainsi que pour apprendre à régler le V8. En effet, après des essais de fiabilité, d’endurance et de longévité, ce n’est qu’en janvier 2006 que les premiers essais sur circuit sont réalisés. Par ailleurs, 2006 est la dernière saison durant laquelle deux manufacturiers de pneumatiques se font face, avec Michelin et Bridgestone.
L'équipe, championne du monde en titre, repart sur les mêmes bases qu'en 2005 avec la victoire d'Alonso à Bahreïn, le doublé Fisichella-Alonso en Malaisie et un nouveau succès d'Alonso en Australie. Après avoir gagné la dernière course de l'ère des V10, Renault F1 Team remporte ainsi la première de l’époque des V8. À Saint-Marin et au Nürburgring, Alonso s'incline devant Michael Schumacher mais contre-attaque avec quatre victoires consécutives (Barcelone, Monaco, Silverstone et Montréal). Les différentes évolutions apportées au moteur au cours de la saison permettent un gain de 5 % par rapport aux performances initiales du V8.
Malgré cette confortable avance, Ferrari et Schumacher profitent des progrès de leurs pneus Bridgestone et de l'interdiction par la FIA des mass-damper de la Renault pour accumuler les succès durant l'été, au point qu'au terme du Grand Prix de Chine, Schumacher pointe en tête au championnat. Au Japon, l'Allemand casse son moteur et Alonso remporte la course. Sa seconde place au Brésil lui assure un second titre mondial ainsi qu'un second titre constructeur à l'équipe française. L'écurie tricolore est sacrée championne du monde pour la deuxième fois en totalisant 206 points devant Ferrari qui compte 201 points. Par ailleurs, l'équipe Renault F1 Team est élue « Équipe de l'année 2006 » aux Laureus World Sports Awards en début d'année suivante.

#### Saison 2007

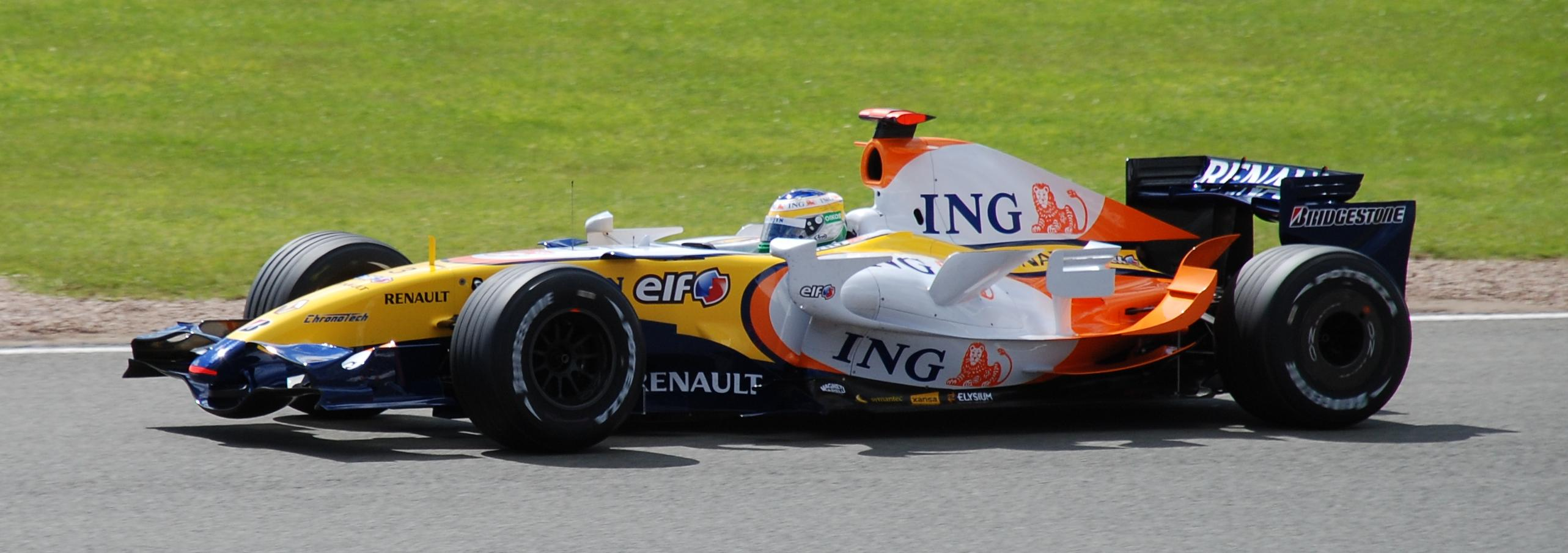
Giancarlo Fisichella sur la Renault R27 lors du Grand Prix de Grande-Bretagne en 2007.

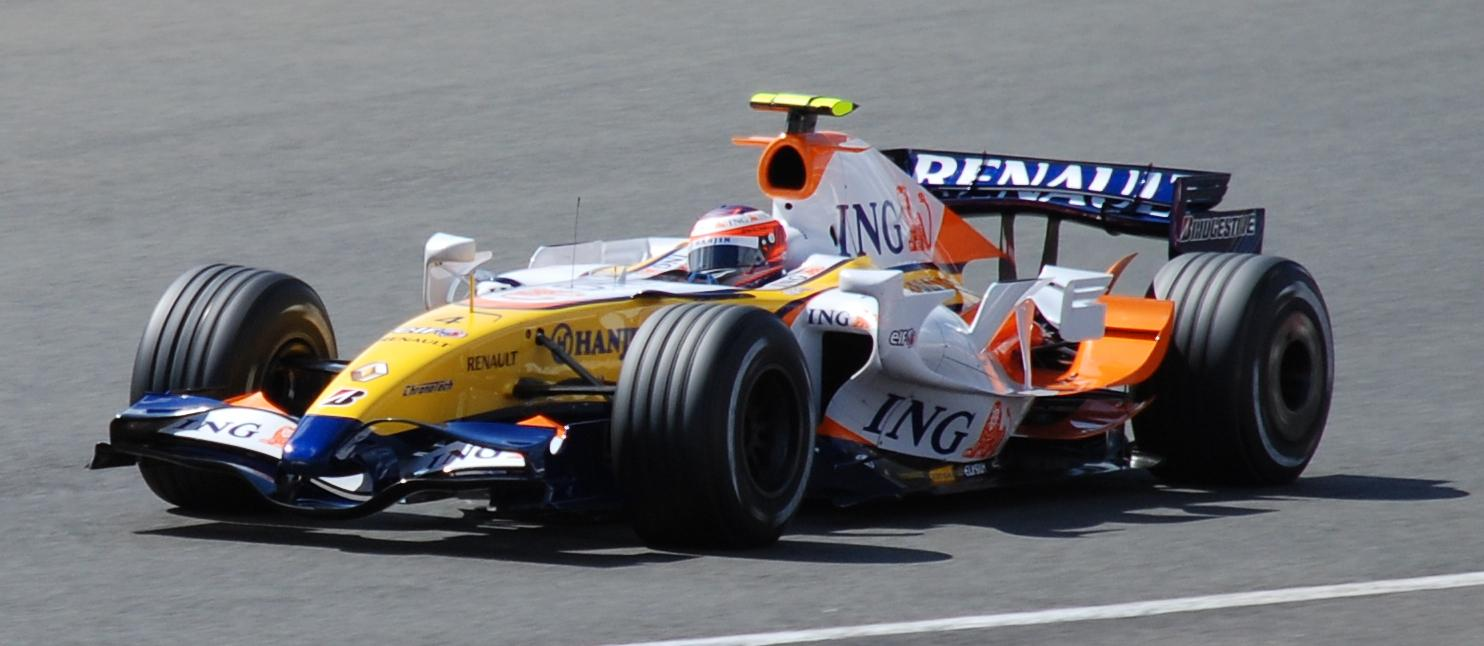
La Renault R27, pilotée par Heikki Kovalainen, lors du Grand Prix de Grande-Bretagne en 2007.

En 2007, ING devient le sponsor principal de l'équipe et remplace le cigarettier Mild Seven. La séparation entre Renault et Alonso, parti chez McLaren Mercedes, laisse augurer une saison 2007 difficile pour l'équipe. En effet, malgré les efforts de Flavio Briatore, aucun pilote de pointe n'a rejoint l'écurie pour remplacer Alonso et le jeune Heikki Kovalainen est choisi. De plus, l'équipe doit faire face au retrait de Michelin et se rabattre sur les pneus Bridgestone. En effet, dès 2007, afin de garantir une équité totale entre les équipes et de réduire les dépenses, les courses sont disputées avec un seul manufacturier. Par ailleurs, c'est en 2007 que Renault Sport noue un partenariat avec Red Bull Racing et assure la livraison des moteurs de l’écurie autrichienne.
Dès la course d'ouverture en Australie, Giancarlo Fisichella, dont le contrat a été prolongé durant l'été 2006, achève sa course loin du vainqueur à la cinquième place et Kovalainen finit hors des points après plusieurs fautes. Il fait mieux lors des Grands Prix suivants alors que la monoplace gagne en compétitivité. Après quatre courses, Renault ne compte que 11 points, 40 de moins qu'au même stade de la saison 2006. Malgré le développement de la R27, peu de progrès apparaissent et l'équipe doit se contenter de deux quatrièmes places (Fisichella à Monaco et Kovalainen à Montréal) pour meilleur résultat.
Cependant, à l'occasion du Grand Prix du Japon au Mont Fuji, Kovalainen s'illustre sous la pluie et obtient le seul podium de la saison avec une seconde place. En Chine, les Renault ne marquent aucun point pour la première fois de la saison. À Interlagos, aucune monoplace ne termine la course (accrochage avec Sakon Yamamoto au second tour pour Fisichella, accident au trente-cinquième tour pour Kovalainen). L'équipe finit troisième du championnat avec 51 points, derrière Ferrari (204 points) et Sauber BMW (101 points).

#### Saison 2008
Après la difficile saison 2007, l'équipe repart sur de nouvelles bases. Fernando Alonso, en disgrâce chez McLaren, fait son retour tandis que Kovalainen fait le chemin inverse. Son coéquipier est Nelson Piquet Jr., le troisième pilote de l'équipe en 2007, qui remplace Giancarlo Fisichella parti chez Force India. Si l'espoir est grand, Alonso, arrivé trop tard, n'a aucune influence sur le développement de la R28 et le début de saison est difficile.

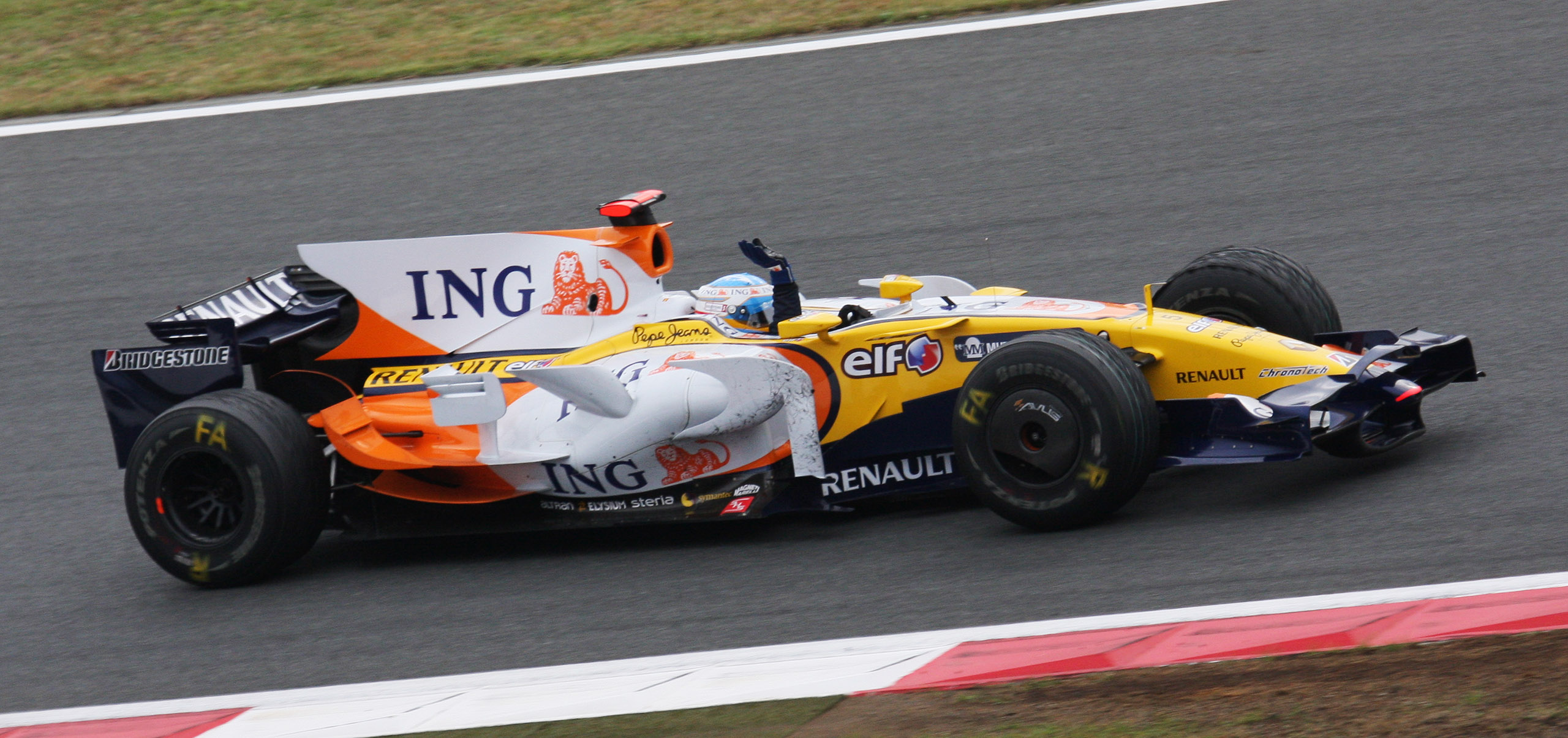
Fernando Alonso au volant de la Renault R28 après sa victoire au Grand Prix du Japon en 2008.

L'Espagnol, grâce à ses qualités de metteur au point et d'attaquant, profite de l'hécatombe en Australie pour finir quatrième mais la suite est plus compliquée et il n'inscrit que quelques points en Malaisie et en Turquie. Piquet souffre et n'inscrit aucun point. L'équipe est septième au championnat constructeur après le Grand Prix du Canada. À partir du Grand Prix de France, l'équipe inscrit des points régulièrement. Piquet profite de l'intervention de la voiture de sécurité à Hockenheim pour finir second. Cette situation se reproduit à Singapour à la suite d'un accident de Piquet programmé (qui donne, à postériori, lieu au Scandale du Grand Prix de Singapour 2008) et Alonso en profite pour remporter la course. Il confirme lors de la course suivante à Fuji avec une nouvelle victoire puis au Brésil avec une deuxième place. Cette fin de saison a permis à l'équipe de remonter à la quatrième place du championnat avec 80 points. Au cours de l'année 2008, Toso, très diminué par la maladie, est remplacé par le Sud-Africain Dirk de Beer.

#### Saison 2009

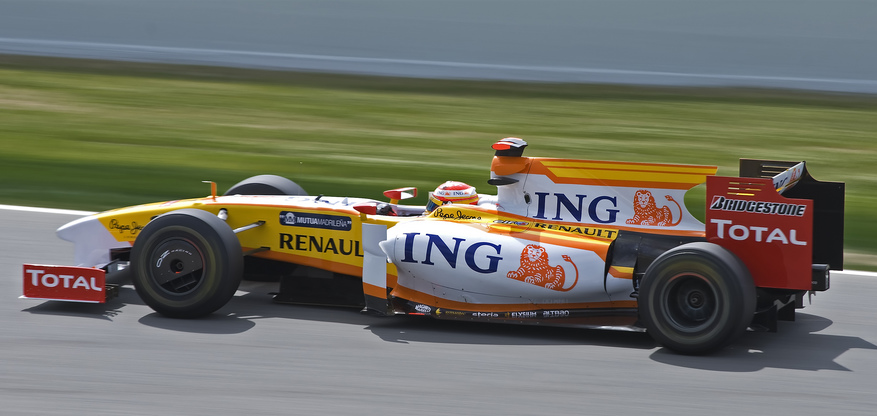
La Renault R29 de Fernando Alonso en 2009.

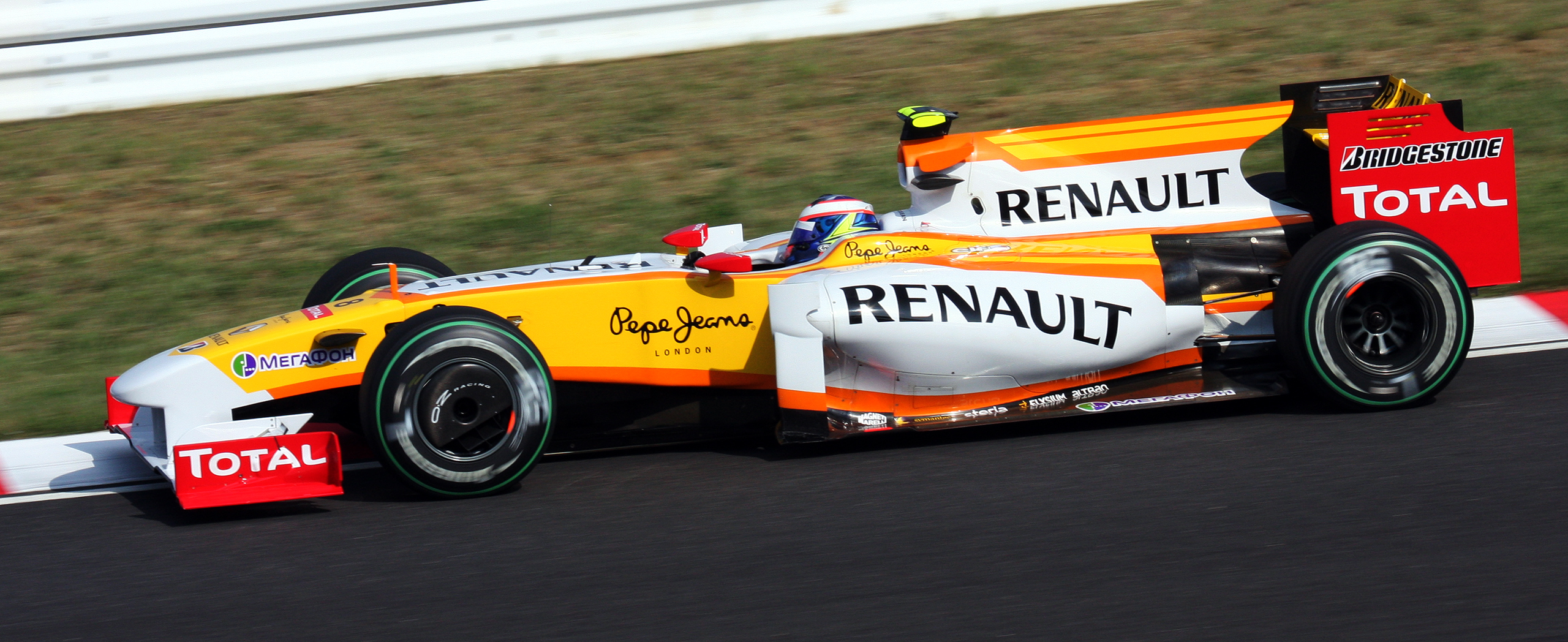
La Renault R29, pilotée par Romain Grosjean, est dépourvue des logos d'ING à la suite des révélations du Crashgate.

Après la belle fin de saison 2008, l'espoir est grand et Alonso fait partie des favoris du championnat mais la réglementation a fortement changé et la hiérarchie est totalement bouleversée. Le duo Alonso-Piquet est reconduit pour cette saison 2009. Renault F1 Team figure parmi les premiers à utiliser le système de récupération de l'énergie cinétique (KERS en anglais) nouvellement autorisé par la FIA. Cette technologie utilisée par les ingénieurs de Renault F1 stocke l'énergie cinétique accumulée lors du freinage en énergie chimique dans des batteries ion-Lithium. Ce système est complété par un moteur électrique (MGU en anglais) capable de convertir les différents types d’énergie : cinétique, électrique et chimique. Cette énergie peut ensuite être utilisée afin de donner un surplus de puissance au moteur thermique (80 chevaux) et favoriser ainsi les dépassements en ligne droite.
À Melbourne, Alonso n'est que cinquième et la suite n'est guère meilleure avec quelques points inscrits. Piquet n'inscrit pas le moindre point, confirmant les médiocres performances de la R29. En Hongrie, Alonso crée la surprise en réalisant la dix-huitième pole position de sa carrière mais un écrou de roue mal vissé provoque son abandon en course. Au vu du lourd contexte (mort de Henry Surtees et accident de Felipe Massa la veille), la FIA suspend l'équipe pour le Grand Prix d'Europe, suspension annulée en appel. Pendant ce temps, Flavio Briatore décide de renvoyer Piquet pour ses mauvais résultats et le remplace par le troisième pilote, le Français Romain Grosjean.
Le Brésilien se venge en révélant à TV Globo que son accident au Grand Prix de Singapour 2008 a été planifié par Flavio Briatore et Pat Symonds pour favoriser la remontée d'Alonso. L'affaire du Crashgate éclate et la FIA ouvre une enquête. Renault prend les devants en renvoyant Briatore et Symonds : « L'équipe ING Renault F1 Team ne contestera pas les récentes allégations de la FIA concernant le Grand Prix de Singapour 2008. Elle tient également à préciser que son directeur général, Flavio Briatore et son directeur exécutif de l'ingénierie, Pat Symonds, ont quitté l'équipe. » La FIA bannit Briatore du monde de la F1 à vie et pour cinq ans pour Symonds. L'équipe est suspendue à vie avec un sursis de deux ans. Ces deux suspensions sont annulées par un tribunal français en 2010. Bob Bell est nommé directeur d’équipe par intérim (en plus de sa fonction initiale de directeur technique), les sponsors ING et Mutua Madrileña se retirent avec effet immédiat.
Après ce choc, Alonso se remobilise avec la cinquième place à Monza puis la troisième place à Singapour. Il annonce ensuite son départ chez Ferrari pour 2010. Grosjean connaît des débuts difficiles avec des accrochages et des problèmes techniques et n'inscrit aucun point. Renault termine huitième du championnat des constructeurs avec seulement 26 points, son pire classement depuis 1978.

#### Saison 2010

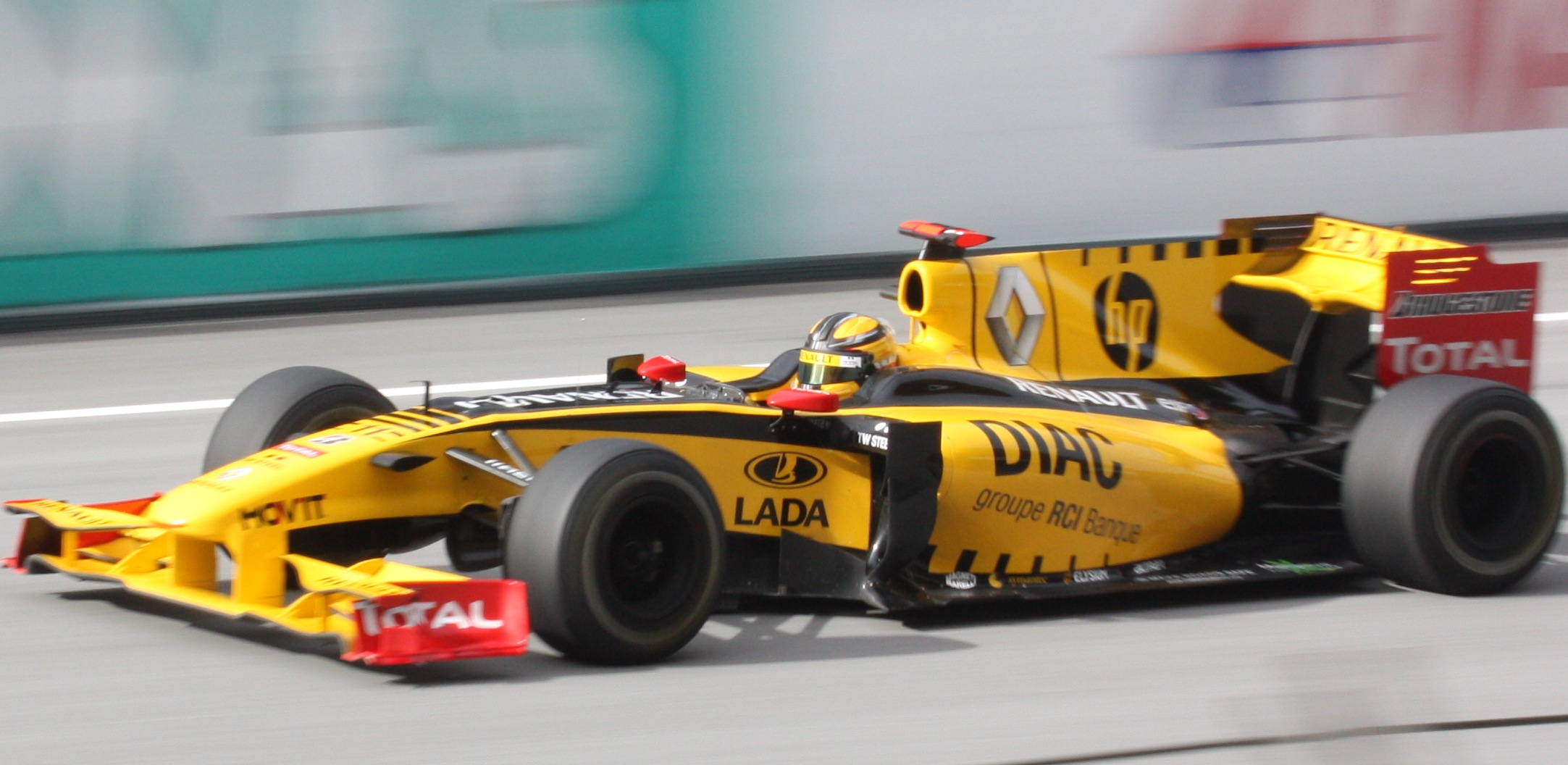
Robert Kubica avec la Renault R30 au Grand Prix de Malaisie en 2010.

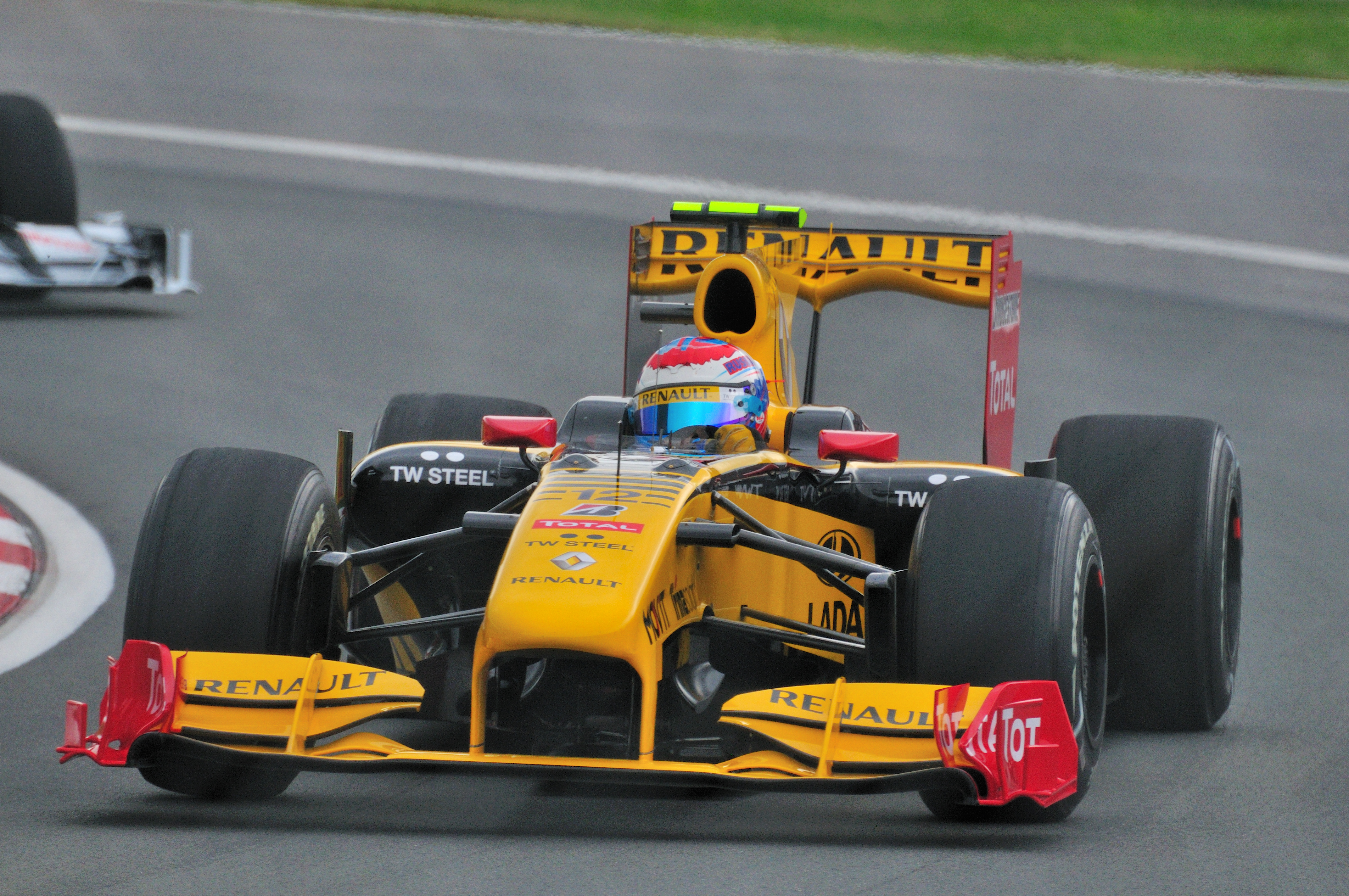
La Renault R30 de Vitaly Petrov au Grand Prix de Malaisie en 2010.

Après la crise financière de 2008, la crise réputationnelle liée à l'affaire du Crashgate et avec des résultats sportifs en berne, le comité exécutif de Renault décide de vendre l'écurie mais de conserver son rôle de motoriste auprès de Red Bull Racing. La structure châssis d'Enstone est en partie cédée à Genii Capital, une société spécialisée dans les nouvelles technologies, la gestion d'image et le sport automobile, filiale du fonds d'investissement Mangrove Capital Partners dirigé par Gérard Lopez que Cyril Abiteboul rencontre lors du Grand Prix d'Abu Dhabi,. Renault conserve une part minoritaire dans l'écurie, son nom et fournit toujours les moteurs par sa filiale Renault Sport. Cette opération permet de limiter les coûts pour Renault et compense la perte de plusieurs sponsors.
Le Polonais Robert Kubica est engagé pour remplacer Alonso. Gérard Lopez choisit Éric Boullier, ancien team manager de DAMS, pour diriger l'écurie et remplacer l'intérimaire Bob Bell. Le 30 janvier, Vitaly Petrov est titularisé par Renault et devient le premier pilote russe de Formule 1. Les liens avec la Russie se font de plus en plus étroits puisque le 4 mars, Lada devient sponsor de l'équipe. Les pilotes d'essais sont le Chinois Ho-Pin Tung, le Belge Jérôme d'Ambrosio et le Tchèque Jan Charouz.
Avec sa septième place au Grand Prix de Chine, Vitaly Petrov devient le premier Russe à marquer des points dans l'histoire de la Formule 1. Sa meilleure performance est une cinquième place lors du Grand Prix de Hongrie. Robert Kubica monte quant à lui trois fois sur le podium cette saison, sa meilleure performance étant une seconde place en Australie.
Grâce à un développement et des innovations régulières, Renault revient sur le devant de la scène avec trois podiums de Robert Kubica et se bat contre Mercedes Grand Prix pour la quatrième place du championnat des constructeurs ; l'écurie se classe finalement cinquième du championnat avec 163 points.

#### Saison 2011

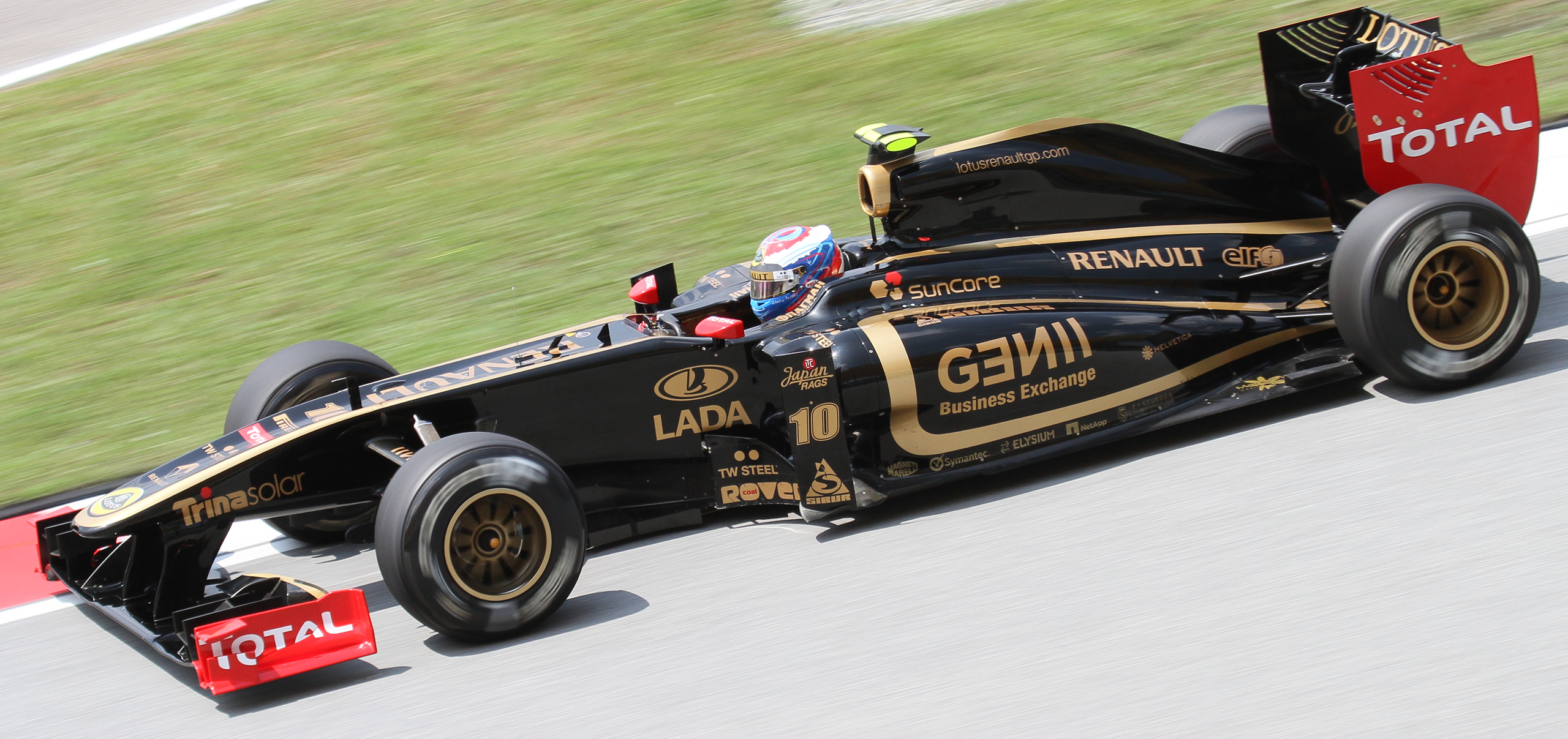
La Renault R31 pilotée par Vitaly Petrov en 2011.

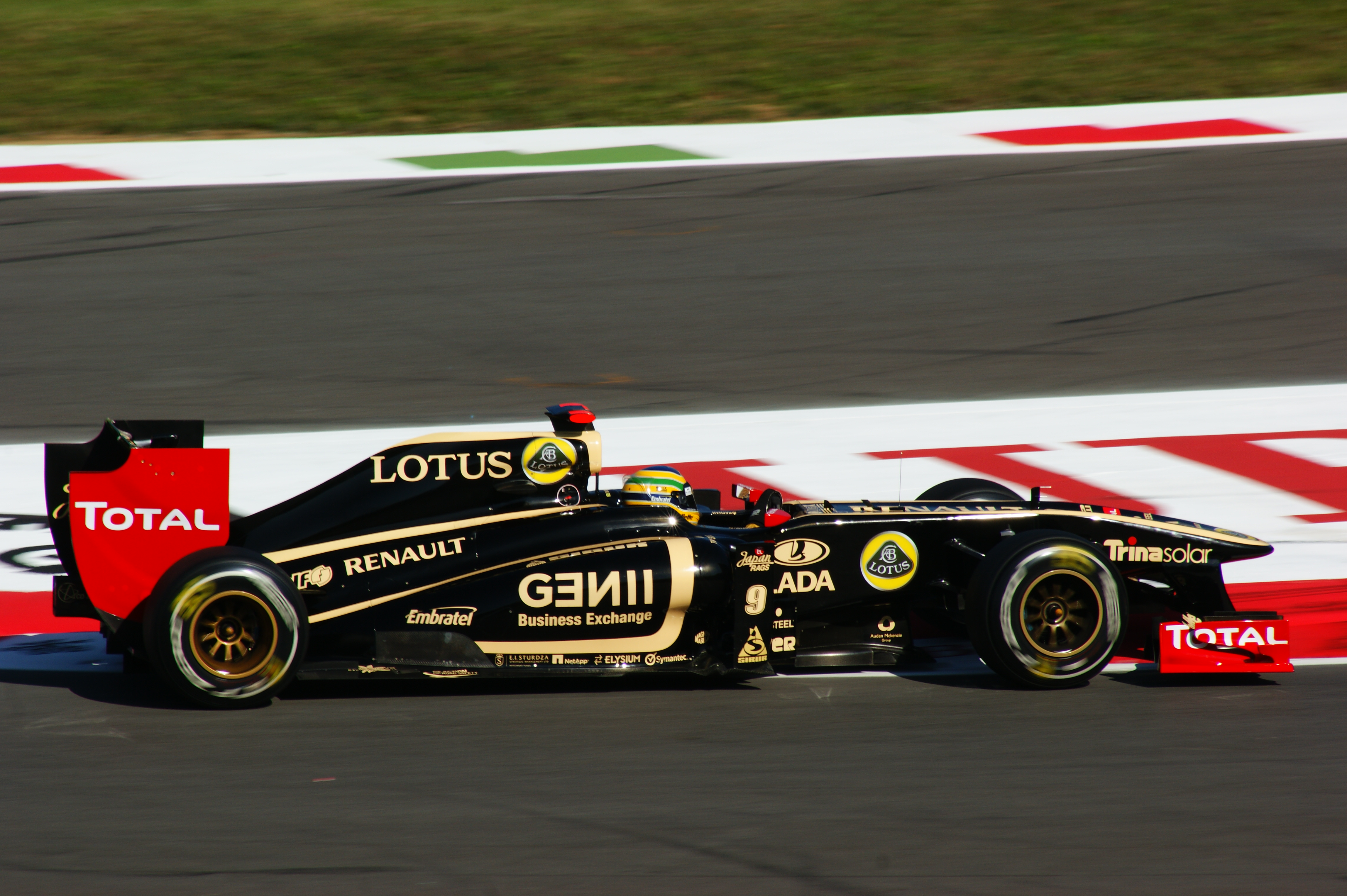
Bruno Senna remplace Nick Heidfeld à partir du Grand Prix de Belgique.

Les changements amorcés en 2010 se poursuivent en 2011 ; la marque française se recentre sur la conception, le développement et la mise au point de moteurs pour différentes écuries. Renault cède ses dernières parts dans l'écurie à Genii Capital et Lotus Cars arrive : déçu par son partenariat avec l'équipe de Tony Fernandes, Lotus Racing, le constructeur devient sponsor principal de l'équipe jusqu'en 2017. La dénomination commerciale de l'équipe devient Lotus Renault Grand Prix et la livrée reprend les couleurs noir et or du Team Lotus des années 1970-80. Renault demeure motoriste et partenaire technique de l'équipe à travers Renault Sport F1. Si les châssis conservent le nom Renault, l'équipe prend une licence britannique. La saison 2011 est également marquée par l'introduction du système de réduction de la traînée (DRS en anglais). Ce système se caractérise par la présence d'un aileron arrière mobile qui permet de réduire la traînée de la monoplace et de gagner ainsi 15 à 20 km/h en vitesse de pointe.
Robert Kubica et Vitaly Petrov demeurent les pilotes titulaires mais le Polonais est victime d'un terrible accident lors du rallye Ronde di Andora près de Gênes en Italie : son état ne lui permet plus de piloter une Formule 1. Le pilote est victime de multiples blessures. Le pilote polonais avait signé le meilleur temps lors des premiers essais privés, bénéficiant d'une Renault R31 développée par James Allison innovante, avec soufflage des échappements vers l'avant de la voiture pour augmenter les appuis aérodynamiques. Après plusieurs essais, Nick Heidfeld est préféré à Bruno Senna pour le remplacer.
La compétitivité de la voiture est confirmée par les troisièmes place de Petrov à Melbourne et d'Heidfeld à Sepang. Toutefois, la monoplace marque rapidement le pas en matière de performances ; hormis la cinquième place de Petrov sous la pluie de Montréal, les pilotes n'inscrivent plus que quelques points régulièrement. Après un nouveau Grand Prix décevant en Hongrie, Nick Heidfeld est remplacé par Bruno Senna. Le Brésilien ne peut enrayer le déclin de l'équipe qui conserve finalement sa cinquième place au championnat avec 73 points. Le litige avec Tony Fernandes concernant l'utilisation du nom Lotus se règle par le rachat du nom Team Lotus par Lotus Cars, Tony Fernandes renommant son équipe Caterham F1 Team.

### Retour en tant que motoriste (2012-2015)

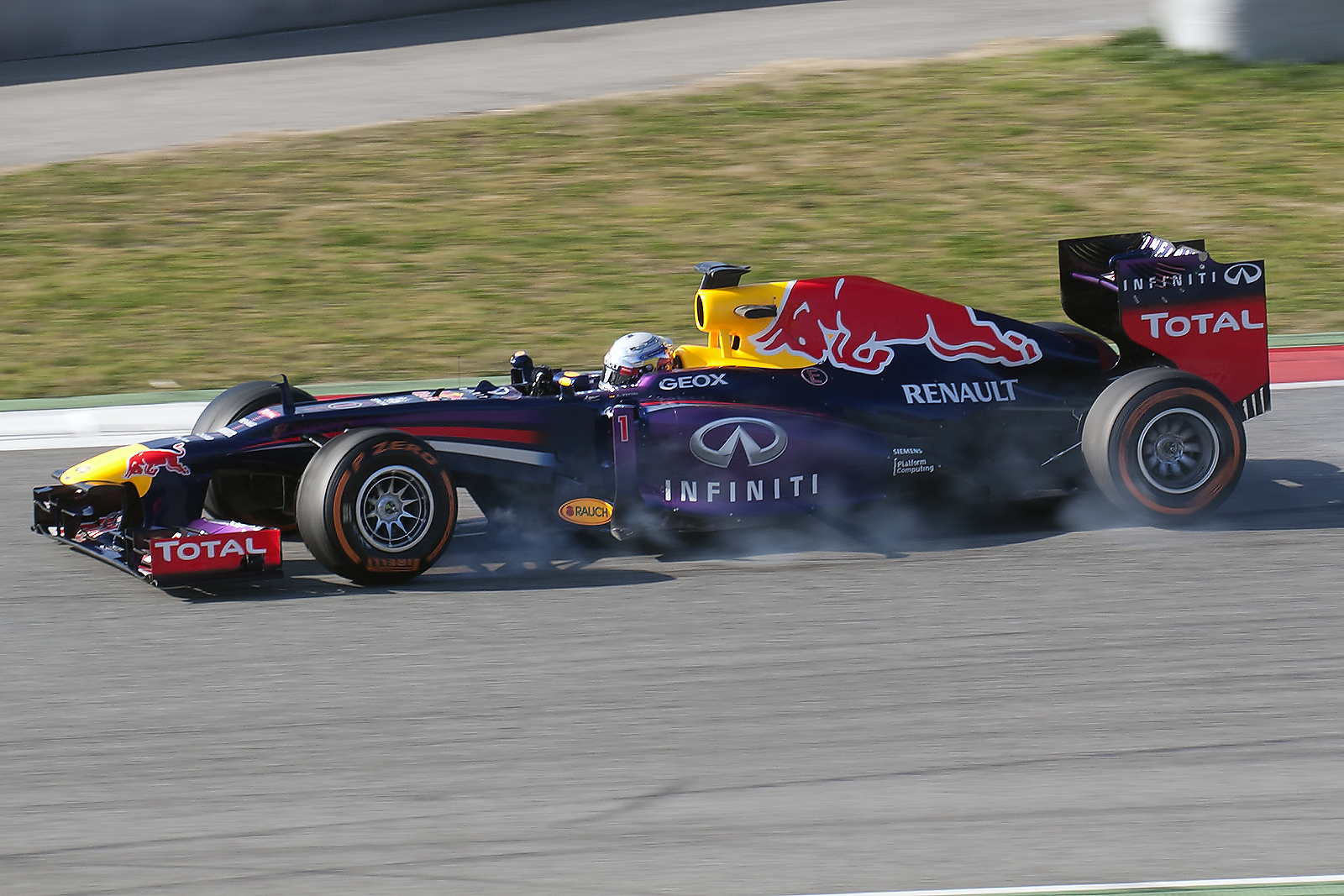
Sebastian Vettel au volant de la Red Bull Renault RB9 sur le circuit de Barcelone en 2013.

En 2012, Lotus Renault GP quitte complètement le championnat du monde en tant que constructeur et laisse place à Lotus F1 Team. Renault Sport demeure le partenaire technique de l'écurie de Gérard Lopez.
Renault redevient alors motoriste pour les écuries Lotus F1 Team, Williams F1 Team, Caterham F1 Team et surtout Red Bull Racing. En effet, l'écurie autrichienne remporte quatre titres de champion du monde des constructeurs et des pilotes (avec Sebastian Vettel) en 2010, 2011, 2012 et  2013 équipée d'un moteur Renault,.
En 2014, la firme française fournit la Scuderia Toro Rosso en moteurs V6 turbo hybrides.

### Retour en Formule 1 en tant qu'écurie (2016-2020)

En décembre 2015, Renault fait à nouveau son retour en F1 en rachetant l'écurie Lotus F1 Team, elle-même issue du Renault F1 Team.

Bien que motoriste pour l’écurie Red Bull Racing quatre fois championne du monde des constructeurs, Carlos Ghosn, président-directeur général du groupe Renault, estime que Renault ne bénéficie pas d’un retour sur investissement suffisant. Le groupe français décide alors de revenir en tant qu'écurie à part entière et rachète, pour une livre sterling symbolique, 90 % des parts de Gravity Motorsport (filiale de Genii Capital), propriétaire de l'écurie britannique Lotus F1 Team, en proie à des difficultés financières avec près de 252 millions d'euros de pertes cumulées en six ans et 3,7 millions d’euros réclamés par le fisc britannique. En contrepartie, le constructeur français s’engage à rembourser tous les créanciers de Lotus.
Le 3 décembre 2015, Carlos Ghosn annonce le retour de la marque française en tant que constructeur avec une licence française dès 2016 par le biais du rachat de Lotus F1 Team,,. Le 3 février 2016, Ghosn dévoile la dénomination commerciale de l'équipe : Renault Sport Formula One Team,. Genii Capital conserve 10 % des parts de la structure. La participation de Renault au championnat du monde de Formule 1 est motivée par une double volonté. Celle d’augmenter les performances et les développements technologiques de ses modèles de série et celle de tirer profit de l’audience globale de la F1 estimée à 450 millions de téléspectateurs à travers les cinq continents afin de promouvoir sa gamme de véhicules commercialisés en Chine ainsi que dans les pays émergents.

#### Saison 2016

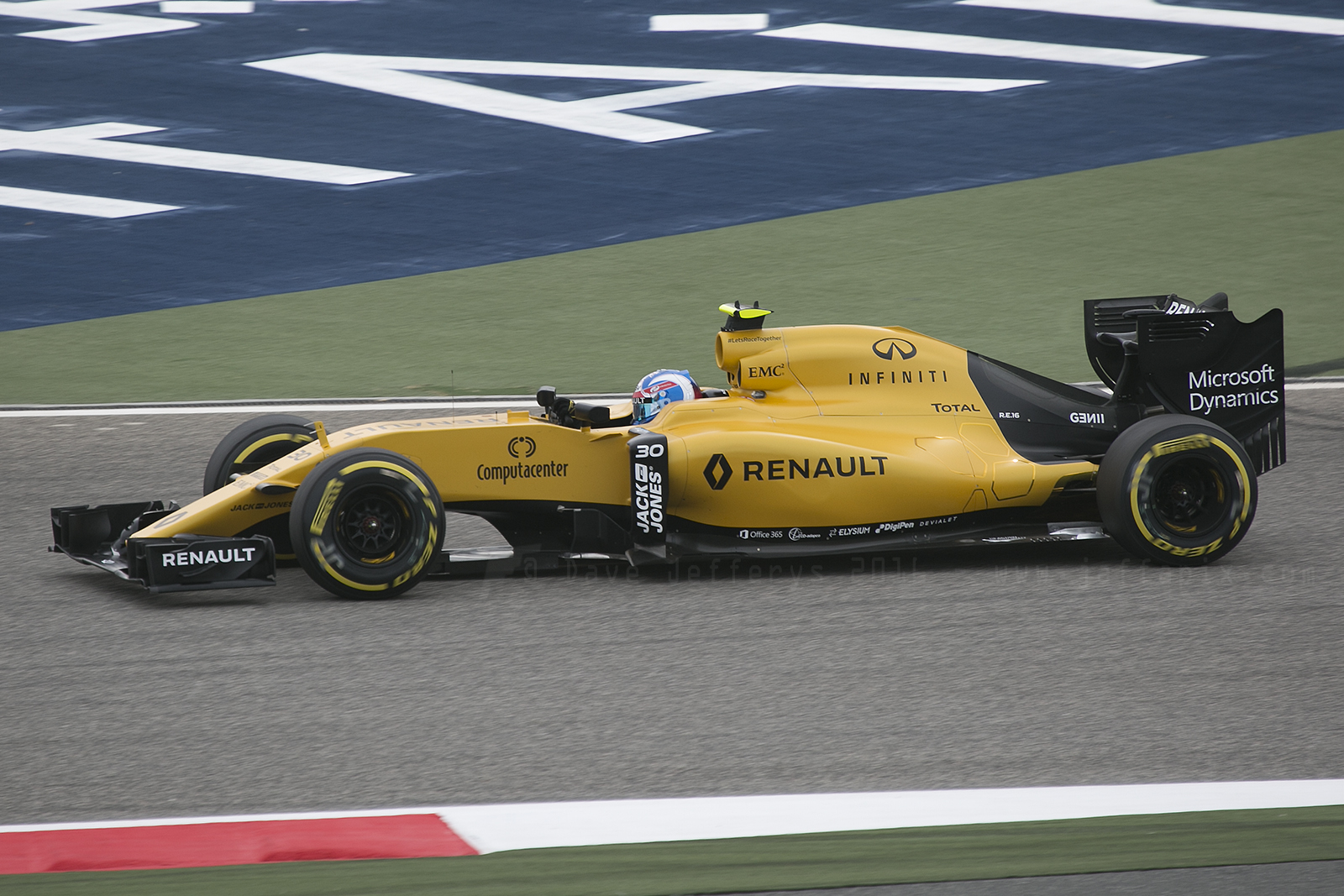
Jolyon Palmer, avec la Renault R.S.16 à Bahreïn en 2016.

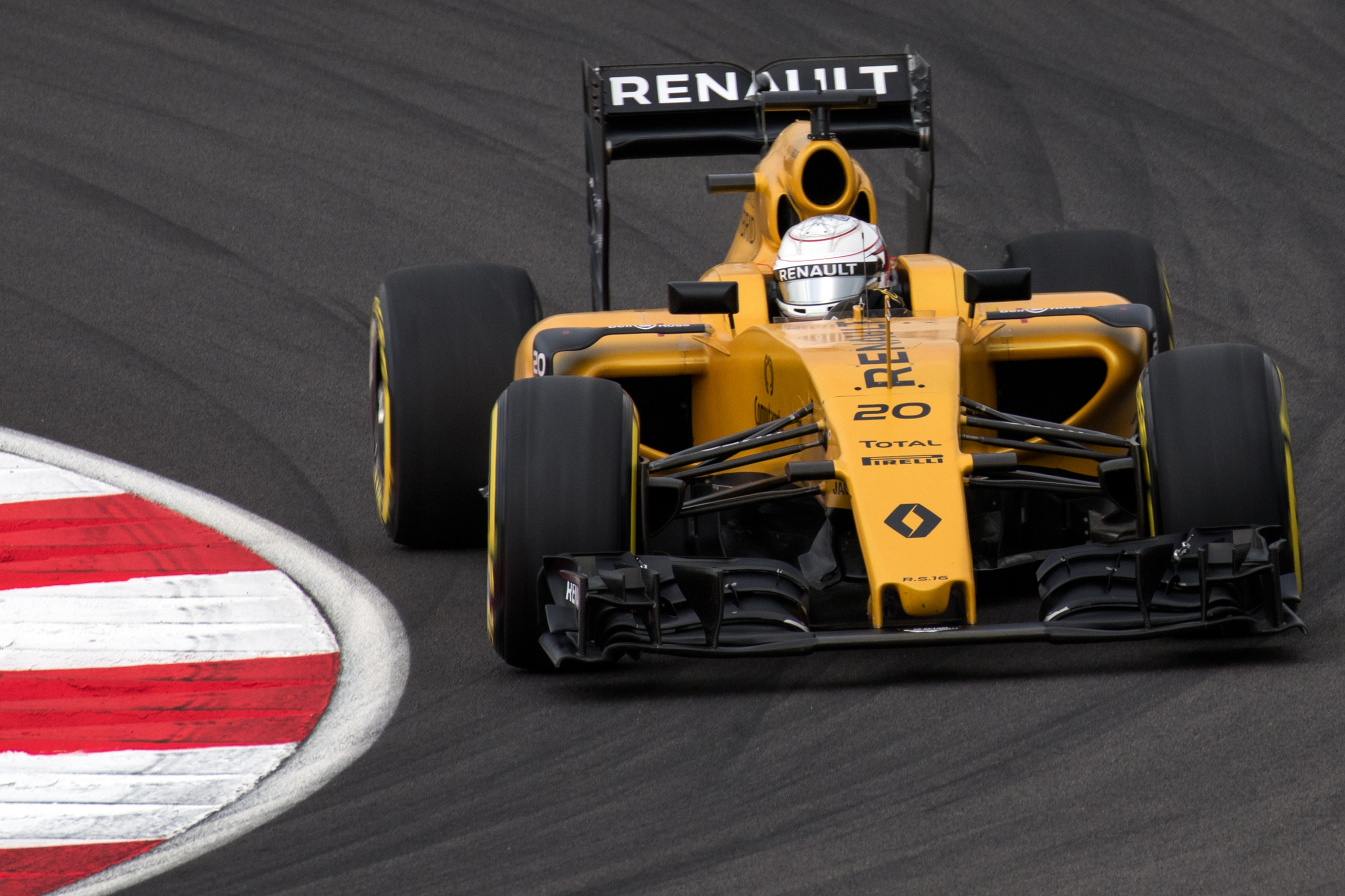
La Renault R.S.16 de Kevin Magnussen en 2016.

Jérôme Stoll (président de Renault Sport) est épaulé par Cyril Abiteboul (directeur-général de Renault Sport Racing) et Frédéric Vasseur (directeur de la compétition de Renault Sport Racing) ; Bob Bell est nommé directeur technique pour la Formule 1, Nick Chester directeur technique pour les châssis (Enstone) et Rémi Taffin directeur technique pour les moteurs (Viry-Châtillon),,,,. Kevin Magnussen et Jolyon Palmer sont retenus aux postes de pilotes-titulaires et Esteban Ocon devient pilote-essayeur.
En raison du manque d’investissement de Genii Capital entre 2012 et 2015, Renault investit massivement sur la période 2016-2018 à la fois en matière de ressources humaines mais aussi dans les structures d’Enstone afin de les moderniser,. En effet, ce sont près de 300 millions d'euros qui sont engagés annuellement par le groupe français. En 2016, Bernie Ecclestone, le grand argentier de la Formule 1, accorde le titre d’« écurie historique » au Renault F1 Team. Ce statut assure à l’écurie tricolore une part plus importante des revenus liés aux droits de diffusion de la F1 redistribués à l’ensemble des équipes engagées en F1. L’écurie française rejoint ainsi un cercle très fermé composé de Williams, McLaren, Mercedes, Ferrari et Red Bull.
Renault Sport Formule One Team effectue son retour sur les pistes avec la Renault R.S.16, dotée du moteur Renault V6 turbo hybride RE 16. En raison du rachat tardif de l’écurie Lotus, les ingénieurs de Viry sont soumis au défi de remplacer, dans un intervalle de temps réduit, l’unité de puissance Mercedes utilisée par Lotus F1 Team, afin d’intégrer le bloc moteur Renault. C’est ainsi que la Renault RS16 n’est qu’une évolution de la Lotus E22, développée en 2014 sous la direction de Nick Chester afin de participer à la saison 2015 puis réemployée en 2016 par l'ancienne écurie britannique.
Le retour de Renault avec le statut d’équipe d’usine commence difficilement puisque les pilotes n'inscrivent des points qu'en Russie, à Singapour et en Malaisie. Le 14 octobre 2016, Renault annonce l'arrivée de Nico Hülkenberg pour la saison 2017 avec un contrat pluriannuel,. Le pilote allemand remplace Kevin Magnussen, qui est en partance chez Haas F1 Team. L'écurie se classe neuvième du championnat des constructeurs, avec huit points.

#### Saison 2017

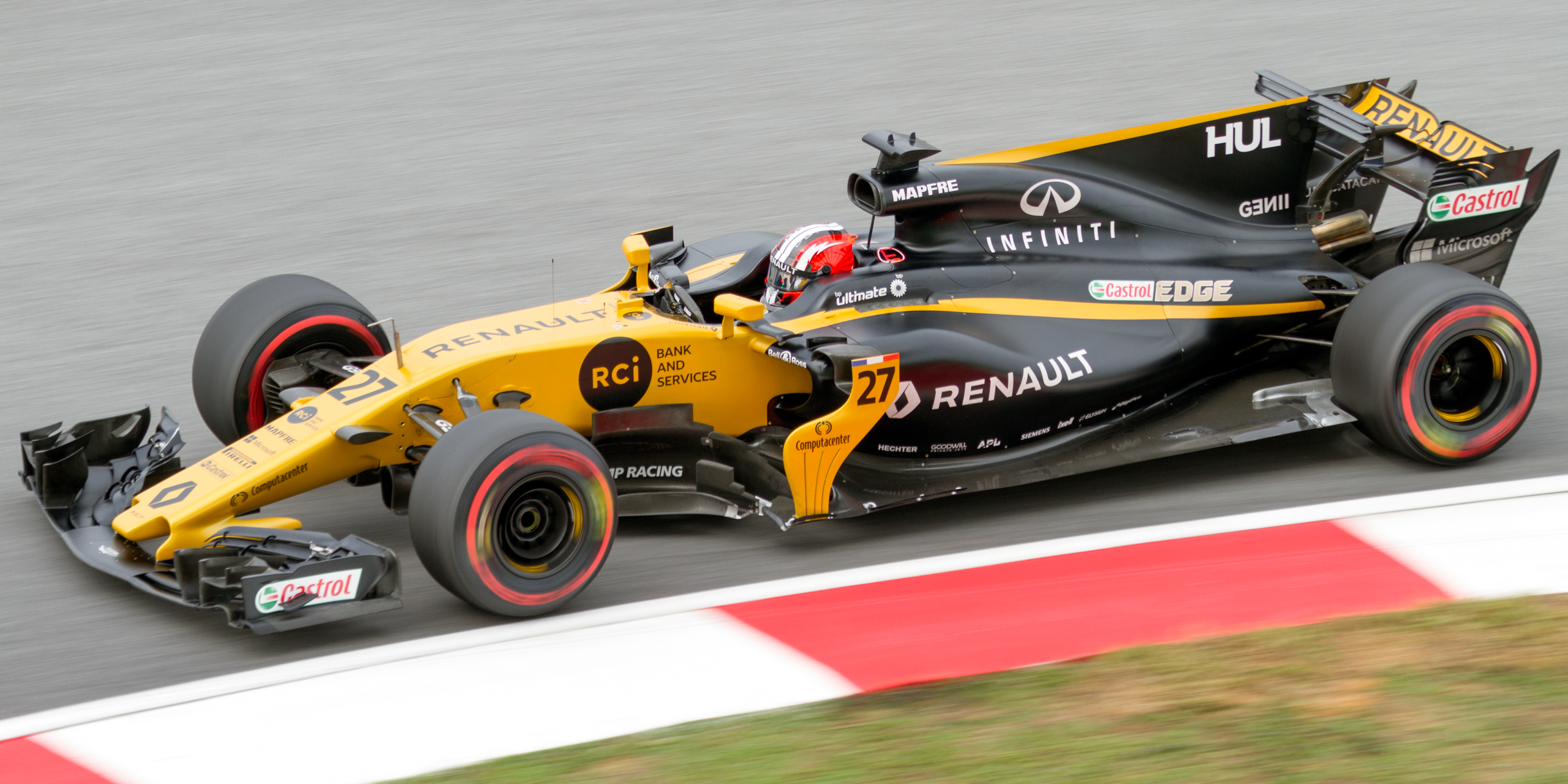
Nico Hülkenberg, avec la Renault R.S.17 lors des essais libres 2 en Malaisie en 2017.

En janvier 2017, Renault F1 Team annonce le départ de Vasseur. La première partie de la saison 2017 est meilleure que l'année précédente, grâce à Nico Hülkenberg qui rentre dans les points à cinq reprises ; Jolyon Palmer, qui entame sa deuxième saison avec l'équipe française, n'inscrit aucun point. La deuxième partie de saison est plus compliquée, avec trois abandons successifs d'Hülkenberg. Palmer marque une fois, à Singapour.
Le 15 septembre 2017, la direction du Renault F1 Team confirme l'arrivée de Carlos Sainz Jr. pour remplacer Palmer en 2018. Moins d'un mois après l'annonce, le 7 octobre 2017, Palmer annonce sur sa page Instagram que le Grand Prix du Japon sera sa dernière course avec l'équipe. Confirmé par Renault le même jour, Carlos Sainz Jr. remplace le Britannique dès le Grand Prix automobile des États-Unis 2017,. Pour sa première course chez Renault, il conclut sa course à la septième place. L'écurie se classe sixième du championnat des constructeurs avec 57 points.

#### Saison 2018

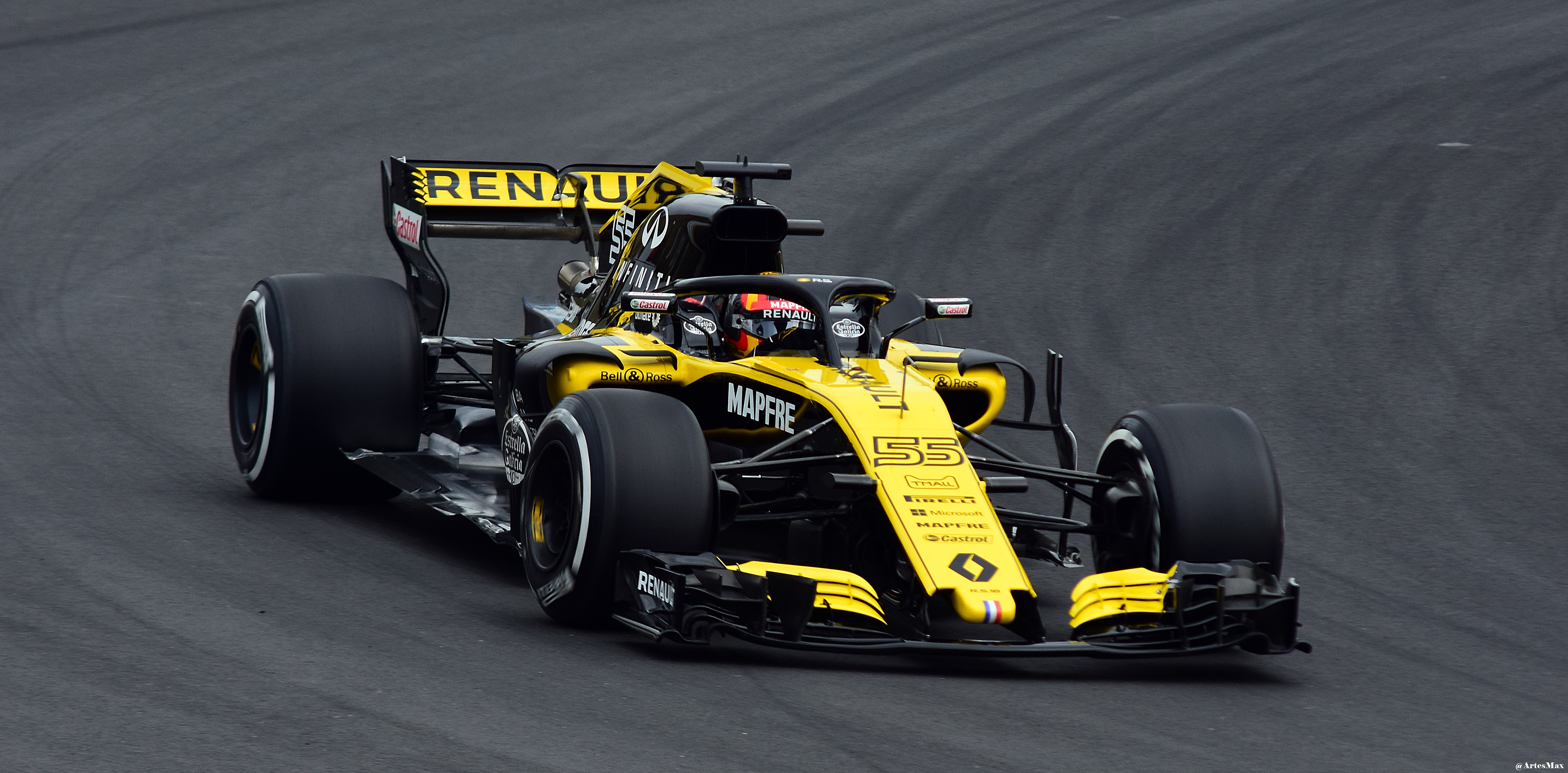
Carlos Sainz Jr., avec la Renault R.S.18, aux essais hivernaux 2018 à Barcelone.

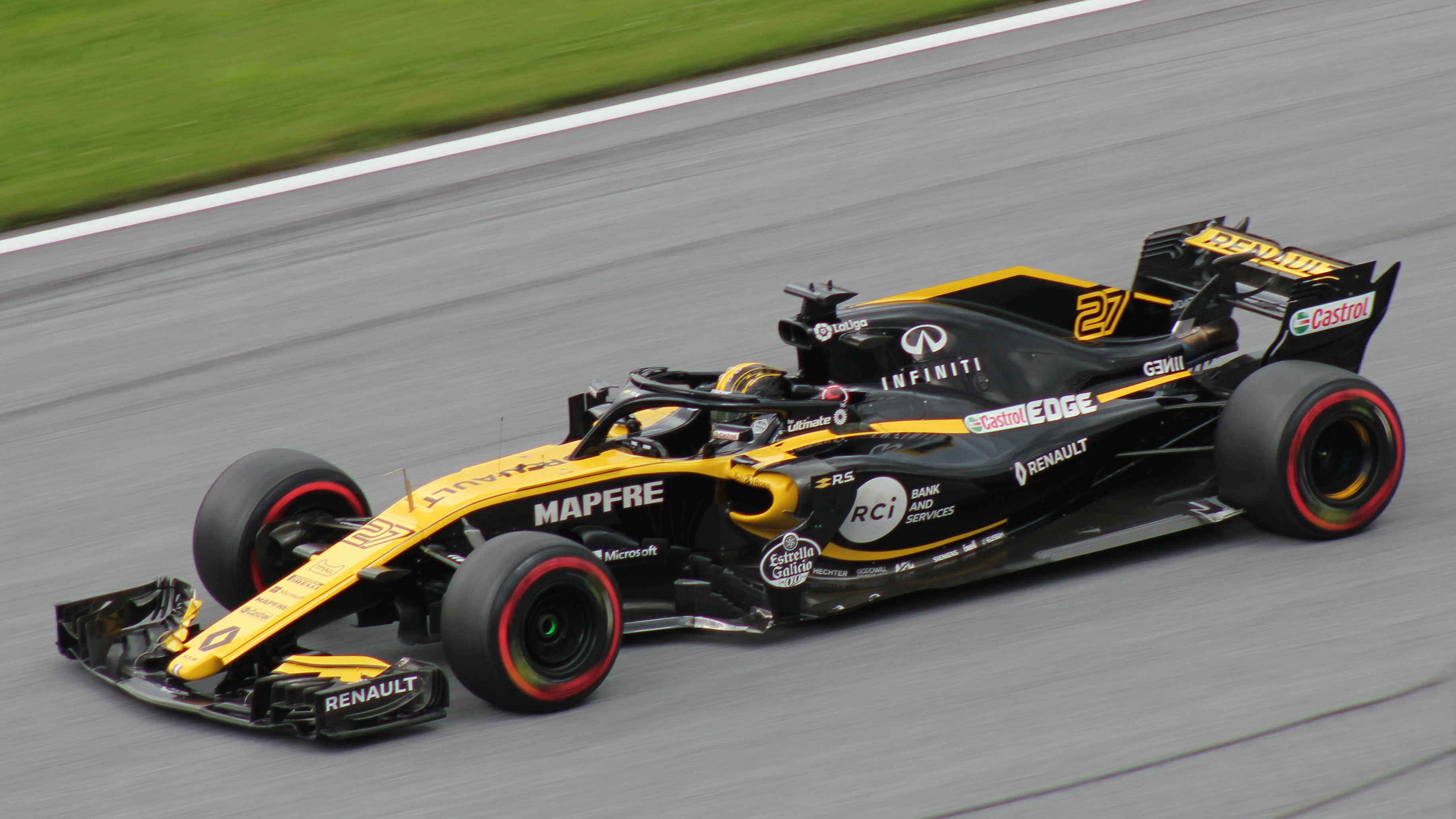
La Renault R.S.18 de Nico Hülkenberg en 2018.

Lors du Grand Prix inaugural, en Australie, les pilotes terminent septième et dixième. À Bahreïn, Nico Hülkenberg est à nouveau dans les points (sixième) contrairement à son coéquipier Carlos Sainz Jr., onzième. En Chine, ils finissent sixième et neuvième. En Azerbaïdjan et au Grand Prix d'Espagne, Hülkenberg abandonne après un accident avec Romain Grosjean. À Monaco, au Canada et en France, ils sont encore dans les points. En Autriche, l'Allemand abandonne sur une casse de turbocompresseur et Sainz termine douzième. En Grande-Bretagne, l'Espagnol s'accroche avec Grosjean alors qu'Hülkenberg finit sixième. Pour son Grand prix national, l'Allemand obtient sa meilleure performance de la saison en se classant cinquième ; Sainz, pénalisé de dix secondes pour avoir dépassé Marcus Ericsson sous le régime de la voiture de sécurité termine douzième. En Hongrie, seul Sainz prend des points en terminant neuvième.
Le 3 août 2018, l'équipe française annonce avoir recruté Daniel Ricciardo pour les saisons 2019 et 2020, au côté du pilote allemand Nico Hülkenberg,. En juin 2018, l'écurie française communique l'arrivée de Matthew Harman en tant que directeur adjoint du design.
En Belgique, Hülkenberg abandonne après le carambolage qu'il a provoqué au départ avec Fernando Alonso et Charles Leclerc ; son coéquipier Sainz se classe onzième. En Italie et à Singapour, l'Espagnol prend le dessus sur l'Allemand en terminant huitième. En Russie, ils terminent douzième et dix-septième. Au Japon, Hülkenberg abandonne, trahi par son moteur alors que Sainz arrache le point de la dixième place dans les derniers tours en bataillant contre Pierre Gasly. Aux États-Unis, les deux pilotes finissent sixième et septième. La fin de saison est mitigée, avec deux abandons pour le pilote allemand au Brésil et à Abu Dhabi, sur une surchauffe et après un accrochage avec Romain Grosjean, et un abandon pour l'Espagnol au Mexique sur un problème de batterie contre deux sixièmes places (Mexique et Abu Dhabi) et une douzième place de Sainz (Brésil). L'équipe termine quatrième du championnat des constructeurs avec 122 points, une nette progression par rapport à 2017,.
En parallèle de son activité de constructeur, Renault voit sa relation de motoriste avec Red Bull s’arrêter définitivement en 2018. Christian Horner, le directeur de Red Bull Racing, déclare que les performances du V6 hybride de Renault sont « inadmissibles » et que le moteur français manque de puissance.

#### Saison 2019

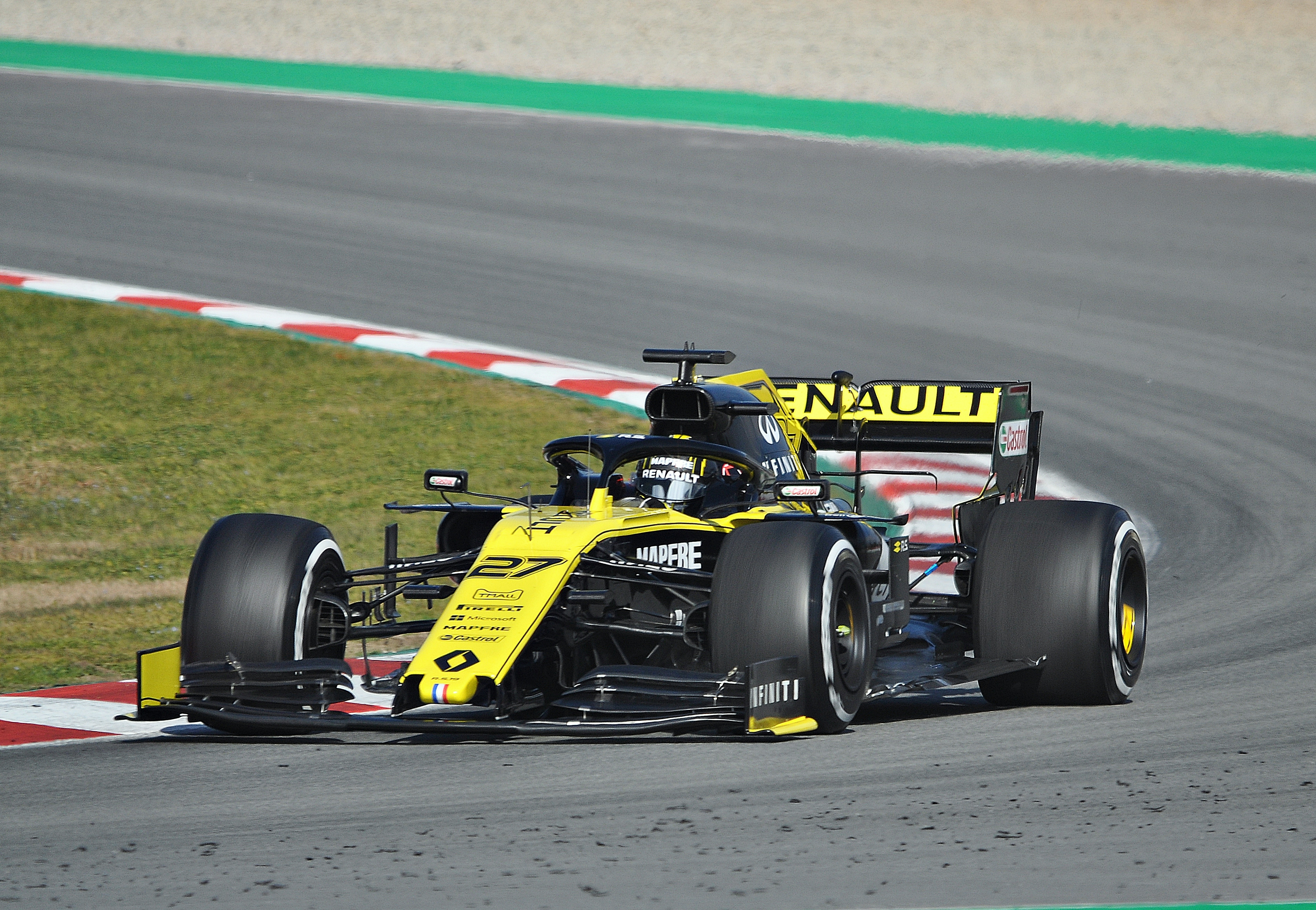
Nico Hülkenberg, à bord de la Renault R.S.19, lors des essais hivernaux sur le circuit de Barcelone en 2019.

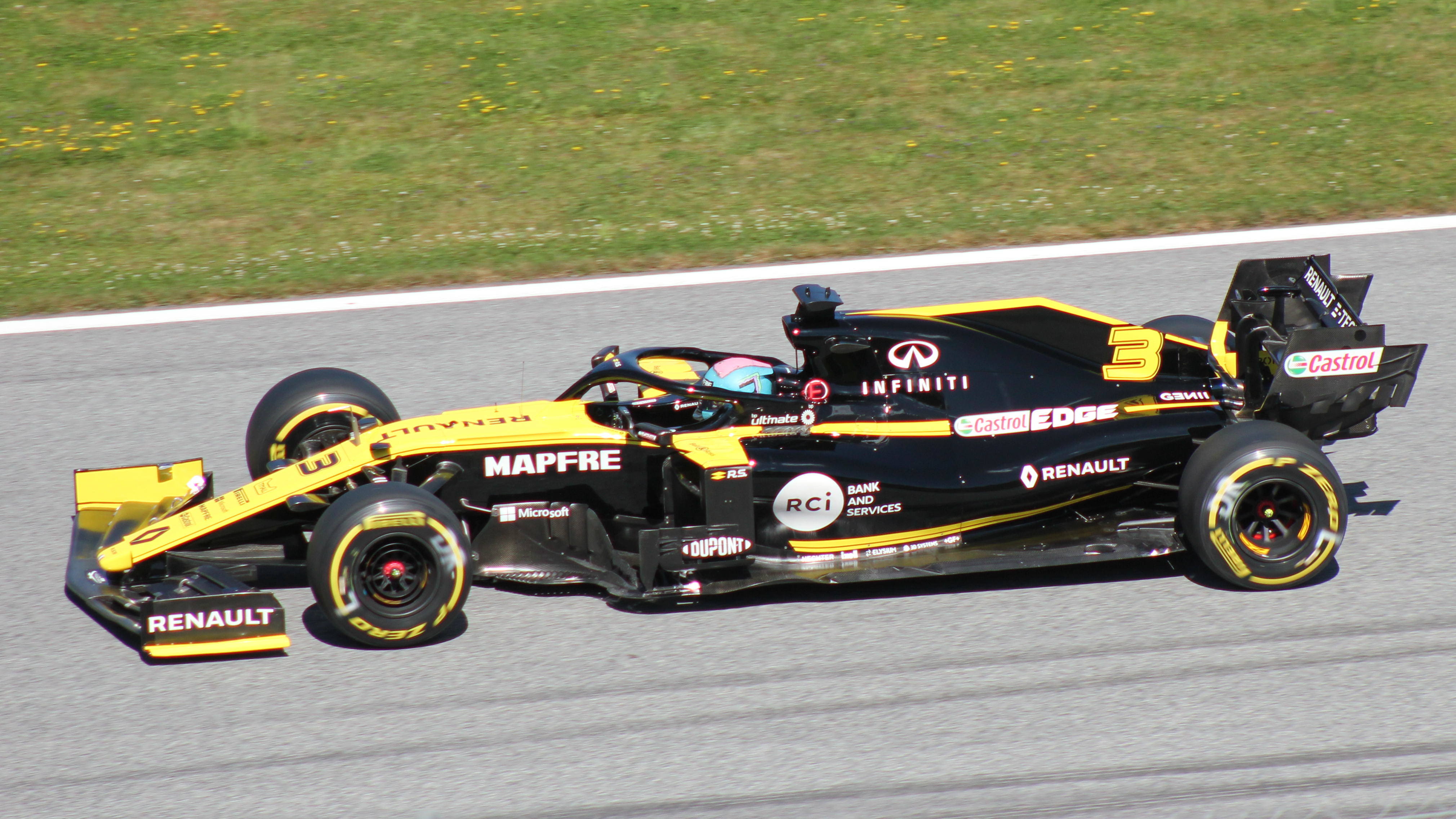
La Renault R.S.19 de Daniel Ricciardo en 2019.

Pour la première course de la saison à Melbourne, Daniel Ricciardo abandonne après des dégâts importants dès le premier tour où il casse son aileron avant ; Nico Hülkenberg termine septième. À Bahreïn, Ricciardo et Hülkenberg abandonnent simultanément, dans les derniers tours, à cause d'une perte de puissance. En Chine, Ricciardo marque ses premiers points en terminant septième et Hülkenberg abandonne sur problème électronique. En Azerbaïdjan, Ricciardo abandonne après un accrochage avec Daniil Kvyat et Hülkenberg termine quatorzième. Au Grand Prix d'Espagne, ils terminent douzième et treizième.
À Monaco, qualifiés septième et onzième, Ricciardo et Hülkenberg achèvent la course aux neuvième et treizième places. Au Canada, les deux pilotes enregistrent des points en terminant sixième et septième. En France, Hülkenberg et Ricciardo terminent huitième et onzième, l'Australien étant pénalisé de dix secondes après deux dépassements hors piste. En Autriche, les pilotes terminent douzième et treizième puis, en Grande-Bretagne, ils finissent septième et dixième. Lors du Grand Prix d'Allemagne, Hülkenberg abandonne lors d'un accident au dernier virage tandis que Ricciardo abandonne sur un problème d'échappement ; il s'agit du deuxième double abandon de la saison de l'écurie. En Hongrie, les deux pilotes terminent hors des points, en douzième et quatorzième places.
Le 29 août 2019, Renault F1 Team annonce le recrutement du Français Esteban Ocon pour remplacer Hülkenberg en 2020 et 2021, aux côtés de Daniel Ricciardo.
En Belgique, Hülkenberg et Ricciardo terminent huitième et quatorzième. En Italie, qualifiés cinquième et sixième, ils terminent quatrième et cinquième, obtenant ainsi le meilleur résultat de l'écurie depuis son retour en 2016. À Singapour, Ricciardo est éliminé des qualifications à cause d'un excès de puissance du MGU-K et part dernier ; Hülkenberg termine neuvième et Ricciardo termine quatorzième. En Russie, Hülkenberg termine dixième tandis que Ricciardo abandonne à cause de dégâts importants dus à son accrochage avec Romain Grosjean lors du premier tour.
Au Japon, Ricciardo et Hülkenberg terminent sixième et dixième. Quelques heures plus tard, l'écurie est placée sous enquête des commissaires de la FIA après une réclamation de l'écurie Racing Point F1 Team concernant un système d'ajustement de répartition de freinage en fonction de la distance ; dix jours après le Grand Prix, Ricciardo et Hülkenberg sont disqualifiés pour infraction envers le règlement sportif mais considéré conforme au règlement technique. Renault décide de ne pas faire appel de la décision.
Au Mexique, les deux pilotes terminent huitième et dixième puis, aux États-Unis, sixième et neuvième. Au Brésil, après une course à rebondissement, Ricciardo termine sixième, profitant de la pénalité de Lewis Hamilton. Ils ne marquent pas lors de la dernière course de la saison à Abu Dhabi et Renault se classe cinquième du championnat avec 91 points. Daniel Ricciardo termine neuvième, avec 54 points et Nico Hülkenberg termine quatorzième, avec 37 points. Esteban Ocon signe pour la saison 2020 pour remplacer Hülkenberg.

#### Saison 2020

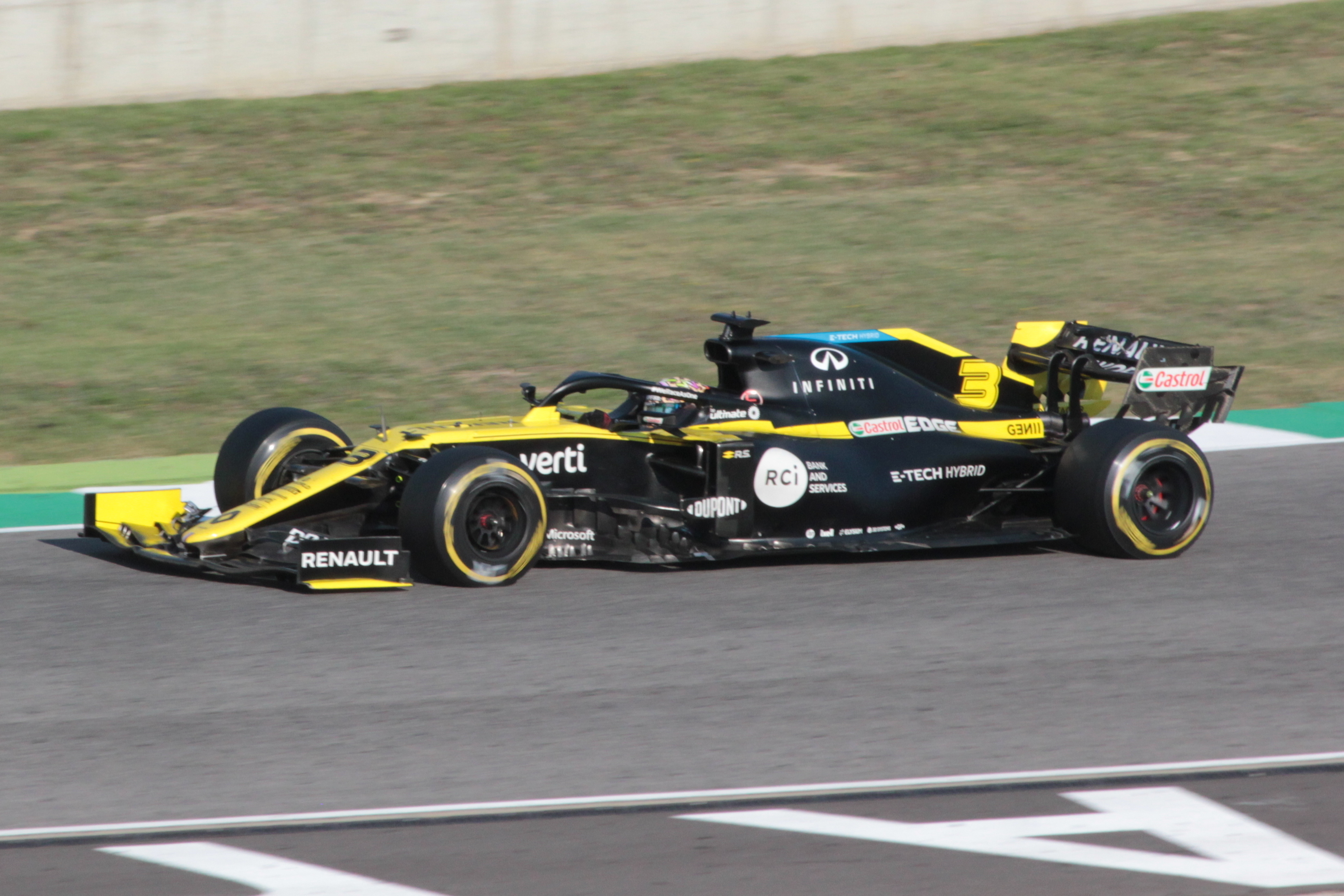
Daniel Ricciardo, à bord de la Renault R.S.20, lors du Grand Prix de Toscane en 2020.

En début d'année, Renault F1 Team annonce l'arrivée de Pat Fry au poste de directeur technique en remplacement de Nick Chester. Le 3 février 2020, le Britannique Jack Aitken annonce qu'il quitte Renault F1 Team en tant que pilote de réserve et de développement ainsi que l’Académie des jeunes pilotes de l'écurie française.
Le 8 juillet 2020, l'écurie révèle le retour du pilote espagnol Fernando Alonso, double champion du monde avec l'écurie tricolore en 2005 et 2006, en son sein à partir de la saison 2021. En septembre 2020, Renault annonce le changement de nom de son écurie qui se nommera Alpine F1 Team.
Lors du Grand Prix de Belgique, Renault inscrit 23 points, son meilleur score depuis son retour en Formule 1 en 2016. Lors du Grand Prix de l'Eifel 2020 sur le Nürburgring, l'Australien Daniel Ricciardo termine la course à la troisième position derrière le Britannique Lewis Hamilton et le Néerlandais Max Verstappen. Il offre ainsi à son écurie son premier podium depuis son centième obtenu par l'Allemand Nick Heidfeld en 2011. De plus, Ricciardo obtient un nouveau podium en Émilie-Romagne et termine cinquième du championnat du classement des pilotes. Pour son dernier tour au volant d'une Renault, à Abu Dhabi, le pilote australien inscrit le point bonus du meilleur tour en course. Esteban Ocon, après un début de saison difficile, obtient son premier podium en Formule 1 en terminant deuxième du Grand Prix de Sakhir. Au terme d'une saison perturbée par la pandémie de Covid-19, l'écurie française se classe cinquième du championnat avec 181 points.

### Engagement sous l'appellation Alpine (2021-)

En 2021, Renault Sport laisse place à Alpine, la nouvelle division sportive du groupe Renault, pour mener le programme sportif du groupe en F1.

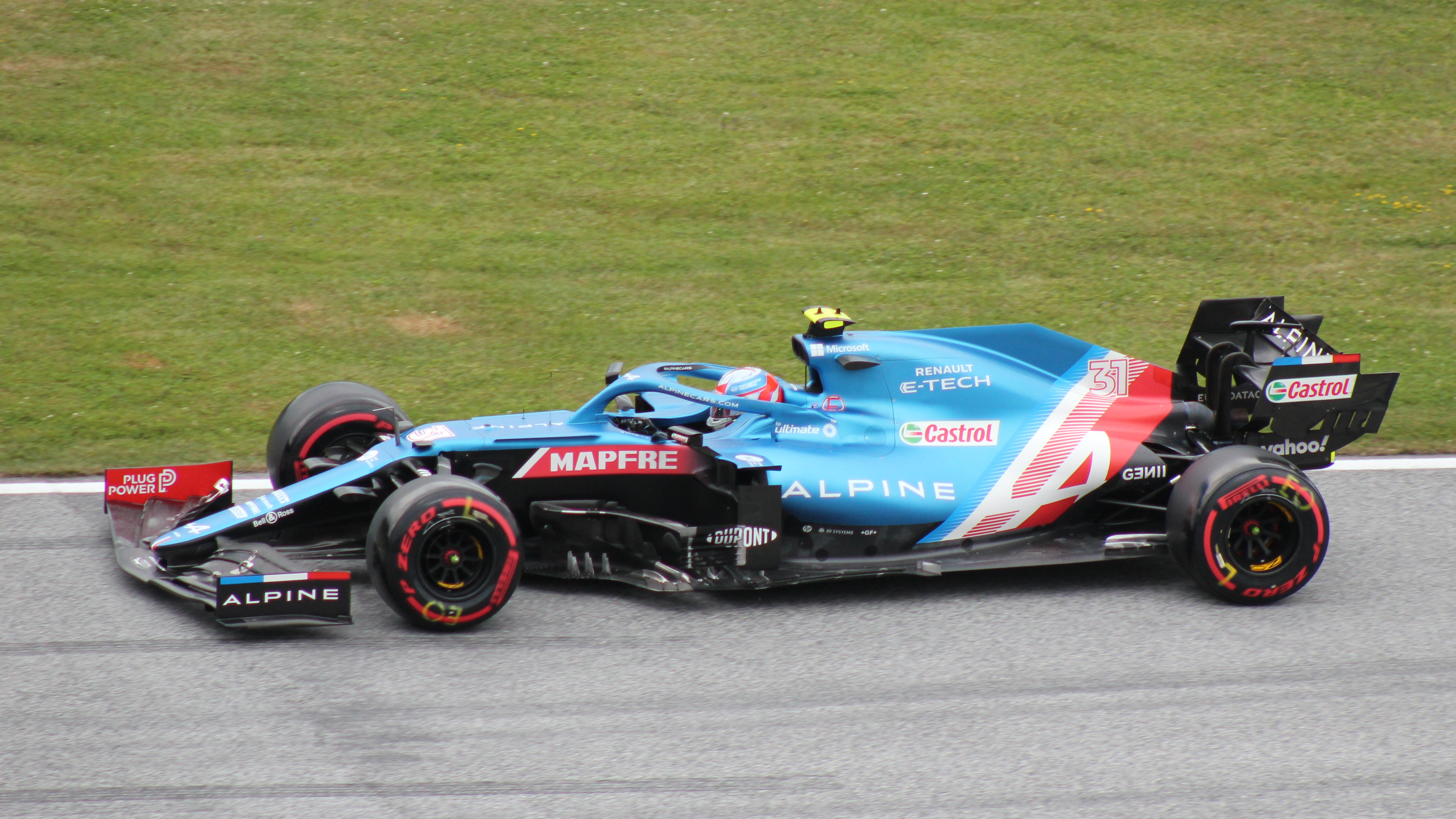
Esteban Ocon à bord de l'Alpine A521 en 2021.

Malgré des résultats en deçà de ceux attendus, des pertes estimées à huit milliards d'euros en 2020 à cause de la pandémie de Covid-19 et un plan d'économie de deux milliards, Renault poursuit en Formule 1 par la voie de son nouveau PDG, Luca de Meo, qui déclare : « Je ne vais pas être le PDG qui va mettre un terme à plus de 40 ans de Formule 1 pour Renault, cela fait partie de notre ADN. »,,. Dans le cadre de sa « Renaulution », le groupe recentre ses programmes sportifs, portés par sa filiale Renault Sport, autour de sa marque renaissante Alpine. L'écurie est rebaptisée Alpine F1 Team à compter du championnat du monde de Formule 1 2021,. De Meo déclare ainsi : « Alpine est une belle marque, puissante et vibrante, qui colle un sourire sur le visage de ses adeptes. En lançant Alpine, symbole de l'excellence française, dans la plus prestigieuse des disciplines automobiles mondiales, nous poursuivons l'aventure des constructeurs dans un sport renouvelé. Nous apportons aussi une marque de rêve aux côtés des plus grands noms, pour des courses automobiles spectaculaires faites et suivies par des passionnés. Alpine amènera enfin ses valeurs dans le paddock de la Formule 1 : élégance, ingéniosité, et audace. » Cyril Abiteboul, directeur de l'écurie poursuit : « Ce changement intervient à un moment clé dans la trajectoire de l'écurie et du sport. Alpine apporte un nouveau sens, de nouvelles valeurs et couleurs dans le paddock avec l'esprit de compétition venu d’autres univers et l'agilité créatrice française. Ce seront des atouts dans la préparation des échéances de 2022. Le nouveau cadre réglementaire et financier installera les conditions d'un sport automobile plus équitable dans sa redistribution des revenus, plus simple et progressiste dans sa gouvernance. La mise en place du « budget cap » mettra un terme à la course à la dépense et permettra de valoriser les équipes signataires pour leur valeur sportive. Alpine a toute sa place en Formule 1 et pourra prétendre à la victoire. » L'implication d'Alpine en Formule 1 remonte à 1968 lorsque l'Alpine A350 est construite, propulsée par un moteur V8 Gordini. Cependant, après des tests mené avec Mauro Bianchi à Zandvoort, le projet est abandonné, le moteur ne produisant qu'environ 300 chevaux contre 400 pour le bloc Cosworth.

#### Saison 2021

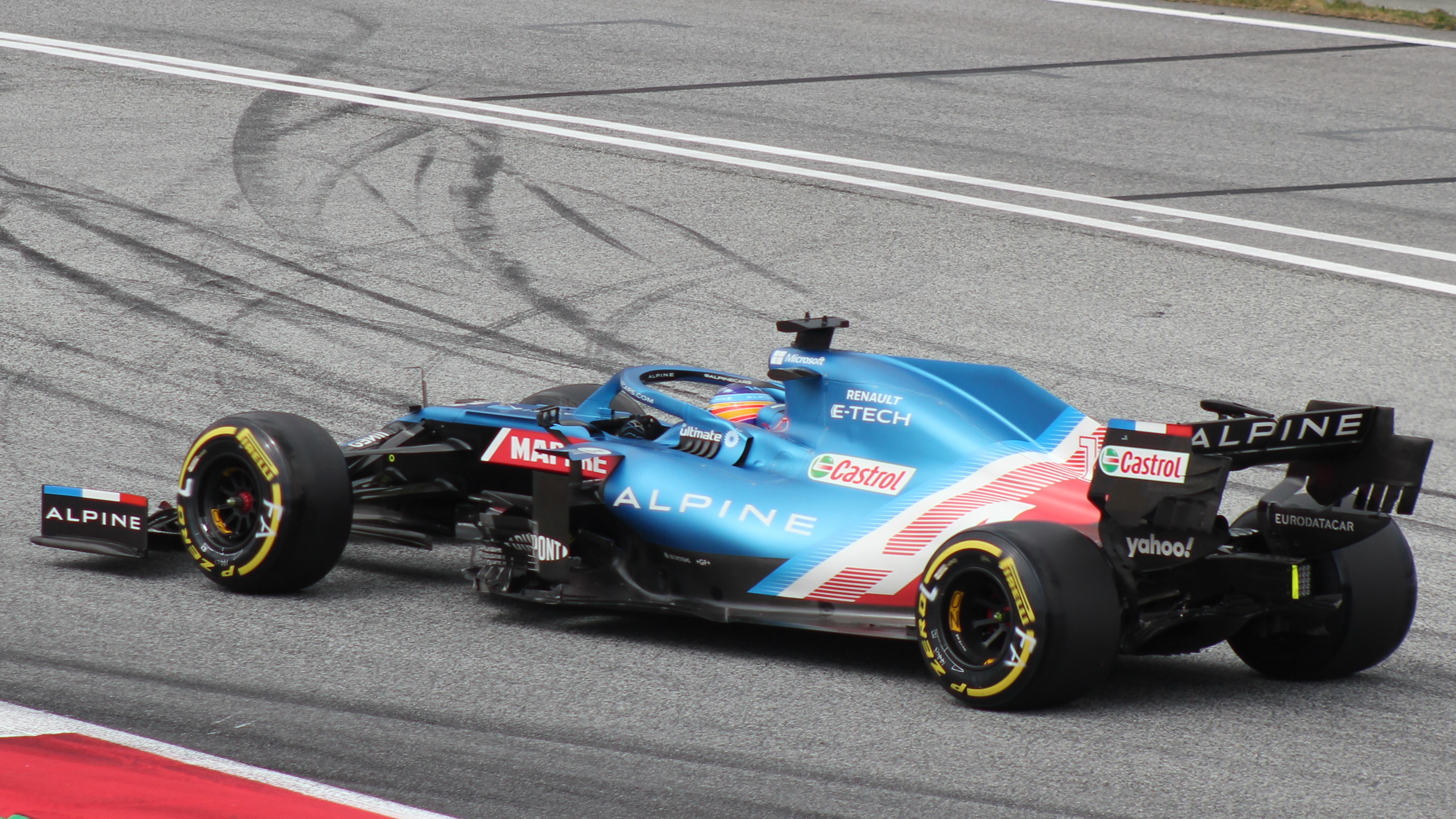
Fernando Alonso au volant de l'Alpine A521 en 2021.

Pour la première saison sous l'appellation Alpine, l'écurie a pour pilotes le double champion du monde de Formule 1 Fernando Alonso, de retour à Enstone pour succéder à Ricciardo, et Esteban Ocon. Le 11 janvier, Laurent Rossi, ancien directeur de la stratégie et business développement du Groupe Renault, devient directeur général tandis que Cyril Abiteboul quitte Renault. Le 17 janvier, Davide Brivio, ancien directeur de Suzuki en MotoGP le remplace au poste de directeur sportif,. Cette saison voit l'introduction d'un système de handicap concernant le développement aérodynamique des monoplaces. En effet, les équipes bien classées au dernier championnat Constructeurs auront moins de temps de soufflerie et de CFD que les équipes les moins bien classées. Le 2 mars 2021, la A521, simple évolution de la Renault R.S.20 qui a couru le championnat 2020, est présentée. Le nom A521 du modèle fait référence au prototype Alpine A500 mis en piste pour des essais avec un moteur turbocompressé avant les débuts de Renault en Formule 1 en 1977. À l'occasion de cette présentation, le PDG de Renault Luca de Meo déclare : « Nous sommes en Formule 1 à long terme. Et nous sommes là pour gagner. Nous utiliserons tous les moyens nécessaires pour être les meilleurs. Allez les Bleus! »
Après onze départs, l'écurie Alpine fête sa première victoire, avec Esteban Ocon, au Grand Prix de Hongrie le 1er août 2021. Alors qu'Ocon est le 111e pilote à s'imposer en F1, son succès est le premier 100 % français (pilote, écurie et moteur) depuis Alain Prost au Grand Prix d'Autriche 1983,. Il faut remonter à la victoire de Fernando Alonso au Grand Prix du Japon 2008 pour trouver trace d'une victoire de Renault en F1. En août 2021, l'écurie annonce le départ de Rémi Taffin. En terminant troisième du Grand Prix du Qatar, Fernando Alonso obtient son premier podium depuis 2014. Pour sa première saison en Formule 1 en 2021, Alpine F1 Team termine à la cinquième place du classement des constructeurs avec 155 points, derrière McLaren (275 points) mais devant Alpha Tauri (142 points).

#### Saison 2022

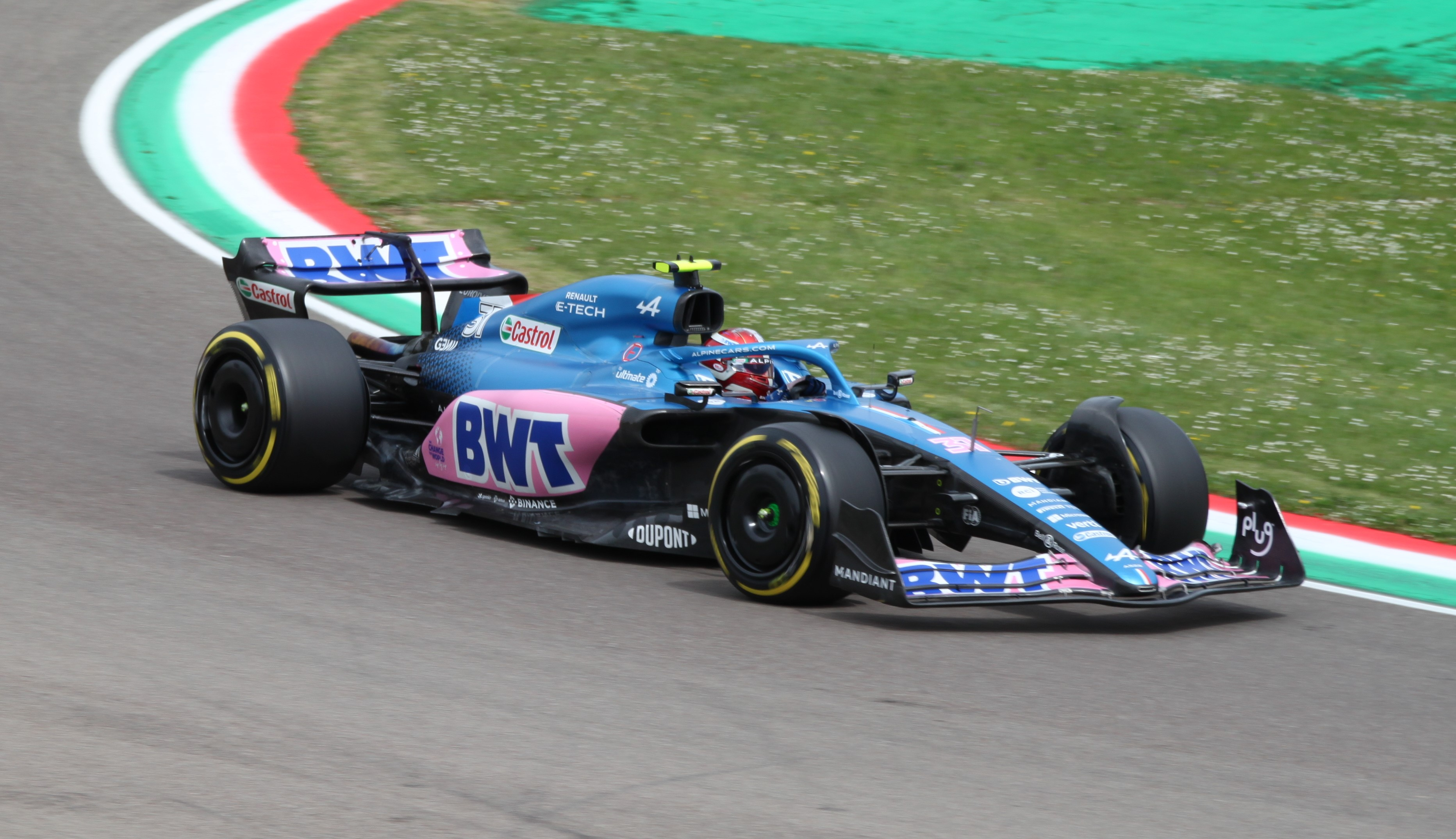
Esteban Ocon au volant de l'Alpine A522 en 2022.

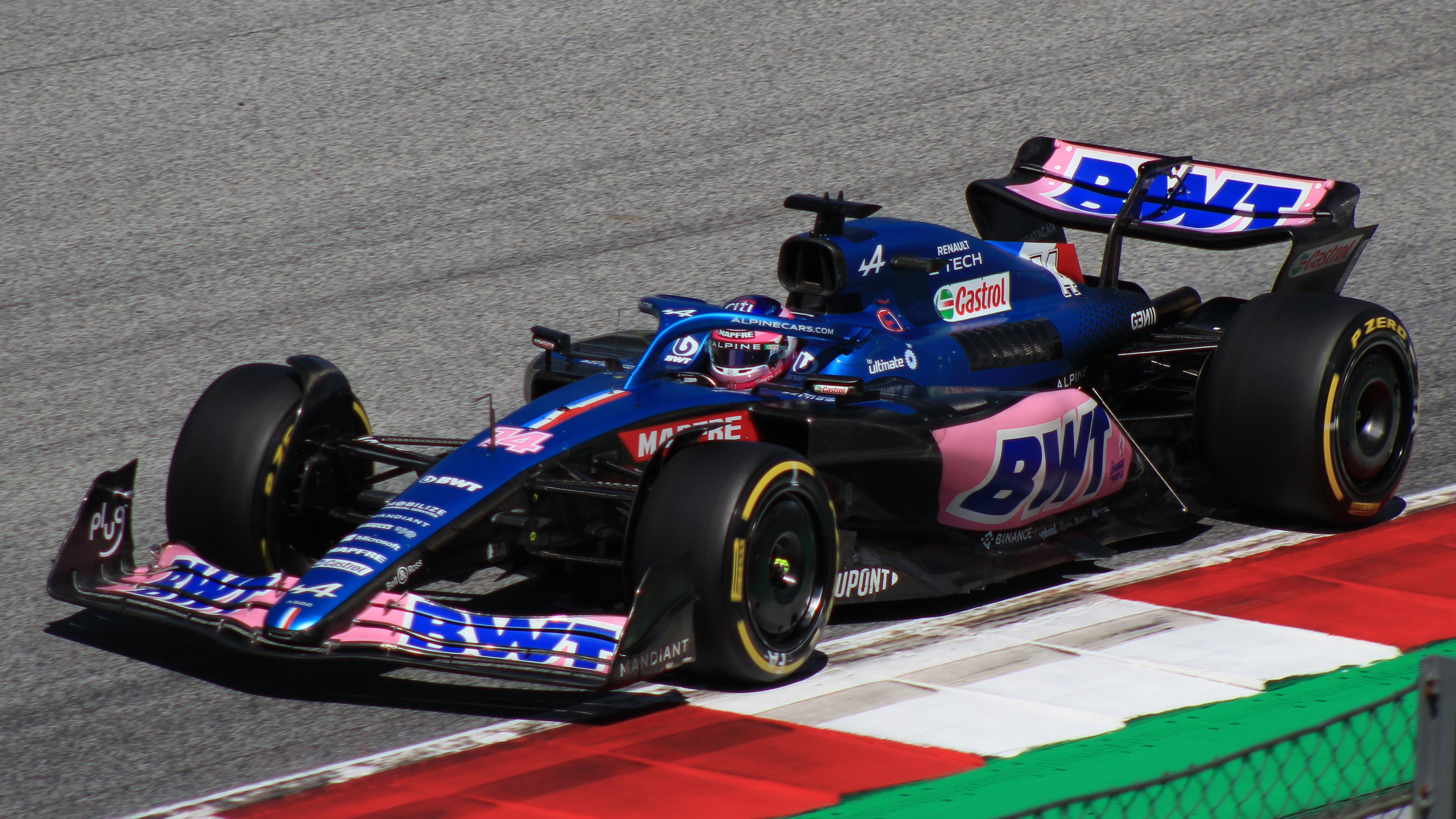
Fernando Alonso au volant de l'Alpine A522 en 2022.

Durant l'intersaison 2022, Laurent Rossi restructure l'équipe dirigeante : Marcin Budkowski, directeur exécutif, et Alain Prost, président non-exécutif, quittent leurs fonctions,. L'Américain Otmar Szafnauer prend la suite de Davide Brivio tandis que Bruno Famin est nommé directeur exécutif de l'usine de Viry-Châtillon. Pat Fry est promu directeur technique en chef, Matthew Harman est nommé directeur technique et Davide Brivio directeur des projets compétition. Le pilote de réserve Zhou Guanyu, qui rejoint Alfa Romeo Racing en tant que titulaire, est remplacé par l'Australien Oscar Piastri, champion de Formule 2 avec Prema Racing et membre de l'Alpine Academy. Le développement des moteurs est gelé pour trois ans. En février 2022, Alpine s'associe à BWT et prend la dénomination commerciale BWT Alpine F1 Team. Pour cette nouvelle saison, Laurent Rossi révèle que le choix de l'équipe française a été de se concentrer davantage sur les performances du moteur plutôt que sur sa fiabilité. Ce dernier présente la particularité d'avoir le turbo et son compresseur séparés. En outre, la nouvelle unité de puissance d'Alpine est plus légère que sa version précédente et est capable de fonctionner dans une gamme de températures et de pressions plus grandes. L'équipe établit un plan sur 100 courses avant d'être en mesure de lutter pour décrocher un titre de champion du monde des constructeurs.
Ocon et Alonso, profitent du double abandon des Red Bull dans les derniers tours de l'épreuve, pour se classer septième et neuvième du Grand Prix d'ouverture, à Bahreïn. Au Grand Prix d'Arabie saoudite, Ocon se classe sixième quand Alonso abandonne à la suite d'un problème de moteur. En Australie, Ocon termine à la septième place tandis qu'Alonso finit dix-septième. À Imola, Alonso abandonne dès le septième tour en raison de dégâts causés sur sa carrosserie ; Ocon termine onzième. Pour le premier Grand Prix des États-Unis disputé à Miami, Ocon, parti de la dernière place à la suite d'un crash lors de la dernière séance d'essais, termine huitième ; Alonso, initialement neuvième, est rétrogradé à la onzième place après une pénalité. Au Grand Prix d'Espagne, Esteban Ocon conclut sa course à la septième position et Fernando Alonso termine neuvième. À Monaco, Alonso se classe septième et Ocon douzième. En Azerbaïdjan, Alonso se classe septième et Ocon dixième. Au Canada, Alonso, deuxième sur la grille de départ, termine neuvième, derrière Ocon, après avoir reçu une pénalité de cinq secondes,. À Silverstone, Ocon abandonne à la mi-course quand Alonso termine cinquième. Au Grand Prix d'Autriche, Ocon finit cinquième tandis qu'Alonso se classe dixième. Lors du Grand Prix de France, Alonso finit sixième et Ocon huitième. Au Grand Prix de Hongrie, Ocon termine huitième et Alonso dixième. En Belgique, Alonso termine cinquième ; Ocon se classe septième. Au Grand Prix des Pays-Bas, Alonso se classe sixième et Ocon neuvième. À Monza, Ocon termine onzième mais Alonso abandonne. À Singapour, Alonso décroche un nouveau record dans l'histoire de la Formule 1 avec son 350e départ. Cependant, à l'image d'Ocon, il ne termine pas la course. À Suzuka, Ocon se classe quatrième et Alonso septième. À Austin, Alonso termine septième et Ocon dixième. Au Mexique, Ocon finit huitième tandis qu'Alonso abandonne en raison d'une casse moteur. Après le Grand Prix du Mexique, Alonso critique les problèmes récurrents de fiabilité du moteur dont sa monoplace fait l'objet par rapport à celle pilotée par Ocon. Au Brésil, Ocon et Alonso se classent respectivement huitième et cinquième. Pour la dernière manche de la saison à Abu Dhabi, Alonso abandonne à nouveau ; Ocon quant à lui termine à la septième position. L’écurie tricolore se classe quatrième au championnat du monde des constructeurs avec 173 points, derrière Mercedes (515 points) mais devant McLaren (159 points).

#### Saison 2023

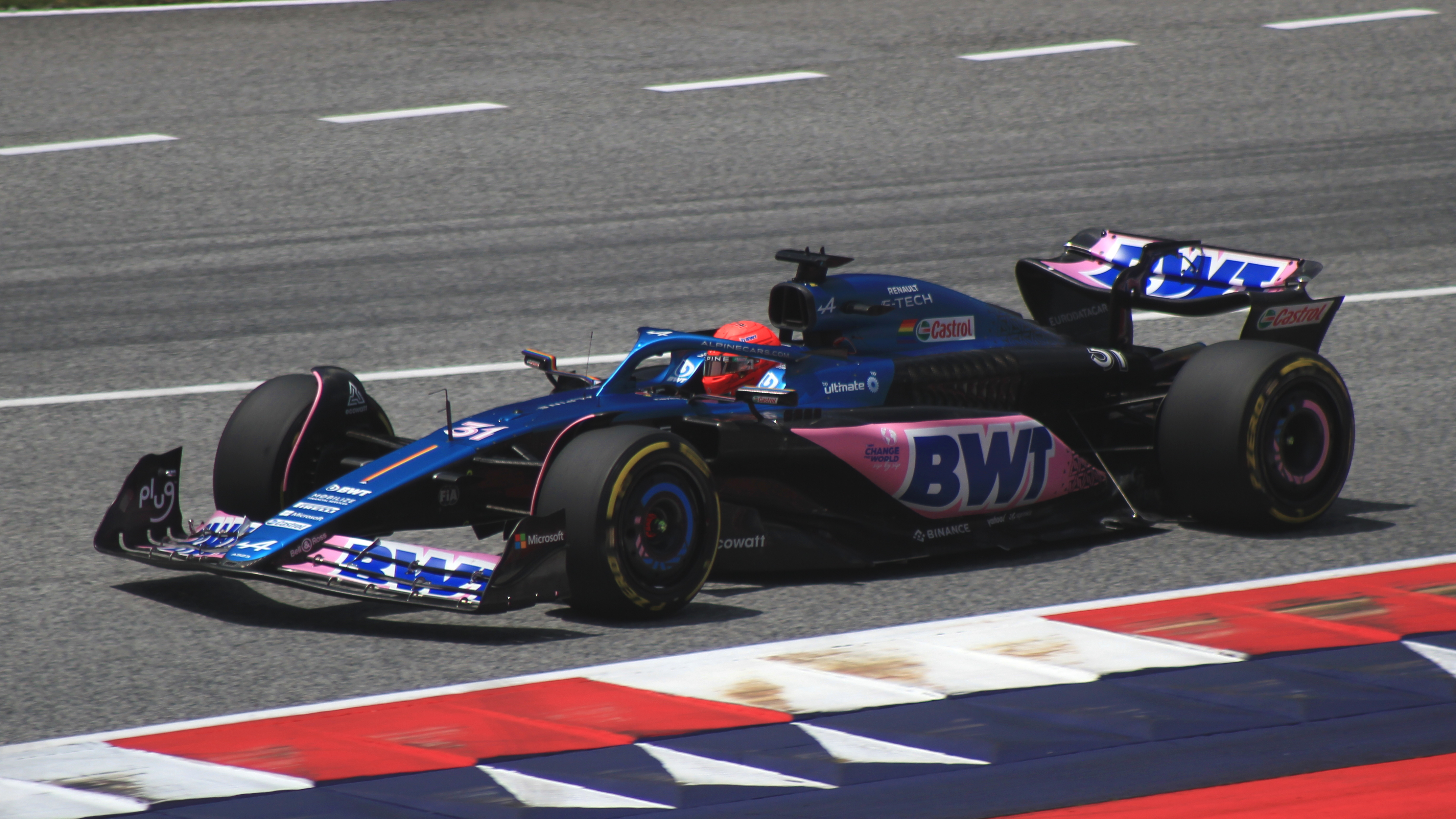
Esteban Ocon au volant de l'Alpine A523 en 2023.

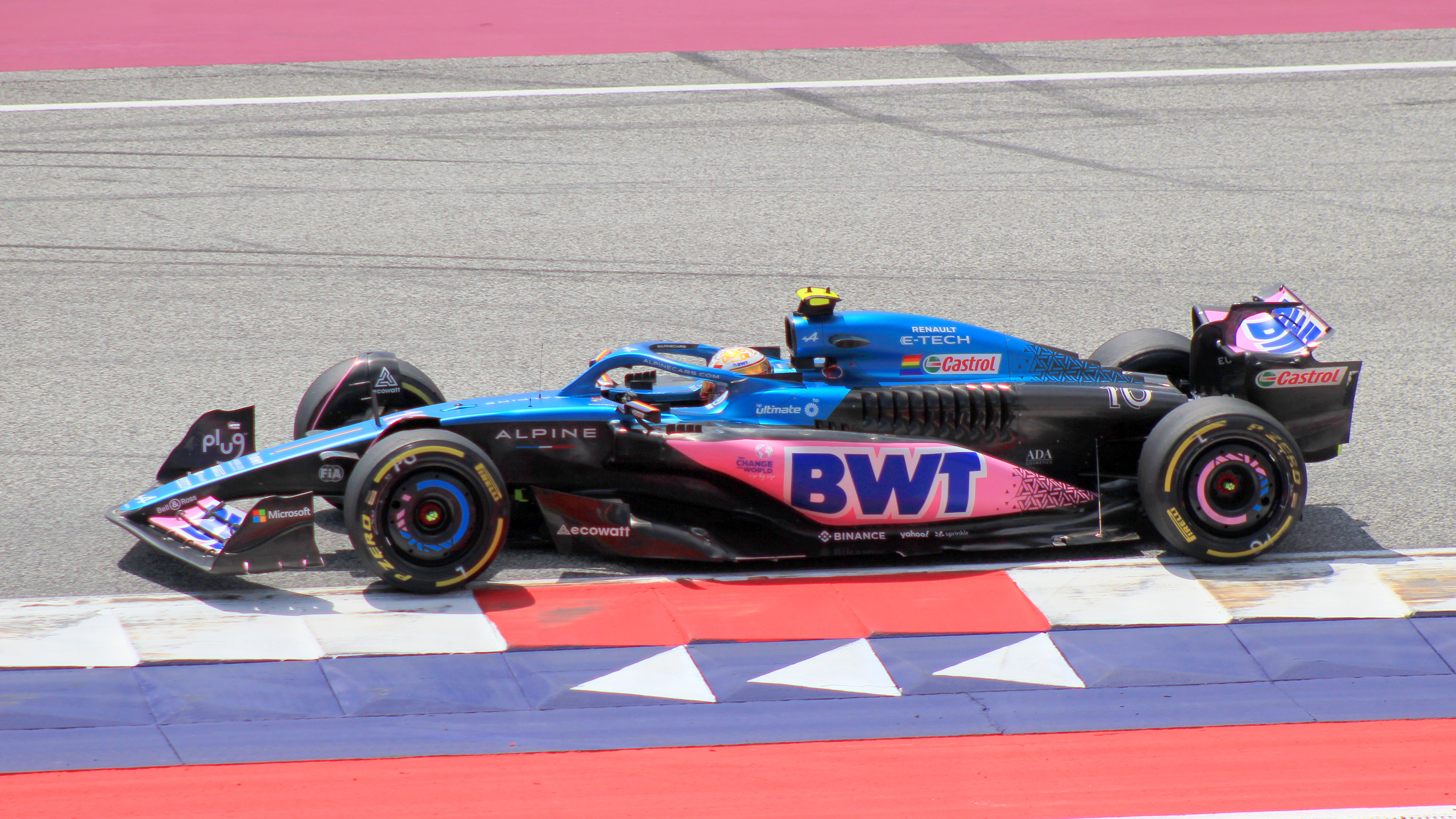
Pierre Gasly au volant de l'Alpine A523 en 2023.

En août 2022, Fernando Alonso annonce son départ chez Aston Martin F1 Team en 2023 ; alors que le board indique que son pilote réserviste, Oscar Piastri, le remplacera, Piastri dément quelques heures plus tard s'être engagé avec Alpine pour 2023. L'affaire est portée devant le conseil de reconnaissance des contrats qui, quelques semaines plus tard, donne raison au pilote australien. Le 8 octobre 2022, l'écurie française officialise l'arrivée du pilote français Pierre Gasly, en provenance d'AlphaTauri, pour succéder à Alonso sur la base d'un contrat pluriannuel. Il faut remonter à 1982 pour trouver un duo de pilotes français chez Renault avec le tandem Prost-Arnoux. Lors de la présentation officielle de l'Alpine A523, en février 2023, Alpine dévoile que Zinédine Zidane est le nouvel ambassadeur de la marque. L'Australien Jack Doohan, membre de l'Alpine Academy, est promu réserviste.
Lors du premier Grand Prix de la saison à Sakhir, Gasly se classe neuvième tandis qu'Ocon ne termine pas la course. En Arabie saoudite, Ocon et Gasly terminent respectivement huitième et neuvième. En Australie, les deux pilotes abandonnent à la suite d'un accrochage entre leurs deux voitures. En Azerbaïdjan, Gasly et Ocon terminent respectivement quatorzième et quinzième. À Miami, Gasly et Ocon terminent respectivement huitième et neuvième. À Monaco, Ocon finit troisième et Gasly septième. À Barcelone, Ocon termine huitième et Gasly dixième. À Montréal, Ocon se classe huitième ; Gasly douzième. En Autriche, Gasly se classe neuvième et Ocon douzième. À Silverstone et en Hongrie, les deux pilotes français ne terminent pas la course.
Durant l'été 2023, face aux résultats en deçà de ceux espérés, une restructuration organisationnelle s'opère. Rossi est remplacé par Philippe Krief, sur décision de Luca de Meo, à la tête d'Alpine F1 Team. Famin prend la succession de Szafnauer au poste de directeur d'équipe. Fry rejoint l'écurie Williams tandis que Permane quitte son poste de directeur sportif. En Belgique, Ocon et Gasly terminent respectivement huitième et onzième. Aux Pays-Bas, Gasly décroche le podium en terminant à la troisième place ; Ocon finit dixième. En Italie, Gasly termine la course à la seizième place ; Ocon est contraint d'abandonner. À Singapour, Ocon abandonne à cause d'un problème de boîte de vitesses tandis que Gasly se classe sixième. Au Japon, Ocon et Gasly terminent respectivement neuvième et dixième. Au Qatar, Ocon termine septième et Gasly douzième. À Austin, Gasly se classe sixième ; Ocon ne termine pas la course. En octobre 2023, l'écurie recrute Éric Meignan comme directeur technique de sa division moteur à Viry-Châtillon. Au Mexique, Ocon et Gasly se classent respectivement dixième et onzième. Au Brésil, Gasly termine septième, Ocon dixième. À Las Vegas, Ocon se hisse à la quatrième position ; Gasly finit onzième. À Abu Dhabi, Ocon et Gasly finissent respectivement douzième et treizième. L'écurie française termine le championnat des constructeurs à la sixième place avec 120 points. En plus des problèmes de fiabilité, la monoplace de la saison 2023 souffre d'un déficit de puissance au niveau du groupe propulseur.

#### Saison 2024

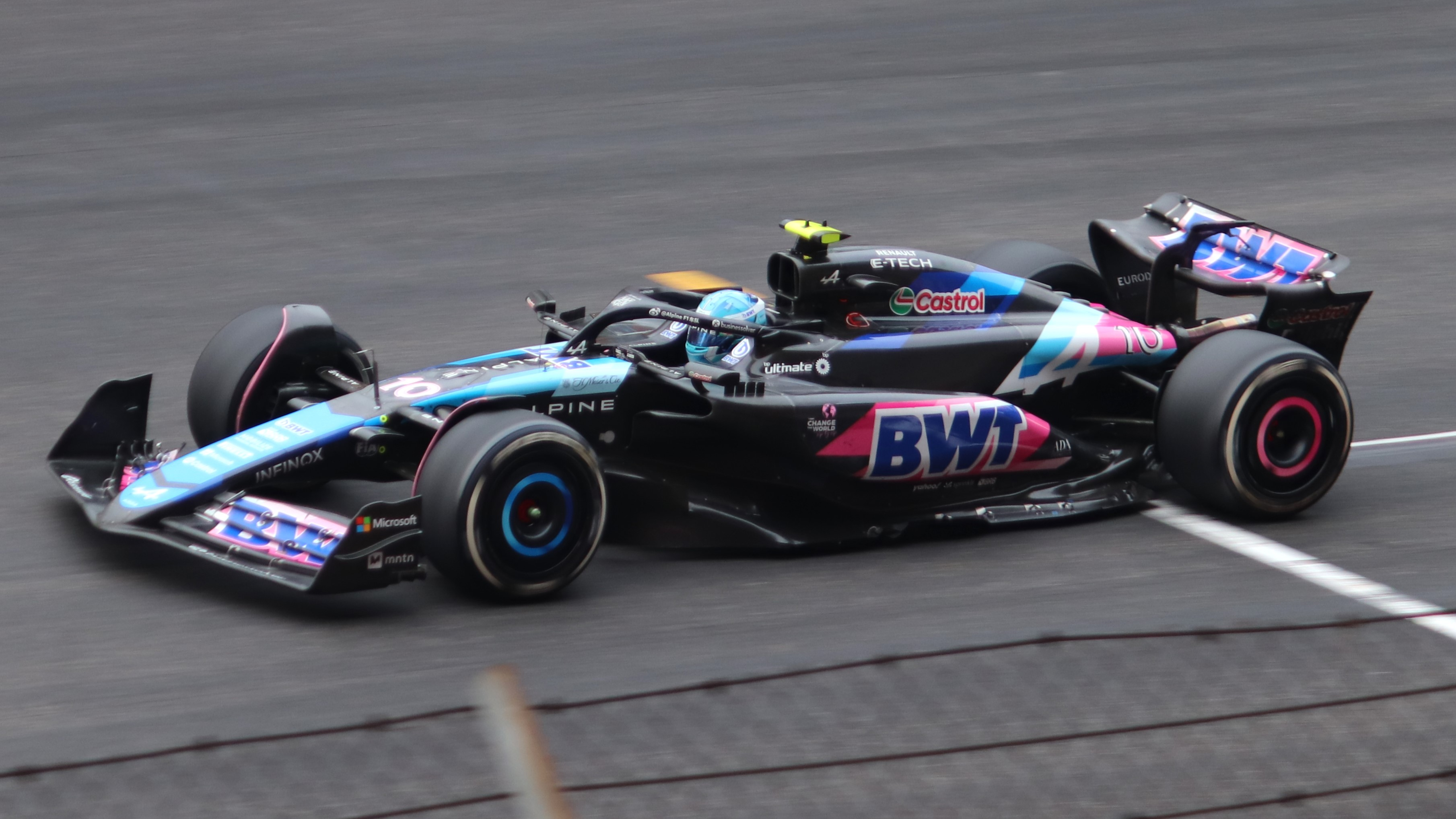
Pierre Gasly au volant de l'Alpine A524 au GP de Chine en 2024.

À Sakhir, Ocon et Gasly se classent dix-septième et dix-huitième. Après ce fiasco, des changements sont opérés dans l'organisation interne : Bell, Harman et de Beer quittent l'écurie, Joe Burnell est recruté comme directeur technique spécialisé dans l'ingénierie, David Wheater arrive comme directeur spécialisé dans l'aérodynamique et Ciaron Pilbeam promu directeur de la performance.
En Arabie saoudite, Ocon se classe treizième et Gasly ne termine pas la course. En Australie, Gasly et Ocon finissent treizième et seizième. Au Japon, Ocon finit quinzième et Gasly seizième. En Chine, Ocon se classe onzième tandis que Gasly termine treizième. Face à l'absence de points marqués après cinq Grand Prix, des rumeurs de vente de l'écurie bruissent dans le paddock. Ces dernières sont démenties par Bruno Famin qui déclare : « On a un vrai projet de marque qui est de développer Alpine à l’international. On a pour ça le soutien du top management du groupe. Le projet Alpine demeure et celui de la F1 également. » de Meo confirme les déclarations de Famin : « Il n’y a aucune chance que nous abandonnions. Ce n’est pas mon style. Nous ne vendrons même pas une partie de l’équipe. Nous n’avons pas besoin d’argent. » et reconnaît avoir « tout simplement foiré la voiture. »
Le 2 mai 2024, David Sanchez est nommé directeur technique exécutif de l'écurie tricolore et succède à Harman. À Miami, Ocon termine dixième et Gasly douzième. À Imola, Ocon finit quatorzième et Gasly seizième. À Monaco, Gasly termine dixième ; Ocon ne finit pas la course. Le 31 mai 2024, le directeur des opérations et figure emblématique d'Enstone, Rob White, quitte l'écurie française. Le 3 juin 2024, Alpine F1 annonce la non-prolongation du contrat d'Ocon qui expire à la fin de la saison 2024. Au Canada, Gasly et Ocon se classent respectivement neuvième et dixième. Le 21 juin 2024, Alpine F1 Team officialise le retour de Flavio Briatore en tant que conseiller exécutif. Briatore déclare vouloir « ramener la culture de la gagne. C’est ça qui m’a permis de gagner avec Renault et Benetton. ». Le 27 juin 2024, l'écurie française dévoile la prolongation pluriannuelle du contrat de Gasly. En Espagne, Gasly et Ocon se classent respectivement neuvième et dixième. En Autriche, Gasly termine dixième et Ocon douzième. À Silverstone, Gasly ne démarre pas la course. Ocon se classe seizième. En Hongrie, Gasly est contraint d’abandonner ; Ocon finit dix-huitième. En Belgique, Ocon termine neuvième et Gasly treizième. Le 31 juillet 2024, Alpine F1 Team annonce le remplacement de Famin par Oliver Oakes au poste de directeur d'équipe. Le 23 août 2024, Alpine F1 Team dévoile la promotion de Jack Doohan en tant que pilote titulaire aux côtés de Gasly à partir de la saison 2025.
Le 30 septembre 2024, malgré plusieurs millions investis dans la conception et le développement de sa nouvelle unité de puissance, le groupe Renault annonce la fin du projet de moteur F1. Le site francilien va se concentrer sur le développement des technologies de batterie et de moteur électrique. Une cellule de veille F1 sera créée pour « conserver la connaissance et les compétences des collaborateurs sur cette discipline sportive [...] et se maintenir à la pointe de l'innovation ». Le 3 novembre, lors du Grand Prix de São Paulo disputé sur piste détrempée et par moments sous un véritable déluge, les deux pilotes Alpine Esteban Ocon et Pierre Gasly  parviennent à se classer deuxième et troisième derrière Max Verstappen. Il s'agit de la première fois que deux pilotes français sont présents sur le podium depuis le Grand Prix d'Espagne 1997 avec Olivier Panis et Jean Alesi.

#### Saison 2025

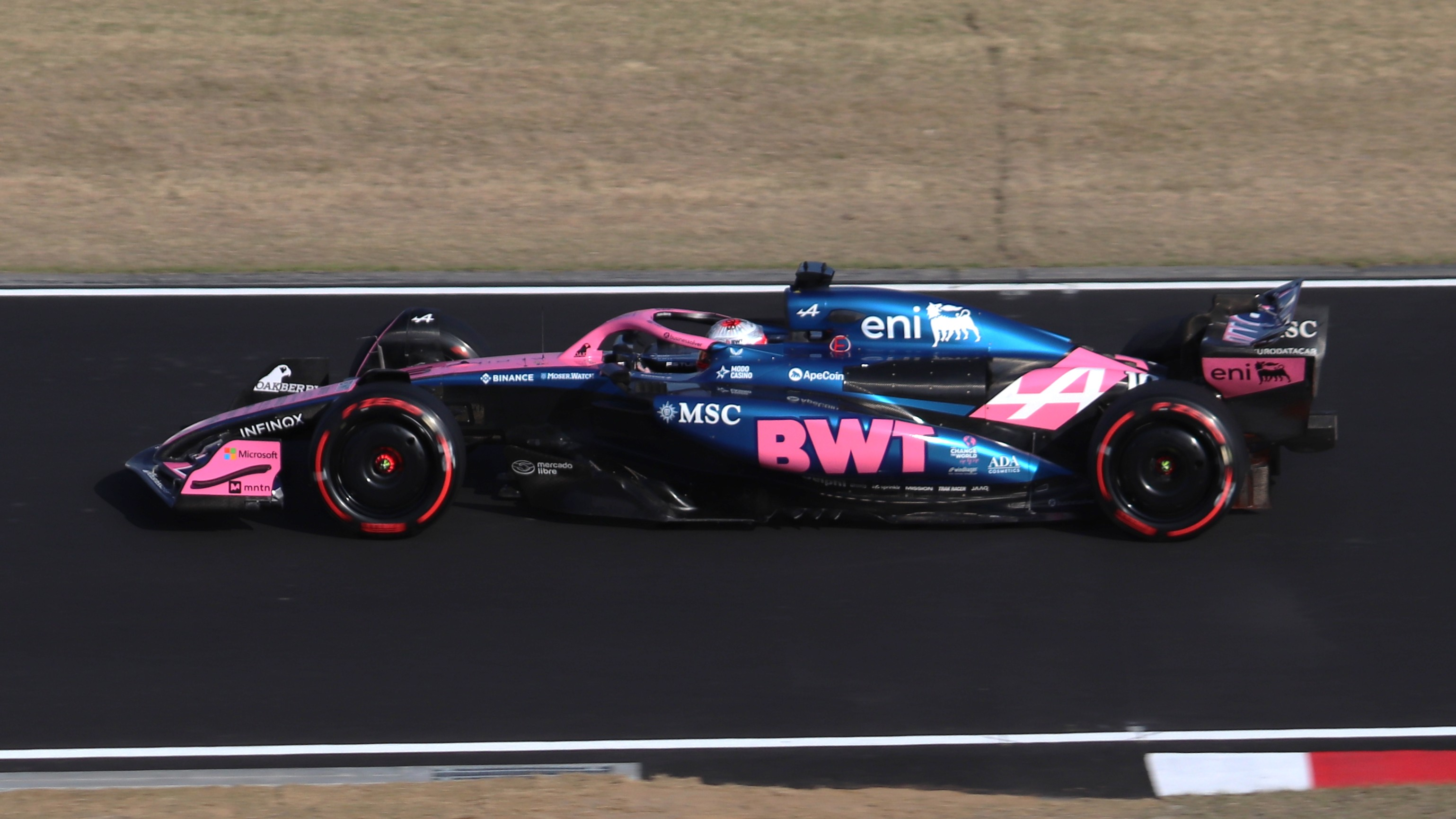
Pierre Gasly au volant de l'Alpine A525 au GP du Japon en 2025.

Le championnat du monde 2025, avec un duo de pilotes annoncé constitué de Pierre Gasly et du rookie australien Jack Doohan, sera le dernier avec un bloc propulseur Renault. En effet, le 12 novembre 2024, l'écurie française officialise la signature d'un accord avec le constructeur Mercedes : « Dans le cadre de cet accord pluriannuel, Mercedes-Benz fournira à l'équipe BWT Alpine Formula One Team des groupes motopropulseurs pendant toute la durée de la nouvelle ère réglementaire, de 2026 à 2030 au moins. En plus de l'unité de puissance, BWT Alpine Formula One Team recevra également des boîtes de vitesses Mercedes à partir de la saison 2026. ». Après avoir été ingénieur de piste en 2005 et en 2006 au sein du Renault F1 Team, Dave Greenwood fait son retour à Enstone, cette fois-ci en tant que directeur de course. Le 6 mai 2025, Oakes démissionne de son poste de directeur d'équipe pour des raisons personnelles et laisse sa place à Flavio Briatore qui effectue son grand retour,. Le 7 mai 2025, Alpine F1 Team choisit d'écarter Doohan au profit de l'Argentin Franco Colapinto. Le 15 juin 2025, le groupe Renault communique la démission de Luca de Meo. Le 4 juillet 2025, Steve Nielsen effectue son retour au sein de l'écurie française en devenant le nouveau directeur d'équipe à la suite du départ d'Oakes.

## Résultats en championnat du monde de Formule 1
| Saison                                                        | Écurie                              | Châssis                    | Moteur                   | Pneus | Pilotes                                           | Grands Prix disputés | Victoires | Pole position | Meilleur tour | Points inscrits | Classement |
| ------------------------------------------------------------- | ----------------------------------- | -------------------------- | ------------------------ | ----- | ------------------------------------------------- | -------------------- | --------- | ------------- | ------------- | --------------- | ---------- |
| 1977                                                          | Équipe Renault Elf                  | Renault RS01               | Renault V6 turbo         | M     | Jean-Pierre Jabouille                             | 4                    | 0         | 0             | 0             | 0               | Non classé |
| 1978                                                          | Équipe Renault Elf                  | Renault RS01               | Renault V6 turbo         | M     | Jean-Pierre Jabouille                             | 14                   | 0         | 0             | 0             | 3               | 12e        |
| 1979                                                          | Équipe Renault Elf                  | Renault RS01 Renault RS10  | Renault V6 turbo         | M     | Jean-Pierre Jabouille René Arnoux                 | 14                   | 1         | 6             | 2             | 26              | 6e         |
| 1980                                                          | Équipe Renault Elf                  | Renault RE20               | Renault V6 turbo         | M     | Jean-Pierre Jabouille René Arnoux                 | 14                   | 3         | 5             | 4             | 38              | 4e         |
| 1981                                                          | Équipe Renault Elf                  | Renault RE20B Renault RE30 | Renault V6 turbo         | M     | Alain Prost René Arnoux                           | 15                   | 3         | 6             | 2             | 54              | 3e         |
| 1982                                                          | Équipe Renault Elf                  | Renault RE30B              | Renault V6 turbo         | M     | Alain Prost René Arnoux                           | 16                   | 4         | 10            | 5             | 62              | 3e         |
| 1983                                                          | Équipe Renault Elf                  | Renault RE30C Renault RE40 | Renault V6 turbo         | M     | Alain Prost Eddie Cheever                         | 15                   | 4         | 3             | 3             | 79              | 2e         |
| 1984                                                          | Équipe Renault Elf                  | Renault RE50               | Renault V6 turbo         | M     | Patrick Tambay Derek Warwick Philippe Streiff     | 16                   | 0         | 1             | 2             | 34              | 5e         |
| 1985                                                          | Équipe Renault Elf                  | Renault RE60 Renault RE60B | Renault V6 turbo         | G     | Patrick Tambay Derek Warwick François Hesnault    | 15                   | 0         | 0             | 0             | 16              | 7e         |
| 1986-2001 : l'écurie est absente de la Formule 1              |                                     |                            |                          |       |                                                   |                      |           |               |               |                 |            |
| 2002                                                          | Mild Seven Renault F1 Team          | Renault R202               | Renault V10              | M     | Jarno Trulli Jenson Button                        | 17                   | 0         | 0             | 0             | 23              | 4e         |
| 2003                                                          | Mild Seven Renault F1 Team          | Renault R23 Renault R23B   | Renault V10              | M     | Jarno Trulli Fernando Alonso                      | 16                   | 1         | 2             | 0             | 88              | 4e         |
| 2004                                                          | Mild Seven Renault F1 Team          | Renault R24                | Renault V10              | M     | Jarno Trulli Fernando Alonso Jacques Villeneuve   | 18                   | 1         | 3             | 0             | 105             | 3e         |
| 2005                                                          | Mild Seven Renault F1 Team          | Renault R25                | Renault V10              | M     | Fernando Alonso Giancarlo Fisichella              | 18                   | 8         | 7             | 3             | 191             | Champion   |
| 2006                                                          | Mild Seven Renault F1 Team          | Renault R26                | Renault V8               | M     | Fernando Alonso Giancarlo Fisichella              | 18                   | 8         | 7             | 5             | 206             | Champion   |
| 2007                                                          | ING Renault F1 Team                 | Renault R27                | Renault V8               | B     | Giancarlo Fisichella Heikki Kovalainen            | 17                   | 0         | 0             | 0             | 51              | 3e         |
| 2008                                                          | ING Renault F1 Team                 | Renault R28                | Renault V8               | B     | Fernando Alonso Nelson Piquet Jr.                 | 18                   | 2         | 0             | 0             | 80              | 4e         |
| 2009                                                          | ING Renault F1 Team Renault F1 Team | Renault R29                | Renault V8               | B     | Fernando Alonso Nelson Piquet Jr. Romain Grosjean | 17                   | 0         | 1             | 2             | 26              | 8e         |
| 2010                                                          | Renault F1 Team                     | Renault R30                | Renault V8               | B     | Robert Kubica Vitaly Petrov                       | 19                   | 0         | 0             | 2             | 163             | 5e         |
| 2011                                                          | Lotus Renault GP                    | Renault R31                | Renault V8               | P     | Nick Heidfeld Vitaly Petrov Bruno Senna           | 19                   | 0         | 0             | 0             | 73              | 5e         |
| 2012-2015 : Rachat par Genii Capital et devient Lotus F1 Team |                                     |                            |                          |       |                                                   |                      |           |               |               |                 |            |
| 2016                                                          | Renault Sport Formula One Team      | Renault R.S.16             | Renault V6 turbo hybride | P     | Kevin Magnussen Jolyon Palmer                     | 21                   | 0         | 0             | 0             | 8               | 9e         |
| 2017                                                          | Renault Sport Formula One Team      | Renault R.S.17             | Renault V6 turbo hybride | P     | Nico Hülkenberg Jolyon Palmer Carlos Sainz Jr.    | 20                   | 0         | 0             | 0             | 57              | 6e         |
| 2018                                                          | Renault Sport Formula One Team      | Renault R.S.18             | Renault V6 turbo hybride | P     | Nico Hülkenberg Carlos Sainz Jr.                  | 21                   | 0         | 0             | 0             | 122             | 4e         |
| 2019                                                          | Renault F1 Team                     | Renault R.S.19             | Renault V6 turbo hybride | P     | Daniel Ricciardo Nico Hülkenberg                  | 21                   | 0         | 0             | 0             | 91              | 5e         |
| 2020                                                          | Renault DP World F1 Team            | Renault R.S.20             | Renault V6 turbo hybride | P     | Daniel Ricciardo Esteban Ocon                     | 17                   | 0         | 0             | 3             | 181             | 5e         |
| 2021                                                          | Alpine F1 Team                      | Alpine A521                | Renault V6 turbo hybride | P     | Fernando Alonso Esteban Ocon                      | 22                   | 1         | 0             | 0             | 155             | 5e         |
| 2022                                                          | BWT Alpine F1 Team                  | Alpine A522                | Renault V6 turbo hybride | P     | Fernando Alonso Esteban Ocon                      | 22                   | 0         | 0             | 0             | 173             | 4e         |
| 2023                                                          | BWT Alpine F1 Team                  | Alpine A523                | Renault V6 turbo hybride | P     | Esteban Ocon Pierre Gasly                         | 22                   | 0         | 0             | 0             | 120             | 6e         |
| 2024                                                          | BWT Alpine F1 Team                  | Alpine A524                | Renault V6 turbo hybride | P     | Esteban Ocon Pierre Gasly Jack Doohan             | 24                   | 0         | 0             | 1             | 65              | 6e         |
| 2025                                                          | BWT Alpine F1 Team                  | Alpine A525                | Renault V6 turbo hybride | P     | Pierre Gasly Franco Colapinto Jack Doohan         | 14                   | 0         | 0             | 0             | 20              | 10e        |

| Saison | Écurie                              | Châssis                    | Moteur                                      | Pneumatiques | Pilotes               | Courses | Courses | Courses | Courses | Courses | Courses | Courses | Courses | Courses | Courses | Courses | Courses | Courses | Courses | Courses | Courses | Courses | Courses | Courses | Courses | Courses | Courses | Courses | Courses | Points inscrits | Classement |  |  |
| Saison | Écurie                              | Châssis                    | Moteur                                      | Pneumatiques | Pilotes               | 1       | 2       | 3       | 4       | 5       | 6       | 7       | 8       | 9       | 10      | 11      | 12      | 13      | 14      | 15      | 16      | 17      | 18      | 19      | 20      | 21      | 22      | 23      | 24      | Points inscrits | Classement |  |  |
| --- | ----------------------------------- | -------------------------- | ------------------------------------------- | ------------ | --------------------- | ------- | ------- | ------- | ------- | ------- | ------- | ------- | ------- | ------- | ------- | ------- | ------- | ------- | ------- | ------- | ------- | ------- | ------- | ------- | ------- | ------- | ------- | ------- | ------- | --------------- | ---------- |  |  |
| 1977 | Équipe Renault Elf                  | Renault RS01               | Renault V6 turbo EF1                        | M            |                       | ARG     | BRE     | ADS     | USO     | ESP     | MON     | BEL     | SUE     | FRA     | GBR     | ALL     | AUT     | P-B     | ITA     | USE     | CAN     | JAP     |         |         |         |         |         |         |         | 0               | Non classé |  |  |
| 1977 | Équipe Renault Elf                  | Renault RS01               | Renault V6 turbo EF1                        | M            | Jean-Pierre Jabouille |         |         |         |         |         |         |         |         | ‡       | Abd.    | ‡       | ‡       | Abd.    | Abd.    | Abd.    | Nq.     | ‡       |         |         |         |         |         |         |         | 0               | Non classé |  |  |
| 1978 | Équipe Renault Elf                  | Renault RS01               | Renault V6 turbo EF1                        | M            |                       | ARG     | BRE     | ADS     | USO     | MON     | BEL     | ESP     | SUE     | FRA     | GBR     | ALL     | AUT     | P-B     | ITA     | USE     | CAN     |         |         |         |         |         |         |         |         | 3               | 12e        |  |  |
| 1978 | Équipe Renault Elf                  | Renault RS01               | Renault V6 turbo EF1                        | M            | Jean-Pierre Jabouille |         |         | Abd.    | Abd.    | 10e     | Nc.     | 13e     | Abd.    | Abd.    | Abd.    | Abd.    | Abd.    | Abd.    | Abd.    | 4e      | 12e     |         |         |         |         |         |         |         |         | 3               | 12e        |  |  |
| 1979 | Équipe Renault Elf                  | Renault RS01 Renault RS10  | Renault V6 turbo EF1                        | M            |                       | ARG     | BRE     | ADS     | USO     | ESP     | BEL     | MON     | FRA     | GBR     | ALL     | AUT     | P-B     | ITA     | CAN     | USE     |         |         |         |         |         |         |         |         |         | 26              | 6e         |  |  |
| 1979 | Équipe Renault Elf                  | Renault RS01 Renault RS10  | Renault V6 turbo EF1                        | M            | Jean-Pierre Jabouille | Abd.    | 10e     | Abd.    | Np.     | Abd.    | Abd.    | 8e      | 1er     | Abd.    | Abd.    | Abd.    | Abd.    | 14e     | Abd.    | Abd.    |         |         |         |         |         |         |         |         |         | 26              | 6e         |  |  |
| 1979 | Équipe Renault Elf                  | Renault RS01 Renault RS10  | Renault V6 turbo EF1                        | M            | René Arnoux           | Abd.    | Abd.    | Abd.    | Np.     | 9e      | Abd.    | Abd.    | 3e      | 2e      | Abd.    | 6e      | Abd.    | Abd.    | Abd.    | 2e      |         |         |         |         |         |         |         |         |         | 26              | 6e         |  |  |
| 1980 | Équipe Renault Elf                  | Renault RE20               | Renault V6 turbo EF1                        | M            |                       | ARG     | BRE     | ADS     | USO     | BEL     | MON     | FRA     | GBR     | ALL     | AUT     | P-B     | ITA     | CAN     | USE     |         |         |         |         |         |         |         |         |         |         | 38              | 4e         |  |  |
| 1980 | Équipe Renault Elf                  | Renault RE20               | Renault V6 turbo EF1                        | M            | Jean-Pierre Jabouille | Abd.    | Abd.    | Abd.    | 10e     | Abd.    | Abd.    | Abd.    | Abd.    | Abd.    | 1er     | Abd.    | Abd.    | Abd.    | Forf.   |         |         |         |         |         |         |         |         |         |         | 38              | 4e         |  |  |
| 1980 | Équipe Renault Elf                  | Renault RE20               | Renault V6 turbo EF1                        | M            | René Arnoux           | Abd.    | 1er     | 1er     | 9e      | 4e      | Abd.    | 5e      | Nc.     | Abd.    | 9e      | 2e      | 10e     | Abd.    | 7e      |         |         |         |         |         |         |         |         |         |         | 38              | 4e         |  |  |
| 1981 | Équipe Renault Elf                  | Renault RE20B Renault RE30 | Renault V6 turbo EF1                        | M            |                       | USO     | BRE     | ARG     | SMR     | BEL     | MON     | ESP     | FRA     | GBR     | ALL     | AUT     | P-B     | ITA     | CAN     | LSV     |         |         |         |         |         |         |         |         |         | 54              | 3e         |  |  |
| 1981 | Équipe Renault Elf                  | Renault RE20B Renault RE30 | Renault V6 turbo EF1                        | M            | Alain Prost           | Abd.    | Abd.    | 3e      | Abd.    | Abd.    | Abd.    | Abd.    | 1er     | Abd.    | 2e      | Abd.    | 1er     | 1er     | Abd.    | 2e      |         |         |         |         |         |         |         |         |         | 54              | 3e         |  |  |
| 1981 | Équipe Renault Elf                  | Renault RE20B Renault RE30 | Renault V6 turbo EF1                        | M            | René Arnoux           | 8e      | Abd.    | 5e      | 8e      | Nq.     | Abd.    | 9e      | 4e      | 9e      | 13e     | 2e      | Abd.    | Abd.    | Abd.    | Abd.    |         |         |         |         |         |         |         |         |         | 54              | 3e         |  |  |
| 1982 | Équipe Renault Elf                  | Renault RE30B              | Renault V6 turbo EF1                        | M            |                       | ADS     | BRE     | USO     | SMR     | BEL     | MON     | USE     | CAN     | P-B     | GBR     | FRA     | ALL     | AUT     | SUI     | ITA     | LSV     |         |         |         |         |         |         |         |         | 62              | 3e         |  |  |
| 1982 | Équipe Renault Elf                  | Renault RE30B              | Renault V6 turbo EF1                        | M            | Alain Prost           | 1er     | 1er     | Abd.    | Abd.    | Abd.    | 7e      | Nc.     | Abd.    | Abd.    | 6e      | 2e      | Abd.    | 8e      | 2e      | Abd.    | 4e      |         |         |         |         |         |         |         |         | 62              | 3e         |  |  |
| 1982 | Équipe Renault Elf                  | Renault RE30B              | Renault V6 turbo EF1                        | M            | René Arnoux           | 3e      | Abd.    | Abd.    | Abd.    | Abd.    | Abd.    | 10e     | Abd.    | Abd.    | Abd.    | 1er     | 2e      | Abd.    | 16e     | 1er     | Abd.    |         |         |         |         |         |         |         |         | 62              | 3e         |  |  |
| 1983 | Équipe Renault Elf                  | Renault RE30C Renault RE40 | Renault V6 turbo EF1                        | M            |                       | BRE     | USO     | FRA     | SMR     | MON     | BEL     | USE     | CAN     | GBR     | ALL     | AUT     | P-B     | ITA     | EUR     | ADS     |         |         |         |         |         |         |         |         |         | 79              | 2e         |  |  |
| 1983 | Équipe Renault Elf                  | Renault RE30C Renault RE40 | Renault V6 turbo EF1                        | M            | Alain Prost           | 7e      | 11e     | 1er     | 2e      | 3e      | 1er     | 8e      | 5e      | 1er     | 4e      | 1er     | Abd.    | Abd.    | 2e      | Abd.    |         |         |         |         |         |         |         |         |         | 79              | 2e         |  |  |
| 1983 | Équipe Renault Elf                  | Renault RE30C Renault RE40 | Renault V6 turbo EF1                        | M            | Eddie Cheever         | Abd.    | 13e     | 3e      | Abd.    | Abd.    | 3e      | Abd.    | 2e      | Abd.    | Abd.    | 4e      | Abd.    | 3e      | 10e     | 6e      |         |         |         |         |         |         |         |         |         | 79              | 2e         |  |  |
| 1984 | Équipe Renault Elf                  | Renault RE50               | Renault V6 turbo EF4                        | M            |                       | BRE     | ADS     | BEL     | SMR     | FRA     | MON     | CAN     | DET     | DAL     | GBR     | ALL     | AUT     | P-B     | ITA     | EUR     | POR     |         |         |         |         |         |         |         |         | 34              | 5e         |  |  |
| 1984 | Équipe Renault Elf                  | Renault RE50               | Renault V6 turbo EF4                        | M            | Patrick Tambay        | 5e      | Abd.    | 7e      | Abd.    | 2e      | Abd.    | Np.     | Abd.    | Abd.    | 8e      | 5e      | Abd.    | 6e      | Abd.    | Abd.    | 7e      |         |         |         |         |         |         |         |         | 34              | 5e         |  |  |
| 1984 | Équipe Renault Elf                  | Renault RE50               | Renault V6 turbo EF4                        | M            | Derek Warwick         | Abd.    | 3e      | 2e      | 4e      | Abd.    | Abd.    | Abd.    | Abd.    | Abd.    | 2e      | 3e      | Abd.    | Abd.    | Abd.    | 11e     | Abd.    |         |         |         |         |         |         |         |         | 34              | 5e         |  |  |
| 1984 | Équipe Renault Elf                  | Renault RE50               | Renault V6 turbo EF4                        | M            | Philippe Streiff      |         |         |         |         |         |         |         |         |         |         |         |         |         |         |         | Abd.    |         |         |         |         |         |         |         |         | 34              | 5e         |  |  |
| 1985 | Équipe Renault Elf                  | Renault RE60 Renault RE60B | Renault V6 turbo EF4B Renault V6 turbo EF15 | G            |                       | BRE     | POR     | SMR     | MON     | CAN     | DET     | FRA     | GBR     | ALL     | AUT     | P-B     | ITA     | BEL     | EUR     | ADS     | AUS     |         |         |         |         |         |         |         |         | 16              | 7e         |  |  |
| 1985 | Équipe Renault Elf                  | Renault RE60 Renault RE60B | Renault V6 turbo EF4B Renault V6 turbo EF15 | G            | Patrick Tambay        | 5e      | 3e      | 3e      | Abd.    | 7e      | Abd.    | 6e      | Abd.    | Abd.    | 10e     | Abd.    | 7e      | Abd.    | 12e     |         | Abd.    |         |         |         |         |         |         |         |         | 16              | 7e         |  |  |
| 1985 | Équipe Renault Elf                  | Renault RE60 Renault RE60B | Renault V6 turbo EF4B Renault V6 turbo EF15 | G            | Derek Warwick         | 10e     | 7e      | 10e     | 5e      | Abd.    | Abd.    | 7e      | 5e      | Abd.    | Abd.    | Abd.    | Abd.    | 6e      | Abd.    |         | Abd.    |         |         |         |         |         |         |         |         | 16              | 7e         |  |  |
| 1985 | Équipe Renault Elf                  | Renault RE60 Renault RE60B | Renault V6 turbo EF4B Renault V6 turbo EF15 | G            | François Hesnault     |         |         |         |         |         |         |         |         | Abd.    |         |         |         |         |         |         |         |         |         |         |         |         |         |         |         | 16              | 7e         |  |  |
| 1986-2001 : l'écurie est absente de la Formule 1 |                                     |                            |                                             |              |                       |         |         |         |         |         |         |         |         |         |         |         |         |         |         |         |         |         |         |         |         |         |         |         |         |                 |            |  |  |
| 2002 | Mild Seven Renault F1 Team          | Renault R202               | Renault V10 RS22                            | M            |                       | AUS     | MAL     | BRE     | SMR     | ESP     | AUT     | MON     | CAN     | EUR     | GBR     | FRA     | ALL     | HON     | BEL     | ITA     | USA     | JAP     |         |         |         |         |         |         |         | 23              | 4e         |  |  |
| 2002 | Mild Seven Renault F1 Team          | Renault R202               | Renault V10 RS22                            | M            | Jarno Trulli          | Abd.    | Abd.    | Abd.    | 9e      | 10e     | Abd.    | 4e      | 6e      | 8e      | Abd.    | Abd.    | Abd.    | 8e      | Abd.    | 4e      | 5e      | Abd.    |         |         |         |         |         |         |         | 23              | 4e         |  |  |
| 2002 | Mild Seven Renault F1 Team          | Renault R202               | Renault V10 RS22                            | M            | Jenson Button         | Abd.    | 4e      | 4e      | 5e      | 12e     | 7e      | Abd.    | 15e     | 5e      | 12e     | 6e      | Abd.    | Abd.    | Abd.    | 5e      | 8e      | 6e      |         |         |         |         |         |         |         | 23              | 4e         |  |  |
| 2003 | Mild Seven Renault F1 Team          | Renault R23 Renault R23B   | Renault V10 RS23                            | M            |                       | AUS     | MAL     | BRE     | SMR     | ESP     | AUT     | MON     | CAN     | EUR     | FRA     | GBR     | ALL     | HON     | ITA     | USA     | JAP     |         |         |         |         |         |         |         |         | 88              | 4e         |  |  |
| 2003 | Mild Seven Renault F1 Team          | Renault R23 Renault R23B   | Renault V10 RS23                            | M            | Jarno Trulli          | 5e      | 5e      | 8e      | 13e     | Abd.    | 8e      | 6e      | Abd.    | Abd.    | Abd.    | 6e      | 3e      | 7e      | Abd.    | 4e      | 5e      |         |         |         |         |         |         |         |         | 88              | 4e         |  |  |
| 2003 | Mild Seven Renault F1 Team          | Renault R23 Renault R23B   | Renault V10 RS23                            | M            | Fernando Alonso       | 7e      | 3e      | 3e      | 6e      | 2e      | Abd.    | 5e      | 4e      | 4e      | Abd.    | Abd.    | 4e      | 1er     | 8e      | Abd.    | Abd.    |         |         |         |         |         |         |         |         | 88              | 4e         |  |  |
| 2004 | Mild Seven Renault F1 Team          | Renault R24                | Renault V10 RS24                            | M            |                       | AUS     | MAL     | BAH     | SMR     | ESP     | MON     | EUR     | CAN     | USA     | FRA     | GBR     | ALL     | HON     | BEL     | ITA     | CHI     | JAP     | BRE     |         |         |         |         |         |         | 105             | 3e         |  |  |
| 2004 | Mild Seven Renault F1 Team          | Renault R24                | Renault V10 RS24                            | M            | Jarno Trulli          | 7e      | 5e      | 4e      | 5e      | 3e      | 1er     | 4e      | Abd.    | 4e      | 4e      | Abd.    | 11e     | Abd.    | 9e      | 10e     |         |         |         |         |         |         |         |         |         | 105             | 3e         |  |  |
| 2004 | Mild Seven Renault F1 Team          | Renault R24                | Renault V10 RS24                            | M            | Fernando Alonso       | 3e      | 7e      | 6e      | 4e      | 4e      | Abd.    | 5e      | Abd.    | Abd.    | 2e      | 10e     | 3e      | 3e      | Abd.    | Abd.    | 4e      | 5e      | 4e      |         |         |         |         |         |         | 105             | 3e         |  |  |
| 2004 | Mild Seven Renault F1 Team          | Renault R24                | Renault V10 RS24                            | M            | Jacques Villeneuve    |         |         |         |         |         |         |         |         |         |         |         |         |         |         |         | 11e     | 10e     | 10e     |         |         |         |         |         |         | 105             | 3e         |  |  |
| 2005 | Mild Seven Renault F1 Team          | Renault R25                | Renault V10 RS25                            | M            |                       | AUS     | MAL     | BAH     | SMR     | ESP     | MON     | EUR     | CAN     | USA     | FRA     | GBR     | ALL     | HON     | TUR     | ITA     | BEL     | BRE     | JAP     | CHI     |         |         |         |         |         | 191             | Champion   |  |  |
| 2005 | Mild Seven Renault F1 Team          | Renault R25                | Renault V10 RS25                            | M            | Fernando Alonso       | 3e      | 1er     | 1er     | 1er     | 2e      | 4e      | 1er     | Abd.    | Np.     | 1er     | 2e      | 1er     | 11e     | 2e      | 2e      | 2e      | 3e      | 3e      | 1er     |         |         |         |         |         | 191             | Champion   |  |  |
| 2005 | Mild Seven Renault F1 Team          | Renault R25                | Renault V10 RS25                            | M            | Giancarlo Fisichella  | 1er     | Abd.    | Abd.    | Abd.    | 5e      | 12e     | 6e      | Abd.    | Np.     | 6e      | 4e      | 4e      | 9e      | 4e      | 3e      | Abd.    | 5e      | 2e      | 4e      |         |         |         |         |         | 191             | Champion   |  |  |
| 2006 | Mild Seven Renault F1 Team          | Renault R26                | Renault V8 RS26                             | M            |                       | BAH     | MAL     | AUS     | SMR     | EUR     | ESP     | MON     | GBR     | CAN     | USA     | FRA     | ALL     | HON     | TUR     | ITA     | CHI     | JAP     | BRE     |         |         |         |         |         |         | 206             | Champion   |  |  |
| 2006 | Mild Seven Renault F1 Team          | Renault R26                | Renault V8 RS26                             | M            | Fernando Alonso       | 1er     | 2e      | 1er     | 2e      | 2e      | 1er     | 1er     | 1er     | 1er     | 5e      | 2e      | 5e      | Abd.    | 2e      | Abd.    | 2e      | 1er     | 2e      |         |         |         |         |         |         | 206             | Champion   |  |  |
| 2006 | Mild Seven Renault F1 Team          | Renault R26                | Renault V8 RS26                             | M            | Giancarlo Fisichella  | Abd.    | 1er     | 5e      | 8e      | 6e      | 3e      | 6e      | 4e      | 4e      | 3e      | 6e      | 6e      | Abd.    | 6e      | 4e      | 3e      | 3e      | 6e      |         |         |         |         |         |         | 206             | Champion   |  |  |
| 2007 | ING Renault F1 Team                 | Renault R27                | Renault V8 RS27                             | B            |                       | AUS     | MAL     | BAH     | ESP     | MON     | CAN     | USA     | FRA     | GBR     | EUR     | HON     | TUR     | ITA     | BEL     | JAP     | CHI     | BRE     |         |         |         |         |         |         |         | 51              | 3e         |  |  |
| 2007 | ING Renault F1 Team                 | Renault R27                | Renault V8 RS27                             | B            | Giancarlo Fisichella  | 5e      | 6e      | 8e      | 9e      | 4e      | Dsq.    | 9e      | 6e      | 8e      | 10e     | 12e     | 12e     | 9e      | Abd.    | 5e      | 11e     | Abd.    |         |         |         |         |         |         |         | 51              | 3e         |  |  |
| 2007 | ING Renault F1 Team                 | Renault R27                | Renault V8 RS27                             | B            | Heikki Kovalainen     | 10e     | 8e      | 9e      | 7e      | 13e     | 4e      | 5e      | 15e     | 7e      | 8e      | 8e      | 7e      | 6e      | 8e      | 2e      | 9e      | Abd.    |         |         |         |         |         |         |         | 51              | 3e         |  |  |
| 2008 | ING Renault F1 Team                 | Renault R28                | Renault V8 RS27                             | B            |                       | AUS     | MAL     | BAH     | ESP     | TUR     | MON     | CAN     | FRA     | GBR     | ALL     | HON     | EUR     | BEL     | ITA     | SIN     | JAP     | CHI     | BRE     |         |         |         |         |         |         | 80              | 4e         |  |  |
| 2008 | ING Renault F1 Team                 | Renault R28                | Renault V8 RS27                             | B            | Fernando Alonso       | 4e      | 8e      | 10e     | Abd.    | 6e      | 10e     | Abd.    | 8e      | 6e      | 11e     | 4e      | Abd.    | 4e      | 4e      | 1er     | 1er     | 4e      | 2e      |         |         |         |         |         |         | 80              | 4e         |  |  |
| 2008 | ING Renault F1 Team                 | Renault R28                | Renault V8 RS27                             | B            | Nelson Piquet Jr.     | Abd.    | 11e     | Abd.    | Abd.    | 15e     | Abd.    | Abd.    | 7e      | Abd.    | 2e      | 6e      | 11e     | Abd.    | 10e     | Abd.    | 4e      | 8e      | Abd.    |         |         |         |         |         |         | 80              | 4e         |  |  |
| 2009 | ING Renault F1 Team Renault F1 Team | Renault R29                | Renault V8 RS27                             | B            |                       | AUS     | MAL†    | CHI     | BAH     | ESP     | MON     | TUR     | GBR     | ALL     | HON     | EUR     | BEL     | ITA     | SIN     | JAP     | BRE     | ABU     |         |         |         |         |         |         |         | 26              | 8e         |  |  |
| 2009 | ING Renault F1 Team Renault F1 Team | Renault R29                | Renault V8 RS27                             | B            | Fernando Alonso       | 5e      | 11e     | 9e      | 8e      | 5e      | 7e      | 10e     | 14e     | 7e      | Abd.    | 6e      | Abd.    | 5e      | 3e      | 10e     | Abd.    | 14e     |         |         |         |         |         |         |         | 26              | 8e         |  |  |
| 2009 | ING Renault F1 Team Renault F1 Team | Renault R29                | Renault V8 RS27                             | B            | Nelson Piquet Jr.     | Abd.    | 13e     | 16e     | 10e     | 12e     | Abd.    | 16e     | 12e     | 13e     | 12e     |         |         |         |         |         |         |         |         |         |         |         |         |         |         | 26              | 8e         |  |  |
| 2009 | ING Renault F1 Team Renault F1 Team | Renault R29                | Renault V8 RS27                             | B            | Romain Grosjean       |         |         |         |         |         |         |         |         |         |         | 15e     | Abd.    | 15e     | Abd.    | 16e     | 13e     | 18e     |         |         |         |         |         |         |         | 26              | 8e         |  |  |
| 2010 | Renault F1 Team                     | Renault R30                | Renault V8 RS27-2010                        | B            |                       | BAH     | AUS     | MAL     | CHI     | ESP     | MON     | TUR     | CAN     | EUR     | GBR     | ALL     | HON     | BEL     | ITA     | SIN     | JAP     | COR     | BRE     | ABU     |         |         |         |         |         | 163             | 5e         |  |  |
| 2010 | Renault F1 Team                     | Renault R30                | Renault V8 RS27-2010                        | B            | Robert Kubica         | 11e     | 2e      | 4e      | 5e      | 8e      | 3e      | 6e      | 7e      | 5e      | Abd.    | 7e      | Abd.    | 3e      | 8e      | 7e      | Abd.    | 5e      | 9e      | 5e      |         |         |         |         |         | 163             | 5e         |  |  |
| 2010 | Renault F1 Team                     | Renault R30                | Renault V8 RS27-2010                        | B            | Vitaly Petrov         | Abd.    | Abd.    | Abd.    | 7e      | 11e     | 13e     | 15e     | 17e     | 14e     | 13e     | 10e     | 5e      | 9e      | 13e     | 11e     | Abd.    | Abd.    | 16e     | 6e      |         |         |         |         |         | 163             | 5e         |  |  |
| 2011 | Lotus Renault GP                    | Renault R31                | Renault V8 RS27-2011                        | P            |                       | AUS     | MAL     | CHI     | TUR     | ESP     | MON     | CAN     | EUR     | GBR     | ALL     | HON     | BEL     | ITA     | SIN     | JAP     | COR     | IND     | ABU     | BRE     |         |         |         |         |         | 73              | 5e         |  |  |
| 2011 | Lotus Renault GP                    | Renault R31                | Renault V8 RS27-2011                        | P            | Nick Heidfeld         | 12e     | 3e      | 12e     | 7e      | 8e      | 8e      | Abd.    | 10e     | 8e      | Abd.    | Abd.    |         |         |         |         |         |         |         |         |         |         |         |         |         | 73              | 5e         |  |  |
| 2011 | Lotus Renault GP                    | Renault R31                | Renault V8 RS27-2011                        | P            | Vitaly Petrov         | 3e      | 17e*    | 9e      | 8e      | 11e     | Abd.    | 5e      | 15e     | 12e     | 10e     | 12e     | 9e      | Abd.    | 17e     | 9e      | Abd.    | 11e     | 13e     | 10e     |         |         |         |         |         | 73              | 5e         |  |  |
| 2011 | Lotus Renault GP                    | Renault R31                | Renault V8 RS27-2011                        | P            | Bruno Senna           |         |         |         |         |         |         |         |         |         |         |         | 13e     | 9e      | 15e     | 16e     | 13e     | 12e     | 16e     | 17e     |         |         |         |         |         | 73              | 5e         |  |  |
| 2012-2015 : Rachat par Genii Capital et devient Lotus F1 Team |                                     |                            |                                             |              |                       |         |         |         |         |         |         |         |         |         |         |         |         |         |         |         |         |         |         |         |         |         |         |         |         |                 |            |  |  |
| 2016 | Renault Sport Formula One Team      | Renault R.S.16             | Renault V6 turbo hybride R.E.16             | P            |                       | AUS     | BAH     | CHI     | RUS     | ESP     | MON     | CAN     | EUR     | AUT     | GBR     | HON     | ALL     | BEL     | ITA     | SIN     | MAL     | JAP     | USA     | MEX     | BRE     | ABU     |         |         |         | 8               | 9e         |  |  |
| 2016 | Renault Sport Formula One Team      | Renault R.S.16             | Renault V6 turbo hybride R.E.16             | P            | Kevin Magnussen       | 12e     | 11e     | 17e     | 7e      | 14e     | Abd.    | 16e     | 14e     | 14e     | 17e*    | 15e     | 16e     | Abd.    | 17e     | 10e     | Abd.    | 14e     | 11e     | 17e     | 14e     | Abd.    |         |         |         | 8               | 9e         |  |  |
| 2016 | Renault Sport Formula One Team      | Renault R.S.16             | Renault V6 turbo hybride R.E.16             | P            | Jolyon Palmer         | 11e     | Np.     | 22e     | 13e     | 13e     | Abd.    | Abd.    | 15e     | 12e     | Abd.    | 12e     | 19e     | 15e     | Abd.    | 15e     | 10e     | 12e     | 13e     | 14e     | Abd.    | 17e     |         |         |         | 8               | 9e         |  |  |
| 2017 | Renault Sport Formula One Team      | Renault R.S.17             | Renault V6 turbo hybride R.E.17             | P            |                       | AUS     | CHI     | BAH     | RUS     | ESP     | MON     | CAN     | AZE     | AUT     | GBR     | HON     | BEL     | ITA     | SIN     | MAL     | JAP     | USA     | MEX     | BRE     | ABU     |         |         |         |         | 57              | 6e         |  |  |
| 2017 | Renault Sport Formula One Team      | Renault R.S.17             | Renault V6 turbo hybride R.E.17             | P            | Nico Hülkenberg       | 11e     | 12e     | 9e      | 8e      | 6e      | Abd.    | 8e      | Abd.    | 13e     | 6e      | 17e     | 6e      | 13e     | Abd.    | 16e     | Abd.    | Abd.    | Abd.    | 10e     | 6e      |         |         |         |         | 57              | 6e         |  |  |
| 2017 | Renault Sport Formula One Team      | Renault R.S.17             | Renault V6 turbo hybride R.E.17             | P            | Jolyon Palmer         | Abd.    | 13e     | 13e     | Abd.    | 15e     | 11e     | 11e     | Abd.    | 11e     | Np.     | 12e     | 13e     | Abd.    | 6e      | 15e     | 12e     |         |         |         |         |         |         |         |         | 57              | 6e         |  |  |
| 2017 | Renault Sport Formula One Team      | Renault R.S.17             | Renault V6 turbo hybride R.E.17             | P            | Carlos Sainz Jr.      |         |         |         |         |         |         |         |         |         |         |         |         |         |         |         |         | 7e      | Abd.    | 11e     | Abd.    |         |         |         |         | 57              | 6e         |  |  |
| 2018 | Renault Sport Formula One Team      | Renault R.S.18             | Renault V6 turbo hybride R.E.18             | P            |                       | AUS     | BAH     | CHI     | AZE     | ESP     | MON     | CAN     | FRA     | AUT     | GBR     | ALL     | HON     | BEL     | ITA     | SIN     | RUS     | JAP     | USA     | MEX     | BRE     | ABU     |         |         |         | 122             | 4e         |  |  |
| 2018 | Renault Sport Formula One Team      | Renault R.S.18             | Renault V6 turbo hybride R.E.18             | P            | Nico Hülkenberg       | 7e      | 6e      | 6e      | Abd.    | Abd.    | 8e      | 7e      | 9e      | Abd.    | 6e      | 5e      | 12e     | Abd.    | 13e     | 10e     | 12e     | Abd.    | 6e      | 6e      | Abd.    | Abd.    |         |         |         | 122             | 4e         |  |  |
| 2018 | Renault Sport Formula One Team      | Renault R.S.18             | Renault V6 turbo hybride R.E.18             | P            | Carlos Sainz Jr.      | 10e     | 11e     | 9e      | 5e      | 7e      | 10e     | 8e      | 8e      | 12e     | Abd.    | 12e     | 9e      | 11e     | 8e      | 8e      | 17e     | 10e     | 7e      | Abd.    | 12e     | 6e      |         |         |         | 122             | 4e         |  |  |
| 2019 | Renault F1 Team                     | Renault R.S.19             | Renault V6 turbo hybride E-Tech 19          | P            |                       | AUS     | BAH     | CHI     | AZE     | ESP     | MON     | CAN     | FRA     | AUT     | GBR     | ALL     | HON     | BEL     | ITA     | SIN     | RUS     | JAP     | MEX     | USA     | BRE     | ABU     |         |         |         | 91              | 5e         |  |  |
| 2019 | Renault F1 Team                     | Renault R.S.19             | Renault V6 turbo hybride E-Tech 19          | P            | Daniel Ricciardo      | Abd.    | Abd.    | 7e      | Abd.    | 12e     | 9e      | 6e      | 11e     | 12e     | 7e      | Abd.    | 14e     | 14e     | 4e      | 14e     | Abd.    | Dsq.    | 8e      | 6e      | 6e      | 11e     |         |         |         | 91              | 5e         |  |  |
| 2019 | Renault F1 Team                     | Renault R.S.19             | Renault V6 turbo hybride E-Tech 19          | P            | Nico Hülkenberg       | 7e      | Abd.    | Abd.    | 14e     | 13e     | 13e     | 7e      | 8e      | 13e     | 10e     | Abd.    | 12e     | 8e      | 5e      | 9e      | 10e     | Dsq.    | 10e     | 9e      | 15e     | 12e     |         |         |         | 91              | 5e         |  |  |
| 2020 | Renault DP World F1 Team            | Renault R.S.20             | Renault V6 turbo hybride E-Tech 20          | P            |                       | AUT     | STY     | HON     | GBR     | 70e     | ESP     | BEL     | ITA     | TOS     | RUS     | EIF     | POR     | EMI     | TUR     | BAH     | SAK     | ABU     |         |         |         |         |         |         |         | 181             | 5e         |  |  |
| 2020 | Renault DP World F1 Team            | Renault R.S.20             | Renault V6 turbo hybride E-Tech 20          | P            | Daniel Ricciardo      | Abd.    | 8e      | 8e      | 4e      | 14e     | 11e     | 4e      | 6e      | 4e      | 5e      | 3e      | 9e      | 3e      | 10e     | 7e      | 5e      | 7e      |         |         |         |         |         |         |         | 181             | 5e         |  |  |
| 2020 | Renault DP World F1 Team            | Renault R.S.20             | Renault V6 turbo hybride E-Tech 20          | P            | Esteban Ocon          | 8e      | Abd.    | 14e     | 6e      | 8e      | 13e     | 5e      | 8e      | Abd.    | 7e      | Abd.    | 8e      | Abd.    | 11e     | 9e      | 2e      | 9e      |         |         |         |         |         |         |         | 181             | 5e         |  |  |
| À partir de 2021 : engagement sous l'appellation Alpine |                                     |                            |                                             |              |                       |         |         |         |         |         |         |         |         |         |         |         |         |         |         |         |         |         |         |         |         |         |         |         |         |                 |            |  |  |
| 2021 | Alpine F1 Team                      | Alpine A521                | Renault V6 turbo hybride E-Tech 21          | P            |                       | BAH     | EMI     | POR     | ESP     | MON     | AZE     | FRA     | STY     | AUT     | GBR     | HON     | BEL†    | P-B     | ITA     | RUS     | TUR     | USA     | MEX     | BRE     | QAT     | SAU     | ABU     |         |         | 155             | 5e         |  |  |
| 2021 | Alpine F1 Team                      | Alpine A521                | Renault V6 turbo hybride E-Tech 21          | P            | Fernando Alonso       | Abd     | 10e     | 8e      | 17e     | 13e     | 6e      | 8e      | 9e      | 10e     | 7e      | 4e      | 11e     | 6e      | 8e      | 6e      | 16e     | Abd     | 9e      | 9e      | 3e      | 13e     | 8e      |         |         | 155             | 5e         |  |  |
| 2021 | Alpine F1 Team                      | Alpine A521                | Renault V6 turbo hybride E-Tech 21          | P            | Esteban Ocon          | 13e     | 9e      | 7e      | 9e      | 9e      | Abd     | 14e     | 14e     | Abd.    | 9e      | 1er     | 7e      | 9e      | 10e     | 15e     | 10e     | Abd     | 13e     | 8e      | 5e      | 4e      | 9e      |         |         | 155             | 5e         |  |  |
| 2022 | BWT Alpine F1 Team                  | Alpine A522                | Renault V6 turbo hybride E-Tech 22          | P            |                       | BAH     | SAU     | AUS     | EMI     | POR     | ESP     | MON     | AZE     | CAN     | GBR     | AUT     | FRA     | HON     | BEL     | P-B     | ITA     | SIN     | JAP     | USA     | MEX     | BRE     | ABU     |         |         | 173             | 4e         |  |  |
| 2022 | BWT Alpine F1 Team                  | Alpine A522                | Renault V6 turbo hybride E-Tech 22          | P            | Fernando Alonso       | 9e      | Abd.    | 17e     | Abd.    | 11e     | 9e      | 7e      | 7e      | 9e      | 5e      | 10e     | 6e      | 8e      | 5e      | 6e      | Abd.    | Abd.    | 7e      | 7e      | Abd.    | 5e      | Abd.    |         |         | 173             | 4e         |  |  |
| 2022 | BWT Alpine F1 Team                  | Alpine A522                | Renault V6 turbo hybride E-Tech 22          | P            | Esteban Ocon          | 7e      | 6e      | 7e      | 14e     | 8e      | 7e      | 12e     | 10e     | 6e      | Abd.    | 5e      | 8e      | 9e      | 7e      | 9e      | 11e     | Abd.    | 4e      | 11e     | 8e      | 8e      | 7e      |         |         | 173             | 4e         |  |  |
| 2023 | BWT Alpine F1 Team                  | Alpine A523                | Renault V6 turbo hybride E-Tech RE23        | P            |                       | BAH     | SAU     | AUS     | AZE     | MIA     | MON     | ESP     | CAN     | AUT     | GBR     | HON     | BEL     | P-B     | ITA     | SIN     | JAP     | QAT     | USA     | MEX     | BRE     | LVE     | ABU     |         |         | 120             | 6e         |  |  |
| 2023 | BWT Alpine F1 Team                  | Alpine A523                | Renault V6 turbo hybride E-Tech RE23        | P            | Esteban Ocon          | Abd.    | 8e      | Abd.    | 15e     | 9e      | 3e      | 8e      | 8e      | 9e      | Abd.    | Abd.    | 8e      | 10e     | Abd.    | Abd.    | 9e      | 7e      | Abd.    | 10e     | 10e     | 4e      | 12e     |         |         | 120             | 6e         |  |  |
| 2023 | BWT Alpine F1 Team                  | Alpine A523                | Renault V6 turbo hybride E-Tech RE23        | P            | Pierre Gasly          | 9e      | 9e      | Abd.    | 14e     | 8e      | 7e      | 10e     | 12e     | 11e     | Abd.    | Abd.    | 11e     | 3e      | 16e     | 6e      | 10e     | 12e     | 6e      | 11e     | 7e      | 11e     | 13e     |         |         | 120             | 6e         |  |  |
| 2024 | BWT Alpine F1 Team                  | Alpine A524                | Renault V6 turbo hybride E-Tech RE24        | P            |                       | BAH     | SAU     | AUS     | JAP     | CHN     | MIA     | EMI     | MON     | CAN     | ESP     | AUT     | GBR     | HON     | BEL     | P-B     | ITA     | AZE     | SIN     | USA     | MEX     | SAO     | LVE     | QAT     | ABU     | 65              | 6e         |  |  |
| 2024 | BWT Alpine F1 Team                  | Alpine A524                | Renault V6 turbo hybride E-Tech RE24        | P            | Esteban Ocon          | 17e     | 13e     | 16e     | 15e     | 11e     | 10e     | 14e     | Abd.    | 10e     | 10e     | 12e     | 16e     | 18e     | 9e      | 15e     | 14e     | 15e     | 13e     | 18e     | 13e     | 2e      | 17e     | Abd.    |         | 65              | 6e         |  |  |
| 2024 | BWT Alpine F1 Team                  | Alpine A524                | Renault V6 turbo hybride E-Tech RE24        | P            | Pierre Gasly          | 18e     | Abd.    | 13e     | 16e     | 13e     | 12e     | 16e     | 10e     | 9e      | 9e      | 10e     | Np.     | Abd.    | 13e     | 9e      | 15e     | 12e     | 17e     | 12e     | 10e     | 3e      | Abd.    | 5e      | 7e      | 65              | 6e         |  |  |
| 2024 | BWT Alpine F1 Team                  | Alpine A524                | Renault V6 turbo hybride E-Tech RE24        | P            | Jack Doohan           |         |         |         |         |         |         |         |         |         |         |         |         |         |         |         |         |         |         |         |         |         |         |         | 14e     | 65              | 6e         |  |  |
| 2025 | BWT Alpine F1 Team                  | Alpine A525                | Renault V6 turbo hybride E-Tech RE25        | P            |                       | AUS     | CHN     | JAP     | BAH     | ARA     | MIA     | EMI     | MON     | ESP     | CAN     | AUT     | GBR     | BEL     | HON     | P-B     | ITA     | AZE     | SIN     | USA     | MEX     | BRE     | LVE     | QAT     | ABU     | 20              | 10e        |  |  |
| 2025 | BWT Alpine F1 Team                  | Alpine A525                | Renault V6 turbo hybride E-Tech RE25        | P            | Jack Doohan           | Abd.    | 13e     | 15e     | 14e     | 17e     | Abd.    |         |         |         |         |         |         |         |         |         |         |         |         |         |         |         |         |         |         | 20              | 10e        |  |  |
| 2025 | BWT Alpine F1 Team                  | Alpine A525                | Renault V6 turbo hybride E-Tech RE25        | P            | Pierre Gasly          | 11e     | Dsq.    | 13e     | 7e      | Abd.    | 13e     | 13e     | Abd.    | 8e      | 15e     | 13e     | 6e      | 10e     | 19e     |         |         |         |         |         |         |         |         |         |         | 20              | 10e        |  |  |
| 2025 | BWT Alpine F1 Team                  | Alpine A525                | Renault V6 turbo hybride E-Tech RE25        | P            | Franco Colapinto      |         |         |         |         |         |         | 16e     | 13e     | 15e     | 13e     | 15e     | Np.     | 19e     | 18e     |         |         |         |         |         |         |         |         |         |         | 20              | 10e        |  |  |
| - † : La moitié des points a été distribuée parce que la course a été réduite de moins de 75 % de la distance de la course. - **: En raison des conditions météorologiques, le Grand Prix de Monaco a été interrompu après 31 tours sur les 77 prévus, ainsi seul la moitié des points a été attribué. |                                     |                            |                                             |              |                       |         |         |         |         |         |         |         |         |         |         |         |         |         |         |         |         |         |         |         |         |         |         |         |         |                 |            |  |  |
| Légende : ici |                                     |                            |                                             |              |                       |         |         |         |         |         |         |         |         |         |         |         |         |         |         |         |         |         |         |         |         |         |         |         |         |                 |            |  |  |

En tant que motoriste uniquement : voir Renault Sport.
| Écurie         | Saisons                       | Victoires | Poles position | Championnats du monde des constructeurs | Championnats du monde des pilotes |
| -------------- | ----------------------------- | --------- | -------------- | --------------------------------------- | --------------------------------- |
| Williams       | 1989-1997 2012-2013           | 64        | 80             | 5 (1992, 1993, 1994, 1996 et 1997)      | 4 (1992, 1993, 1996 et 1997)      |
| Red Bull       | 2007-2015                     | 50        | 57             | 4 (2010, 2011, 2012 et 2013)            | 4 (2010, 2011, 2012 et 2013)      |
| Renault/Alpine | 1977-1985 2002-2011 2016-2025 | 36        | 51             | 2 (2005 et 2006)                        | 2 (2005 et 2006)                  |
| / Benetton     | 1995-1997 2001                | 12        | 6              | 1 (1995)                                | 1 (1995)                          |
| Team Lotus     | 1983-1986                     | 5         | 19             | -                                       | -                                 |
| Lotus          | 2012-2014                     | 2         | 0              | -                                       | -                                 |
| Ligier         | 1984-1986 1992-1994           | 0         | 0              | -                                       | -                                 |
| Tyrrell        | 1985-1986                     | 0         | 0              | -                                       | -                                 |
| McLaren        | 2018-2020                     | 0         | 0              | -                                       | -                                 |
| Toro Rosso     | 2014-2015 2017                | 0         | 0              | -                                       | -                                 |
| Caterham       | 2011-2014                     | 0         | 0              | -                                       | -                                 |

### Victoires en Formule 1
| Rang | Saison | Grand Prix                    | Manche | Monoplace     | Vainqueur             |
| ---- | ------ | ----------------------------- | ------ | ------------- | --------------------- |
| 1    | 1979   | Grand Prix de France          | 08/15  | Renault RS10  | Jean-Pierre Jabouille |
| 2    | 1980   | Grand Prix du Brésil          | 02/14  | Renault RE20  | René Arnoux           |
| 3    | 1980   | Grand Prix d’Afrique du Sud   | 03/14  | Renault RE20  | René Arnoux           |
| 4    | 1980   | Grand Prix d’Autriche         | 10/14  | Renault RE20  | Jean-Pierre Jabouille |
| 5    | 1981   | Grand Prix de France          | 08/15  | Renault RE30  | Alain Prost           |
| 6    | 1981   | Grand Prix des Pays-Bas       | 12/15  | Renault RE30  | Alain Prost           |
| 7    | 1981   | Grand Prix d’Italie           | 13/15  | Renault RE30  | Alain Prost           |
| 8    | 1982   | Grand Prix d’Afrique du Sud   | 01/16  | Renault RE30B | Alain Prost           |
| 9    | 1982   | Grand Prix du Brésil          | 02/16  | Renault RE30B | Alain Prost           |
| 10   | 1982   | Grand Prix de France          | 11/16  | Renault RE30B | René Arnoux           |
| 11   | 1982   | Grand Prix d’Italie           | 15/16  | Renault RE30B | René Arnoux           |
| 12   | 1983   | Grand Prix de France          | 03/15  | Renault RE40  | Alain Prost           |
| 13   | 1983   | Grand Prix de Belgique        | 06/15  | Renault RE40  | Alain Prost           |
| 14   | 1983   | Grand Prix de Grande-Bretagne | 09/15  | Renault RE40  | Alain Prost           |
| 15   | 1983   | Grand Prix d’Autriche         | 11/15  | Renault RE40  | Alain Prost           |
| 16   | 2003   | Grand Prix de Hongrie         | 13/16  | Renault R23B  | Fernando Alonso       |
| 17   | 2004   | Grand Prix de Monaco          | 06/18  | Renault R24   | Jarno Trulli          |
| 18   | 2005   | Grand Prix d’Australie        | 01/19  | Renault R25   | Giancarlo Fisichella  |
| 19   | 2005   | Grand Prix de Malaisie        | 02/19  | Renault R25   | Fernando Alonso       |
| 20   | 2005   | Grand Prix de Bahreïn         | 03/19  | Renault R25   | Fernando Alonso       |
| 21   | 2005   | Grand Prix de Saint-Marin     | 04/19  | Renault R25   | Fernando Alonso       |
| 22   | 2005   | Grand Prix d’Europe           | 07/19  | Renault R25   | Fernando Alonso       |
| 23   | 2005   | Grand Prix de France          | 10/19  | Renault R25   | Fernando Alonso       |
| 24   | 2005   | Grand Prix d’Allemagne        | 12/19  | Renault R25   | Fernando Alonso       |
| 25   | 2005   | Grand Prix de Chine           | 19/19  | Renault R25   | Fernando Alonso       |
| 26   | 2006   | Grand Prix de Bahreïn         | 01/18  | Renault R26   | Fernando Alonso       |
| 27   | 2006   | Grand Prix de Malaisie        | 02/18  | Renault R26   | Giancarlo Fisichella  |
| 28   | 2006   | Grand Prix d’Australie        | 03/18  | Renault R26   | Fernando Alonso       |
| 29   | 2006   | Grand Prix d’Espagne          | 06/18  | Renault R26   | Fernando Alonso       |
| 30   | 2006   | Grand Prix de Monaco          | 07/18  | Renault R26   | Fernando Alonso       |
| 31   | 2006   | Grand Prix de Grande-Bretagne | 08/18  | Renault R26   | Fernando Alonso       |
| 32   | 2006   | Grand Prix du Canada          | 09/18  | Renault R26   | Fernando Alonso       |
| 33   | 2006   | Grand Prix du Japon           | 17/18  | Renault R26   | Fernando Alonso       |
| 34   | 2008   | Grand Prix de Singapour       | 15/18  | Renault R28   | Fernando Alonso       |
| 35   | 2008   | Grand Prix du Japon           | 16/18  | Renault R28   | Fernando Alonso       |
| 36   | 2021   | Grand Prix de Hongrie         | 11/22  | Alpine A521   | Esteban Ocon          |

### Palmarès des pilotes
En gras, les pilotes actuellement en poste au sein de l'écurie.
| Nom                   | Années dans l'écurie              | Nombre de courses | Victoires | Titres de champion du monde |
| --------------------- | --------------------------------- | ----------------- | --------- | --------------------------- |
| Fernando Alonso       | 2003-2006 / 2008-2009 / 2021-2022 | 150               | 17        | 2005, 2006                  |
| Esteban Ocon          | 2020-2024                         | 106               | 1         |                             |
| Nico Hülkenberg       | 2017-2019                         | 62                | 0         |                             |
| Pierre Gasly          | 2023-                             | 60                | 0         |                             |
| René Arnoux           | 1979-1982                         | 58                | 4         |                             |
| Giancarlo Fisichella  | 2005-2007                         | 53                | 2         |                             |
| Jarno Trulli          | 2002-2004                         | 48                | 1         |                             |
| Alain Prost           | 1981-1983                         | 46                | 9         |                             |
| Jean-Pierre Jabouille | 1977-1980                         | 45                | 2         |                             |
| Daniel Ricciardo      | 2019-2020                         | 38                | 0         |                             |
| Vitaly Petrov         | 2010-2011                         | 38                | 0         |                             |
| Jolyon Palmer         | 2016-2017                         | 35                | 0         |                             |
| Derek Warwick         | 1984-1985                         | 32                | 0         |                             |
| Patrick Tambay        | 1984-1985                         | 30                | 0         |                             |
| Nelson Piquet Jr.     | 2008-2009                         | 28                | 0         |                             |
| Carlos Sainz Jr.      | 2017-2018                         | 25                | 0         |                             |
| Kevin Magnussen       | 2016                              | 21                | 0         |                             |
| Robert Kubica         | 2010-2011                         | 19                | 0         |                             |
| Jenson Button         | 2002                              | 17                | 0         |                             |
| Heikki Kovalainen     | 2007                              | 17                | 0         |                             |
| Eddie Cheever         | 1983                              | 15                | 0         |                             |
| Franco Colapinto      | 2025-                             | 14                | 0         |                             |
| Nick Heidfeld         | 2011                              | 11                | 0         |                             |
| Bruno Senna           | 2011                              | 8                 | 0         |                             |
| Romain Grosjean       | 2009                              | 7                 | 0         |                             |
| Jack Doohan           | 2024-2025                         | 7                 | 0         |                             |
| Jacques Villeneuve    | 2004                              | 3                 | 0         |                             |
| François Hesnault     | 1985                              | 1                 | 0         |                             |
| Philippe Streiff      | 1984                              | 1                 | 0         |                             |

## Identité de l'écurie

### Logos

Équipe Renault Elf (1977-1978)
Équipe Renault Elf (1979-1985)
Mild Seven Renault F1 Team (2002)
Mild Seven Renault F1 Team (2005-2006)
ING Renault F1 Team (2007-2008)
ING Renault F1 Team (2009)
Lotus Renault GP (2011)
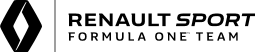
Renault Sport Formula One Team (2016-2018)
Renault F1 Team (2019)
Renault DP World F1 Team (2020)
Alpine F1 Team (2021)
BWT Alpine F1 Team (depuis 2022)

### Couleurs

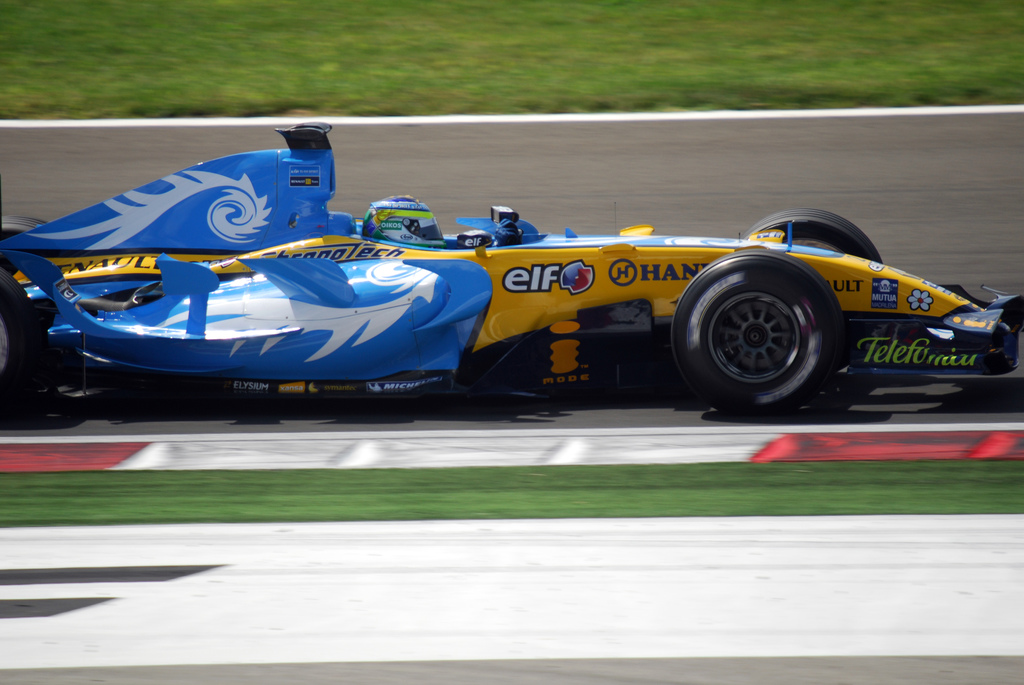
La Renault R26 de Fisichella arbore un dragon à la place du sponsor Mild Seven, lors du Grand Prix de Turquie en 2006.

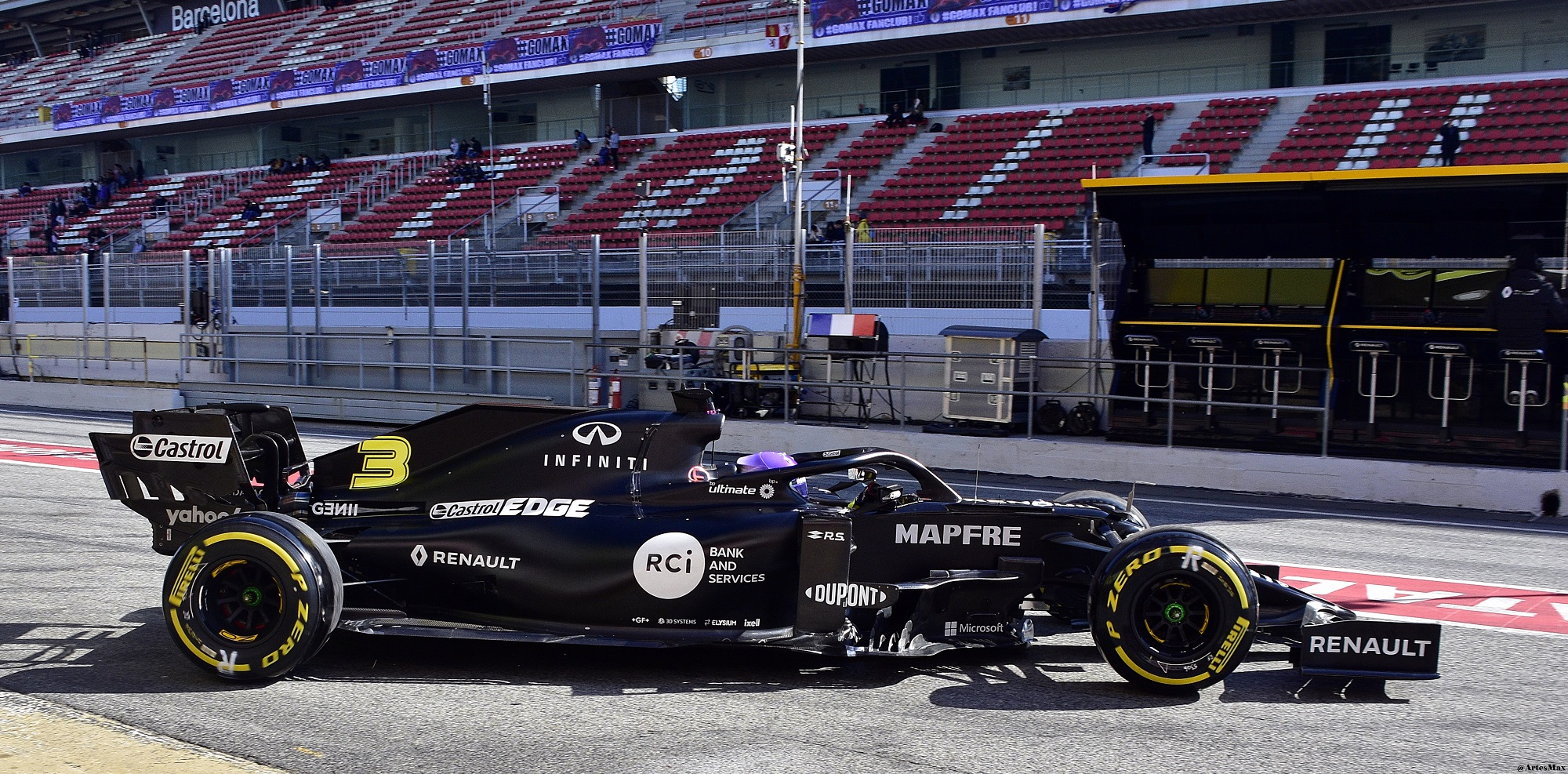
La Renault R.S.20 dans une livrée noire lors des tests de pré-saison sur le circuit de Barcelone en 2020.

La première monoplace de l’histoire de Renault en Formule 1, la Renault RS01, arbore les couleurs historiques de la marque avec un jaune majoritairement présent accompagné d’une touche de noir. Avec la Renault RE20B, le jaune et le noir sont présents mais le blanc fait également son apparition sur les flancs de la monoplace.
Pour le premier retour de Renault F1 en tant que constructeur, la voiture conçue en partie à Enstone affiche le traditionnel jaune de Renault agrémenté d’un bleu cyan qui est la couleur du sponsor-titre, le cigarettier Mild Seven. En outre, le bleu cyan est choisi en référence avec l’écurie Benetton qui vient d’être rachetée par Renault. Enfin, le bleu est également assimilé à celui de la marque Gordini, ancêtre de Renault Sport. Par ailleurs, comme certains États interdisent déjà la publicité pour la cigarette, les Renault R24, R25 et R26 voient leur sponsor-titre être remplacé par le slogan « Team Spirit » sur certaines courses. En 2004, ce sont les numéros et les noms des pilotes qui sont inscrits en lieu et place du sponsor Mild Seven. Lors de la saison 2005, ce sont des fleurs (comme à Silverstone), un oiseau (comme lors du Grand Prix de Magny-Cours) ou encore un dragon (à Spa-Francorchamps) qui sont dessinés pour remplacer Mild Seven.
Avec la venue d’ING comme sponsor principal, les R27 et R29 voient leur identité graphique évoluer de façon importante. Le jaune traditionnel est conservé mais le bleu cyan disparait au profil du blanc tandis que l’orange d’ING fait son apparition.
En 2010, la livrée de la Renault R30 revient au jaune et au noir utilisés lors de la saison 1978. Changement radical en 2011 avec l’arrivée du Group Lotus : la monoplace R31 de l'écurie renommée Lotus Renault GP reprend les couleurs mythiques de Lotus en F1 avec les couleurs noires et or.
Lors du second retour de Renault en qualité d'écurie-constructeur, l'écurie tricolore opte pour un jaune mat et du noir sur les ailerons avant et arrière pour la Renault R.S.16, héritière du châssis de la Lotus E22. La saison suivante, la Renault R.S.17 conserve le jaune et noir de sa devancière, le noir prenant plus d’importance sur la surface de la monoplace. Le noir devient majoritaire sur la monoplace suivante, la Renault R.S.18, qui intègre pour la première fois un halo visant à protéger la tête du pilote,. Les livrées des Renault R.S.19 et Renault R.S.20 reprennent les mêmes couleurs affichées sur la Renault R.S.18,.
En 2021, l'Alpine A521 est lancée en F1 dans une livrée bleu électrique, couleur de la berlinette Alpine A110 championne du monde des rallyes en 1973. Elle comporte également des éléments de rouge et de blanc en référence aux couleurs des drapeaux français et britannique.

## Personnalités de l'écurie

### Présidents
De 2002 à 2005, Patrick Faure préside Renault F1 Team et mène son équipe à deux titres de champion du monde des constructeurs en F1. Parti à la retraite fin 2005, c'est Alain Dassas qui le remplace jusqu'en 2007. Bernard Rey prend la suite jusqu'en 2011 et le retrait du Renault F1 Team de la Formule 1. À la suite du retour de l'écurie française en F1 en 2016, c'est Jérôme Stoll qui en devient le président. Il demeure à la tête de l'écurie à l'organisation bicéphale jusqu'en 2020. En 2021, le constructeur français nomme Laurent Rossi à la tête d'Alpine F1 Team. Le 21 juillet 2023, il est remplacé par Philippe Krief.

### Directeurs d'équipe
L'aventure de l'écurie Renault Elf en Formule 1 démarre en 1977 avec Gérard Larrousse, ancien double vainqueur des 24 Heures du Mans, en tant que directeur d'équipe épaulé par Jean Sage à la direction sportive,. Larrousse démissionne à l'issue de la saison 1984 et se voit remplacer par Gérard Toth. En 2000, pour le retour de Renault en tant qu'écurie à part entière, c'est l'Italien Flavio Briatore qui est nommé pour prendre le poste de team manager qu'il occupera jusqu'en 2009, année durant laquelle il est limogé à la suite du scandale du Grand Prix automobile de Singapour 2008. C'est le Britannique Bob Bell qui assure l'intérim jusqu'à la fin de la saison. C'est le Français Éric Boullier qui devient directeur d'équipe du Renault F1 Team sur la période 2010-2011 jusqu'au nouveau retrait du constructeur français de la Formule 1. En 2016, pour le deuxième retour en Formule 1 du groupe Renault, c'est Frédéric Vasseur qui est choisi pour occuper le poste. Il est remplacé au bout d'une saison par Cyril Abiteboul qui reste directeur d'équipe jusqu'en 2020. Pour succéder à Abiteboul, l'équipe française se tourne vers l'Italien Davide Brivio. Ce dernier est remplacé en février 2022 par l'Américain Otmar Szafnauer pour occuper le poste de directeur d'équipe d'Alpine F1 Team. En juillet 2023, Bruno Famin remplace Szafnauer par intérim. En juillet 2024, Oliver Oakes prend la suite de Famin. Moins d'un an après, après le départ d'Oakes, Flavio Briatore assure l'intérim avant la nomination de Steve Nielsen le 4 juillet 2025.

Directeurs d'équipe ayant guidé l'écurie Renault et Alpine en Formule 1
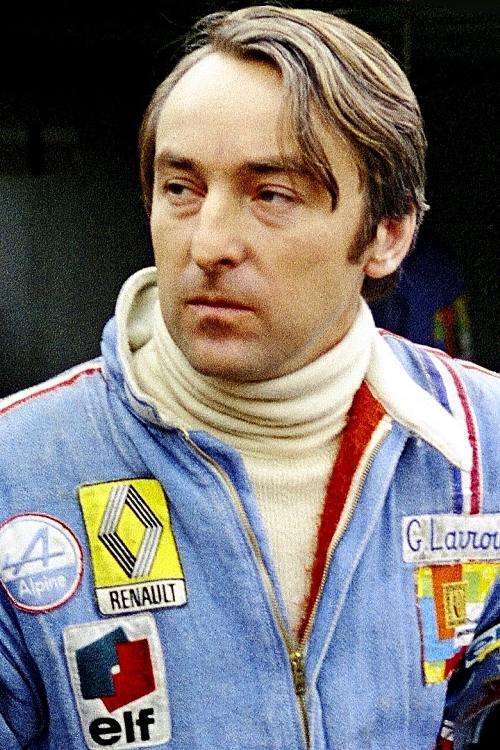
Gérard Larrousse(1977-1984)
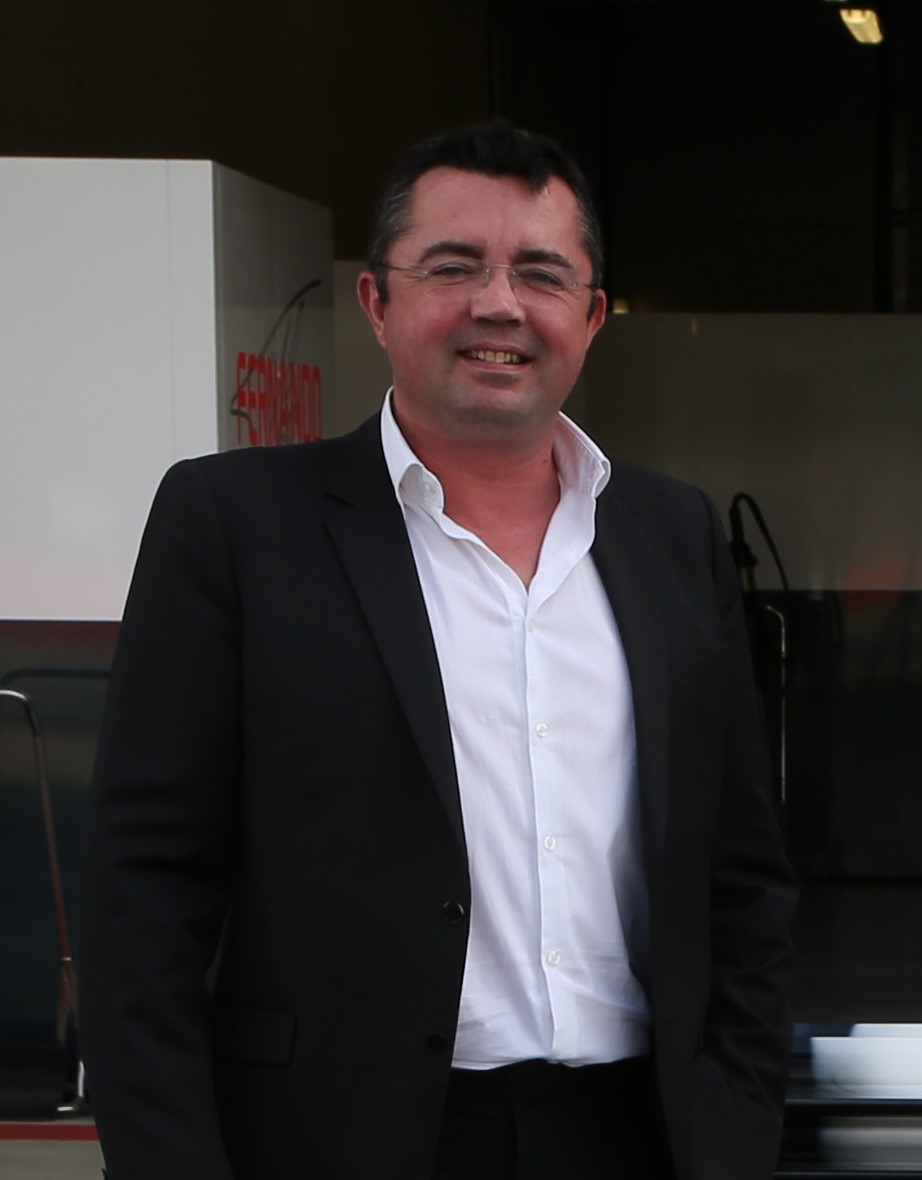
Éric Boullier(2010-2011)
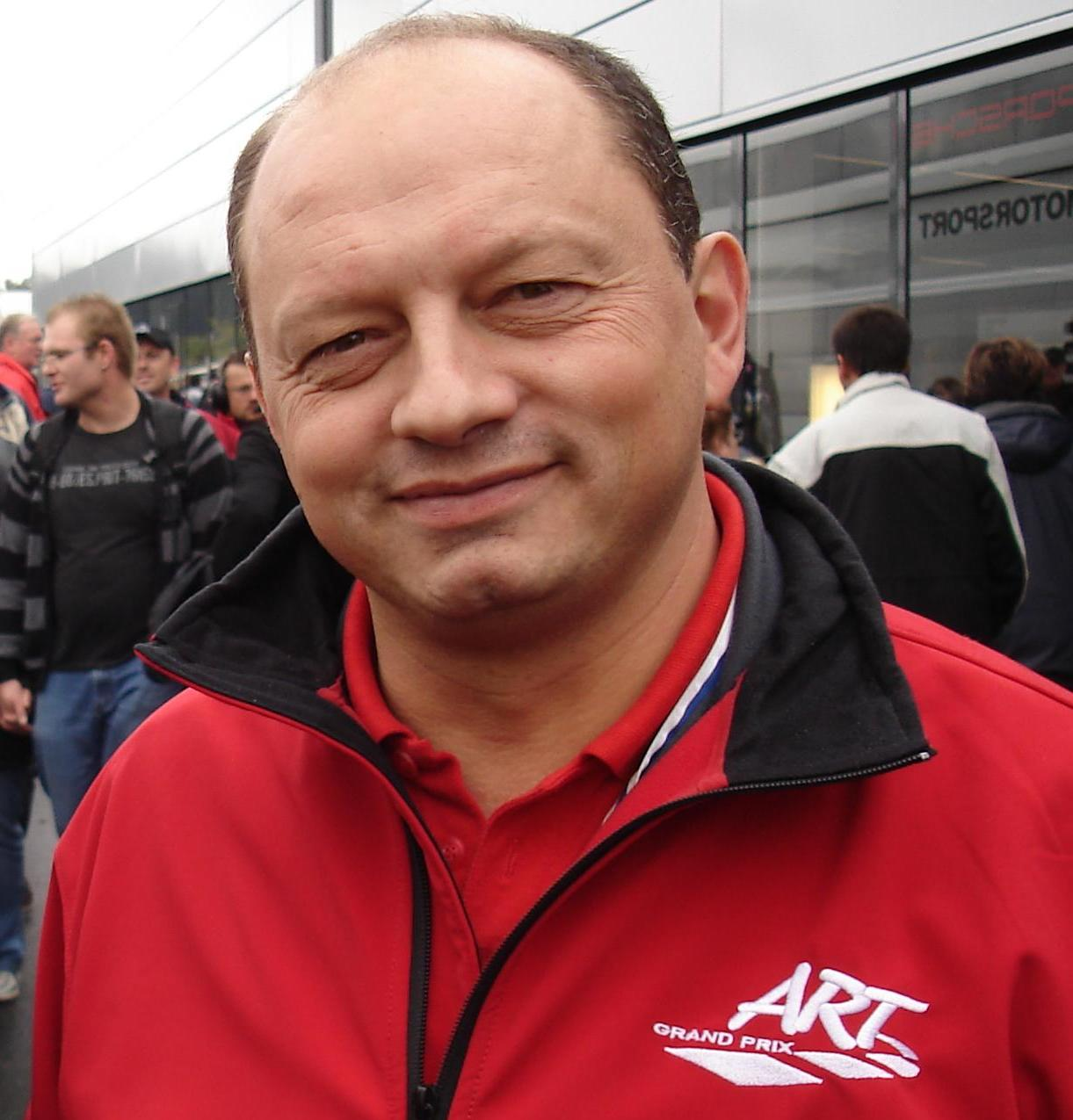
Frédéric Vasseur(2016)
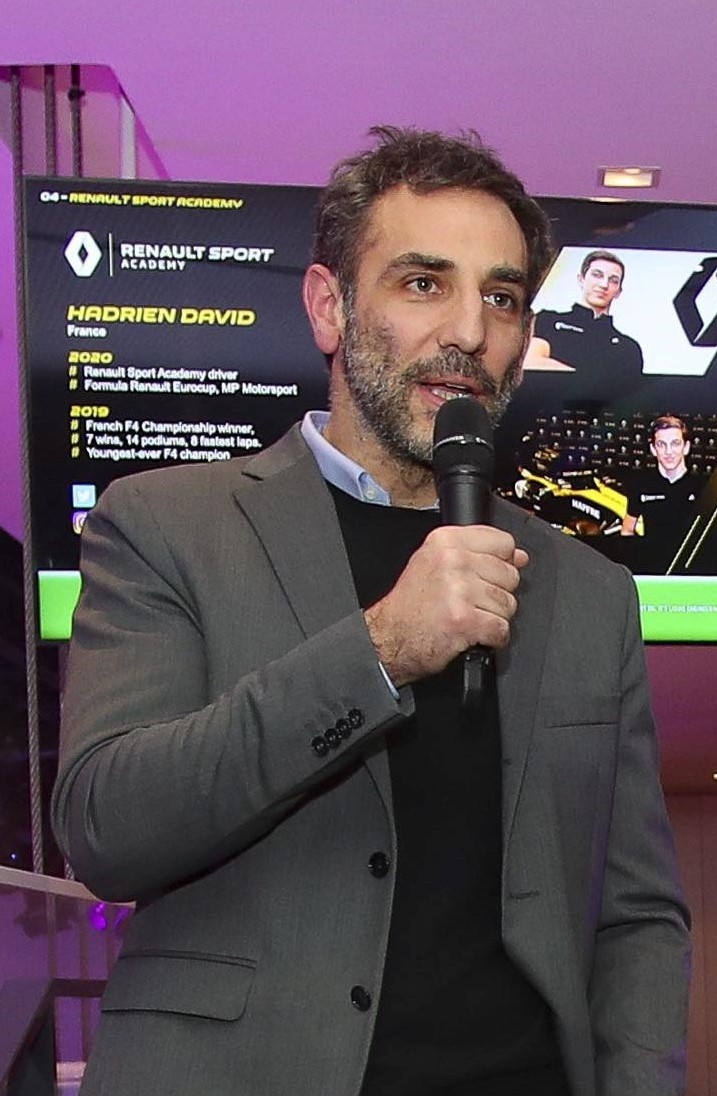
Cyril Abiteboul(2017-2020)
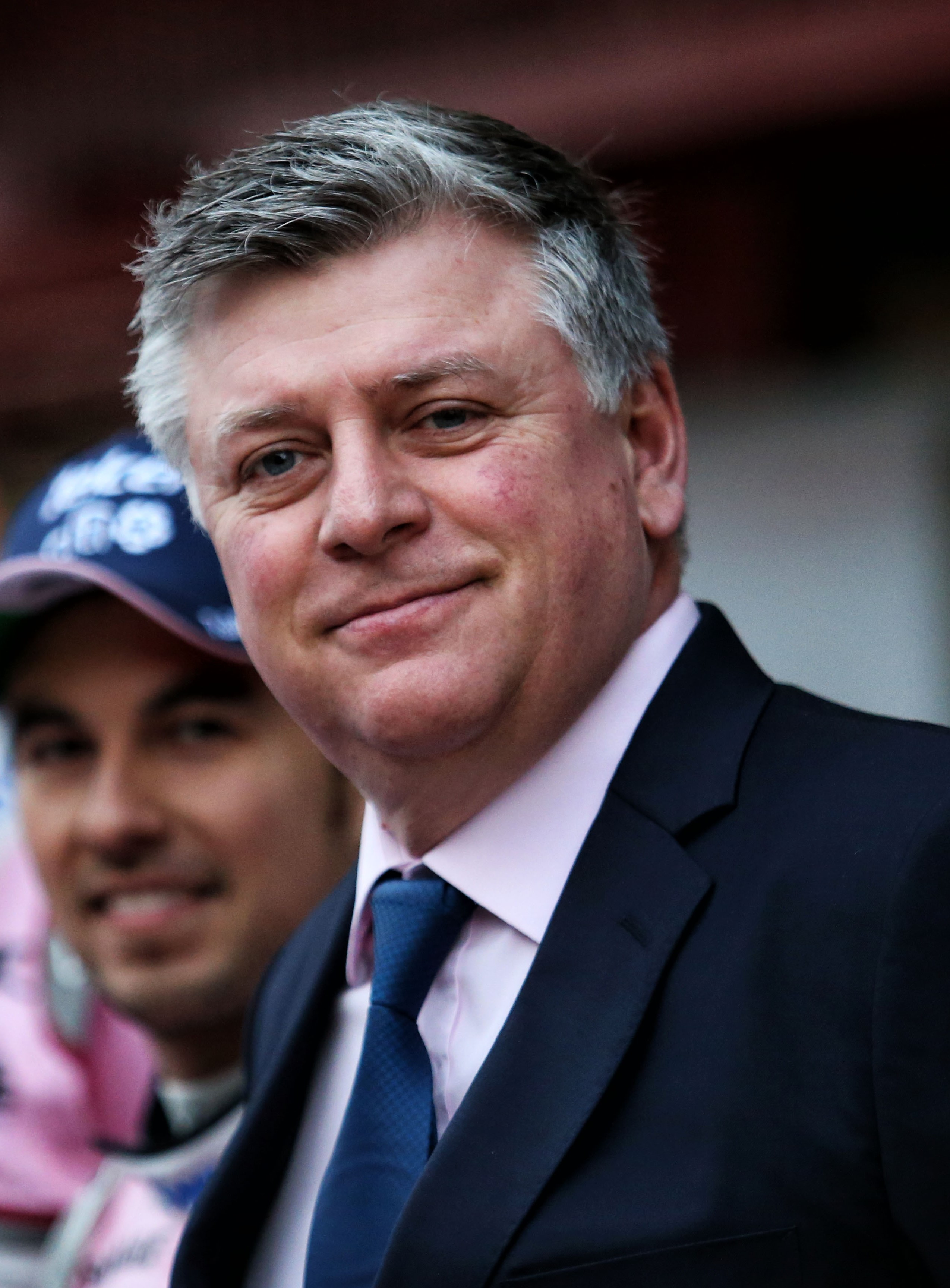
Otmar Szafnauer(2022-2023)
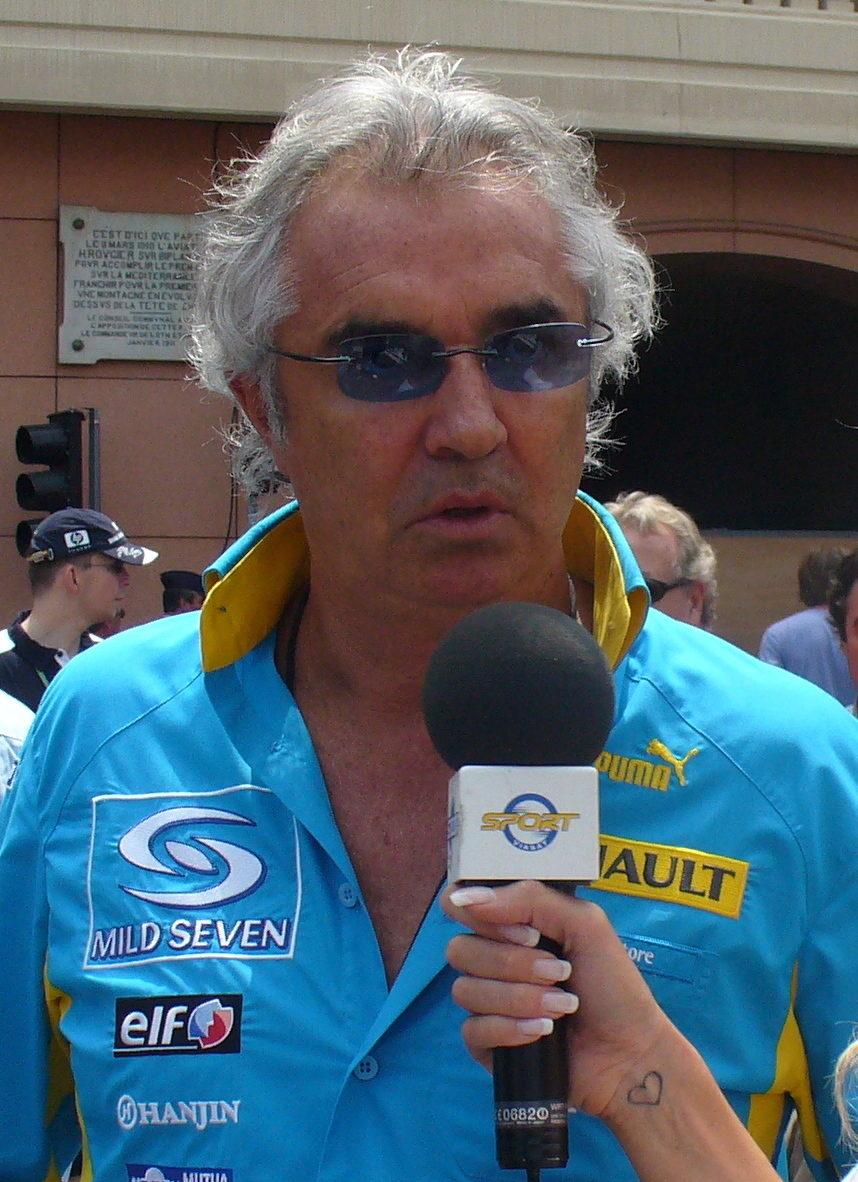
Flavio Briatore(2000-2009) (2025)

### Pilotes

Pilotes ayant conduit en tant que titulaires pour l'écurie du groupe français en Formule 1
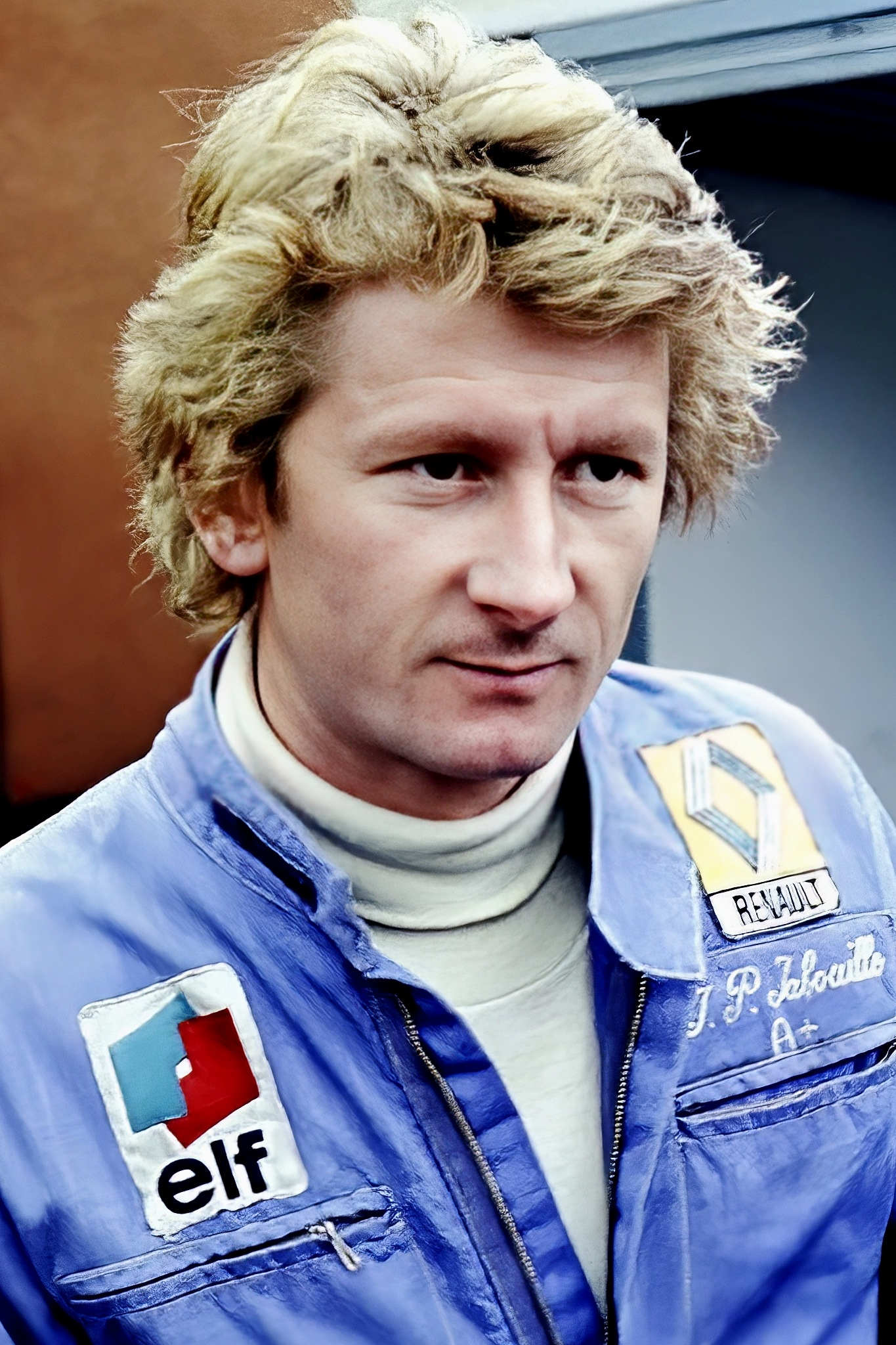
Jean-Pierre Jabouille(1977-1980)
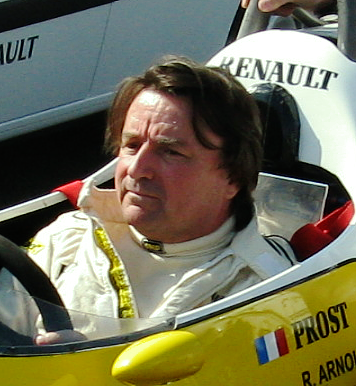
René Arnoux(1979-1982)
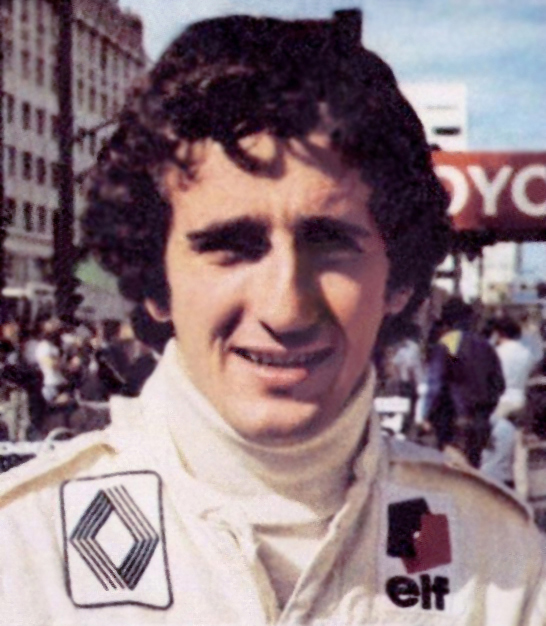
Alain Prost(1981-1983)
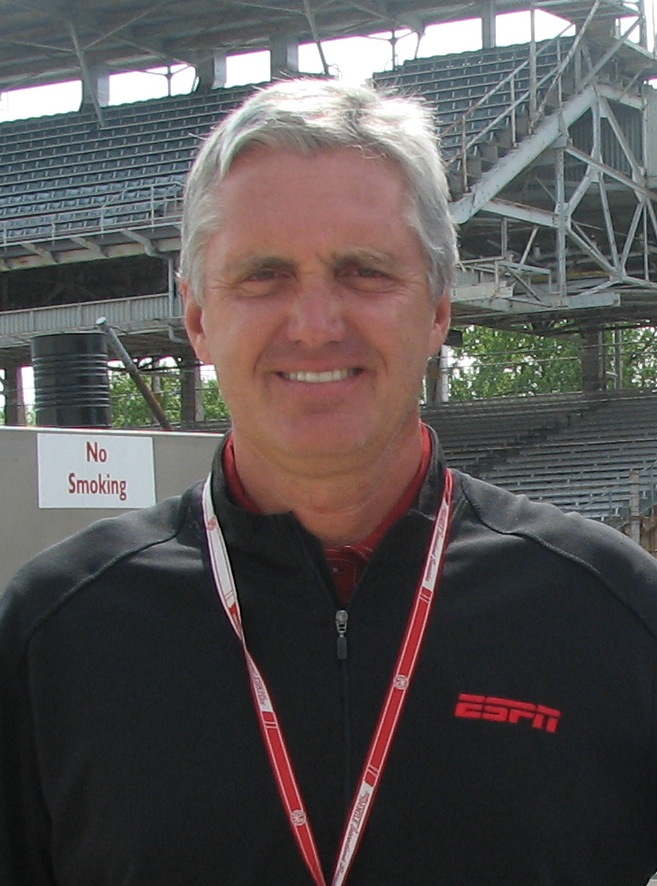
Eddie Cheever(1983)
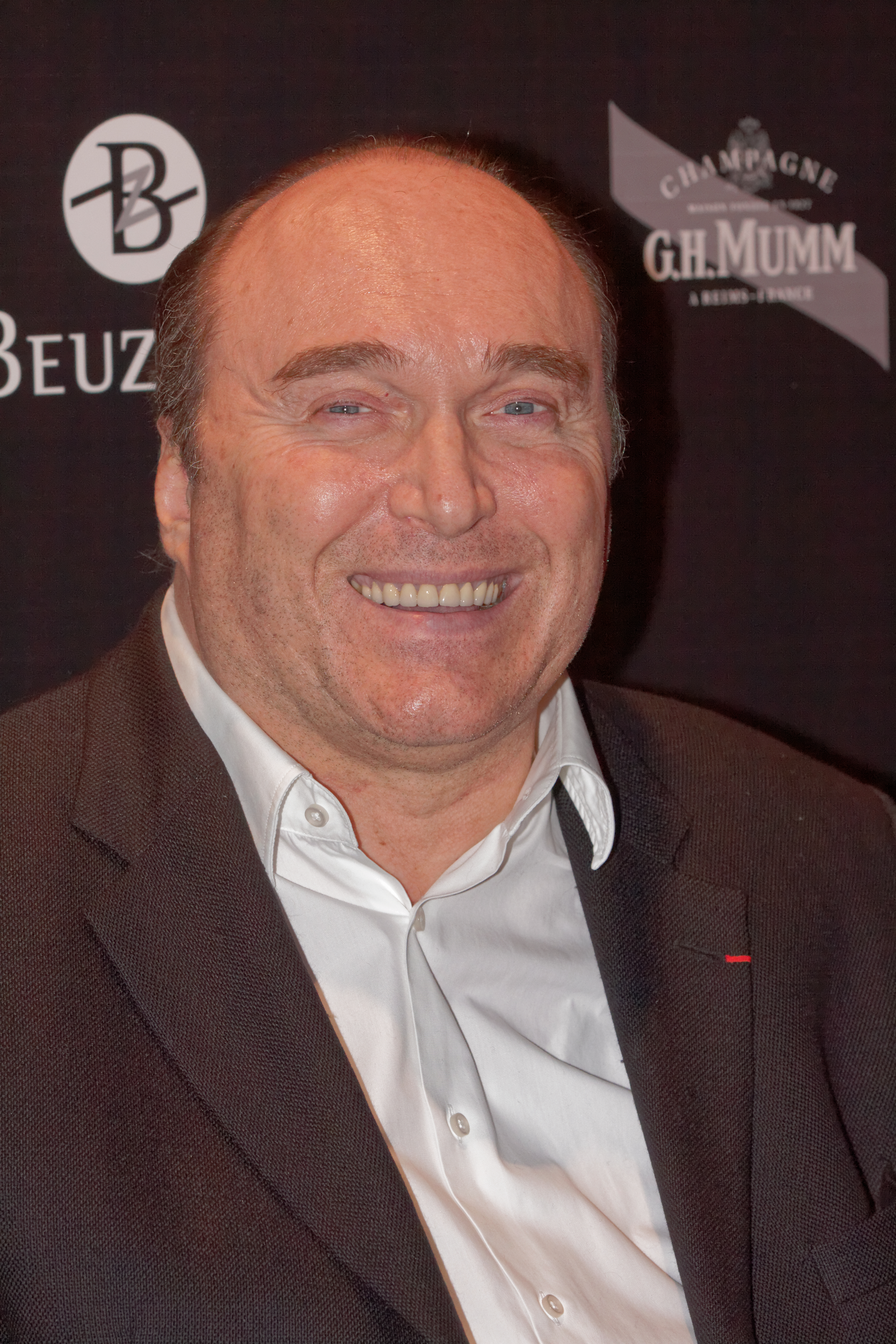
Philippe Streiff(1984)
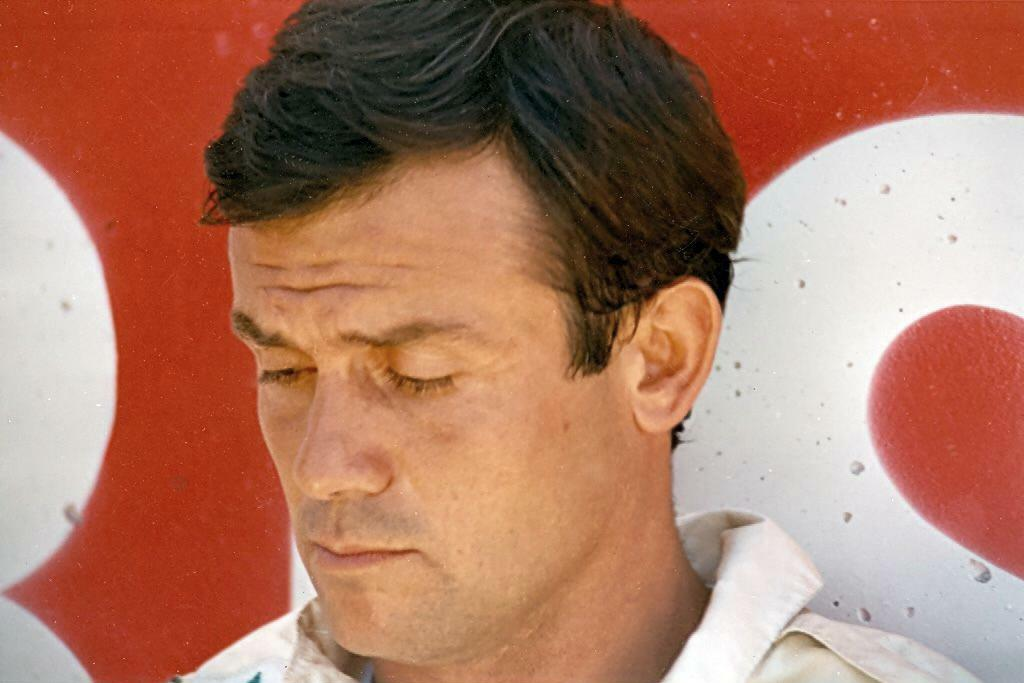
Patrick Tambay(1984-1985)
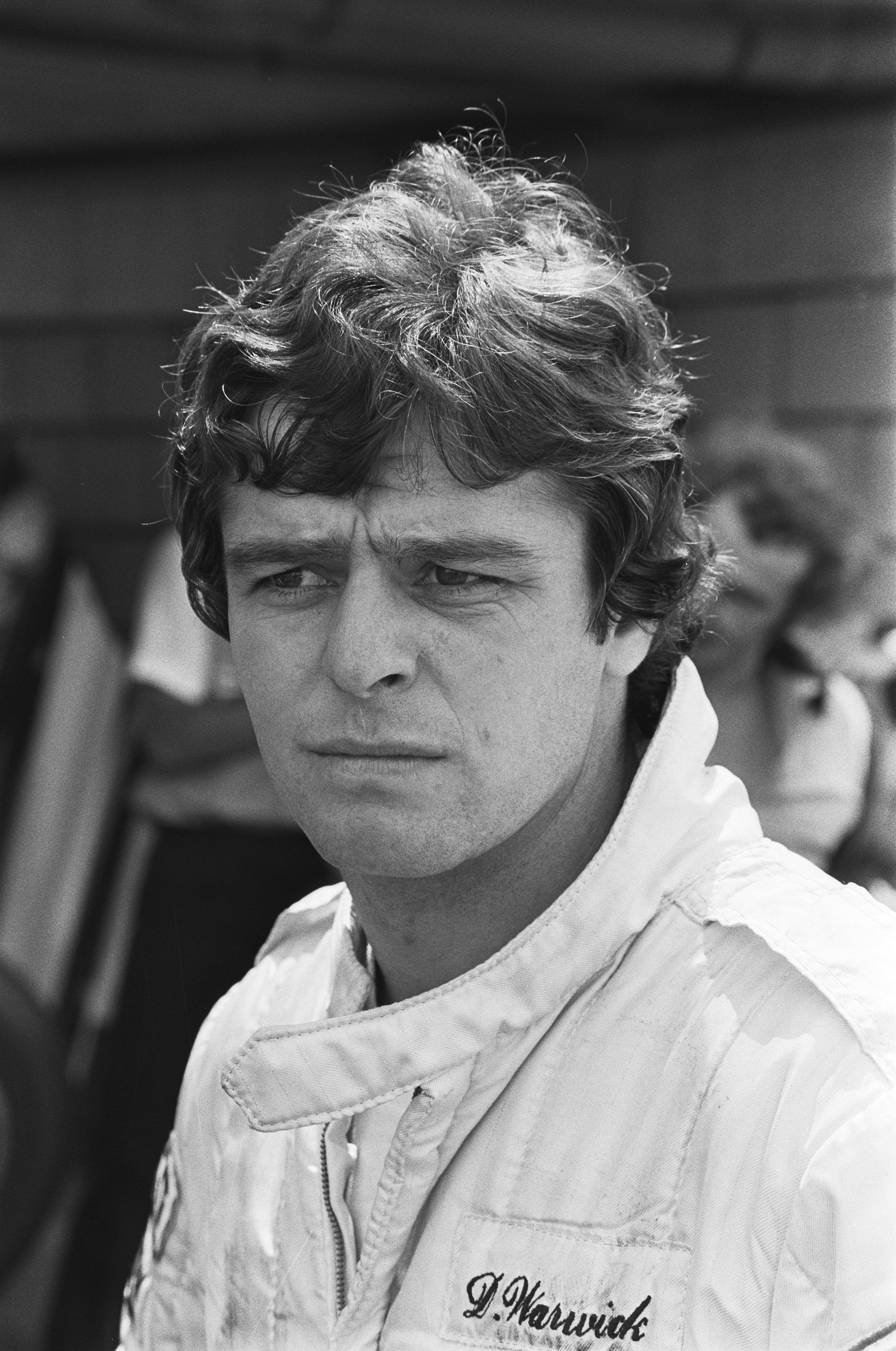
Derek Warwick(1984-1985)
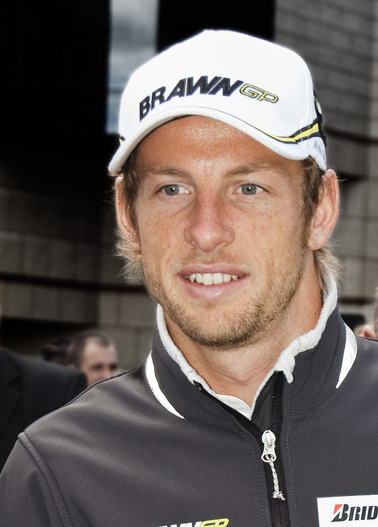
Jenson Button(2002)
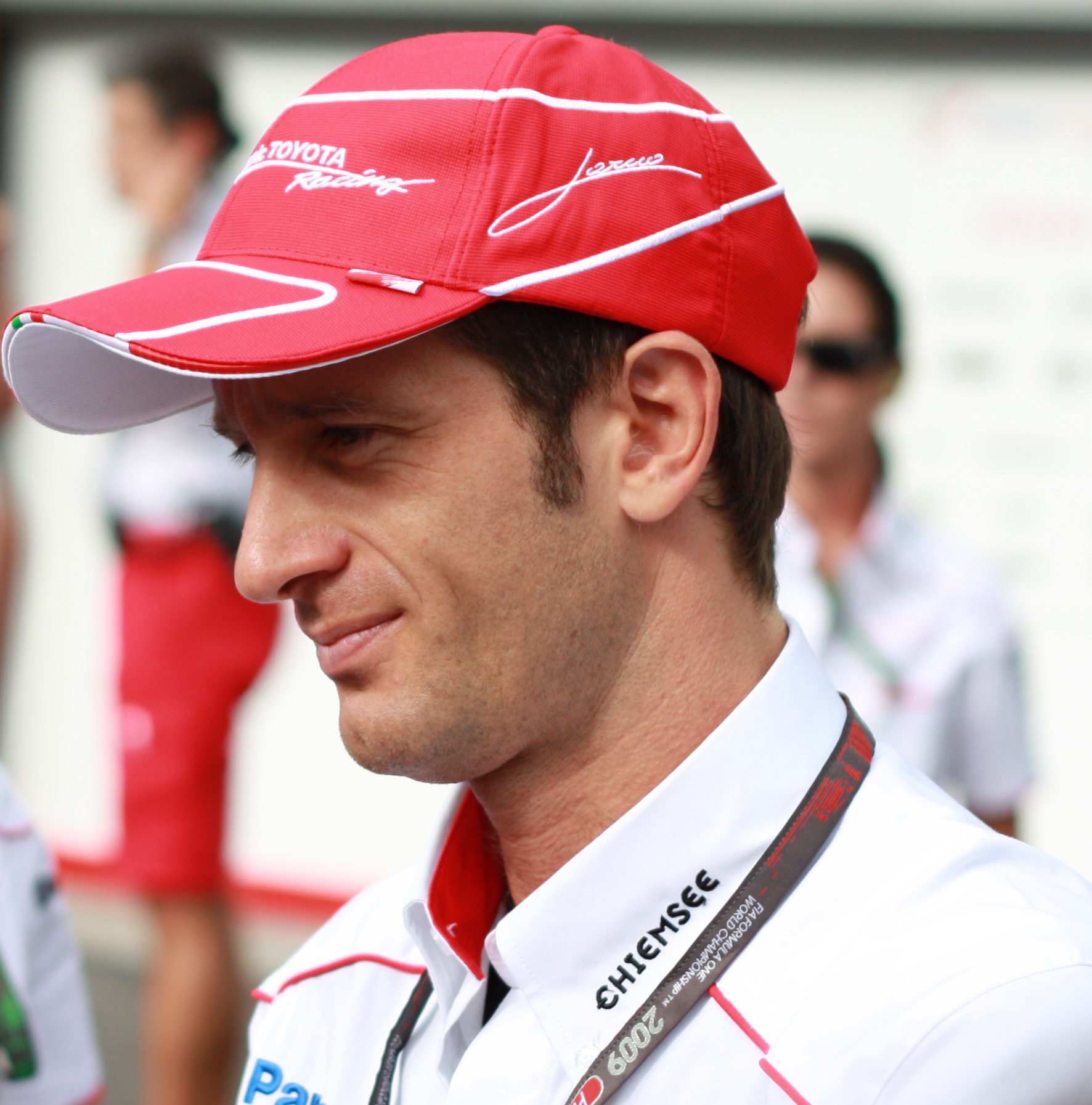
Jarno Trulli(2002-2004)
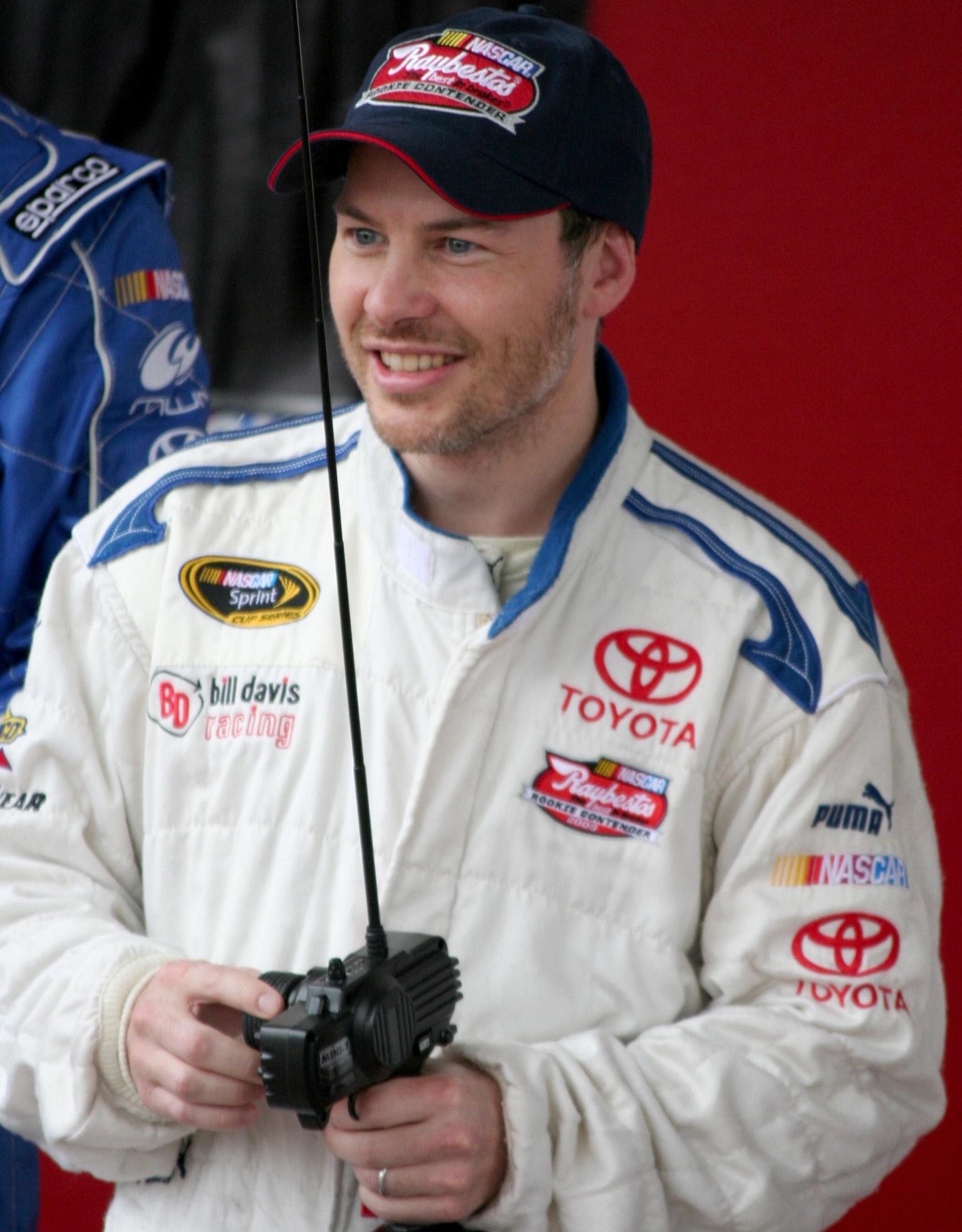
Jacques Villeneuve(2004)
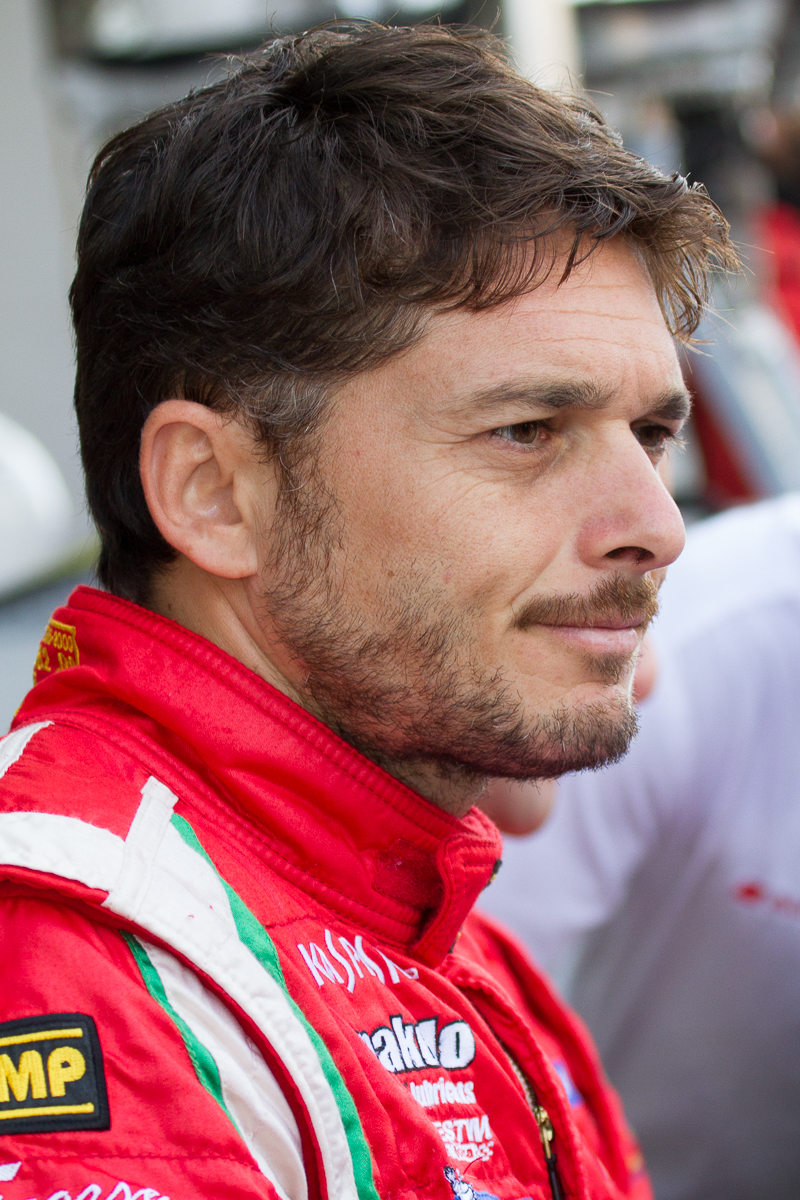
Giancarlo Fisichella(2005-2007)
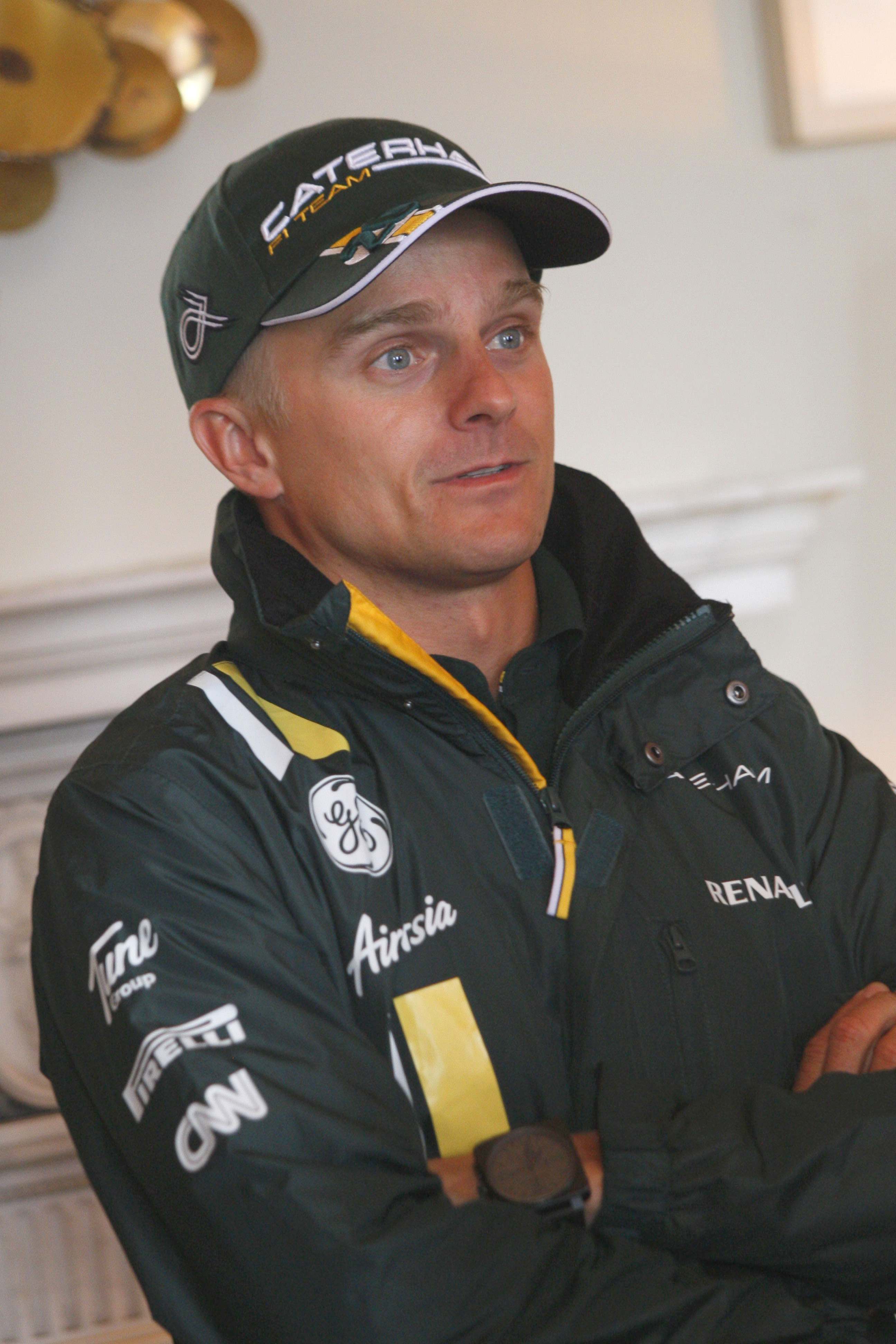
Heikki Kovalainen(2007)
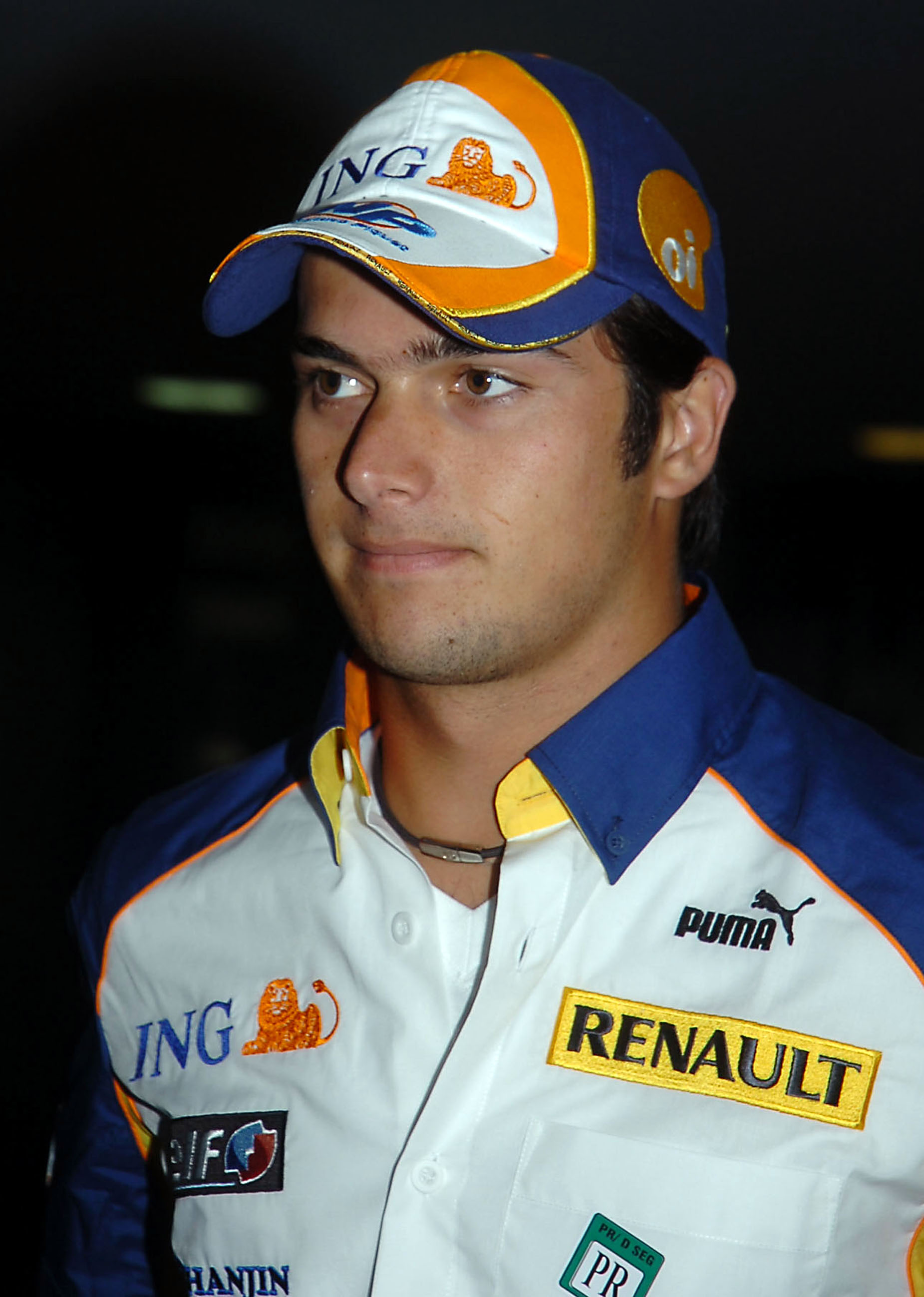
Nelson Piquet Jr.(2008-2009)
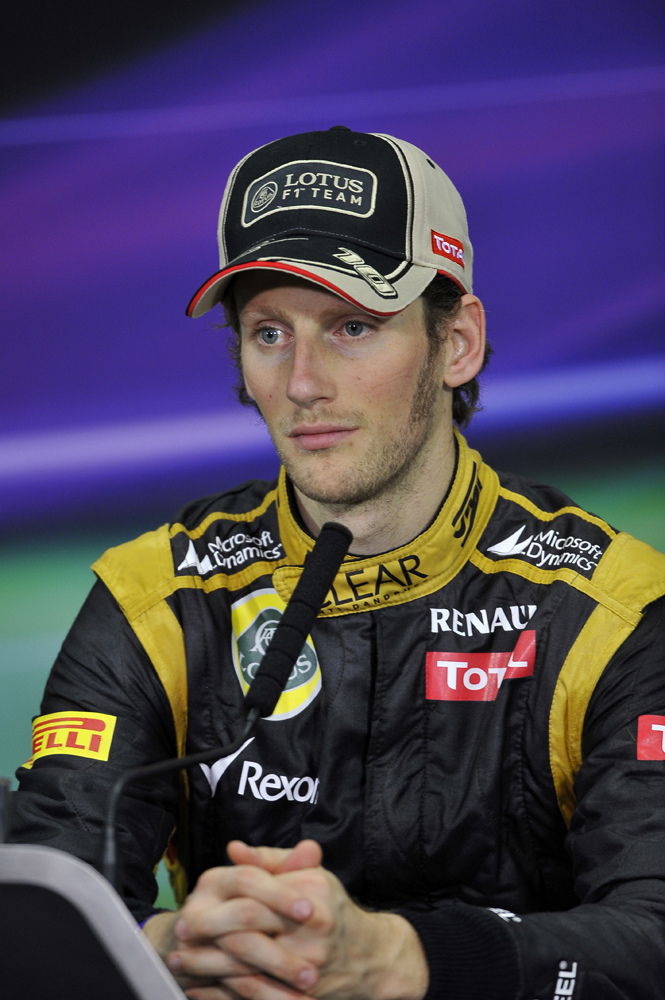
Romain Grosjean(2009)
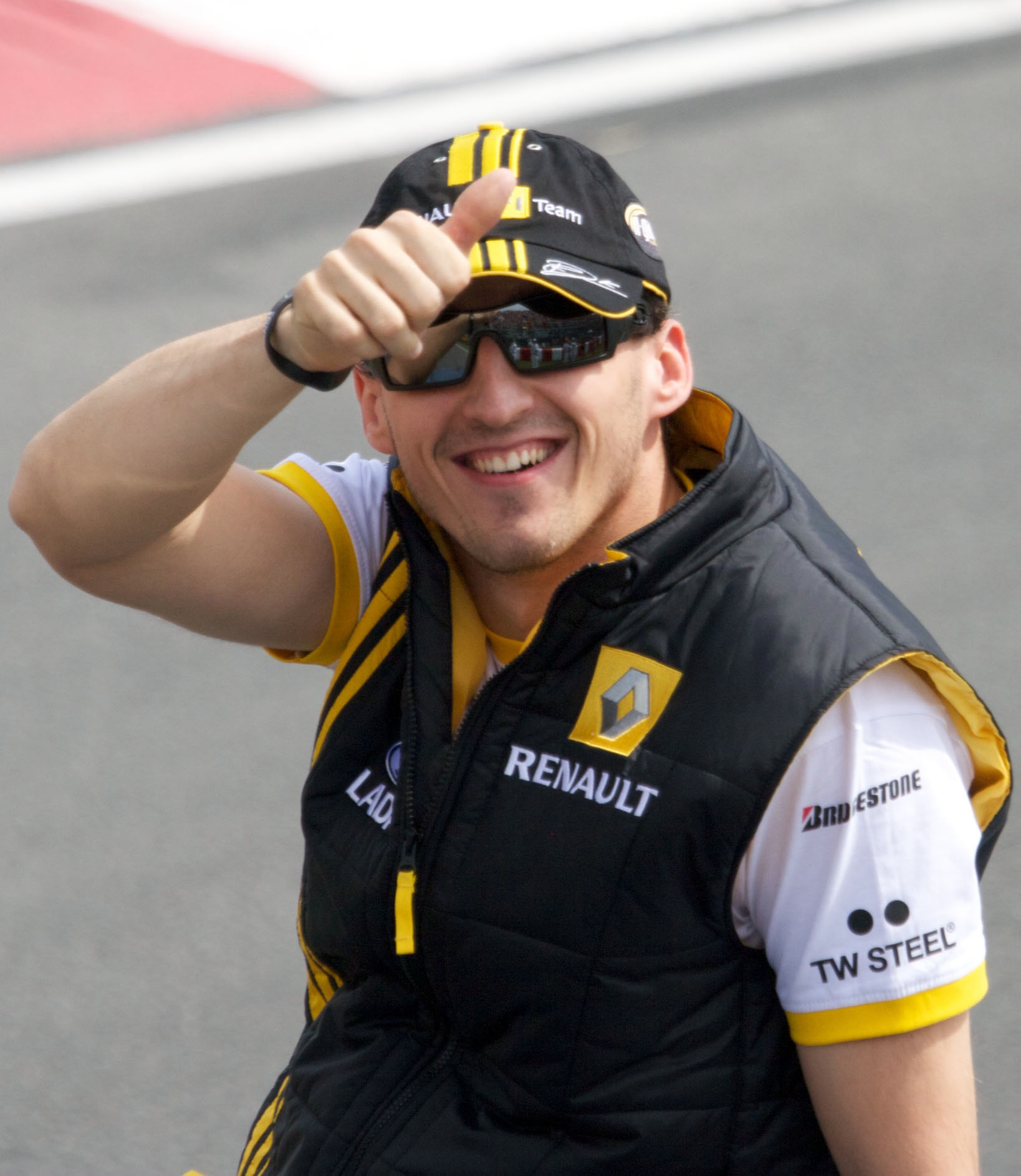
Robert Kubica(2010)
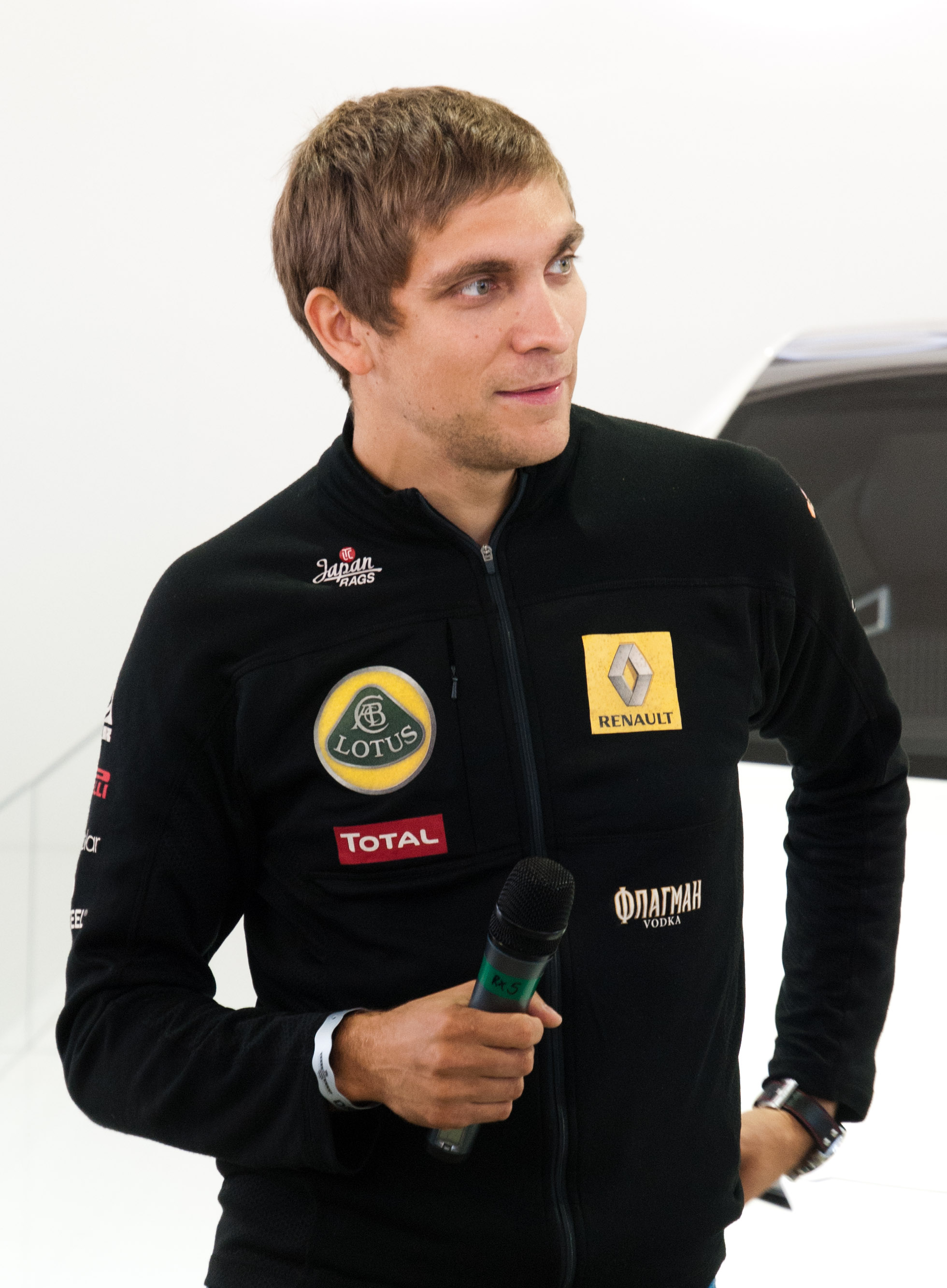
Vitaly Petrov(2010-2011)
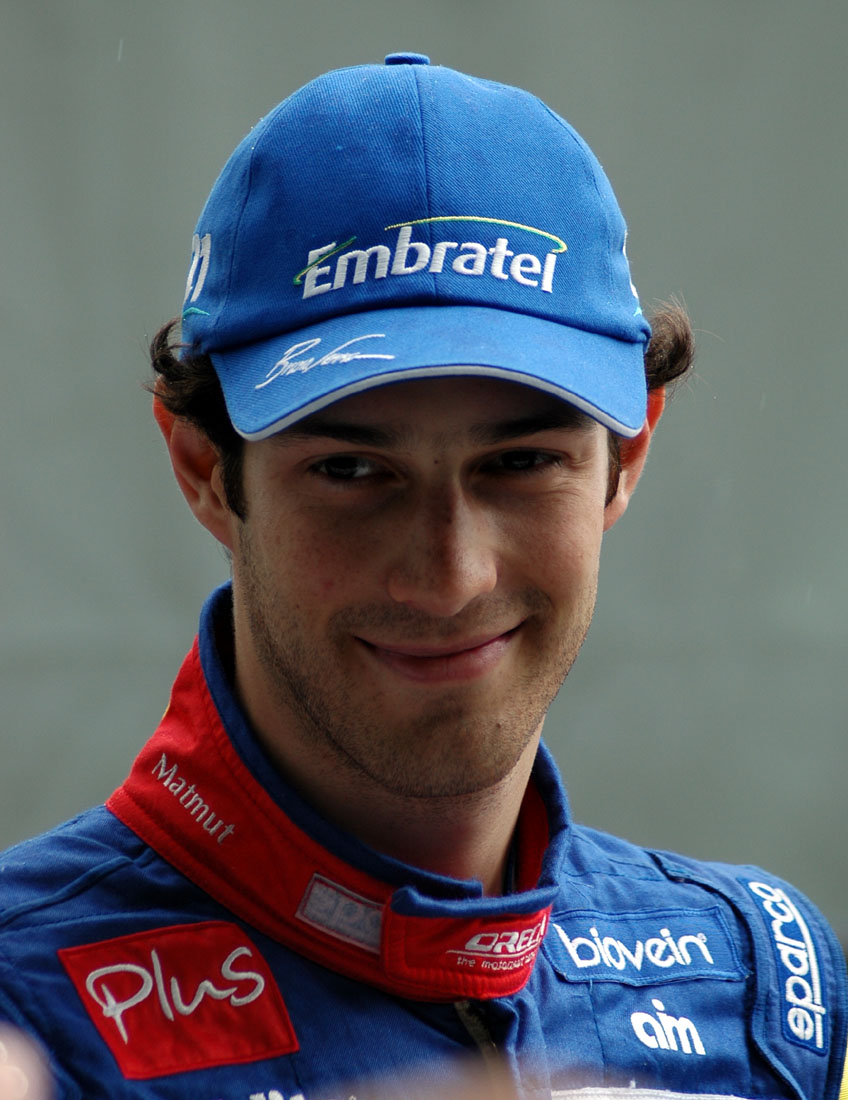
Bruno Senna(2011)
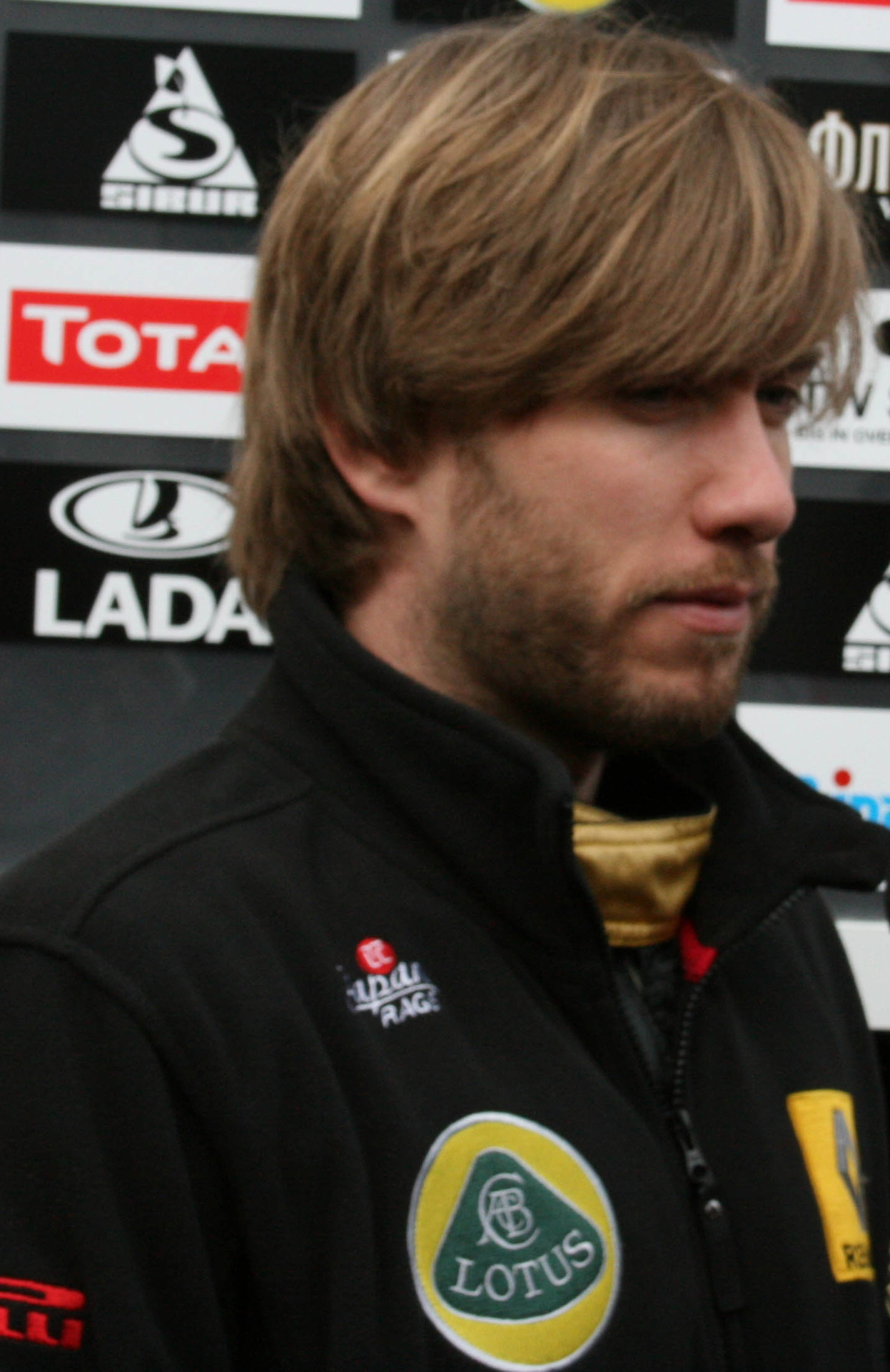
Nick Heidfeld(2011)
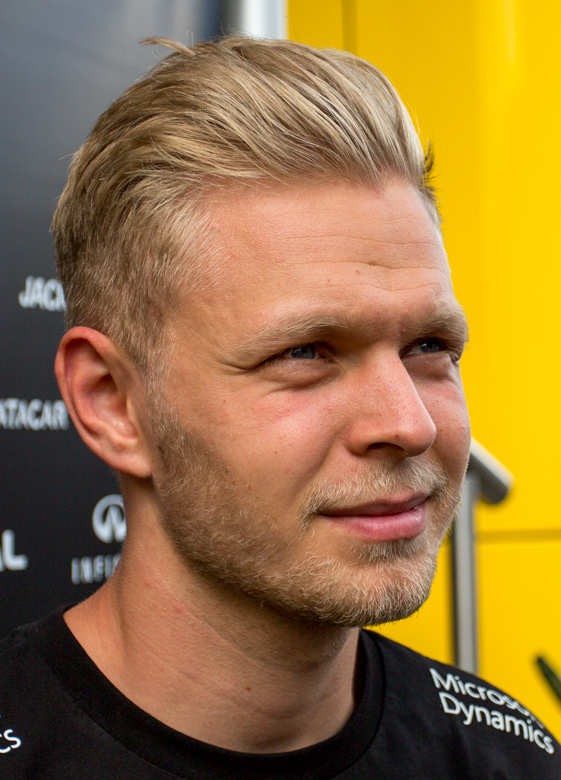
Kevin Magnussen(2016-2017)
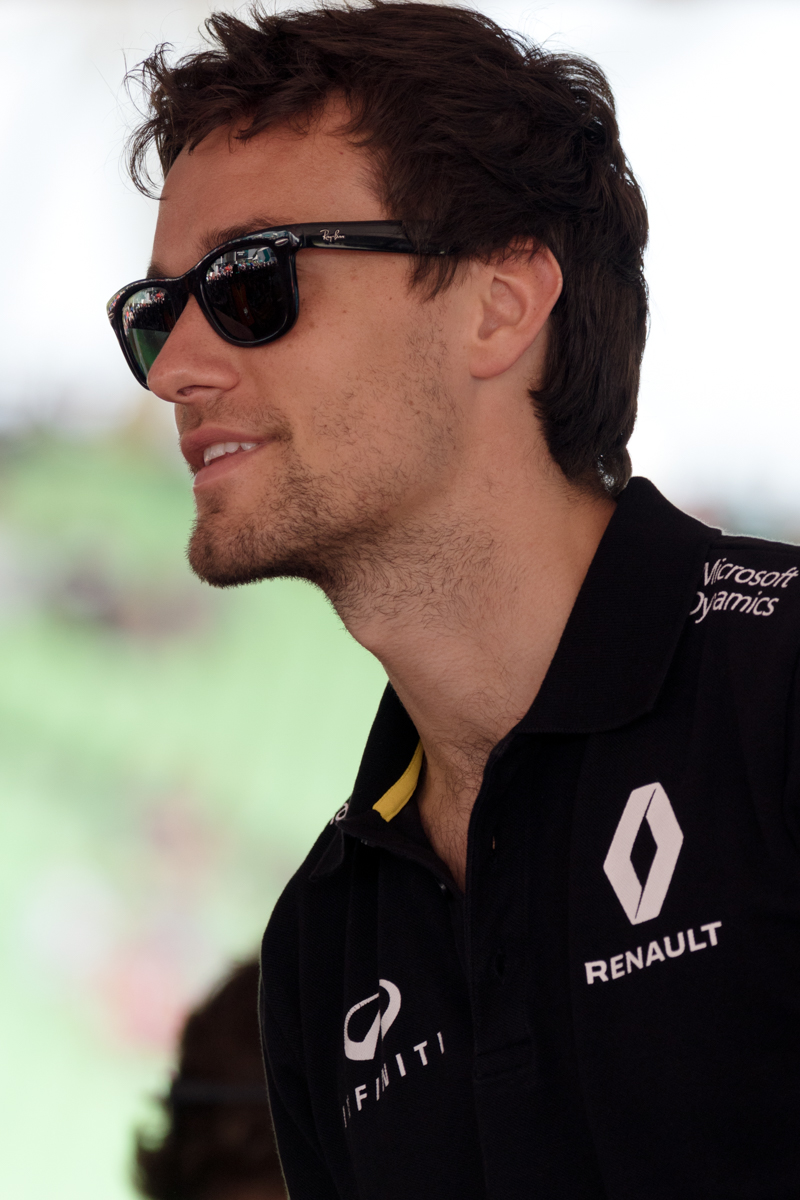
Jolyon Palmer(2016-2017)
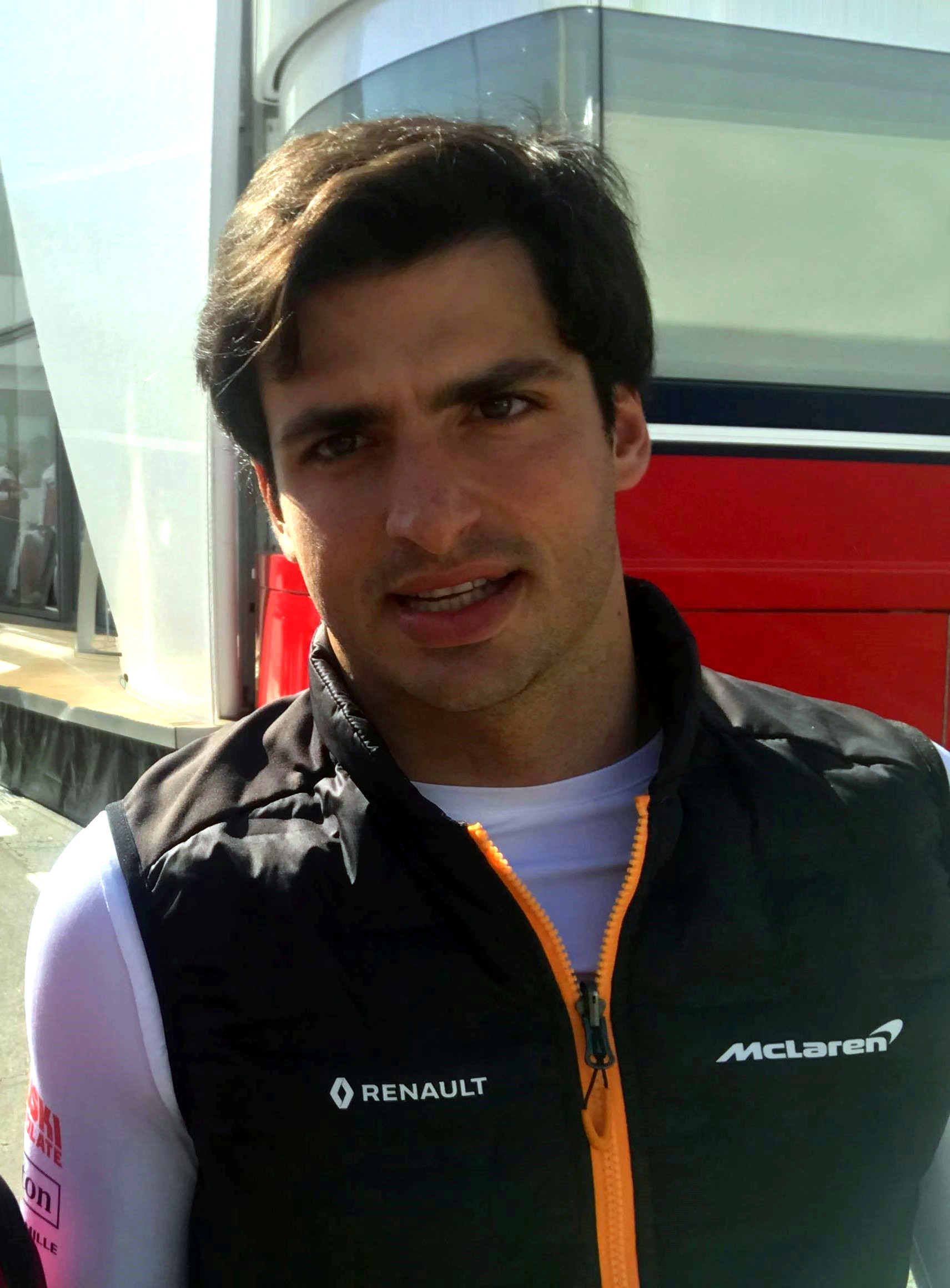
Carlos Sainz Jr. (2017-2018)
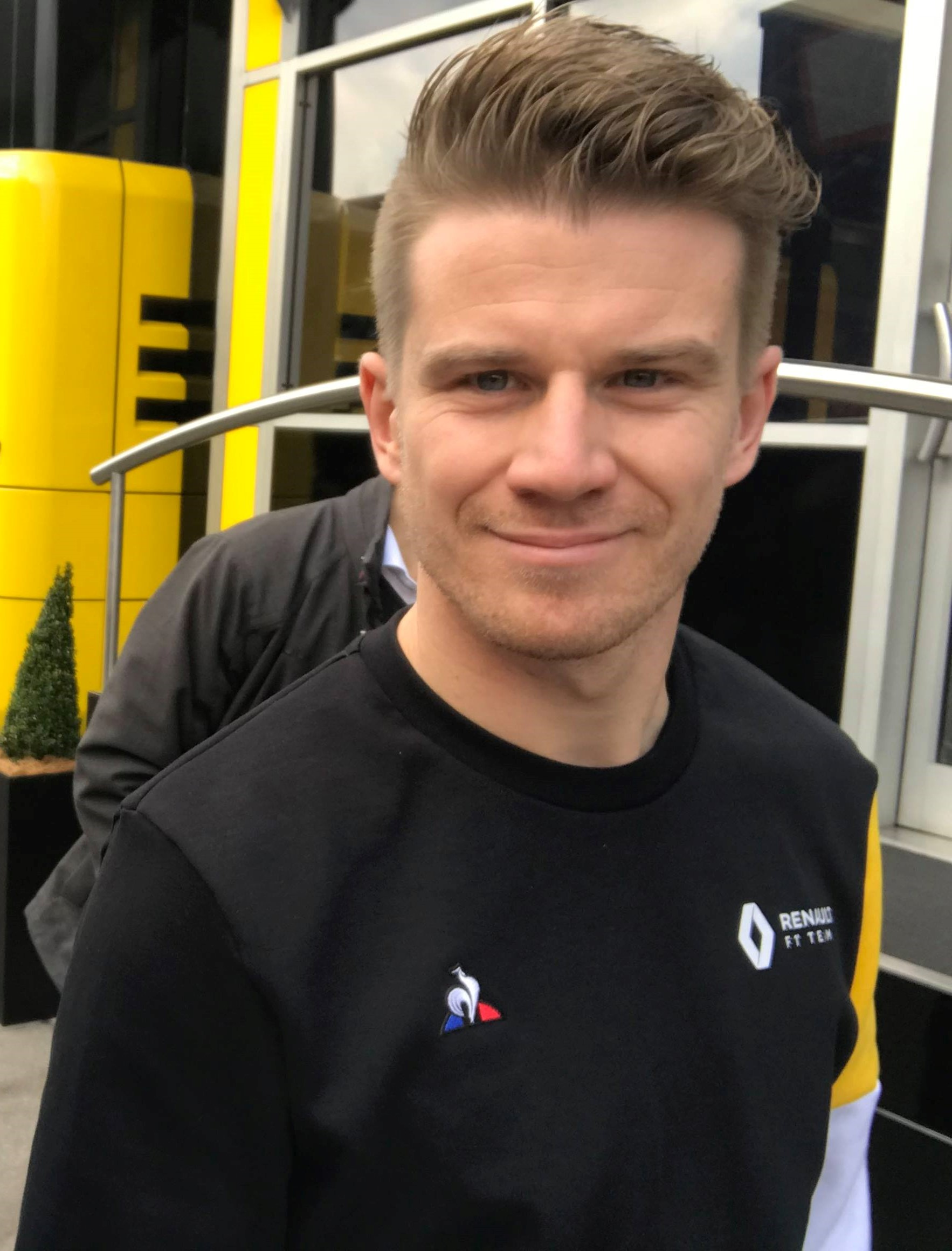
Nico Hülkenberg(2017-2019)
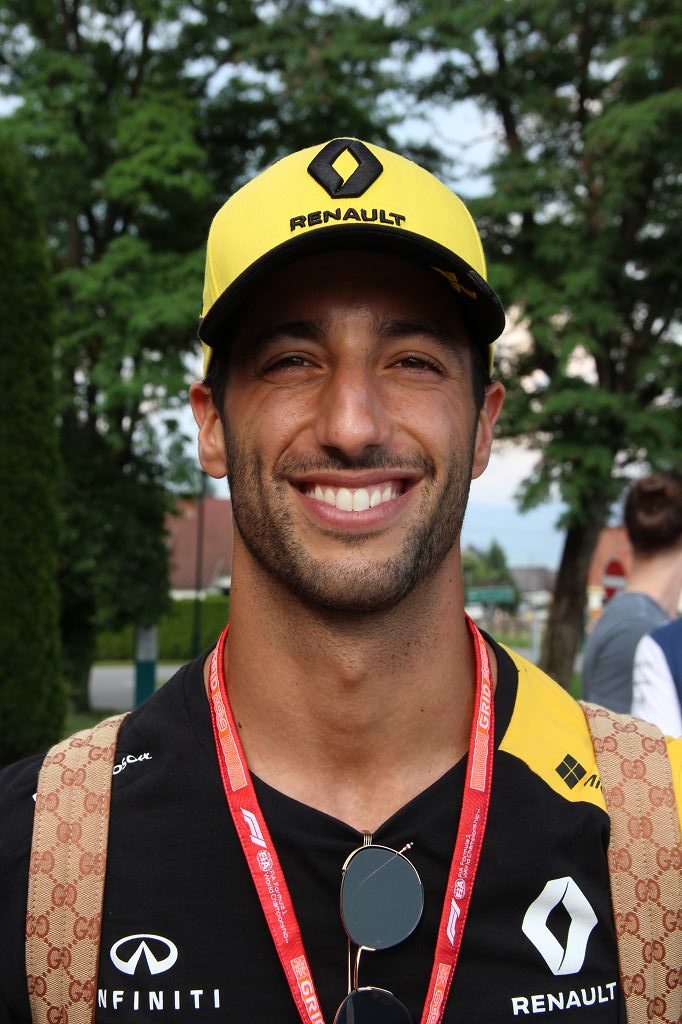
Daniel Ricciardo(2019-2020)
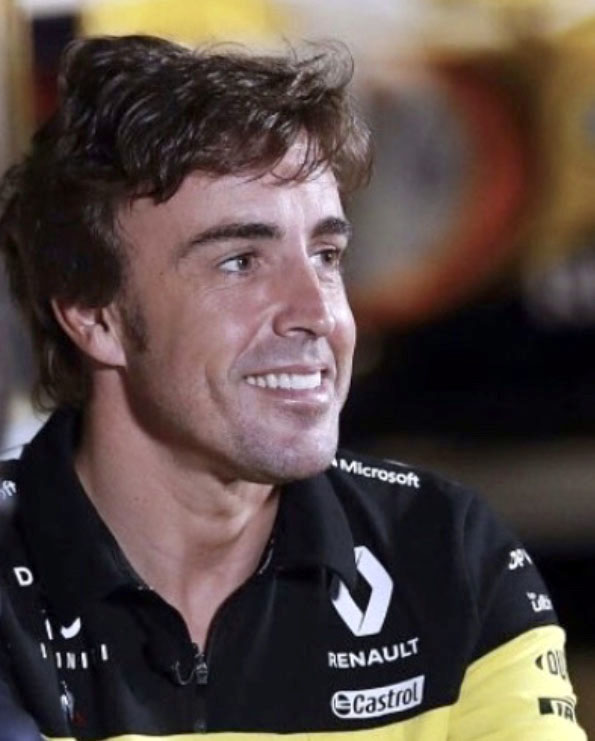
Fernando Alonso(2003-2006 / 2008-2009 / 2021-2022)
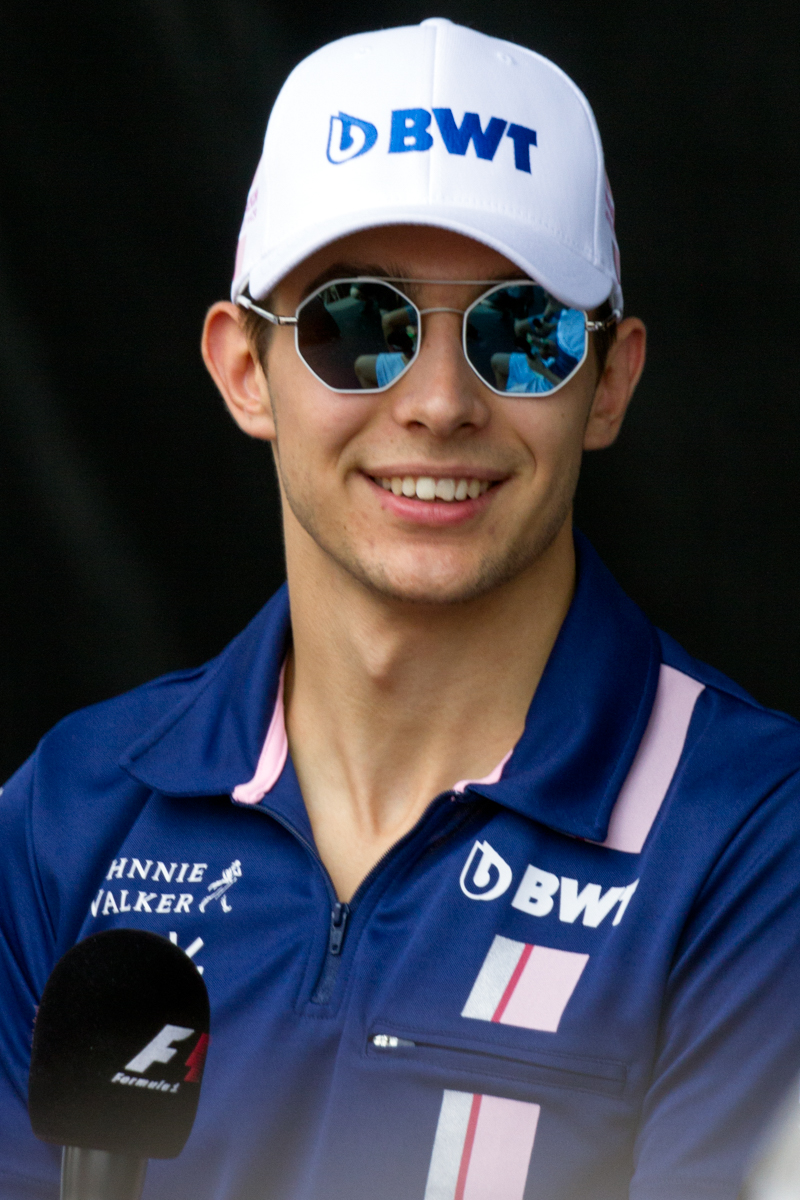
Esteban Ocon(2020-2024)
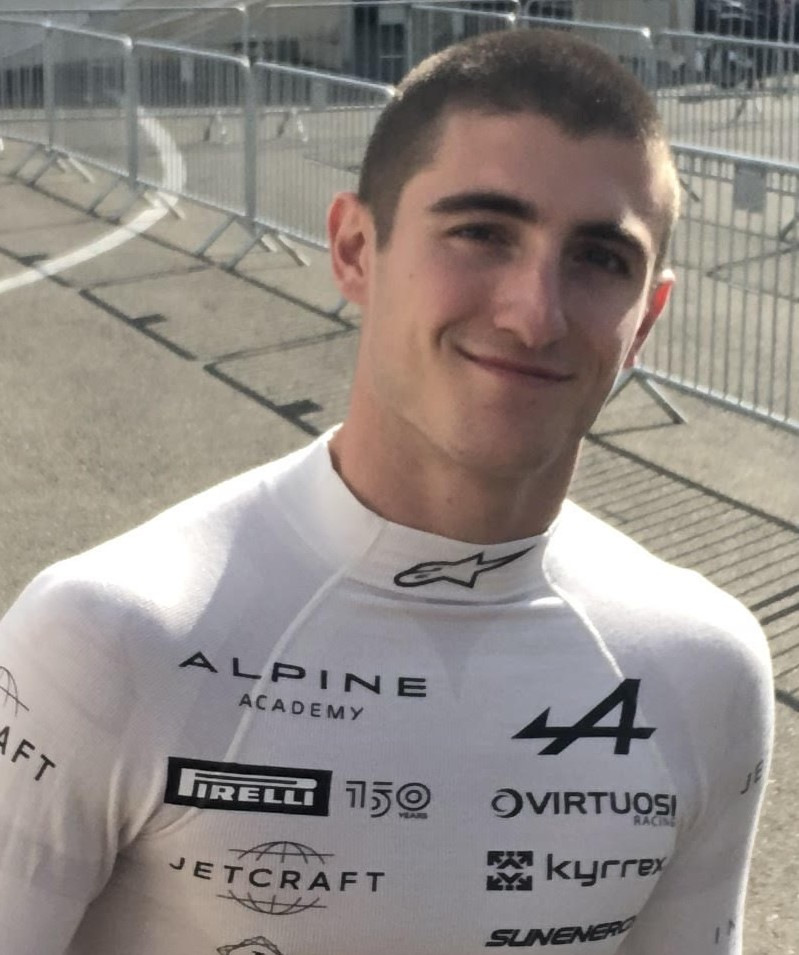
Jack Doohan(2025)

Pilotes actuels
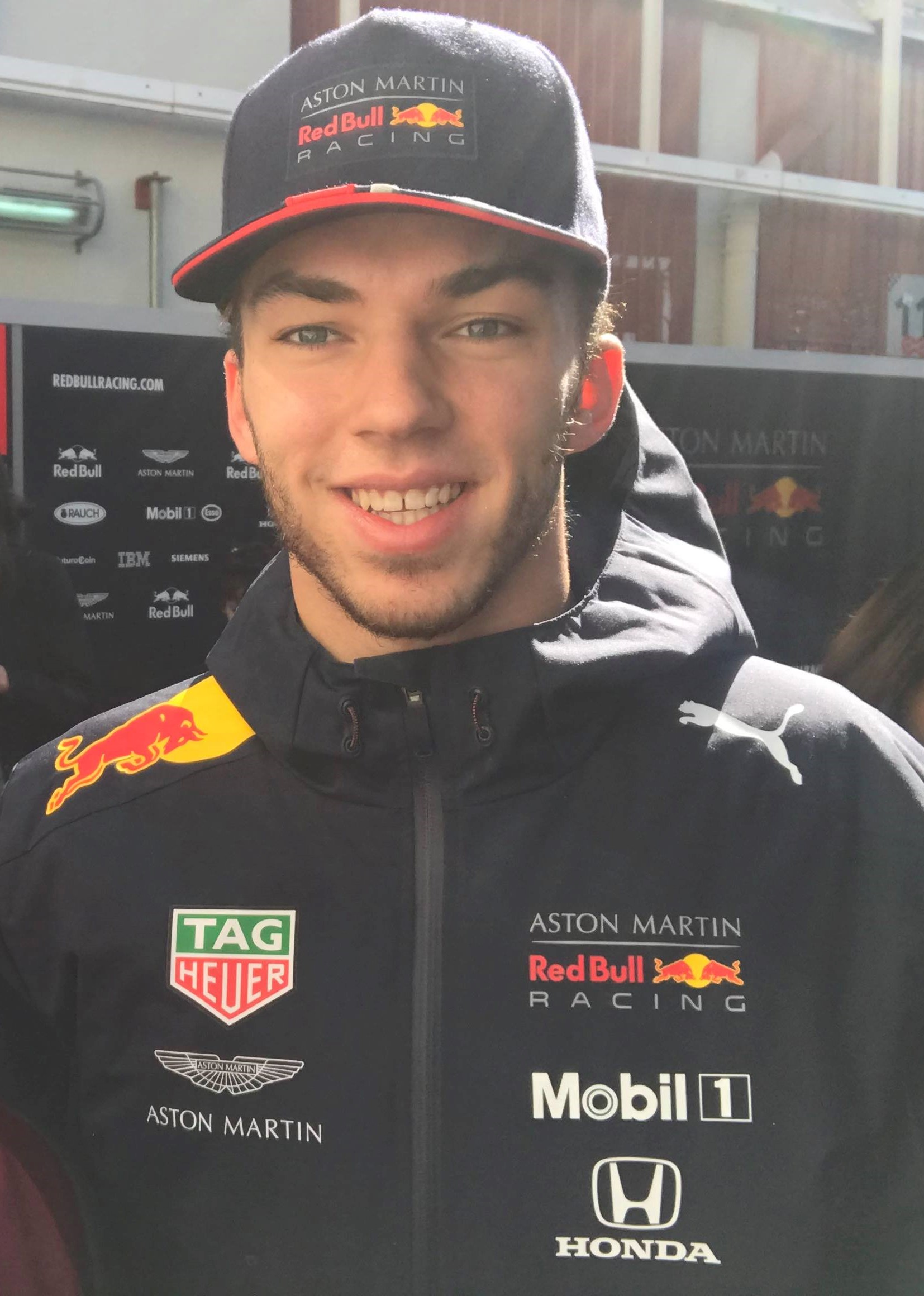
Pierre Gasly(2023-)
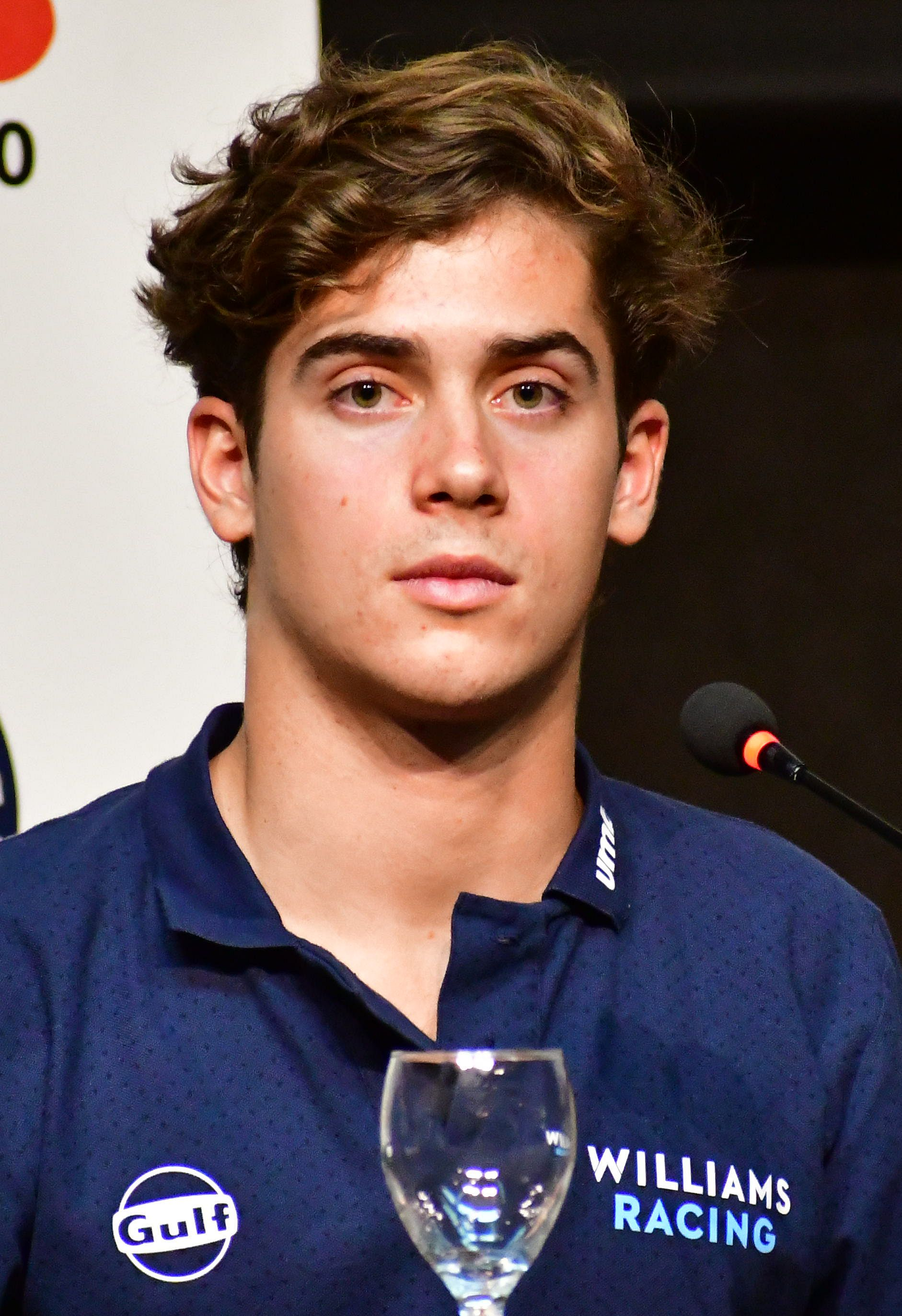
Franco Colapinto(2025-)

## Structures de l’écurie

### Sites
En 1977, pour ses débuts en Formule 1, l'équipe Renault Elf occupe les locaux de Renault Sport situés à Viry-Châtillon pour concevoir l'intégralité de ses monoplaces. À son retour en 2002, l'écurie française présente la particularité d'être organisée autour de deux pôles géographiques situés dans deux pays différents, à savoir la France pour le site basé à Viry-Châtillon et le Royaume-Uni pour l'antenne située à Enstone issue du rachat de l'écurie Benetton Formula, un cas unique en Formule 1. En avril 2023, les deux sites obtiennent le label trois étoiles du programme d’accréditation environnementale de la FIA afin de récompenser les efforts de l'écurie sur le plan environnemental. Bien qu'habitués à travailler ensemble depuis plus de 25 ans, un manque de cohésion est parfois décrit entre les deux sites,. Avec le retour de Briatore en 2024, l'entité au A fléché est passée de 1150 à 850 employés.

#### Site de Viry-Châtillon

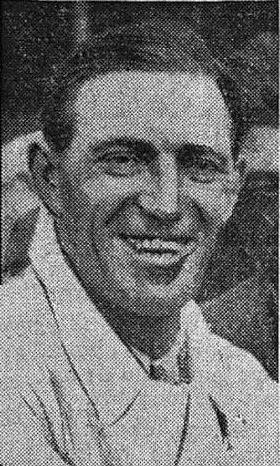
En 1976, Renault F1 rachète l'usine de Viry-Châtillon fondée par Amédée Gordini.

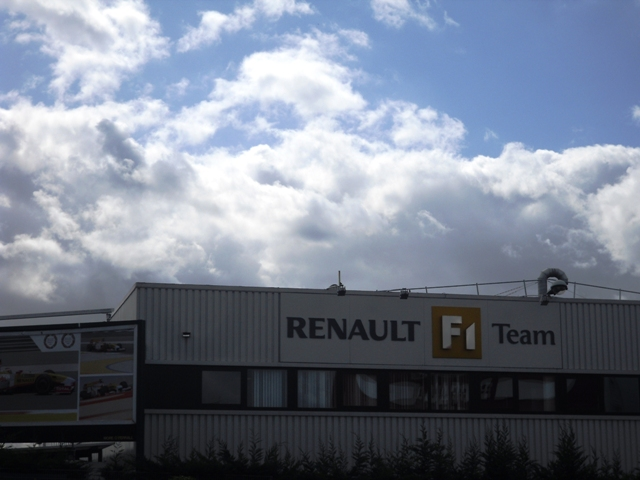
Vue extérieure sur l'usine de Viry.

Le département F1 de Renault rachète l'usine Gordini, reliée à la division Renault Moteurs, en septembre 1976 après la fermeture du département sport d'Alpine. L'usine, fondée par Amédée Gordini en 1969, est implantée au 1 avenue du Président Kennedy sur la commune de Viry-Châtillon, au bord de l'autoroute A6 à proximité de Paris et de l'aéroport d'Orly. Spécialisée dans la conception et l'étude de pièces et de moteurs pour les modèles sportifs du groupe, elle rassemble les bureaux d'étude, les laboratoires de fabrication ainsi que les bancs d'essais de la société Renault-Gordini devenue Renault Sport en 1977 puis Alpine en 2021. Grâce à la continuité de son activité de motoriste, Renault possède le statut de constructeur historique à l'image de Mercedes, Ferrari et Honda, un statut décerné par la Formula One Management (FOM) qui permet au groupe français de percevoir un reversement financier annuel estimé à plusieurs millions d’euros. Le centre de R&D de Viry totalise douze titres de champion du monde de F1 en qualité de motoriste.
Depuis le retour de Renault en Formule 1 en 2002, le site castelvirois est concentré exclusivement sur la conception, le développement et l'exploitation des unités de puissance qui représente l'investissement le plus massif dans la conception des monoplaces de Formule 1. Entre 2010 et 2014, les différents équipements et outils du site castelvirois ne sont pas renouvelés ni modernisés en raison du sous-investissement de Genii Capital, l’actionnaire majoritaire de l’époque. En outre, avec le nouveau règlement de 2014 qui annonce l’avènement des moteurs V6 hybrides, certains équipements ne sont plus du tout adaptés aux exigences des nouveaux moteurs. Ainsi, à partir de 2016, Renault décide d’investir massivement dans la modernisation et l'agrandissement des infrastructures de l'usine de Viry à la suite de son retour en F1 en tant que constructeur.
Initialement d'une surface de 4 000 m2, les ateliers F1 de la marque au losange s'étendent désormais sur une surface de 25 300 m2 à la suite de la cinquième extension des locaux. Comme pour le site d'Enstone, l'usine de Viry possède également une salle des opérations qui rassemble les ingénieurs moteurs qui sont en liaison avec leurs binômes envoyés sur les Grands Prix les jours de course. Le centre dispose de 20 bancs d'essais sur lesquels sont testés les moteurs de développement des monoplaces en conditions réelles. La majorité des pièces composant le groupe propulseur sont fabriquées par Mecachrome, le prestataire historique de Renault en F1. Comportant près de 450 collaborateurs, il abrite également la direction administrative de l'écurie. Le site de Viry-Châtillon est certifié ISO 14001 depuis 2011. En 2024, le site francilien compte près de 350 salariés. En août 2024, un projet d'abandon de la production des moteurs Renault pour Alpine en F1 à compter de 2026 est évoqué par le groupe Renault. Pour tenter de faire infléchir la direction, les salariés du site de Viry rédigent un communiqué pour demander à Luca De Meo de renoncer à son projet. Lors du GP de Monza, ces derniers arborent des tee-shirts portant la mention « #ViryOnTrack ». En septembre 2024, le groupe Renault annonce l'arrêt de la production des unités de puissance pour la F1 à partir de 2026, générant une économie estimée à 103 millions d'euros

#### Site d'Enstone

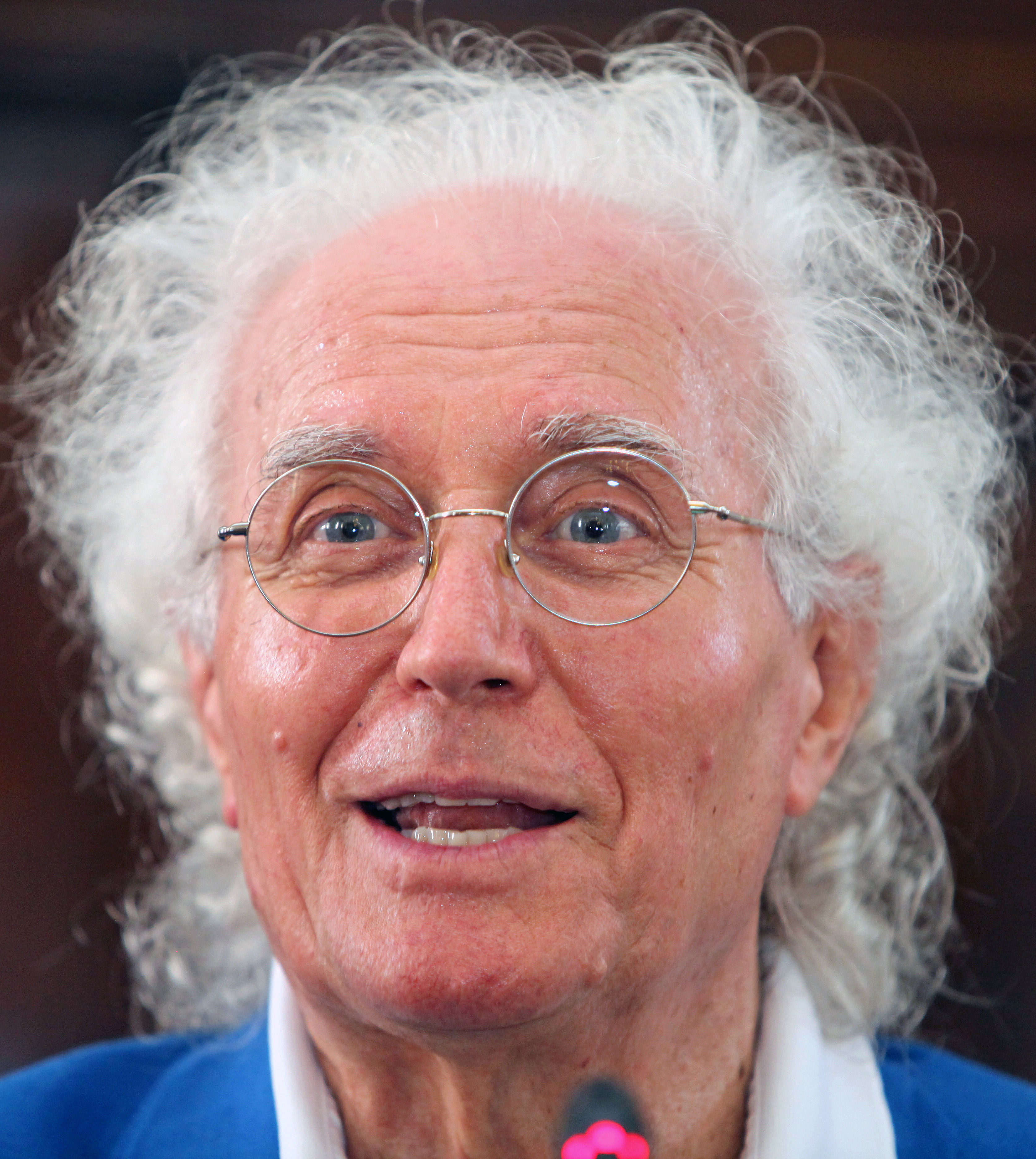
Luciano Benetton fait construire l'usine d'Enstone en 1991 pour son équipe de F1, Benetton Formula, rachetée par Renault en mars 2000.

Au début des années 1990, les dirigeants de Benetton Formula souhaitent réunir les sites de Witney et Godalming dans une seule et même usine. En 1991, le directeur de l'ingénierie Tom Walkinshaw trouve alors un terrain situé à Enstone, commune située à une vingtaine de kilomètres d'Oxford, au niveau d'une ancienne carrière. L'équipe effectue le déménagement durant l'hiver 1992. Les locaux de l'usine se situent au Whiteways Technical Centre, Chipping Norton OX7 4EE à Enstone. Ils sont implantés dans une région décrite comme la « Silicon Valley de la F1 » en raison de la présence de la majorité des écuries du plateau dans cette zone. L'usine britannique de Renault s'étend sur une surface de 50 000 m2 abritant l'ensemble des départements impliqués dans l'étude, la conception, l'assemblage et la mise au point des monoplaces de l'écurie française. En effet, près de 90 % du châssis des monoplaces est conçu dans cette usine qui est active 24 heures sur 24, sept jours sur sept.

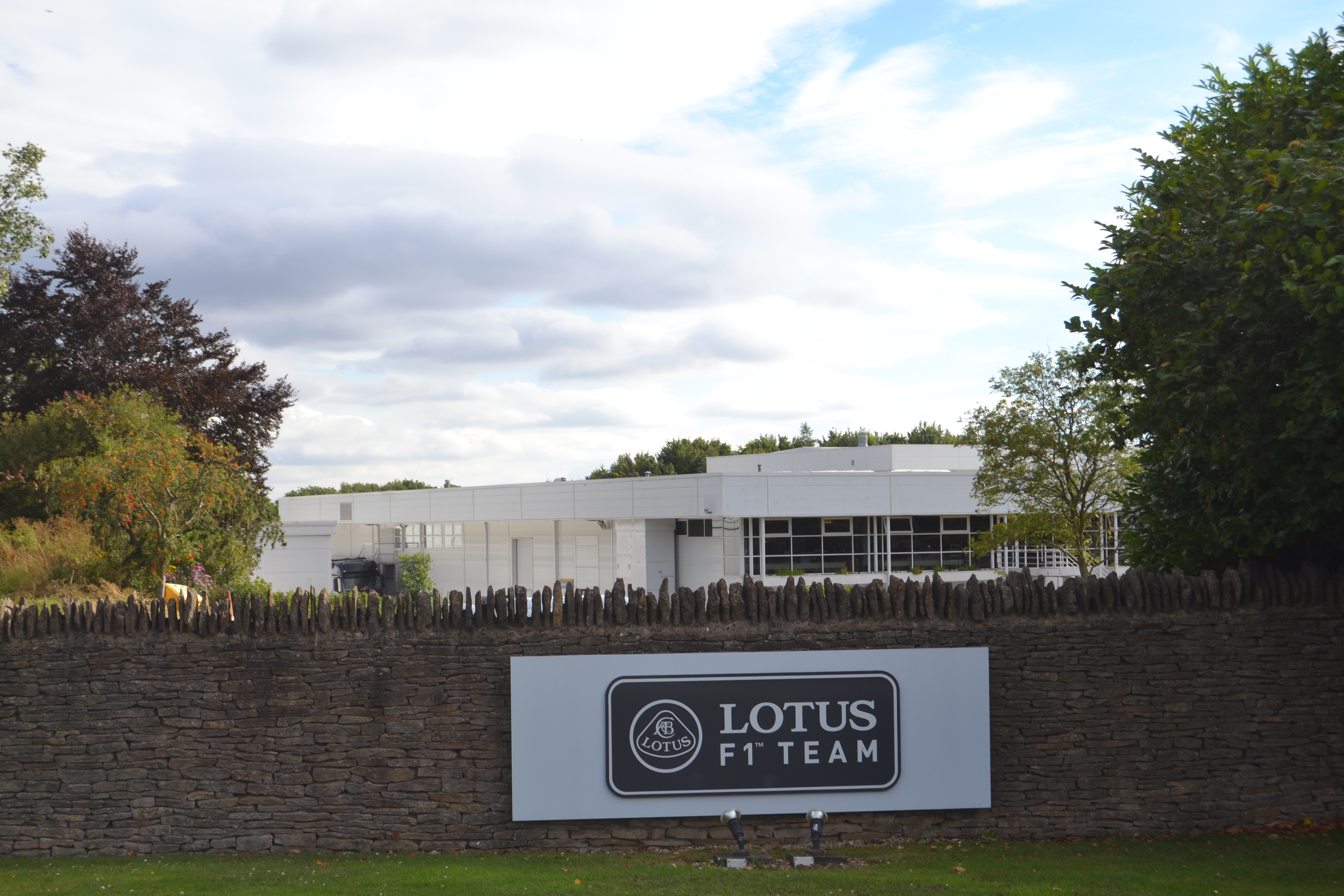
Vue extérieure sur l'usine d'Enstone en 2015.

Le bureau d'étude, regroupant plus de 70 ingénieurs, est divisé en plusieurs spécialités : conception mécanique, conception de la transmission, analyse des contraintes et performances du véhicule. Ce sont près de 19 000 dessins réalisés en conception assistée par ordinateur (CAO) qui sont nécessaires afin de définir les 15 000 composants d'une monoplace. Les ingénieurs disposent aussi d'une salle de maquette numérique (DMU pour digital mock-up) qui remplace les maquettes en plastique utilisées autrefois permettant de concevoir les monoplaces.
Depuis 1998, le centre possède une soufflerie à veine fermée, fonctionnelle 24h/24, d'une surface de 2 674 m2 permettant de passer au crible l'aérodynamisme des monoplaces par l'intermédiaire d'une maquette à 60 % positionnée sur une piste face à un flux d'air fixé par la FIA à 50 mètres par seconde. Depuis 2014, l'activité soufflerie est encadrée par la FIA avec une limite de 520 passages sur une période de huit semaines. En complément de la soufflerie, les ingénieurs de l'entité française s'appuient depuis 2008 sur un centre de calcul de mécanique des fluides numérique (CFD) qui correspond à une soufflerie numérique. Ce bâtiment cylindrique, destiné à l'étude de la dynamique des fluides, est muni d'un supercalculateur d'une longueur de 52 mètres capable de résoudre près de 45 milliards de calculs par seconde et destiné à simuler la complexité des interactions entre les flux d'air et les monoplaces.
De plus, le site anglais de l'écurie tricolore englobe le département composites, l'un des plus grands de l'usine, où sont fabriquées la majorité des pièces en fibre de carbone, un matériau deux fois plus résistant et cinq fois plus léger que l'acier. Les pièces sont également conçues à partir de titane, d'aluminium et d'Inconel. Ce département mobilise une cinquantaine de personnes chargées de transformer les patrons élaborés par les ingénieurs en pièces réelles à l'aide d'une vingtaine de machines à commandes numériques multi-axes. La structure d'Enstone est également constituée d'un département de fabrication (en charge principalement de la confection des radiateurs et des échappements), d'un laboratoire d’analyse et de contrôle qualité (chargé d'inspecter les pièces produites via l'imagerie 3D, la radiographie ou encore via des tests non destructifs), d'une salle d’assemblage finale où les différentes sous-structures sont assemblées en voiture complète, d'un atelier de peinture des monoplaces et d'un département de recherche et développement.
En outre, l'usine est dotée d'un banc d'essai à sept vérins, dénommé « Seven-post-rig », qui reproduit les conditions réelles des circuits (aspérité du tracé, chocs encaissés par les monoplaces, passages sur les vibreurs , etc.). Cet élément clé de la recherche et du développement est exploité par les ingénieurs dans le but d'étudier et d'améliorer les réglages des voitures au niveau de la suspension. Les données recueillies au cours des essais libres du vendredi sont intégrées au banc afin d'examiner les différents paramétrages et leur impact sur les performances de la voiture en piste. Pour ce faire, quatre vérins hydrauliques placés sous les roues reproduisent les bosses et les changements de carrossage tandis que trois vérins supplémentaires – appelés « aérochargeurs » – reproduisent le roulis, le tangage et l'appui aérodynamique. Un amortisseur de masse, placé juste en dessous de l'endroit où le conducteur est assis, simule la dynamique de la présence humaine.
Le site industriel d'Enstone comporte depuis 2011 un simulateur de pilotage qui est basé sur le jeu vidéo R Factor Pro. Acheté auprès de McLaren, ce simulateur, strictement réservé aux pilotes, est exploité par les ingénieurs afin d'étudier les effets des différents paramétrages de la monoplace sur son comportement sur la piste. L'enjeu du simulateur est de représenter le plus fidèlement possible la dynamique et le comportement d'une vraie voiture sur piste. En effet, son objectif principal est de contribuer de manière critique au développement de la voiture. Il comprend cinq projecteurs haute définition et un moteur de direction qui donne une représentation réaliste des forces générées par les pneus. L'équipe effectue une centaine de jours de tests par an, la majeure partie des tests étant réalisée par les pilotes de l'Alpine Academy.
Par ailleurs, les locaux britanniques de l'équipe renferment une salle de télémétrie et d’analyse de données et, depuis 2017, une salle des opérations qui est utilisée lors des Grands Prix pour faire le lien avec le circuit et les ingénieurs d'Enstone ainsi que ceux de Viry. Cette salle est équipée de vingt-quatre bureaux, de six écrans géants ainsi que de systèmes de radio et de télémétrie. Doté de nombreuses technologies de pointe, le centre technique de Whiteways est également chargé de la conception et du montage des boîtes de vitesses et de l'électronique. De plus, l'antenne anglaise de l'écurie tricolore est équipée d'une cantine et d'un espace destiné au sport dénommé Human Performance Centre.
Au total, ce sont plus de 900 collaborateurs d'une trentaine de nationalité qui travaillent au sein de l'usine située à une heure et demie de l'aéroport de Londres-Heathrow.

### Logistique
Sur chaque Grand Prix, trente-cinq tonnes de matériel sont transportées à travers les cinq continents pour un total de 116 000 km effectués par an. Sur ces trente-cinq tonnes, trente tonnes concernent la partie châssis et cinq concernent la partie moteur. Ce matériel transporté comprend le garage, les bureaux, les salons de réception ainsi que la cuisine. Ce sont près de cent personnes qui voyagent à chaque Grand Prix (quatre-vingt provenant du site d'Enstone, vingt du site de Viry-Châtillon). L'équipe utilise trois moyens pour le transporter : le transport routier pour les Grand Prix européens assez proches via des camions équipés de systèmes de tracking, le fret aérien sous la responsabilité de la société Formula One Management et le fret maritime via cinq kits contenant trois à cinq containers chacun pour toute la saison. Les éléments qui affectent directement les performances d'Alpine (monoplaces, leurs pièces et les outils) voyagent par voie aérienne tandis que les structures de garage et d'hospitalité, trop lourdes pour être expédiées par avion, voyagent par voie maritime. L'écurie française emploie seize camions afin de transporter les trente-cinq tonnes de matériel à chaque Grand Prix.
Chaque pilote dispose de 20 trains de pneus qu'il peut utiliser pendant le week-end : deux trains de pneus durs, trois médiums, huit tendres (ces trois trains sont appelés « slicks » et sont utilisés lorsque la piste est sèche), quatre trains intermédiaires et trois entièrement mouillés. Ces deux derniers trains sont utilisés lorsque la piste est mouillée.

### Motorhome
Comme toutes les équipes, Alpine F1 Team possède un motorhome déployé lors des Grands Prix. Cet espace d’accueil ultramoderne, d’une surface de 155 m2 sur deux niveaux, est destiné à accueillir non seulement l’ensemble des membres de l’équipe mais aussi les partenaires ainsi que les médias et invités. Le motorhome dispose d’espaces de réception au rez-de-chaussée, d’espaces privatifs à l’étage, de salles de réunion pour les responsables du marketing et de la communication, d’un espace détente avec télévision, de deux chambres réservées aux pilotes à l’étage et d’une cuisine de 10 m2 où sont préparés près de 300 repas par jour durant les semaines de Grand Prix. Au rez-de-chaussée, l’espace de restauration compte dix-huit tables, un buffet ainsi qu’un bar. Cet espace d’hospitalités emploie trois chefs cuisiniers, trois hôtesses ainsi que deux personnels en salle. Pour mettre en place cette structure, ce sont dix-sept semi-remorques qui sont utilisés.

### Alpine Academy

Logo de l'Alpine Academy.

En avril 2001, Flavio Briatore et Bruno Michel lancent un programme baptisé Renault Driver Development. Ce programme a vocation à détecter de jeunes talents dans différentes catégories de la course automobile afin de les amener au plus haut niveau de compétition. Une fois repérés, Renault se charge de les inscrire dans la catégorie qui leur convient le mieux pour se développer à l'image des championnats de GP2 Series (devenu Formule 2), de F3 Euroseries (devenu Formule 3) ou encore du World Series by Renault. Un impératif de résultat leur est fixé et un bilan de fin de saison permet d'évaluer non seulement les résultats obtenus sur la piste mais aussi leur motivation et leur professionnalisme. En outre, les jeunes pilotes suivent un programme sportif quotidien et sont contrôlés de façon régulière de manière à évaluer leur niveau et leur progression. Durant toute la saison, ils s'entraînent de façon spécifique et individualisée au sein du Johnson Human Performance Centre, une salle de sport située dans l'enceinte du site d'Enstone de l'écurie française.

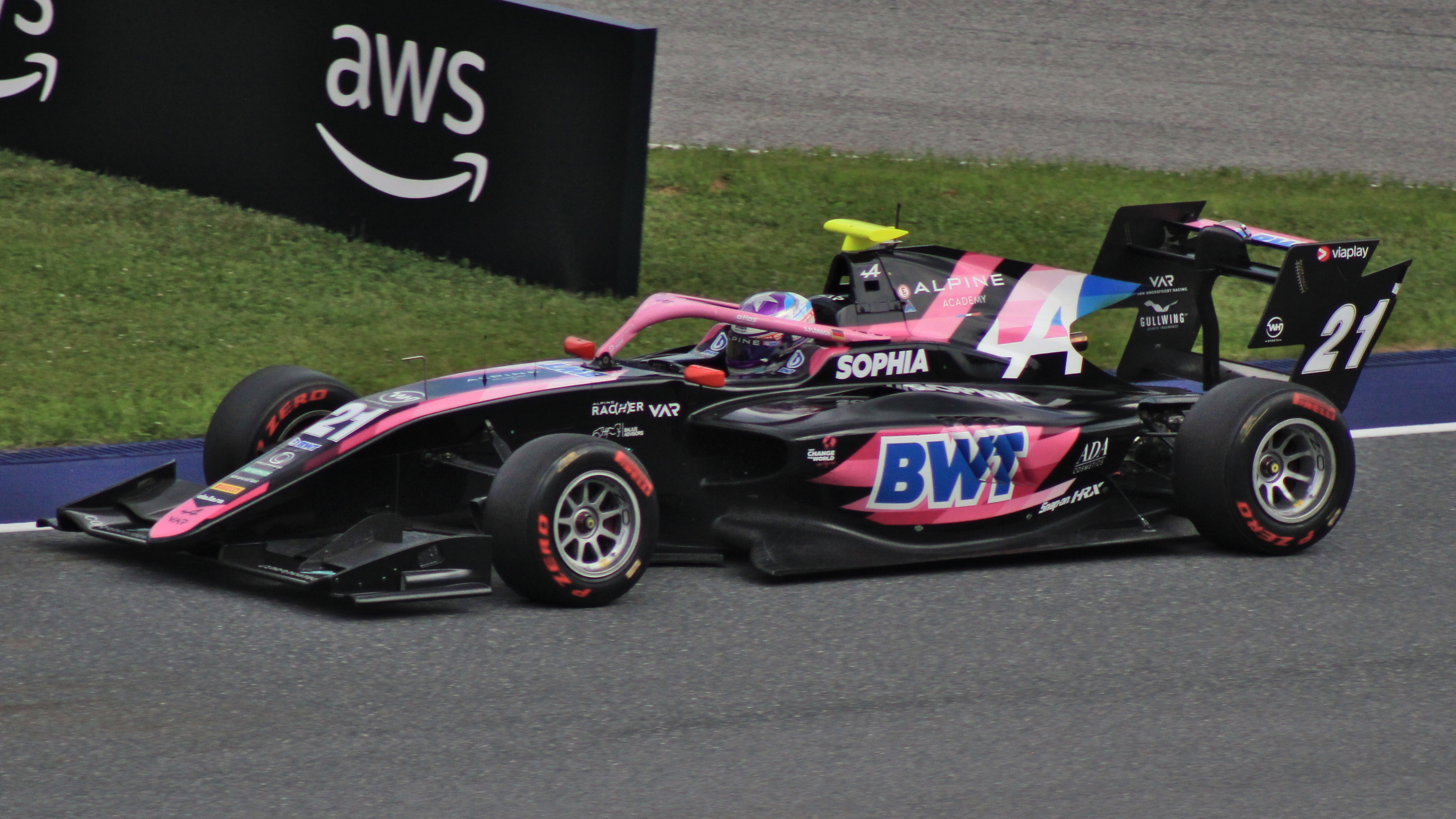
Sophia Flörsch avec la livrée Alpine en Formule 3 en 2024.

En 2016, avec le retour de Renault en F1 en tant que constructeur, l'académie devient la Renault Sport Academy.
Le 31 août 2019, Anthoine Hubert, membre de la Renault Sport Academy, est impliqué dans un accident lors de la course longue de Formule 2 sur le circuit de Spa-Francorchamps. À l'entame du deuxième tour, sa monoplace de l'écurie Arden sort violemment de la piste à la sortie du Raidillon de l'Eau Rouge à la suite d'un accrochage avec la voiture de Ralph Boschung qui ralentit pour éviter la monoplace de Giuliano Alesi, parti en tête à queue devant lui. Après avoir tapé les murs de pneus, la voiture d'Hubert rebondit dans la zone de dégagement asphaltée et est alors percutée à pleine vitesse par celle de l'Américain Juan Manuel Correa. Sous la violence du choc, la monoplace se désintègre et est coupée en deux au niveau même du baquet. Hubert est tué sur le coup ,,.
En 2021, l'académie est rebaptisée Alpine Academy. Ce programme a notamment vu passer dans ses rangs des pilotes qui ont connu par la suite la Formule 1 à l'image du Polonais Robert Kubica, du Brésilien Lucas di Grassi, du Finlandais Heikki Kovalainen, des Français Romain Grosjean, Charles Pic, Esteban Ocon, du Chinois Zhou Guanyu ou encore de l'Australien Oscar Piastri. L’été 2022 est marqué par la médiatisation du conflit entre Alpine F1 Team et Oscar Piastri au sujet de son contrat. À la suite de l’annonce du départ de Fernando Alonso pour Aston Martin en 2023, l’écurie française communique que Piastri, alors pilote de réserve, prendra le volant en tant que titulaire la saison suivante. Mais l’Australien dément publiquement l’information, déclarant qu’il ne pilotera pas pour Alpine. En réalité, malgré plusieurs promesses, aucun contrat valide ne le lie à l’équipe. Piastri choisit alors de rejoindre McLaren, qui lui propose un volant pour 2023. Le litige est porté devant le Contract Recognition Board (CRB), qui tranche en faveur de McLaren, estimant que l’écurie britannique détient le seul contrat valable avec le pilote.
Le Britannique Julian Rouse est le directeur de l'académie depuis 2022. En mars 2022, l'Alpine Academy lance le programme Alpine Affiliate qui a vocation à apporter un soutien et à développer les pilotes les plus prometteurs débutant leur carrière en sport automobile. En plus du soutien professionnel apporté à ses membres, le programme offre la possibilité à ses affiliés d'utiliser les installations de l'équipe à Enstone. Ce programme est supervisé par Julian Rouse et Davide Brivio. Depuis mai 2022, la Britannique Alice Powell officie en tant que mentor en identification et développement de talents pour l’Alpine Academy.

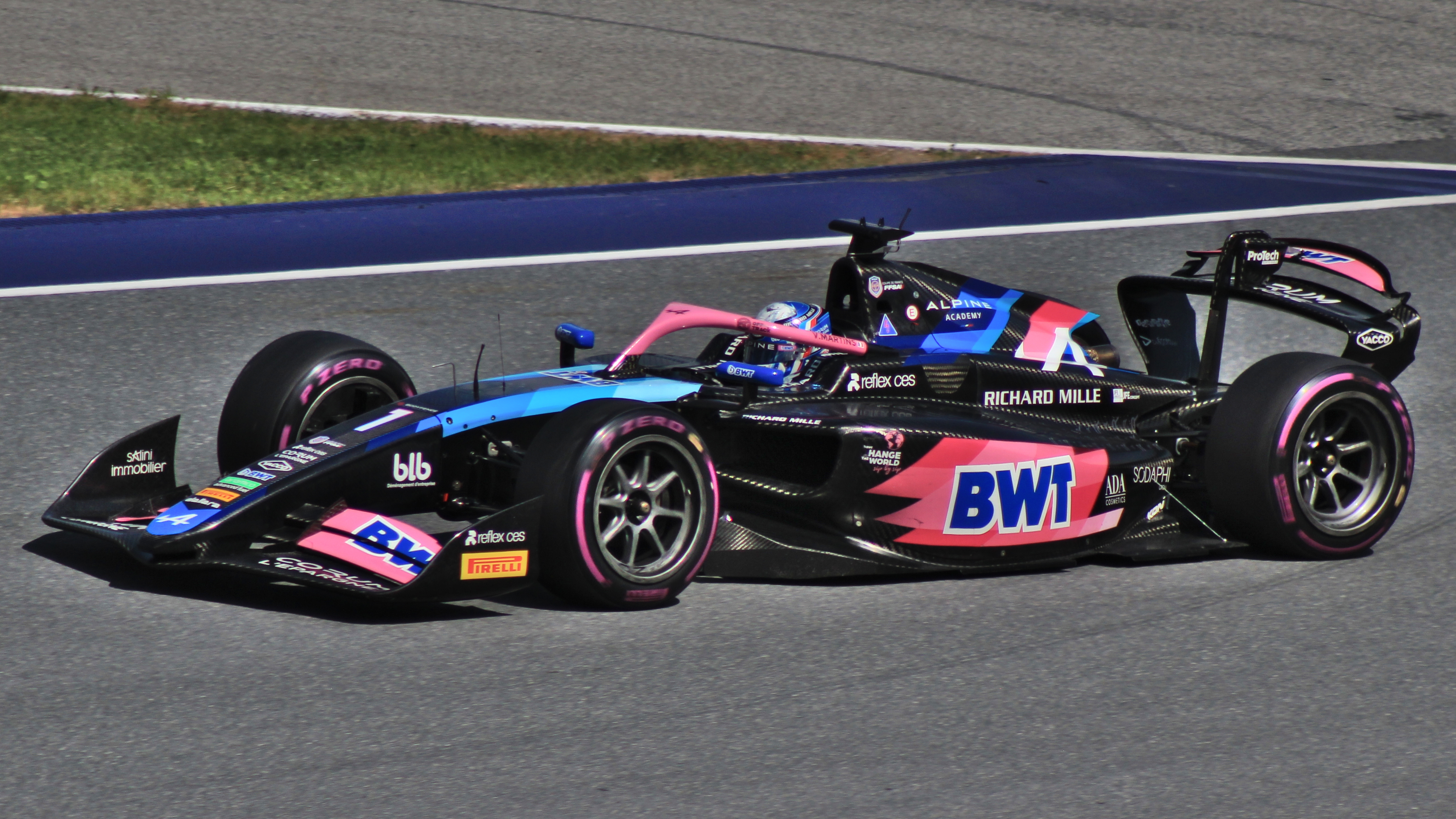
Victor Martins lors du championnat de Formule 2 en 2024.

Les membres actuels de l'Alpine Academy et du programme Alpine Affiliate sont résumés dans le tableau ci-dessous,.
Les pilotes de la promotion 2025 de l'Alpine Academy sont présentés dans le tableau ci-dessous : 
| Pilote              | Entrée         | Catégorie             | Écurie            |
| Alpine Academy      | Alpine Academy | Alpine Academy        | Alpine Academy    |
| ------------------- | -------------- | --------------------- | ----------------- |
| Ilie Tristan Crisan | 2025           | Karting               | Kart Republic     |
| Keanu Al Azhari     | 2025           | Formule 3 britannique | Hitech Grand Prix |
| Nina Gademan        | 2025           | F1 Academy            | Prema Racing      |
| Kabir Anurag        | 2024           | Formule 4 Italie      | US Racing         |
| Nicola Lacorte      | 2024           | Formule 3             | DAMS Lucas Oil    |
| Kush Maini          | 2023           | Formule 2             | DAMS Lucas Oil    |
| Gabriele Minì       | 2023           | Formule 2             | Prema Racing      |

## Aspects juridiques et économiques

### Aspects juridiques

#### Statut juridique
Le site d’Enstone de l’écurie française est rattaché à l’entité Alpine Racing Limited depuis 2021, après avoir été rattaché à Renault Sport Racing Limited. Le siège social est basé au Whiteways Technical Centre, Enstone, Chipping Norton, Oxfordshire, OX7 4EE.
Concernant le site de Viry-Châtillon, il est rattaché à l'entreprise Alpine Racing SAS après avoir été relié à Renault Sport Racing. Son siège social est situé au 1-15 rue du Président Kennedy, 91170 Viry-Châtillon. La société Alpine Racing possède le statut de société par actions simplifiée (SAS).
Bien qu'Alpine F1 Team ait la particularité d'être basée dans deux pays différents, l'écurie au A fléché participe au championnat du monde de Formule 1 avec une licence française.

#### Organigramme
Le tableau ci-dessous présente l'organigramme d'Alpine F1 Team.
| Fonction                                                 | Nom                  |
| -------------------------------------------------------- | -------------------- |
| Président-directeur général                              | Philippe Krief       |
| Conseiller exécutif                                      | Flavio Briatore      |
| Directeur d'équipe                                       | Steve Nielsen        |
| Directeur technique exécutif                             | David Sanchez        |
| Directeur de la compétition                              | Dave Greenwood       |
| Directeur de la stratégie et du sport                    | Richard Lockwood     |
| Directeur technique (ingénierie)                         | Joe Burnell          |
| Directeur technique (aérodynamique)                      | David Wheater        |
| Responsable du développement aérodynamique               | Kris Midgley         |
| Directeur technique (performance)                        | Ciaron Pilbeam       |
| Directeur de l'Alpine Academy                            | Julian Rouse         |
| Directeur technique du département moteur                | Éric Meignan         |
| Responsable équipe de course                             | Rob Cherry           |
| Designer en chef                                         | Simon Virrill        |
| Aérodynamicien en chef                                   | Michael Broadhurst   |
| Ingénieur en chef                                        | Benjamin Norton      |
| Ingénieur en chef adjoint                                | Jacopo Fantoni       |
| Responsable de la performance du véhicule                | Vin Dhanani          |
| Chef d'équipe                                            | Des Boyles           |
| Responsable de l’usinage des composites                  | Darren Ward          |
| Chef mécanicien                                          | Jason Milligan       |
| Directeur des opérations de l'usine d'Enstone            | John Woods           |
| Directrice des opérations de l'usine de Viry-Châtillon   | Audrey Vastroux      |
| Ingénieur de course                                      | Karel Loos           |
| Ingénieur de course                                      | Josh Peckett         |
| Ingénieur de course                                      | John Howard          |
| Ingénieur d'assistance à la course                       | Raul Ubeda           |
| Responsable du groupe de performance des véhicules       | Richard Frith        |
| Ingénieur performance véhicule                           | Annalisa Aicardi     |
| Chef de département production                           | Jean-Philippe Aignan |
| Responsable des systèmes de performance                  | Pierre Genon         |
| Responsable de la construction et des tests              | Dalia Ramos          |
| Responsable du développement des matériaux               | Mick Butler          |
| Chef d'équipe garniture composite / assemblage           | Reece Witchell       |
| Motoriste                                                | Valentin Goubaud     |
| Ingénieur en chef hydrogène                              | Pierre-Jean Tardy    |
| Chef d'équipe de conception aérodynamique                | Sébastien Parvery    |
| Chef du service performance des systèmes et applications | Nicolas Cuturello    |
| Chef du département suspensions                          | Sébastien Bourgeais  |

| Fonction                                             | Nom                 |
| ---------------------------------------------------- | ------------------- |
| Directeur IS/IT                                      | Pierre d'Imbleval   |
| Directeur design                                     | Antony Villain      |
| Directeur financier                                  | Gemma Lang          |
| Directeur RH                                         | Solmaz Jabari       |
| Directeur marketing mondial                          | Guy Martin          |
| Responsable du groupe technologie aérodynamique      | Robbie Stevens      |
| Ingénieur principal pour la gestion thermique        | Steve Fenwick       |
| Responsable de la performance humaine                | David Thompson      |
| Directeur développement durable                      | Cédric Caret        |
| Responsable développement durable                    | Emilie Desjardins   |
| Responsable des partenariats techniques & innovation | Ian Goddard         |
| Responsable de la gestion des partenaires            | Luca Mazzocco       |
| Directrice financière                                | Joana de Epalza     |
| Directeur business développement                     | François Pierrard   |
| Responsable logistique                               | Jean-Pierre Raymond |
| Directeur des ressources humaines                    | Claire Mesnier      |
| Directeur de la communication                        | Mario Almeida       |
| Attaché de presse                                    | James Lloyd         |
| Directeur juridique                                  | Michaell Smith      |
| Directeur du sponsoring                              | David Gendry        |
| Responsable peinture et visuels                      | Joe McNamara        |
| Mentor en identification et développement de talents | Alice Powell        |
| Juriste                                              | Caroline McGrory    |

### Aspects économiques

#### Actionnariat

Le groupe français Renault est l'actionnaire majoritaire de l'écurie Alpine F1 Team.

Avant son premier retrait de la Formule 1 puis à son retour en 2000, l'écurie Renault est détenue intégralement par le groupe Renault. À la fin de l'année 2009, le constructeur français cède 75 % de ses parts au fonds d'investissement luxembourgeois Genii Capital avant de se désengager totalement fin 2010.
En 2016, à la suite du rachat de Lotus F1 Team pour un euro symbolique, l'écurie française est alors détenue à 90 % par la firme au losange et à 10 % par Genii Capital. En mars 2022, Renault annonce avoir racheté les 10 % du capital qui restaient détenus par le fonds luxembourgeois. Renault détient donc 100 % de l'écurie, Genii Capital restant partenaire de l'équipe et présent sur les pontons de la voiture.
En juin 2023, un groupe d'investisseurs américains composé des fonds Otro Capital, RedBird Capital Partners et Maximum Effort Investments (dirigé par les acteurs Ryan Reynolds et Rob McElhenney) rachète 24 % des parts d'Alpine Racing Ltd, l'entreprise basée à Enstone qui gère Alpine F1 Team. Ce rachat représente un apport financier de 200 millions d'euros pour l'écurie française. Cette dernière se trouve ainsi valorisée à hauteur de 900 millions d'euros. En 2023, d'autres investisseurs ont rejoint le consortium, notamment les joueurs de NFL Patrick Mahomes et Travis Kelce mais aussi le golfeur Rory McIlroy, l'ancien champion de boxe poids lourd Anthony Joshua ou encore les footballeurs Trent Alexander-Arnold et Juan Mata.

#### Budget prévisionnel
En 2005, Renault F1 Team bénéficie d'un budget de 261 millions d'euros. En 2006, celui-ci atteint 272 millions d'euros puis 251 millions d'euros pour la saison suivante,. En 2017, l'écurie française prévoit un budget de 250 millions d'euros.
En 2020, elle dispose d'un budget estimé à 341 millions d'euros, derrière Red Bull Racing avec 453 millions d'euros mais devant McLaren F1 Team (291 millions d'euros).
Depuis 2021, le budget de fonctionnement des écuries est plafonné et s’élève à 125 millions d'euros. Ce budget plafonné ne prend pas en compte le salaire des pilotes ni les dépenses liées au marketing. En 2022, le plafond est fixé à 121 millions d'euros. De plus, le budget d'investissement est également plafonné à 36 millions de dollars étalés sur 4 ans.

#### Chiffre d'affaires
En 2017, l'écurie tricolore présente un chiffre d'affaires estimé à 154,2 millions d'euros contre 135,5 millions d'euros en 2016 et ce, malgré une baisse des revenus liés aux droits télés. En effet, la part du sponsoring augmente significativement entre 2016 et 2017. Renault F1 Team enregistre un bénéfice de 3,7 millions d'euros en 2017 alors qu'en 2016, la structure bicéphale affiche une perte évaluée à 1,25 million d'euros. En 2018, l'écurie française voit son chiffre d'affaires augmenter avec un chiffre estimé à 164,5 millions d'euros mais son déficit se creuse à 8,3 millions d'euros à la suite des nombreuses dépenses entreprises pour renforcer ses effectifs et moderniser ses usines d'Enstone et de Viry,.

#### Partenariats
En 2025, Alpine F1 Team compte une vingtaine de partenaires à l'image de BWT (partenaire titre), Eni, MSC Croisières, H. Moser & Cie, R5 Turbo 3E, Arctic Wolf, ApeCoin, Amazon Music, Banco BRB, Binance, Businessolver, Canel's, Castore, Claro, Eurodatacar, Infinox, Mercado Libre, Mobilize, Microsoft, Modo Casino, Mntn, New Era, Oakberry, Qatar Airways, Shamir, Sprinklr, The Venetian Resort, Xbox, Boeing, Viagogo.

#### Équipementiers
En 2025, Alpine F1 Team collabore avec une dizaine de fournisseurs à l'image d'Alpinestars, GCaps, Matrix, 3D Systems, Built for athletes, Jaaq, Lumi, M-Experiment, Mission, Pirelli, Roland DG, Trak Racer.

## Soutien et image

### Affaire du Crashgate

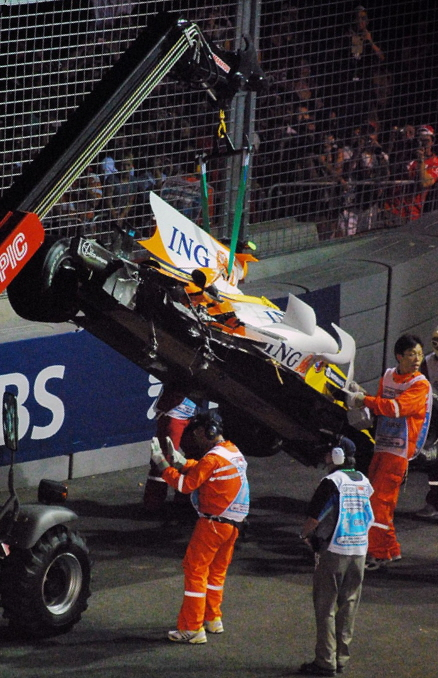
La monoplace de Nelson Piquet Jr. crashée par son pilote pour favoriser son coéquipier Alonso au Grand Prix de Singapour 2008.

Écarté du Renault F1 Team par Flavio Briatore pour des performances jugées décevantes, Nelson Piquet Jr. affirme en 2009, via le média brésilien TV Globo, que Briatore et Pat Symonds lui ont demandé de se crasher volontairement lors du Grand Prix de Singapour en 2008 de manière à provoquer la sortie d’une voiture de sécurité et de favoriser la victoire de son coéquipier Alonso, parti à la quinzième place sur la grille de départ. En effet, au treizième tour du Grand Prix de Singapour en 2008, le premier Grand Prix disputé de nuit de l'histoire de la discipline, le pilote brésilien effectue une sortie de piste nécessitant l'intervention de la voiture de sécurité au moment où son coéquipier, Fernando Alonso, rentre aux stands. Ce qui va permettre à l'Espagnol, profitant des mésaventures de Felipe Massa, Robert Kubica et Nico Rosberg, de décrocher la victoire, la première pour l'écurie Renault F1 Team depuis le Grand Prix du Japon en 2006.
Le directeur de l’écurie est radié à vie par le tribunal de la FIA et l’écurie française obtient une suspension de deux ans avec sursis. Briatore et Symonds sont limogés de leurs postes et l'écurie tricolore perd le soutien d'ING, son sponsor principal, ainsi que de Mutua Madrileña. Le 5 janvier 2010, à la suite du recours demandé par Briatore, le Tribunal de Grande Instance de Paris annule le jugement de la FIA qui fait appel de cette décision. Un accord est trouvé en avril, lequel stipule que Briatore est interdit d'exercer en F1 jusqu'à la fin de la saison 2013.
Les conséquences du scandale sont importantes pour l'équipe française : Renault décide de se retirer partiellement en 2010 en cédant la majorité de ses parts à Genii Capital avant de se désengager totalement en tant que constructeur à partir de 2012.

### Modèles de série

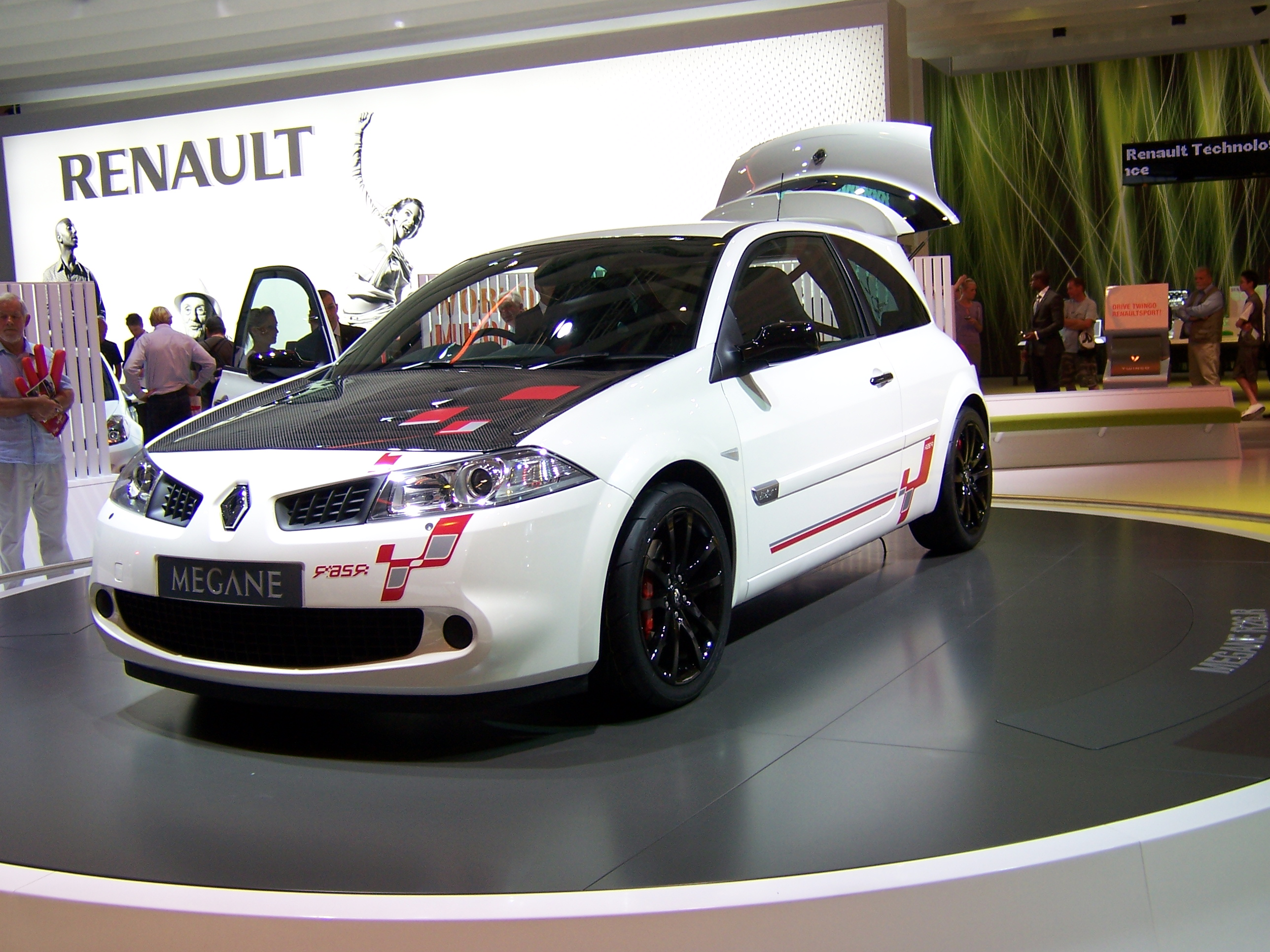
La Renault Megane R26-R.

Après son premier sacre mondial en tant que constructeur sur la scène de la F1, Renault souhaite exploiter son succès sportif dès la fin de l'année 2005 pour mettre en avant son savoir-courir et son savoir-faire en diffusant notamment des affiches publicitaires. Cependant, la firme au losange se heurte à une certaine prohibition de la part du gouvernement français qui juge ce message contraire à sa politique en matière de sécurité routière. En effet, une affiche montrant la Renault R25 championne du monde garée sur un parking à côté d'une voiture de série de la marque est interdite de diffusion en France en 2006. Ce n'est qu'à la suite du second succès mondial du Renault F1 Team que le gouvernement français se voit contraint de lâcher du lest et autorise certaines publicités de la marque au losange après validation du bureau de vérification de la publicité. Les annonces publicitaires du groupe Renault mettant en exergue son succès en F1 font ainsi leur apparition dans la presse française à la fin de l'année 2006 avec le slogan « Quand on réussit là, on peut réussir partout ».

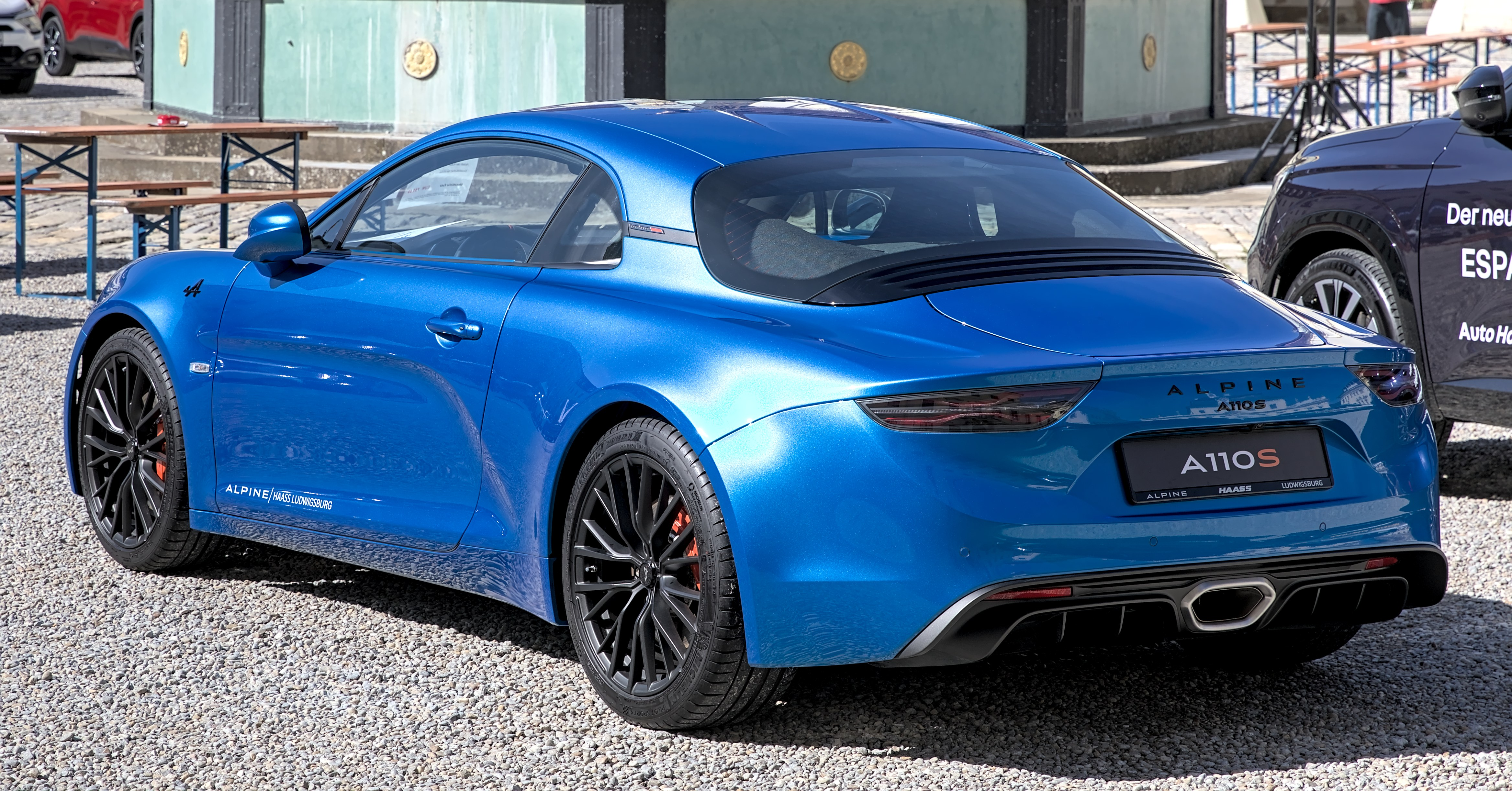
L'Alpine A110 est la sportive la plus vendue en France en 2022.

Afin de célébrer les titres de champion du monde décrochés en 2005 et en 2006 par l'écurie Renault F1 Team, Renault Sport commercialise la Renault Megane F1 Team R26 de 2006 à 2009. Présentée lors du Mondial de l'automobile de Paris en 2006, la plus sportive des Megane présente un châssis Cup de série, des amortisseurs et des suspensions spécifiques ainsi que des étriers de frein Brembo. À l'intérieur de l'habitacle, on retrouve des sièges baquets Recaro en cuir-alcantara. La voiture, conçue dans l'usine Renault Alpine de Dieppe, est dotée d'une puissance s'élevant à 230 chevaux. Elle est élue « sportive de l'année 2007 » puis « sportive de l'année 2008 » dans sa version R26-R par le magazine Échappement, ainsi que par le magazine anglais Evo. En outre, la Megane R26-R obtient en 2008 le record du tour sur la piste du circuit du Nürburgring dans sa catégorie des compactes sportives avec un temps de 8 min 17 s. Ce record est battu en 2019 par la quatrième génération de la Megane RS avec la version Trophy-R,.
En 2022, l'Alpine A110 est devenue la sportive la plus vendue en France avec 2 138 voitures neuves vendues. En 2023, en marge du Grand Prix de Grande-Bretagne de F1, Alpine dévoile une série limitée à 300 exemplaires de l'Alpine A110 S dénommée « Enstone Edition » faisant référence à l'usine britannique d'Alpine F1 Team. Le 18 octobre 2023, l'Alpine A110 R est élue « sportive de l'année 2023 » par le magazine français Auto Moto.

## Culture populaire

### Cinéma
En 2010, dans le cadre de son partenariat avec Renault F1 Team, Total réalise son premier film événementiel en 3D d'une durée de 107 secondes dénommé Total Moon Race.
Depuis 2019, les membres de l'écurie française font régulièrement partie des épisodes de la série documentaire créée par Netflix Drive to survive. Sur les trois premières saisons, Cyril Abiteboul, le directeur d'équipe du Renault F1 Team, est l'un des protagonistes de la série.
En 2021, afin de célébrer le lancement d'Alpine F1 Team en Formule 1, Gatis Murnieks produit le film Renault - Tribute to Alpine avec la voix-off d'Alain Prost.
En 2025, pour les besoins du thriller d'action Rapide qui traite de l'égalité des chances entre les femmes et les hommes dans l’univers du sport automobile, la firme au A fléché prête une monoplace Alpine F1 ainsi que des Alpine A110.

### Littérature
En 2019, dans le nouvel album de la saga Michel Vaillant, le héros éponyme est appelé à la rescousse par l'équipe du Renault F1 Team pour remplacer un de ses pilotes blessés lors du Grand Prix de France qui se dispute au Castellet.

### Musique
En 2019, l'influencer et rappeur français Brawks interprète le titre The Sound of R.S. Les pilotes du Renault F1 Team, Daniel Ricciardo et Nico Hülkenberg, font leur apparition dans le clip.

### Roadshow
Depuis 2003, le Renault F1 Team organise des spectacles urbains dénommés Renault F1 Team Roadshow. Le premier roadshow a lieu dans le centre-ville de Madrid en 2003 avec la Renault R23 devant près de 100 000 spectateurs. Ces tournées de promotion et de démonstration mettent en scène les monoplaces de l'écurie dans les rues de grandes métropoles à travers le monde à l'image de Tokyo, New Delhi, São Paulo, Rome, Istanbul ou encore Johannesbourg. En mai 2006, à l'occasion des 40 ans de l'usine Renault de Séville, devant plus de 250 000 personnes, Fernando Alonso effectue un roadshow dans les rues de la ville andalouse au volant de la Renault R25. La marque au losange profite de l'évènement pour mettre en avant les voitures qui font partie de l'histoire de Renault dans le sport à l'image de la Renault RS01 pilotée par René Arnoux, de la Renault 5 Maxi Turbo conduite par Jean Ragnotti ou encore de la Renault Alpine A442B vainqueur des 24 Heures du Mans en 1978.
En 2022, dans le cadre de la cérémonie de remise du Ballon d'Or France Football, Esteban Ocon effectue un roadshow avec l’Alpine A522 devant le théâtre du Châtelet pour amener le trophée.